# Neo Magazin Royale/Episodenliste
Diese Episodenliste enthält die Zusammenfassungen der Episoden bzw. Folgen der deutschen humoresken Fernsehshow Neo Magazin Royale sowie deren Vorgängershow Neo Magazin. Sortiert sind diese nach dem Erstausstrahlungstermin auf dem trimedialen Spartensender ZDFneo.

Logo des Neo Magazin Royale

## Übersicht
| Sendungsname       | Staffel | Episodenanzahl                         | Erstveröffentlichung | Erstveröffentlichung |
| Sendungsname       | Staffel | Episodenanzahl                         | Staffelpremiere      | Staffelfinale        |
| ------------------ | ------- | -------------------------------------- | -------------------- | -------------------- |
| Neo Magazin        | 1       | 9                                      | 31. Okt. 2013        | 31. Dez. 2013        |
| Neo Magazin        | 2       | 9                                      | 6. Feb. 2014         | 3. Apr. 2014         |
| Neo Magazin        | 3       | 10 und webexklusives Weihnachtsspecial | 23. Okt. 2014        | 31. Dez. 2014        |
| Neo Magazin Royale | 1       | 34                                     | 5. Feb. 2015         | 17. Dez. 2015        |
| Neo Magazin Royale | 2       | 31 und Best-Of                         | 4. Feb. 2016         | 15. Dez. 2016        |
| Neo Magazin Royale | 3       | 34                                     | 2. Feb. 2017         | 14. Dez. 2017        |
| Neo Magazin Royale | 4       | 36                                     | 1. Feb. 2018         | 20. Dez. 2018        |
| Neo Magazin Royale | 5       | 32                                     | 21. Feb. 2019        | 12. Dez. 2019        |

Zusatzinhalte, die nur per Webstreamangebot veröffentlicht wurden, sind farblich hellorange markiert und den entsprechenden Folgen zugeordnet. Bezeichnet wurden diese teilweise als „webexklusive“ oder „onlineexklusive“ Inhalte. Eine Mini-Weihnachtsausgabe ist strukturell den Folgen gleichgestellt, aber auch wie ein Zusatzinhalt eingefärbt und trägt keine Folgennummer.
Revisionen von Folgen sind rötlich eingefärbt; beispielsweise bei Neuveröffentlichung wegen des Ablaufs von Senderechten.

## Neo Magazin

### Staffel 1
| Folge gesamt | Folge Staffel | Name | Erstveröffentlichung | Gäste | Musik | Hashtag                                                                                         |
| Inhalte | Inhalte | Inhalte | Inhalte | Inhalte | Inhalte | Programmhinweis                                                                                 |
| --- | --- | --- | --- | --- | --- | ----------------------------------------------------------------------------------------------- |
| 01 | 1 | Die Gefühle fahren Geisterbahn | 31. Okt. 2013 | Gina-Lisa und Oliver Welke | – | #knuddelbaer                                                                                    |
| „…was bisher geschah“ Sendungsauftakt (Musicalparodie); die NSA hört Angela Merkels Handy ab; Orkan Christian bläst; Der Wendler riecht, in the morning; Prominentenkosmetikprodukte: Parfüm by Rammstein, „Äh“ rückfettende Gehirncreme by Boris Becker und „Peesh“ Urinalerfrischer by Stefan Raab; Marketingkampagne zum neuen Jugendkanal von ARD und ZDF (Einspieler); Prism is a dancer: Nina praktizierte beim ZDF, Pascal der Gamer von nebenan, Julia verkaufte ein Bleiglasfenster; Trailer der neuen Sendung „Janni & Gina“; Jina Lisamann reitet durchs Studio; Erklärfilm über Oliver Welke (Pachycephalosaurus); Oberarmtätowierung (Oliver Welke) vs. Bauchgeweihtätowierung (Jan Böhmermann); Premieren-Ode | „…was bisher geschah“ Sendungsauftakt (Musicalparodie); die NSA hört Angela Merkels Handy ab; Orkan Christian bläst; Der Wendler riecht, in the morning; Prominentenkosmetikprodukte: Parfüm by Rammstein, „Äh“ rückfettende Gehirncreme by Boris Becker und „Peesh“ Urinalerfrischer by Stefan Raab; Marketingkampagne zum neuen Jugendkanal von ARD und ZDF (Einspieler); Prism is a dancer: Nina praktizierte beim ZDF, Pascal der Gamer von nebenan, Julia verkaufte ein Bleiglasfenster; Trailer der neuen Sendung „Janni & Gina“; Jina Lisamann reitet durchs Studio; Erklärfilm über Oliver Welke (Pachycephalosaurus); Oberarmtätowierung (Oliver Welke) vs. Bauchgeweihtätowierung (Jan Böhmermann); Premieren-Ode | „…was bisher geschah“ Sendungsauftakt (Musicalparodie); die NSA hört Angela Merkels Handy ab; Orkan Christian bläst; Der Wendler riecht, in the morning; Prominentenkosmetikprodukte: Parfüm by Rammstein, „Äh“ rückfettende Gehirncreme by Boris Becker und „Peesh“ Urinalerfrischer by Stefan Raab; Marketingkampagne zum neuen Jugendkanal von ARD und ZDF (Einspieler); Prism is a dancer: Nina praktizierte beim ZDF, Pascal der Gamer von nebenan, Julia verkaufte ein Bleiglasfenster; Trailer der neuen Sendung „Janni & Gina“; Jina Lisamann reitet durchs Studio; Erklärfilm über Oliver Welke (Pachycephalosaurus); Oberarmtätowierung (Oliver Welke) vs. Bauchgeweihtätowierung (Jan Böhmermann); Premieren-Ode | „…was bisher geschah“ Sendungsauftakt (Musicalparodie); die NSA hört Angela Merkels Handy ab; Orkan Christian bläst; Der Wendler riecht, in the morning; Prominentenkosmetikprodukte: Parfüm by Rammstein, „Äh“ rückfettende Gehirncreme by Boris Becker und „Peesh“ Urinalerfrischer by Stefan Raab; Marketingkampagne zum neuen Jugendkanal von ARD und ZDF (Einspieler); Prism is a dancer: Nina praktizierte beim ZDF, Pascal der Gamer von nebenan, Julia verkaufte ein Bleiglasfenster; Trailer der neuen Sendung „Janni & Gina“; Jina Lisamann reitet durchs Studio; Erklärfilm über Oliver Welke (Pachycephalosaurus); Oberarmtätowierung (Oliver Welke) vs. Bauchgeweihtätowierung (Jan Böhmermann); Premieren-Ode | „…was bisher geschah“ Sendungsauftakt (Musicalparodie); die NSA hört Angela Merkels Handy ab; Orkan Christian bläst; Der Wendler riecht, in the morning; Prominentenkosmetikprodukte: Parfüm by Rammstein, „Äh“ rückfettende Gehirncreme by Boris Becker und „Peesh“ Urinalerfrischer by Stefan Raab; Marketingkampagne zum neuen Jugendkanal von ARD und ZDF (Einspieler); Prism is a dancer: Nina praktizierte beim ZDF, Pascal der Gamer von nebenan, Julia verkaufte ein Bleiglasfenster; Trailer der neuen Sendung „Janni & Gina“; Jina Lisamann reitet durchs Studio; Erklärfilm über Oliver Welke (Pachycephalosaurus); Oberarmtätowierung (Oliver Welke) vs. Bauchgeweihtätowierung (Jan Böhmermann); Premieren-Ode | „…was bisher geschah“ Sendungsauftakt (Musicalparodie); die NSA hört Angela Merkels Handy ab; Orkan Christian bläst; Der Wendler riecht, in the morning; Prominentenkosmetikprodukte: Parfüm by Rammstein, „Äh“ rückfettende Gehirncreme by Boris Becker und „Peesh“ Urinalerfrischer by Stefan Raab; Marketingkampagne zum neuen Jugendkanal von ARD und ZDF (Einspieler); Prism is a dancer: Nina praktizierte beim ZDF, Pascal der Gamer von nebenan, Julia verkaufte ein Bleiglasfenster; Trailer der neuen Sendung „Janni & Gina“; Jina Lisamann reitet durchs Studio; Erklärfilm über Oliver Welke (Pachycephalosaurus); Oberarmtätowierung (Oliver Welke) vs. Bauchgeweihtätowierung (Jan Böhmermann); Premieren-Ode | Knuddelbär mit Olli Schulz                                                                      |
| 02 | 2 | Ein Riesenrad im Bauch | 7. Nov. 2013 | Gunter Gabriel und David Garrett | – | #leckmuschel                                                                                    |
| Gmember-Vers wie Vendetta; Ankündigung von Sigmar Gabriel, Lars von Trier und David Guetta; dummes Facebook < schlaues Twitter; William Cohn leckt’s mal neo; Milliardenmessie hortete Nazi-Raubkunstschatz, andere Kunstwerke sind entsetzt; Asyl für Edward Snowden; Politikerbilder mit falschen Namen (wiederkehrender Witz); Kim-Pad: ZDF leistet technische Entwicklungshilfe für Nordkorea; Videospiele auf dem Kim-Pad: Donkey Kim, Kim City, Die Kims 4, Very Angry Birds, Nord Mario Land; Second Screen bei ARD und ZDF; Imagekampagne mit dem ARD-ZDF-Moderatorenquartett (Einspieler); Sigmar Gabriel und Lars von Trier werden als Gäste angekündigt, tatsächlich betritt Gunter Gabriel das Studio und es wird auf das Publikumsmitglied Lars aus Trier verwiesen; Werbespot für „Glümp Ayrancola“ aus dem Hause Glump; Drehscheibe Internet: @, Animated GIF-Charts, Zuschauer sollen Foreneinträge einschicken und können ein Bleiglasbild gewinnen; Erklärfilm über David Garrett (Phorusrhacos); Trailer zum Film „Der Teufelsgeiger“ (Niccolò Paganini); Trailer zum Film „Der Satanstrianglist“ (Paolo Percussini) | Gmember-Vers wie Vendetta; Ankündigung von Sigmar Gabriel, Lars von Trier und David Guetta; dummes Facebook < schlaues Twitter; William Cohn leckt’s mal neo; Milliardenmessie hortete Nazi-Raubkunstschatz, andere Kunstwerke sind entsetzt; Asyl für Edward Snowden; Politikerbilder mit falschen Namen (wiederkehrender Witz); Kim-Pad: ZDF leistet technische Entwicklungshilfe für Nordkorea; Videospiele auf dem Kim-Pad: Donkey Kim, Kim City, Die Kims 4, Very Angry Birds, Nord Mario Land; Second Screen bei ARD und ZDF; Imagekampagne mit dem ARD-ZDF-Moderatorenquartett (Einspieler); Sigmar Gabriel und Lars von Trier werden als Gäste angekündigt, tatsächlich betritt Gunter Gabriel das Studio und es wird auf das Publikumsmitglied Lars aus Trier verwiesen; Werbespot für „Glümp Ayrancola“ aus dem Hause Glump; Drehscheibe Internet: @, Animated GIF-Charts, Zuschauer sollen Foreneinträge einschicken und können ein Bleiglasbild gewinnen; Erklärfilm über David Garrett (Phorusrhacos); Trailer zum Film „Der Teufelsgeiger“ (Niccolò Paganini); Trailer zum Film „Der Satanstrianglist“ (Paolo Percussini) | Gmember-Vers wie Vendetta; Ankündigung von Sigmar Gabriel, Lars von Trier und David Guetta; dummes Facebook < schlaues Twitter; William Cohn leckt’s mal neo; Milliardenmessie hortete Nazi-Raubkunstschatz, andere Kunstwerke sind entsetzt; Asyl für Edward Snowden; Politikerbilder mit falschen Namen (wiederkehrender Witz); Kim-Pad: ZDF leistet technische Entwicklungshilfe für Nordkorea; Videospiele auf dem Kim-Pad: Donkey Kim, Kim City, Die Kims 4, Very Angry Birds, Nord Mario Land; Second Screen bei ARD und ZDF; Imagekampagne mit dem ARD-ZDF-Moderatorenquartett (Einspieler); Sigmar Gabriel und Lars von Trier werden als Gäste angekündigt, tatsächlich betritt Gunter Gabriel das Studio und es wird auf das Publikumsmitglied Lars aus Trier verwiesen; Werbespot für „Glümp Ayrancola“ aus dem Hause Glump; Drehscheibe Internet: @, Animated GIF-Charts, Zuschauer sollen Foreneinträge einschicken und können ein Bleiglasbild gewinnen; Erklärfilm über David Garrett (Phorusrhacos); Trailer zum Film „Der Teufelsgeiger“ (Niccolò Paganini); Trailer zum Film „Der Satanstrianglist“ (Paolo Percussini) | Gmember-Vers wie Vendetta; Ankündigung von Sigmar Gabriel, Lars von Trier und David Guetta; dummes Facebook < schlaues Twitter; William Cohn leckt’s mal neo; Milliardenmessie hortete Nazi-Raubkunstschatz, andere Kunstwerke sind entsetzt; Asyl für Edward Snowden; Politikerbilder mit falschen Namen (wiederkehrender Witz); Kim-Pad: ZDF leistet technische Entwicklungshilfe für Nordkorea; Videospiele auf dem Kim-Pad: Donkey Kim, Kim City, Die Kims 4, Very Angry Birds, Nord Mario Land; Second Screen bei ARD und ZDF; Imagekampagne mit dem ARD-ZDF-Moderatorenquartett (Einspieler); Sigmar Gabriel und Lars von Trier werden als Gäste angekündigt, tatsächlich betritt Gunter Gabriel das Studio und es wird auf das Publikumsmitglied Lars aus Trier verwiesen; Werbespot für „Glümp Ayrancola“ aus dem Hause Glump; Drehscheibe Internet: @, Animated GIF-Charts, Zuschauer sollen Foreneinträge einschicken und können ein Bleiglasbild gewinnen; Erklärfilm über David Garrett (Phorusrhacos); Trailer zum Film „Der Teufelsgeiger“ (Niccolò Paganini); Trailer zum Film „Der Satanstrianglist“ (Paolo Percussini) | Gmember-Vers wie Vendetta; Ankündigung von Sigmar Gabriel, Lars von Trier und David Guetta; dummes Facebook < schlaues Twitter; William Cohn leckt’s mal neo; Milliardenmessie hortete Nazi-Raubkunstschatz, andere Kunstwerke sind entsetzt; Asyl für Edward Snowden; Politikerbilder mit falschen Namen (wiederkehrender Witz); Kim-Pad: ZDF leistet technische Entwicklungshilfe für Nordkorea; Videospiele auf dem Kim-Pad: Donkey Kim, Kim City, Die Kims 4, Very Angry Birds, Nord Mario Land; Second Screen bei ARD und ZDF; Imagekampagne mit dem ARD-ZDF-Moderatorenquartett (Einspieler); Sigmar Gabriel und Lars von Trier werden als Gäste angekündigt, tatsächlich betritt Gunter Gabriel das Studio und es wird auf das Publikumsmitglied Lars aus Trier verwiesen; Werbespot für „Glümp Ayrancola“ aus dem Hause Glump; Drehscheibe Internet: @, Animated GIF-Charts, Zuschauer sollen Foreneinträge einschicken und können ein Bleiglasbild gewinnen; Erklärfilm über David Garrett (Phorusrhacos); Trailer zum Film „Der Teufelsgeiger“ (Niccolò Paganini); Trailer zum Film „Der Satanstrianglist“ (Paolo Percussini) | Gmember-Vers wie Vendetta; Ankündigung von Sigmar Gabriel, Lars von Trier und David Guetta; dummes Facebook < schlaues Twitter; William Cohn leckt’s mal neo; Milliardenmessie hortete Nazi-Raubkunstschatz, andere Kunstwerke sind entsetzt; Asyl für Edward Snowden; Politikerbilder mit falschen Namen (wiederkehrender Witz); Kim-Pad: ZDF leistet technische Entwicklungshilfe für Nordkorea; Videospiele auf dem Kim-Pad: Donkey Kim, Kim City, Die Kims 4, Very Angry Birds, Nord Mario Land; Second Screen bei ARD und ZDF; Imagekampagne mit dem ARD-ZDF-Moderatorenquartett (Einspieler); Sigmar Gabriel und Lars von Trier werden als Gäste angekündigt, tatsächlich betritt Gunter Gabriel das Studio und es wird auf das Publikumsmitglied Lars aus Trier verwiesen; Werbespot für „Glümp Ayrancola“ aus dem Hause Glump; Drehscheibe Internet: @, Animated GIF-Charts, Zuschauer sollen Foreneinträge einschicken und können ein Bleiglasbild gewinnen; Erklärfilm über David Garrett (Phorusrhacos); Trailer zum Film „Der Teufelsgeiger“ (Niccolò Paganini); Trailer zum Film „Der Satanstrianglist“ (Paolo Percussini) | Cashflow – Das Wirtschaftsmagazin für Countryfreunde mit Gunter Gabriel                         |
| 03 | 3 | Das Auge liest mit | 14. Nov. 2013 | Jean Pütz | – | #JustinBieberGay                                                                                |
| GCHQ hört Deutschland ab; Jan Böhmerking schreibt Prinz Charles zum 65. Geburtstag Glückwunschkarten; Armin Rohde erklärt Twitterlogik; Haiko der Japaner verschickt einen Limerick; 500 Millionen Euro zu viel Rundfunkgebühren eingenommen; Marketingkampagne, so sexy sind ARD und ZDF (Einspieler); Prism is a dancer: Karsten von Sevenload, Lloret-Ise, Verena die Kitsch-Queen hat ein Vögelchen im Haar; „my #hairs today: like Finger in the #Steckdose!“-Lied gesungen von Jan Bossmann, Oli P, Konstantin Gropper und den Jadebuben; Werbespot für „Legghims“ und „Stahlkappen Ballerinas“; Erklärfilm über Jean Pütz (Protoceratops); Ausschnitt aus „HEUREKA! die pützgescheite Erfinderschow“: Erfindung des Alltagsgegenstandes iPütz; Zuschauer sollen William Cohn (Kleidergröße 60, XXXXL) Pullover zuschicken, Lieferadresse: btf, Stichwort: PulliGalli, Leyendecker Str. 27, 50825 Köln | GCHQ hört Deutschland ab; Jan Böhmerking schreibt Prinz Charles zum 65. Geburtstag Glückwunschkarten; Armin Rohde erklärt Twitterlogik; Haiko der Japaner verschickt einen Limerick; 500 Millionen Euro zu viel Rundfunkgebühren eingenommen; Marketingkampagne, so sexy sind ARD und ZDF (Einspieler); Prism is a dancer: Karsten von Sevenload, Lloret-Ise, Verena die Kitsch-Queen hat ein Vögelchen im Haar; „my #hairs today: like Finger in the #Steckdose!“-Lied gesungen von Jan Bossmann, Oli P, Konstantin Gropper und den Jadebuben; Werbespot für „Legghims“ und „Stahlkappen Ballerinas“; Erklärfilm über Jean Pütz (Protoceratops); Ausschnitt aus „HEUREKA! die pützgescheite Erfinderschow“: Erfindung des Alltagsgegenstandes iPütz; Zuschauer sollen William Cohn (Kleidergröße 60, XXXXL) Pullover zuschicken, Lieferadresse: btf, Stichwort: PulliGalli, Leyendecker Str. 27, 50825 Köln | GCHQ hört Deutschland ab; Jan Böhmerking schreibt Prinz Charles zum 65. Geburtstag Glückwunschkarten; Armin Rohde erklärt Twitterlogik; Haiko der Japaner verschickt einen Limerick; 500 Millionen Euro zu viel Rundfunkgebühren eingenommen; Marketingkampagne, so sexy sind ARD und ZDF (Einspieler); Prism is a dancer: Karsten von Sevenload, Lloret-Ise, Verena die Kitsch-Queen hat ein Vögelchen im Haar; „my #hairs today: like Finger in the #Steckdose!“-Lied gesungen von Jan Bossmann, Oli P, Konstantin Gropper und den Jadebuben; Werbespot für „Legghims“ und „Stahlkappen Ballerinas“; Erklärfilm über Jean Pütz (Protoceratops); Ausschnitt aus „HEUREKA! die pützgescheite Erfinderschow“: Erfindung des Alltagsgegenstandes iPütz; Zuschauer sollen William Cohn (Kleidergröße 60, XXXXL) Pullover zuschicken, Lieferadresse: btf, Stichwort: PulliGalli, Leyendecker Str. 27, 50825 Köln | GCHQ hört Deutschland ab; Jan Böhmerking schreibt Prinz Charles zum 65. Geburtstag Glückwunschkarten; Armin Rohde erklärt Twitterlogik; Haiko der Japaner verschickt einen Limerick; 500 Millionen Euro zu viel Rundfunkgebühren eingenommen; Marketingkampagne, so sexy sind ARD und ZDF (Einspieler); Prism is a dancer: Karsten von Sevenload, Lloret-Ise, Verena die Kitsch-Queen hat ein Vögelchen im Haar; „my #hairs today: like Finger in the #Steckdose!“-Lied gesungen von Jan Bossmann, Oli P, Konstantin Gropper und den Jadebuben; Werbespot für „Legghims“ und „Stahlkappen Ballerinas“; Erklärfilm über Jean Pütz (Protoceratops); Ausschnitt aus „HEUREKA! die pützgescheite Erfinderschow“: Erfindung des Alltagsgegenstandes iPütz; Zuschauer sollen William Cohn (Kleidergröße 60, XXXXL) Pullover zuschicken, Lieferadresse: btf, Stichwort: PulliGalli, Leyendecker Str. 27, 50825 Köln | GCHQ hört Deutschland ab; Jan Böhmerking schreibt Prinz Charles zum 65. Geburtstag Glückwunschkarten; Armin Rohde erklärt Twitterlogik; Haiko der Japaner verschickt einen Limerick; 500 Millionen Euro zu viel Rundfunkgebühren eingenommen; Marketingkampagne, so sexy sind ARD und ZDF (Einspieler); Prism is a dancer: Karsten von Sevenload, Lloret-Ise, Verena die Kitsch-Queen hat ein Vögelchen im Haar; „my #hairs today: like Finger in the #Steckdose!“-Lied gesungen von Jan Bossmann, Oli P, Konstantin Gropper und den Jadebuben; Werbespot für „Legghims“ und „Stahlkappen Ballerinas“; Erklärfilm über Jean Pütz (Protoceratops); Ausschnitt aus „HEUREKA! die pützgescheite Erfinderschow“: Erfindung des Alltagsgegenstandes iPütz; Zuschauer sollen William Cohn (Kleidergröße 60, XXXXL) Pullover zuschicken, Lieferadresse: btf, Stichwort: PulliGalli, Leyendecker Str. 27, 50825 Köln | GCHQ hört Deutschland ab; Jan Böhmerking schreibt Prinz Charles zum 65. Geburtstag Glückwunschkarten; Armin Rohde erklärt Twitterlogik; Haiko der Japaner verschickt einen Limerick; 500 Millionen Euro zu viel Rundfunkgebühren eingenommen; Marketingkampagne, so sexy sind ARD und ZDF (Einspieler); Prism is a dancer: Karsten von Sevenload, Lloret-Ise, Verena die Kitsch-Queen hat ein Vögelchen im Haar; „my #hairs today: like Finger in the #Steckdose!“-Lied gesungen von Jan Bossmann, Oli P, Konstantin Gropper und den Jadebuben; Werbespot für „Legghims“ und „Stahlkappen Ballerinas“; Erklärfilm über Jean Pütz (Protoceratops); Ausschnitt aus „HEUREKA! die pützgescheite Erfinderschow“: Erfindung des Alltagsgegenstandes iPütz; Zuschauer sollen William Cohn (Kleidergröße 60, XXXXL) Pullover zuschicken, Lieferadresse: btf, Stichwort: PulliGalli, Leyendecker Str. 27, 50825 Köln | Das Neo.Kulturmagazin mit Rainer Jilg auf zdf_neo.kultur                                        |
| 04 | 4 | My hairs today: like Finger in Jonathan Meese! | 21. Nov. 2013 | Hannes Jaenicke | – | #tomate                                                                                         |
| „Welttag des Fernsehens“; Themenwoche: „Glück“ in der ARD; Themenwoche: „Glump“ in Neo Magazin; ein Buzzer löst das Erscheinen der Jadebuben aus (wiederkehrender Witz), die das Wort „Tomate“ intonieren; Vorstellung des sehr feminin geratenen al-Wakrah Stadions für die Fußball-WM in Katar; Jan Pimmelmann zeigt weitere körperteilorientierte Architektur; Neo Magazin hatte bisher keine weiblichen Gäste; Stupid Phone: Christian und Annalena trauen sich eine SMS abzuschicken, beglaubigt von Notar Adebisi, um Geld zu gewinnen; Jan Böhmermann (ZDF) wird von Jan Böhmermann (EinsPlus), aus der Live-Sendung Lateline, auf dem Studiotelefon angerufen; Drehscheibe Internet: *, die Top 5 der beliebtesten W-LAN-Namen, Aktenzeichen HTTP ungelöst: Foreneintrag „Föhn vom Teufel besessen?“ wurde verfilmt; die Gästeredaktion hat für die nächste Folge die weibliche Alice Schwarzer avisiert; Erklärfilm über Hannes Jaenicke (Pongo hooijeri); Ökostrom wird erzeugt; Kündigungs-Ode | „Welttag des Fernsehens“; Themenwoche: „Glück“ in der ARD; Themenwoche: „Glump“ in Neo Magazin; ein Buzzer löst das Erscheinen der Jadebuben aus (wiederkehrender Witz), die das Wort „Tomate“ intonieren; Vorstellung des sehr feminin geratenen al-Wakrah Stadions für die Fußball-WM in Katar; Jan Pimmelmann zeigt weitere körperteilorientierte Architektur; Neo Magazin hatte bisher keine weiblichen Gäste; Stupid Phone: Christian und Annalena trauen sich eine SMS abzuschicken, beglaubigt von Notar Adebisi, um Geld zu gewinnen; Jan Böhmermann (ZDF) wird von Jan Böhmermann (EinsPlus), aus der Live-Sendung Lateline, auf dem Studiotelefon angerufen; Drehscheibe Internet: *, die Top 5 der beliebtesten W-LAN-Namen, Aktenzeichen HTTP ungelöst: Foreneintrag „Föhn vom Teufel besessen?“ wurde verfilmt; die Gästeredaktion hat für die nächste Folge die weibliche Alice Schwarzer avisiert; Erklärfilm über Hannes Jaenicke (Pongo hooijeri); Ökostrom wird erzeugt; Kündigungs-Ode | „Welttag des Fernsehens“; Themenwoche: „Glück“ in der ARD; Themenwoche: „Glump“ in Neo Magazin; ein Buzzer löst das Erscheinen der Jadebuben aus (wiederkehrender Witz), die das Wort „Tomate“ intonieren; Vorstellung des sehr feminin geratenen al-Wakrah Stadions für die Fußball-WM in Katar; Jan Pimmelmann zeigt weitere körperteilorientierte Architektur; Neo Magazin hatte bisher keine weiblichen Gäste; Stupid Phone: Christian und Annalena trauen sich eine SMS abzuschicken, beglaubigt von Notar Adebisi, um Geld zu gewinnen; Jan Böhmermann (ZDF) wird von Jan Böhmermann (EinsPlus), aus der Live-Sendung Lateline, auf dem Studiotelefon angerufen; Drehscheibe Internet: *, die Top 5 der beliebtesten W-LAN-Namen, Aktenzeichen HTTP ungelöst: Foreneintrag „Föhn vom Teufel besessen?“ wurde verfilmt; die Gästeredaktion hat für die nächste Folge die weibliche Alice Schwarzer avisiert; Erklärfilm über Hannes Jaenicke (Pongo hooijeri); Ökostrom wird erzeugt; Kündigungs-Ode | „Welttag des Fernsehens“; Themenwoche: „Glück“ in der ARD; Themenwoche: „Glump“ in Neo Magazin; ein Buzzer löst das Erscheinen der Jadebuben aus (wiederkehrender Witz), die das Wort „Tomate“ intonieren; Vorstellung des sehr feminin geratenen al-Wakrah Stadions für die Fußball-WM in Katar; Jan Pimmelmann zeigt weitere körperteilorientierte Architektur; Neo Magazin hatte bisher keine weiblichen Gäste; Stupid Phone: Christian und Annalena trauen sich eine SMS abzuschicken, beglaubigt von Notar Adebisi, um Geld zu gewinnen; Jan Böhmermann (ZDF) wird von Jan Böhmermann (EinsPlus), aus der Live-Sendung Lateline, auf dem Studiotelefon angerufen; Drehscheibe Internet: *, die Top 5 der beliebtesten W-LAN-Namen, Aktenzeichen HTTP ungelöst: Foreneintrag „Föhn vom Teufel besessen?“ wurde verfilmt; die Gästeredaktion hat für die nächste Folge die weibliche Alice Schwarzer avisiert; Erklärfilm über Hannes Jaenicke (Pongo hooijeri); Ökostrom wird erzeugt; Kündigungs-Ode | „Welttag des Fernsehens“; Themenwoche: „Glück“ in der ARD; Themenwoche: „Glump“ in Neo Magazin; ein Buzzer löst das Erscheinen der Jadebuben aus (wiederkehrender Witz), die das Wort „Tomate“ intonieren; Vorstellung des sehr feminin geratenen al-Wakrah Stadions für die Fußball-WM in Katar; Jan Pimmelmann zeigt weitere körperteilorientierte Architektur; Neo Magazin hatte bisher keine weiblichen Gäste; Stupid Phone: Christian und Annalena trauen sich eine SMS abzuschicken, beglaubigt von Notar Adebisi, um Geld zu gewinnen; Jan Böhmermann (ZDF) wird von Jan Böhmermann (EinsPlus), aus der Live-Sendung Lateline, auf dem Studiotelefon angerufen; Drehscheibe Internet: *, die Top 5 der beliebtesten W-LAN-Namen, Aktenzeichen HTTP ungelöst: Foreneintrag „Föhn vom Teufel besessen?“ wurde verfilmt; die Gästeredaktion hat für die nächste Folge die weibliche Alice Schwarzer avisiert; Erklärfilm über Hannes Jaenicke (Pongo hooijeri); Ökostrom wird erzeugt; Kündigungs-Ode | „Welttag des Fernsehens“; Themenwoche: „Glück“ in der ARD; Themenwoche: „Glump“ in Neo Magazin; ein Buzzer löst das Erscheinen der Jadebuben aus (wiederkehrender Witz), die das Wort „Tomate“ intonieren; Vorstellung des sehr feminin geratenen al-Wakrah Stadions für die Fußball-WM in Katar; Jan Pimmelmann zeigt weitere körperteilorientierte Architektur; Neo Magazin hatte bisher keine weiblichen Gäste; Stupid Phone: Christian und Annalena trauen sich eine SMS abzuschicken, beglaubigt von Notar Adebisi, um Geld zu gewinnen; Jan Böhmermann (ZDF) wird von Jan Böhmermann (EinsPlus), aus der Live-Sendung Lateline, auf dem Studiotelefon angerufen; Drehscheibe Internet: *, die Top 5 der beliebtesten W-LAN-Namen, Aktenzeichen HTTP ungelöst: Foreneintrag „Föhn vom Teufel besessen?“ wurde verfilmt; die Gästeredaktion hat für die nächste Folge die weibliche Alice Schwarzer avisiert; Erklärfilm über Hannes Jaenicke (Pongo hooijeri); Ökostrom wird erzeugt; Kündigungs-Ode | Notarius – Die Notar-Show mit Notar Adebisi                                                     |
| 05 | 5 | Ya Ya Ya GroKo Jamboo | 28. Nov. 2013 | Ross Antony | Brandt Brauer Frick feat. Beaver Sheppard mit „Verwahrlosung“ | #bitchmove                                                                                      |
| Teaser zu „Beate Zschäpe – Das Musical“; kalter Herbst; kritische Zuschauerpost von Stefan; William Cohn wird Sidekick der Sendung und muss Lachübungen machen; Deutsche Nationalhymne wird angestimmt; Heidi Klum ist wieder schwanger und zu fett; „Tag der elektronischen Grußkarten“; Alice Schwarzer hatte eine Knie-OP und lässt sich von der Emma-Redaktion entschuldigen; Trendvulkan Mitte: die heißesten Mitte-Trends in KW 48, der Look der Woche Boy/Girl, Jugendwort des Jahres: Babo, Jugendwörter der Menschheitsgeschichte; 2014 startet im Zwickauer Musical Dome „Beate Zschäpe – Das Musical“ unter der Regie von Rolf Lloyd Webber (Bericht); Erklärfilm über Ross Antony (Oviraptor) bzw. Alice Schwarzer; Ohrenvergleich; Ross Antony ist TVLab-Gewinner mit „Tohuwabohu“; Live-Musical „Tragedy“ gesungen von Ross Antony und Jan Babomann; William wünscht sich Dagobert als Gast | Teaser zu „Beate Zschäpe – Das Musical“; kalter Herbst; kritische Zuschauerpost von Stefan; William Cohn wird Sidekick der Sendung und muss Lachübungen machen; Deutsche Nationalhymne wird angestimmt; Heidi Klum ist wieder schwanger und zu fett; „Tag der elektronischen Grußkarten“; Alice Schwarzer hatte eine Knie-OP und lässt sich von der Emma-Redaktion entschuldigen; Trendvulkan Mitte: die heißesten Mitte-Trends in KW 48, der Look der Woche Boy/Girl, Jugendwort des Jahres: Babo, Jugendwörter der Menschheitsgeschichte; 2014 startet im Zwickauer Musical Dome „Beate Zschäpe – Das Musical“ unter der Regie von Rolf Lloyd Webber (Bericht); Erklärfilm über Ross Antony (Oviraptor) bzw. Alice Schwarzer; Ohrenvergleich; Ross Antony ist TVLab-Gewinner mit „Tohuwabohu“; Live-Musical „Tragedy“ gesungen von Ross Antony und Jan Babomann; William wünscht sich Dagobert als Gast | Teaser zu „Beate Zschäpe – Das Musical“; kalter Herbst; kritische Zuschauerpost von Stefan; William Cohn wird Sidekick der Sendung und muss Lachübungen machen; Deutsche Nationalhymne wird angestimmt; Heidi Klum ist wieder schwanger und zu fett; „Tag der elektronischen Grußkarten“; Alice Schwarzer hatte eine Knie-OP und lässt sich von der Emma-Redaktion entschuldigen; Trendvulkan Mitte: die heißesten Mitte-Trends in KW 48, der Look der Woche Boy/Girl, Jugendwort des Jahres: Babo, Jugendwörter der Menschheitsgeschichte; 2014 startet im Zwickauer Musical Dome „Beate Zschäpe – Das Musical“ unter der Regie von Rolf Lloyd Webber (Bericht); Erklärfilm über Ross Antony (Oviraptor) bzw. Alice Schwarzer; Ohrenvergleich; Ross Antony ist TVLab-Gewinner mit „Tohuwabohu“; Live-Musical „Tragedy“ gesungen von Ross Antony und Jan Babomann; William wünscht sich Dagobert als Gast | Teaser zu „Beate Zschäpe – Das Musical“; kalter Herbst; kritische Zuschauerpost von Stefan; William Cohn wird Sidekick der Sendung und muss Lachübungen machen; Deutsche Nationalhymne wird angestimmt; Heidi Klum ist wieder schwanger und zu fett; „Tag der elektronischen Grußkarten“; Alice Schwarzer hatte eine Knie-OP und lässt sich von der Emma-Redaktion entschuldigen; Trendvulkan Mitte: die heißesten Mitte-Trends in KW 48, der Look der Woche Boy/Girl, Jugendwort des Jahres: Babo, Jugendwörter der Menschheitsgeschichte; 2014 startet im Zwickauer Musical Dome „Beate Zschäpe – Das Musical“ unter der Regie von Rolf Lloyd Webber (Bericht); Erklärfilm über Ross Antony (Oviraptor) bzw. Alice Schwarzer; Ohrenvergleich; Ross Antony ist TVLab-Gewinner mit „Tohuwabohu“; Live-Musical „Tragedy“ gesungen von Ross Antony und Jan Babomann; William wünscht sich Dagobert als Gast | Teaser zu „Beate Zschäpe – Das Musical“; kalter Herbst; kritische Zuschauerpost von Stefan; William Cohn wird Sidekick der Sendung und muss Lachübungen machen; Deutsche Nationalhymne wird angestimmt; Heidi Klum ist wieder schwanger und zu fett; „Tag der elektronischen Grußkarten“; Alice Schwarzer hatte eine Knie-OP und lässt sich von der Emma-Redaktion entschuldigen; Trendvulkan Mitte: die heißesten Mitte-Trends in KW 48, der Look der Woche Boy/Girl, Jugendwort des Jahres: Babo, Jugendwörter der Menschheitsgeschichte; 2014 startet im Zwickauer Musical Dome „Beate Zschäpe – Das Musical“ unter der Regie von Rolf Lloyd Webber (Bericht); Erklärfilm über Ross Antony (Oviraptor) bzw. Alice Schwarzer; Ohrenvergleich; Ross Antony ist TVLab-Gewinner mit „Tohuwabohu“; Live-Musical „Tragedy“ gesungen von Ross Antony und Jan Babomann; William wünscht sich Dagobert als Gast | Teaser zu „Beate Zschäpe – Das Musical“; kalter Herbst; kritische Zuschauerpost von Stefan; William Cohn wird Sidekick der Sendung und muss Lachübungen machen; Deutsche Nationalhymne wird angestimmt; Heidi Klum ist wieder schwanger und zu fett; „Tag der elektronischen Grußkarten“; Alice Schwarzer hatte eine Knie-OP und lässt sich von der Emma-Redaktion entschuldigen; Trendvulkan Mitte: die heißesten Mitte-Trends in KW 48, der Look der Woche Boy/Girl, Jugendwort des Jahres: Babo, Jugendwörter der Menschheitsgeschichte; 2014 startet im Zwickauer Musical Dome „Beate Zschäpe – Das Musical“ unter der Regie von Rolf Lloyd Webber (Bericht); Erklärfilm über Ross Antony (Oviraptor) bzw. Alice Schwarzer; Ohrenvergleich; Ross Antony ist TVLab-Gewinner mit „Tohuwabohu“; Live-Musical „Tragedy“ gesungen von Ross Antony und Jan Babomann; William wünscht sich Dagobert als Gast | Neo Magazin Kleinanzeigen Stichwort: „Magic-Bully“, Stichwort: „DJ BÖBÖ“, Stichwort: „Mythodea“ |
| 06 | 6 | 6, 6, 6, I hit you like wrecking bells | 5. Dez. 2013 | Frank Elstner und Serdar Somuncu | Dear Reader mit „Took them away“ | #pferdeschwanz                                                                                  |
| Handspiel von David Beckham vor allen anderen; Neo Magazin ist nominiert für den „Goldenen Medienpimmel“ 2013; Jan Pimmelmann hat gar keinen Penis und zeigt ein Beweisfoto; „Geboren um zu kleben“ Umberto Panini ist verstorben; „Bitcoins for Africa“ (Einspieler); Pferdeschwanz; Prism is a dancer: Jasmin verkaufte Eis, Andrea hat ein hässliches Tattoo auf der Arschbacke und erhält ein Bleiglasbild, Alessandro sieht wie Thor aus, rezensiert bei Amazon und erhält drei Sakkos, Jasmin hatte außerdem im Jahr 2000 einen Hit in den Mallorca-Charts als „Bommi & Luder“ mit „Bomm, Bomm, Bommerlunder (Ich hol' dir einen runter)“ und erhält eine Musikgrußkarte; Neo Wagazin häckt und bepöbelt Neo Magazin; Erklärfilm über Frank Elstner (Showdinosaurier), Powerpointrechner stürzt dabei ab; Love and Hate for Pierre M. Krause; Florentin Will (22) Absolvent der „Frank Elstner Moderatorenschule“ | Handspiel von David Beckham vor allen anderen; Neo Magazin ist nominiert für den „Goldenen Medienpimmel“ 2013; Jan Pimmelmann hat gar keinen Penis und zeigt ein Beweisfoto; „Geboren um zu kleben“ Umberto Panini ist verstorben; „Bitcoins for Africa“ (Einspieler); Pferdeschwanz; Prism is a dancer: Jasmin verkaufte Eis, Andrea hat ein hässliches Tattoo auf der Arschbacke und erhält ein Bleiglasbild, Alessandro sieht wie Thor aus, rezensiert bei Amazon und erhält drei Sakkos, Jasmin hatte außerdem im Jahr 2000 einen Hit in den Mallorca-Charts als „Bommi & Luder“ mit „Bomm, Bomm, Bommerlunder (Ich hol' dir einen runter)“ und erhält eine Musikgrußkarte; Neo Wagazin häckt und bepöbelt Neo Magazin; Erklärfilm über Frank Elstner (Showdinosaurier), Powerpointrechner stürzt dabei ab; Love and Hate for Pierre M. Krause; Florentin Will (22) Absolvent der „Frank Elstner Moderatorenschule“ | Handspiel von David Beckham vor allen anderen; Neo Magazin ist nominiert für den „Goldenen Medienpimmel“ 2013; Jan Pimmelmann hat gar keinen Penis und zeigt ein Beweisfoto; „Geboren um zu kleben“ Umberto Panini ist verstorben; „Bitcoins for Africa“ (Einspieler); Pferdeschwanz; Prism is a dancer: Jasmin verkaufte Eis, Andrea hat ein hässliches Tattoo auf der Arschbacke und erhält ein Bleiglasbild, Alessandro sieht wie Thor aus, rezensiert bei Amazon und erhält drei Sakkos, Jasmin hatte außerdem im Jahr 2000 einen Hit in den Mallorca-Charts als „Bommi & Luder“ mit „Bomm, Bomm, Bommerlunder (Ich hol' dir einen runter)“ und erhält eine Musikgrußkarte; Neo Wagazin häckt und bepöbelt Neo Magazin; Erklärfilm über Frank Elstner (Showdinosaurier), Powerpointrechner stürzt dabei ab; Love and Hate for Pierre M. Krause; Florentin Will (22) Absolvent der „Frank Elstner Moderatorenschule“ | Handspiel von David Beckham vor allen anderen; Neo Magazin ist nominiert für den „Goldenen Medienpimmel“ 2013; Jan Pimmelmann hat gar keinen Penis und zeigt ein Beweisfoto; „Geboren um zu kleben“ Umberto Panini ist verstorben; „Bitcoins for Africa“ (Einspieler); Pferdeschwanz; Prism is a dancer: Jasmin verkaufte Eis, Andrea hat ein hässliches Tattoo auf der Arschbacke und erhält ein Bleiglasbild, Alessandro sieht wie Thor aus, rezensiert bei Amazon und erhält drei Sakkos, Jasmin hatte außerdem im Jahr 2000 einen Hit in den Mallorca-Charts als „Bommi & Luder“ mit „Bomm, Bomm, Bommerlunder (Ich hol' dir einen runter)“ und erhält eine Musikgrußkarte; Neo Wagazin häckt und bepöbelt Neo Magazin; Erklärfilm über Frank Elstner (Showdinosaurier), Powerpointrechner stürzt dabei ab; Love and Hate for Pierre M. Krause; Florentin Will (22) Absolvent der „Frank Elstner Moderatorenschule“ | Handspiel von David Beckham vor allen anderen; Neo Magazin ist nominiert für den „Goldenen Medienpimmel“ 2013; Jan Pimmelmann hat gar keinen Penis und zeigt ein Beweisfoto; „Geboren um zu kleben“ Umberto Panini ist verstorben; „Bitcoins for Africa“ (Einspieler); Pferdeschwanz; Prism is a dancer: Jasmin verkaufte Eis, Andrea hat ein hässliches Tattoo auf der Arschbacke und erhält ein Bleiglasbild, Alessandro sieht wie Thor aus, rezensiert bei Amazon und erhält drei Sakkos, Jasmin hatte außerdem im Jahr 2000 einen Hit in den Mallorca-Charts als „Bommi & Luder“ mit „Bomm, Bomm, Bommerlunder (Ich hol' dir einen runter)“ und erhält eine Musikgrußkarte; Neo Wagazin häckt und bepöbelt Neo Magazin; Erklärfilm über Frank Elstner (Showdinosaurier), Powerpointrechner stürzt dabei ab; Love and Hate for Pierre M. Krause; Florentin Will (22) Absolvent der „Frank Elstner Moderatorenschule“ | Handspiel von David Beckham vor allen anderen; Neo Magazin ist nominiert für den „Goldenen Medienpimmel“ 2013; Jan Pimmelmann hat gar keinen Penis und zeigt ein Beweisfoto; „Geboren um zu kleben“ Umberto Panini ist verstorben; „Bitcoins for Africa“ (Einspieler); Pferdeschwanz; Prism is a dancer: Jasmin verkaufte Eis, Andrea hat ein hässliches Tattoo auf der Arschbacke und erhält ein Bleiglasbild, Alessandro sieht wie Thor aus, rezensiert bei Amazon und erhält drei Sakkos, Jasmin hatte außerdem im Jahr 2000 einen Hit in den Mallorca-Charts als „Bommi & Luder“ mit „Bomm, Bomm, Bommerlunder (Ich hol' dir einen runter)“ und erhält eine Musikgrußkarte; Neo Wagazin häckt und bepöbelt Neo Magazin; Erklärfilm über Frank Elstner (Showdinosaurier), Powerpointrechner stürzt dabei ab; Love and Hate for Pierre M. Krause; Florentin Will (22) Absolvent der „Frank Elstner Moderatorenschule“ | inka! mit Ross Antony                                                                           |
| 07 | 7 | Das geheimnisvolle Bordell | 12. Dez. 2013 | Jeannine Michaelsen | – | #marderfucker                                                                                   |
| Hotte Beats bringen Dachstuhl zum Brennen; RedTube-Abmahnungswelle oder auch Juristenbukkake; Stern-Interview mit Markus Lanz – Jan Wettenmann wird neuer Wetten, dass..?-Moderator; Zeit für Katzen, Freitag, der 13.; Joachim Gauck zeigt sich verschnupft, Sotschi … Gesundheit; Kabinett Merkel II ist noch im Amt; Ausbildungswunder Florentin Will stellt Top 3 der Tiere 2013 vor: Platz 3) die Katze, Platz 2) der Hund, Platz 1) der Marder; „Tier des Jahres 2013“ (Einspieler); Stupid Phone: Betty und Christian simsen ihren Müttern, beglaubigt von Notar Adebisi; die besten Weihnachtsgeschenke: „Weihnachtsgans – Die vielseitigste Geschenkidee der Welt“ (Einspieler); Starlight Express-Tasse als Gastgeschenk; Erklärfilm über Jeannine Michaelsen (Bambiraptor); Jeannine Michaelsen arbeitet bei ZDFhitler und ist eine Frau; William Cohn fordert weiterhin Show-Pullover von den Zuschauern ein, Lieferadresse: btf, Stichwort: PulliGalli, Leyendecker Str. 27, 50825 Köln | Hotte Beats bringen Dachstuhl zum Brennen; RedTube-Abmahnungswelle oder auch Juristenbukkake; Stern-Interview mit Markus Lanz – Jan Wettenmann wird neuer Wetten, dass..?-Moderator; Zeit für Katzen, Freitag, der 13.; Joachim Gauck zeigt sich verschnupft, Sotschi … Gesundheit; Kabinett Merkel II ist noch im Amt; Ausbildungswunder Florentin Will stellt Top 3 der Tiere 2013 vor: Platz 3) die Katze, Platz 2) der Hund, Platz 1) der Marder; „Tier des Jahres 2013“ (Einspieler); Stupid Phone: Betty und Christian simsen ihren Müttern, beglaubigt von Notar Adebisi; die besten Weihnachtsgeschenke: „Weihnachtsgans – Die vielseitigste Geschenkidee der Welt“ (Einspieler); Starlight Express-Tasse als Gastgeschenk; Erklärfilm über Jeannine Michaelsen (Bambiraptor); Jeannine Michaelsen arbeitet bei ZDFhitler und ist eine Frau; William Cohn fordert weiterhin Show-Pullover von den Zuschauern ein, Lieferadresse: btf, Stichwort: PulliGalli, Leyendecker Str. 27, 50825 Köln | Hotte Beats bringen Dachstuhl zum Brennen; RedTube-Abmahnungswelle oder auch Juristenbukkake; Stern-Interview mit Markus Lanz – Jan Wettenmann wird neuer Wetten, dass..?-Moderator; Zeit für Katzen, Freitag, der 13.; Joachim Gauck zeigt sich verschnupft, Sotschi … Gesundheit; Kabinett Merkel II ist noch im Amt; Ausbildungswunder Florentin Will stellt Top 3 der Tiere 2013 vor: Platz 3) die Katze, Platz 2) der Hund, Platz 1) der Marder; „Tier des Jahres 2013“ (Einspieler); Stupid Phone: Betty und Christian simsen ihren Müttern, beglaubigt von Notar Adebisi; die besten Weihnachtsgeschenke: „Weihnachtsgans – Die vielseitigste Geschenkidee der Welt“ (Einspieler); Starlight Express-Tasse als Gastgeschenk; Erklärfilm über Jeannine Michaelsen (Bambiraptor); Jeannine Michaelsen arbeitet bei ZDFhitler und ist eine Frau; William Cohn fordert weiterhin Show-Pullover von den Zuschauern ein, Lieferadresse: btf, Stichwort: PulliGalli, Leyendecker Str. 27, 50825 Köln | Hotte Beats bringen Dachstuhl zum Brennen; RedTube-Abmahnungswelle oder auch Juristenbukkake; Stern-Interview mit Markus Lanz – Jan Wettenmann wird neuer Wetten, dass..?-Moderator; Zeit für Katzen, Freitag, der 13.; Joachim Gauck zeigt sich verschnupft, Sotschi … Gesundheit; Kabinett Merkel II ist noch im Amt; Ausbildungswunder Florentin Will stellt Top 3 der Tiere 2013 vor: Platz 3) die Katze, Platz 2) der Hund, Platz 1) der Marder; „Tier des Jahres 2013“ (Einspieler); Stupid Phone: Betty und Christian simsen ihren Müttern, beglaubigt von Notar Adebisi; die besten Weihnachtsgeschenke: „Weihnachtsgans – Die vielseitigste Geschenkidee der Welt“ (Einspieler); Starlight Express-Tasse als Gastgeschenk; Erklärfilm über Jeannine Michaelsen (Bambiraptor); Jeannine Michaelsen arbeitet bei ZDFhitler und ist eine Frau; William Cohn fordert weiterhin Show-Pullover von den Zuschauern ein, Lieferadresse: btf, Stichwort: PulliGalli, Leyendecker Str. 27, 50825 Köln | Hotte Beats bringen Dachstuhl zum Brennen; RedTube-Abmahnungswelle oder auch Juristenbukkake; Stern-Interview mit Markus Lanz – Jan Wettenmann wird neuer Wetten, dass..?-Moderator; Zeit für Katzen, Freitag, der 13.; Joachim Gauck zeigt sich verschnupft, Sotschi … Gesundheit; Kabinett Merkel II ist noch im Amt; Ausbildungswunder Florentin Will stellt Top 3 der Tiere 2013 vor: Platz 3) die Katze, Platz 2) der Hund, Platz 1) der Marder; „Tier des Jahres 2013“ (Einspieler); Stupid Phone: Betty und Christian simsen ihren Müttern, beglaubigt von Notar Adebisi; die besten Weihnachtsgeschenke: „Weihnachtsgans – Die vielseitigste Geschenkidee der Welt“ (Einspieler); Starlight Express-Tasse als Gastgeschenk; Erklärfilm über Jeannine Michaelsen (Bambiraptor); Jeannine Michaelsen arbeitet bei ZDFhitler und ist eine Frau; William Cohn fordert weiterhin Show-Pullover von den Zuschauern ein, Lieferadresse: btf, Stichwort: PulliGalli, Leyendecker Str. 27, 50825 Köln | Hotte Beats bringen Dachstuhl zum Brennen; RedTube-Abmahnungswelle oder auch Juristenbukkake; Stern-Interview mit Markus Lanz – Jan Wettenmann wird neuer Wetten, dass..?-Moderator; Zeit für Katzen, Freitag, der 13.; Joachim Gauck zeigt sich verschnupft, Sotschi … Gesundheit; Kabinett Merkel II ist noch im Amt; Ausbildungswunder Florentin Will stellt Top 3 der Tiere 2013 vor: Platz 3) die Katze, Platz 2) der Hund, Platz 1) der Marder; „Tier des Jahres 2013“ (Einspieler); Stupid Phone: Betty und Christian simsen ihren Müttern, beglaubigt von Notar Adebisi; die besten Weihnachtsgeschenke: „Weihnachtsgans – Die vielseitigste Geschenkidee der Welt“ (Einspieler); Starlight Express-Tasse als Gastgeschenk; Erklärfilm über Jeannine Michaelsen (Bambiraptor); Jeannine Michaelsen arbeitet bei ZDFhitler und ist eine Frau; William Cohn fordert weiterhin Show-Pullover von den Zuschauern ein, Lieferadresse: btf, Stichwort: PulliGalli, Leyendecker Str. 27, 50825 Köln | Skate, Surf and Blade – Die Jugendshow mit Frank Elstner                                        |
| 08 | 8 | Rudolf, the RedTube reindeer | 19. Dez. 2013 | Heinz Strunk und Carolin Kebekus | Dagobert mit „Ich bin zu jung“ | #aufschreinachten #dobrindternet #73centparty                                                   |
| 1h XXL Spezialausgabe; wechselnde Hashtags wegen Überlänge der Sendung; Jan Klingelbäumchen singt über Erinnerungen an Last Christmas; Penismanchette Lang Lang aus chinesischer Produktion; „Neo Magazin Music“ präsentiert „Die große Weihnachts-Kollektion“ von Samino Testosterossi dem Botschafter der Zärtlichkeit (Werbespotparodie); Dr. Florentin Will ein Impulsreferat halten – Die neue Bundesregierung als Schlachtruf; Chrism is a dancer (Prism is a dancer Weihnachtsausgabe): Hanna zeigt Doggystyle-Fotos, Lenas Artikel über „Leckeres aus dem Wald“ für den Trierischen Volksfreund wurde vertrickfilmt und erhält den „Lokalen Print-Babo“ für den besten Lokaljournalismus 2013 und zusätzlich ein Bleiglasbild; Erklärfilm über Heinz Strunk (Aulostomus); Schmuckstücke; die aktuelle Bundesregierung wird nach Äußerlichkeiten bewertet; Trendvulkan Mitte: Mösenknödel ins Vögelhaus hängen, intelligenter subtiler Loriot-Humor mit Hintersinn, der Look des Jahres 2014 Frauen/Männer, In: Aronal, Out: Elmex; Internetgröße Konrad Emoti zu Gast: 😄 (Unicode U+1F604), ☺ (Unicode U+1F60A), 😡 (Unicode U+1F621), 😢 (Unicode U+1F622), 😍 (Unicode U+1F60D), 😳 (Unicode U+1F633), 😜 (Unicode U+1F61C); Jan Raucherbein nimmt sich vor im neuen Jahr mit dem Rauchen anzufangen, wird es aber nicht schaffen; Schlimmer als Hitler?: Barbara Hendricks … Vielleicht!, Alina Süggeler … Ja!, Seriengequatsche … Ja!; Revolverparty wie in Saudi-Arabien; bis 2018 bekommt jeder Rundfunkgebührenzahler 73 Cent zurückerstattet; Gesangseinlage erzeugt hohe Stimme; Erklärfilm über Carolin Kebekus (Mantis religiosa) wird gerappt; der WDR dankt nicht dem Herrn; Jan Bösermann provoziert, Carolin Kopfnus schlägt mit Flasche zurück und wird daraufhin aus dem Studio entfernt; „Neo Magazin Music“ präsentiert „Weihnachten im Finanzamt“ mit Ralph Caspers (Liedparodie) | 1h XXL Spezialausgabe; wechselnde Hashtags wegen Überlänge der Sendung; Jan Klingelbäumchen singt über Erinnerungen an Last Christmas; Penismanchette Lang Lang aus chinesischer Produktion; „Neo Magazin Music“ präsentiert „Die große Weihnachts-Kollektion“ von Samino Testosterossi dem Botschafter der Zärtlichkeit (Werbespotparodie); Dr. Florentin Will ein Impulsreferat halten – Die neue Bundesregierung als Schlachtruf; Chrism is a dancer (Prism is a dancer Weihnachtsausgabe): Hanna zeigt Doggystyle-Fotos, Lenas Artikel über „Leckeres aus dem Wald“ für den Trierischen Volksfreund wurde vertrickfilmt und erhält den „Lokalen Print-Babo“ für den besten Lokaljournalismus 2013 und zusätzlich ein Bleiglasbild; Erklärfilm über Heinz Strunk (Aulostomus); Schmuckstücke; die aktuelle Bundesregierung wird nach Äußerlichkeiten bewertet; Trendvulkan Mitte: Mösenknödel ins Vögelhaus hängen, intelligenter subtiler Loriot-Humor mit Hintersinn, der Look des Jahres 2014 Frauen/Männer, In: Aronal, Out: Elmex; Internetgröße Konrad Emoti zu Gast: 😄 (Unicode U+1F604), ☺ (Unicode U+1F60A), 😡 (Unicode U+1F621), 😢 (Unicode U+1F622), 😍 (Unicode U+1F60D), 😳 (Unicode U+1F633), 😜 (Unicode U+1F61C); Jan Raucherbein nimmt sich vor im neuen Jahr mit dem Rauchen anzufangen, wird es aber nicht schaffen; Schlimmer als Hitler?: Barbara Hendricks … Vielleicht!, Alina Süggeler … Ja!, Seriengequatsche … Ja!; Revolverparty wie in Saudi-Arabien; bis 2018 bekommt jeder Rundfunkgebührenzahler 73 Cent zurückerstattet; Gesangseinlage erzeugt hohe Stimme; Erklärfilm über Carolin Kebekus (Mantis religiosa) wird gerappt; der WDR dankt nicht dem Herrn; Jan Bösermann provoziert, Carolin Kopfnus schlägt mit Flasche zurück und wird daraufhin aus dem Studio entfernt; „Neo Magazin Music“ präsentiert „Weihnachten im Finanzamt“ mit Ralph Caspers (Liedparodie) | 1h XXL Spezialausgabe; wechselnde Hashtags wegen Überlänge der Sendung; Jan Klingelbäumchen singt über Erinnerungen an Last Christmas; Penismanchette Lang Lang aus chinesischer Produktion; „Neo Magazin Music“ präsentiert „Die große Weihnachts-Kollektion“ von Samino Testosterossi dem Botschafter der Zärtlichkeit (Werbespotparodie); Dr. Florentin Will ein Impulsreferat halten – Die neue Bundesregierung als Schlachtruf; Chrism is a dancer (Prism is a dancer Weihnachtsausgabe): Hanna zeigt Doggystyle-Fotos, Lenas Artikel über „Leckeres aus dem Wald“ für den Trierischen Volksfreund wurde vertrickfilmt und erhält den „Lokalen Print-Babo“ für den besten Lokaljournalismus 2013 und zusätzlich ein Bleiglasbild; Erklärfilm über Heinz Strunk (Aulostomus); Schmuckstücke; die aktuelle Bundesregierung wird nach Äußerlichkeiten bewertet; Trendvulkan Mitte: Mösenknödel ins Vögelhaus hängen, intelligenter subtiler Loriot-Humor mit Hintersinn, der Look des Jahres 2014 Frauen/Männer, In: Aronal, Out: Elmex; Internetgröße Konrad Emoti zu Gast: 😄 (Unicode U+1F604), ☺ (Unicode U+1F60A), 😡 (Unicode U+1F621), 😢 (Unicode U+1F622), 😍 (Unicode U+1F60D), 😳 (Unicode U+1F633), 😜 (Unicode U+1F61C); Jan Raucherbein nimmt sich vor im neuen Jahr mit dem Rauchen anzufangen, wird es aber nicht schaffen; Schlimmer als Hitler?: Barbara Hendricks … Vielleicht!, Alina Süggeler … Ja!, Seriengequatsche … Ja!; Revolverparty wie in Saudi-Arabien; bis 2018 bekommt jeder Rundfunkgebührenzahler 73 Cent zurückerstattet; Gesangseinlage erzeugt hohe Stimme; Erklärfilm über Carolin Kebekus (Mantis religiosa) wird gerappt; der WDR dankt nicht dem Herrn; Jan Bösermann provoziert, Carolin Kopfnus schlägt mit Flasche zurück und wird daraufhin aus dem Studio entfernt; „Neo Magazin Music“ präsentiert „Weihnachten im Finanzamt“ mit Ralph Caspers (Liedparodie) | 1h XXL Spezialausgabe; wechselnde Hashtags wegen Überlänge der Sendung; Jan Klingelbäumchen singt über Erinnerungen an Last Christmas; Penismanchette Lang Lang aus chinesischer Produktion; „Neo Magazin Music“ präsentiert „Die große Weihnachts-Kollektion“ von Samino Testosterossi dem Botschafter der Zärtlichkeit (Werbespotparodie); Dr. Florentin Will ein Impulsreferat halten – Die neue Bundesregierung als Schlachtruf; Chrism is a dancer (Prism is a dancer Weihnachtsausgabe): Hanna zeigt Doggystyle-Fotos, Lenas Artikel über „Leckeres aus dem Wald“ für den Trierischen Volksfreund wurde vertrickfilmt und erhält den „Lokalen Print-Babo“ für den besten Lokaljournalismus 2013 und zusätzlich ein Bleiglasbild; Erklärfilm über Heinz Strunk (Aulostomus); Schmuckstücke; die aktuelle Bundesregierung wird nach Äußerlichkeiten bewertet; Trendvulkan Mitte: Mösenknödel ins Vögelhaus hängen, intelligenter subtiler Loriot-Humor mit Hintersinn, der Look des Jahres 2014 Frauen/Männer, In: Aronal, Out: Elmex; Internetgröße Konrad Emoti zu Gast: 😄 (Unicode U+1F604), ☺ (Unicode U+1F60A), 😡 (Unicode U+1F621), 😢 (Unicode U+1F622), 😍 (Unicode U+1F60D), 😳 (Unicode U+1F633), 😜 (Unicode U+1F61C); Jan Raucherbein nimmt sich vor im neuen Jahr mit dem Rauchen anzufangen, wird es aber nicht schaffen; Schlimmer als Hitler?: Barbara Hendricks … Vielleicht!, Alina Süggeler … Ja!, Seriengequatsche … Ja!; Revolverparty wie in Saudi-Arabien; bis 2018 bekommt jeder Rundfunkgebührenzahler 73 Cent zurückerstattet; Gesangseinlage erzeugt hohe Stimme; Erklärfilm über Carolin Kebekus (Mantis religiosa) wird gerappt; der WDR dankt nicht dem Herrn; Jan Bösermann provoziert, Carolin Kopfnus schlägt mit Flasche zurück und wird daraufhin aus dem Studio entfernt; „Neo Magazin Music“ präsentiert „Weihnachten im Finanzamt“ mit Ralph Caspers (Liedparodie) | 1h XXL Spezialausgabe; wechselnde Hashtags wegen Überlänge der Sendung; Jan Klingelbäumchen singt über Erinnerungen an Last Christmas; Penismanchette Lang Lang aus chinesischer Produktion; „Neo Magazin Music“ präsentiert „Die große Weihnachts-Kollektion“ von Samino Testosterossi dem Botschafter der Zärtlichkeit (Werbespotparodie); Dr. Florentin Will ein Impulsreferat halten – Die neue Bundesregierung als Schlachtruf; Chrism is a dancer (Prism is a dancer Weihnachtsausgabe): Hanna zeigt Doggystyle-Fotos, Lenas Artikel über „Leckeres aus dem Wald“ für den Trierischen Volksfreund wurde vertrickfilmt und erhält den „Lokalen Print-Babo“ für den besten Lokaljournalismus 2013 und zusätzlich ein Bleiglasbild; Erklärfilm über Heinz Strunk (Aulostomus); Schmuckstücke; die aktuelle Bundesregierung wird nach Äußerlichkeiten bewertet; Trendvulkan Mitte: Mösenknödel ins Vögelhaus hängen, intelligenter subtiler Loriot-Humor mit Hintersinn, der Look des Jahres 2014 Frauen/Männer, In: Aronal, Out: Elmex; Internetgröße Konrad Emoti zu Gast: 😄 (Unicode U+1F604), ☺ (Unicode U+1F60A), 😡 (Unicode U+1F621), 😢 (Unicode U+1F622), 😍 (Unicode U+1F60D), 😳 (Unicode U+1F633), 😜 (Unicode U+1F61C); Jan Raucherbein nimmt sich vor im neuen Jahr mit dem Rauchen anzufangen, wird es aber nicht schaffen; Schlimmer als Hitler?: Barbara Hendricks … Vielleicht!, Alina Süggeler … Ja!, Seriengequatsche … Ja!; Revolverparty wie in Saudi-Arabien; bis 2018 bekommt jeder Rundfunkgebührenzahler 73 Cent zurückerstattet; Gesangseinlage erzeugt hohe Stimme; Erklärfilm über Carolin Kebekus (Mantis religiosa) wird gerappt; der WDR dankt nicht dem Herrn; Jan Bösermann provoziert, Carolin Kopfnus schlägt mit Flasche zurück und wird daraufhin aus dem Studio entfernt; „Neo Magazin Music“ präsentiert „Weihnachten im Finanzamt“ mit Ralph Caspers (Liedparodie) | 1h XXL Spezialausgabe; wechselnde Hashtags wegen Überlänge der Sendung; Jan Klingelbäumchen singt über Erinnerungen an Last Christmas; Penismanchette Lang Lang aus chinesischer Produktion; „Neo Magazin Music“ präsentiert „Die große Weihnachts-Kollektion“ von Samino Testosterossi dem Botschafter der Zärtlichkeit (Werbespotparodie); Dr. Florentin Will ein Impulsreferat halten – Die neue Bundesregierung als Schlachtruf; Chrism is a dancer (Prism is a dancer Weihnachtsausgabe): Hanna zeigt Doggystyle-Fotos, Lenas Artikel über „Leckeres aus dem Wald“ für den Trierischen Volksfreund wurde vertrickfilmt und erhält den „Lokalen Print-Babo“ für den besten Lokaljournalismus 2013 und zusätzlich ein Bleiglasbild; Erklärfilm über Heinz Strunk (Aulostomus); Schmuckstücke; die aktuelle Bundesregierung wird nach Äußerlichkeiten bewertet; Trendvulkan Mitte: Mösenknödel ins Vögelhaus hängen, intelligenter subtiler Loriot-Humor mit Hintersinn, der Look des Jahres 2014 Frauen/Männer, In: Aronal, Out: Elmex; Internetgröße Konrad Emoti zu Gast: 😄 (Unicode U+1F604), ☺ (Unicode U+1F60A), 😡 (Unicode U+1F621), 😢 (Unicode U+1F622), 😍 (Unicode U+1F60D), 😳 (Unicode U+1F633), 😜 (Unicode U+1F61C); Jan Raucherbein nimmt sich vor im neuen Jahr mit dem Rauchen anzufangen, wird es aber nicht schaffen; Schlimmer als Hitler?: Barbara Hendricks … Vielleicht!, Alina Süggeler … Ja!, Seriengequatsche … Ja!; Revolverparty wie in Saudi-Arabien; bis 2018 bekommt jeder Rundfunkgebührenzahler 73 Cent zurückerstattet; Gesangseinlage erzeugt hohe Stimme; Erklärfilm über Carolin Kebekus (Mantis religiosa) wird gerappt; der WDR dankt nicht dem Herrn; Jan Bösermann provoziert, Carolin Kopfnus schlägt mit Flasche zurück und wird daraufhin aus dem Studio entfernt; „Neo Magazin Music“ präsentiert „Weihnachten im Finanzamt“ mit Ralph Caspers (Liedparodie) | Synthi & Roma – Das folkloristische Musikmagazin                                                |
| 09 | 9 | Hose Runter – Lanz-Vergleich! | 31. Dez. 2013 | Verena Cojic, Betty und Christian | – | #twitterdown                                                                                    |
| ZDF Innovationsführerhauptquartier „Mainzelschanze“ ein Point-and-Click-Adventure; „Menschen 2013“ – Best-of-Folge mit verschiedenen Highlights und nicht gezeigten Szenen aus den vorangehenden Folgen; William Cohn leckt’s nochmal neo (Folge 2) ein Alternativeinspieler; Verena Cojic (Teilnehmerin an Prism is a dancer Folge 3) und Jan Böhmermann essen Käsehäppchen vom Racletteofen; „Beate Zschäpe – Das Musical“ (Folge 5) Fanshop bietet Springerrollschuhe und T-Shirts an; DVD-Ausschnitt: „Neonazi“ (TV-Premiere); Dinner for One (Sketch); Studiotelefonanruf (Folge 4); Betty (Folge 7) und Christian (Folge 4) Teilnehmer an Stupid Phone – Auflösung; Gastausschnitte (Einspieler); Jeannine Michaelsen besiegt Jan Dünnerarm beim Armdrücken (Folge 7); Dank an das Neo Magazin-Team insbesondere an Aufnahmeleiter Martin Borchers; „Ich hasse ihn/Ich liebe ihn“-Ode | ZDF Innovationsführerhauptquartier „Mainzelschanze“ ein Point-and-Click-Adventure; „Menschen 2013“ – Best-of-Folge mit verschiedenen Highlights und nicht gezeigten Szenen aus den vorangehenden Folgen; William Cohn leckt’s nochmal neo (Folge 2) ein Alternativeinspieler; Verena Cojic (Teilnehmerin an Prism is a dancer Folge 3) und Jan Böhmermann essen Käsehäppchen vom Racletteofen; „Beate Zschäpe – Das Musical“ (Folge 5) Fanshop bietet Springerrollschuhe und T-Shirts an; DVD-Ausschnitt: „Neonazi“ (TV-Premiere); Dinner for One (Sketch); Studiotelefonanruf (Folge 4); Betty (Folge 7) und Christian (Folge 4) Teilnehmer an Stupid Phone – Auflösung; Gastausschnitte (Einspieler); Jeannine Michaelsen besiegt Jan Dünnerarm beim Armdrücken (Folge 7); Dank an das Neo Magazin-Team insbesondere an Aufnahmeleiter Martin Borchers; „Ich hasse ihn/Ich liebe ihn“-Ode | ZDF Innovationsführerhauptquartier „Mainzelschanze“ ein Point-and-Click-Adventure; „Menschen 2013“ – Best-of-Folge mit verschiedenen Highlights und nicht gezeigten Szenen aus den vorangehenden Folgen; William Cohn leckt’s nochmal neo (Folge 2) ein Alternativeinspieler; Verena Cojic (Teilnehmerin an Prism is a dancer Folge 3) und Jan Böhmermann essen Käsehäppchen vom Racletteofen; „Beate Zschäpe – Das Musical“ (Folge 5) Fanshop bietet Springerrollschuhe und T-Shirts an; DVD-Ausschnitt: „Neonazi“ (TV-Premiere); Dinner for One (Sketch); Studiotelefonanruf (Folge 4); Betty (Folge 7) und Christian (Folge 4) Teilnehmer an Stupid Phone – Auflösung; Gastausschnitte (Einspieler); Jeannine Michaelsen besiegt Jan Dünnerarm beim Armdrücken (Folge 7); Dank an das Neo Magazin-Team insbesondere an Aufnahmeleiter Martin Borchers; „Ich hasse ihn/Ich liebe ihn“-Ode | ZDF Innovationsführerhauptquartier „Mainzelschanze“ ein Point-and-Click-Adventure; „Menschen 2013“ – Best-of-Folge mit verschiedenen Highlights und nicht gezeigten Szenen aus den vorangehenden Folgen; William Cohn leckt’s nochmal neo (Folge 2) ein Alternativeinspieler; Verena Cojic (Teilnehmerin an Prism is a dancer Folge 3) und Jan Böhmermann essen Käsehäppchen vom Racletteofen; „Beate Zschäpe – Das Musical“ (Folge 5) Fanshop bietet Springerrollschuhe und T-Shirts an; DVD-Ausschnitt: „Neonazi“ (TV-Premiere); Dinner for One (Sketch); Studiotelefonanruf (Folge 4); Betty (Folge 7) und Christian (Folge 4) Teilnehmer an Stupid Phone – Auflösung; Gastausschnitte (Einspieler); Jeannine Michaelsen besiegt Jan Dünnerarm beim Armdrücken (Folge 7); Dank an das Neo Magazin-Team insbesondere an Aufnahmeleiter Martin Borchers; „Ich hasse ihn/Ich liebe ihn“-Ode | ZDF Innovationsführerhauptquartier „Mainzelschanze“ ein Point-and-Click-Adventure; „Menschen 2013“ – Best-of-Folge mit verschiedenen Highlights und nicht gezeigten Szenen aus den vorangehenden Folgen; William Cohn leckt’s nochmal neo (Folge 2) ein Alternativeinspieler; Verena Cojic (Teilnehmerin an Prism is a dancer Folge 3) und Jan Böhmermann essen Käsehäppchen vom Racletteofen; „Beate Zschäpe – Das Musical“ (Folge 5) Fanshop bietet Springerrollschuhe und T-Shirts an; DVD-Ausschnitt: „Neonazi“ (TV-Premiere); Dinner for One (Sketch); Studiotelefonanruf (Folge 4); Betty (Folge 7) und Christian (Folge 4) Teilnehmer an Stupid Phone – Auflösung; Gastausschnitte (Einspieler); Jeannine Michaelsen besiegt Jan Dünnerarm beim Armdrücken (Folge 7); Dank an das Neo Magazin-Team insbesondere an Aufnahmeleiter Martin Borchers; „Ich hasse ihn/Ich liebe ihn“-Ode | ZDF Innovationsführerhauptquartier „Mainzelschanze“ ein Point-and-Click-Adventure; „Menschen 2013“ – Best-of-Folge mit verschiedenen Highlights und nicht gezeigten Szenen aus den vorangehenden Folgen; William Cohn leckt’s nochmal neo (Folge 2) ein Alternativeinspieler; Verena Cojic (Teilnehmerin an Prism is a dancer Folge 3) und Jan Böhmermann essen Käsehäppchen vom Racletteofen; „Beate Zschäpe – Das Musical“ (Folge 5) Fanshop bietet Springerrollschuhe und T-Shirts an; DVD-Ausschnitt: „Neonazi“ (TV-Premiere); Dinner for One (Sketch); Studiotelefonanruf (Folge 4); Betty (Folge 7) und Christian (Folge 4) Teilnehmer an Stupid Phone – Auflösung; Gastausschnitte (Einspieler); Jeannine Michaelsen besiegt Jan Dünnerarm beim Armdrücken (Folge 7); Dank an das Neo Magazin-Team insbesondere an Aufnahmeleiter Martin Borchers; „Ich hasse ihn/Ich liebe ihn“-Ode | –                                                                                               |

### Staffel 2
| Folge gesamt | Folge Staffel | Name | Erstveröffentlichung | Gäste | Musik | Hashtag                                                                 |
| Inhalte | Inhalte | Inhalte | Inhalte | Inhalte | Inhalte | Programmhinweis                                                         |
| --- | --- | --- | --- | --- | --- | ----------------------------------------------------------------------- |
| 10 | 1 | Eines Tages, My Ass Baby | 6. Feb. 2014 | Judith Holofernes | – | #neomagazin                                                             |
| „Was bisher geschah…“ (Folge 8), „Kebekus’ Revenge“ eine Kill Bill / Uhrwerk-Orange / Zurück-in-die-Zukunft / Knight-Rider / Der-Sklave-der-Amazonen-Parodie mit Carolin Kebekus, Oliver Petszokat und Palina Rojinski; Lausemädchen Alice Schwarzer steuert in den Abgrund; Das Neo-Magazin-Team bedankt sich für den „Goldenen Medienpimmel“ 2013; Social Media feiert Jubiläum – 10 Jahre Facebook lt. Twitter; Muttermilchbörse in Hamburg; Sotschi … Gesundheit, die Olympischen Winterspiele 2014 beginnen am 7. Februar 2014 unter dem Motto „Hot. Cool. Yours.“; Das Relefanten-Orakel (wiederkehrende Befragung); Der beste Mensch der Welt – Innere Werte statt GNTM, unter der URL www.derbestemenschderwelt.de können alle Zuschauer wählen; Das Digitale Quartett: Bushido (Rapper); Erklärfilm über Judith Holofernes (Maiasaura); Jan Berlin-Mittemann schenkt Judith Holofernes eine überarbeitete Schallplattenhülle ihres neuen Albums; aus Judith Holofernes’ Lied „Liebe Teil 2 – jetzt erst recht“ wird „Liebe Teil 3“ (Parodie); Mitarbeiter des Monats: Nicolas Berse | „Was bisher geschah…“ (Folge 8), „Kebekus’ Revenge“ eine Kill Bill / Uhrwerk-Orange / Zurück-in-die-Zukunft / Knight-Rider / Der-Sklave-der-Amazonen-Parodie mit Carolin Kebekus, Oliver Petszokat und Palina Rojinski; Lausemädchen Alice Schwarzer steuert in den Abgrund; Das Neo-Magazin-Team bedankt sich für den „Goldenen Medienpimmel“ 2013; Social Media feiert Jubiläum – 10 Jahre Facebook lt. Twitter; Muttermilchbörse in Hamburg; Sotschi … Gesundheit, die Olympischen Winterspiele 2014 beginnen am 7. Februar 2014 unter dem Motto „Hot. Cool. Yours.“; Das Relefanten-Orakel (wiederkehrende Befragung); Der beste Mensch der Welt – Innere Werte statt GNTM, unter der URL www.derbestemenschderwelt.de können alle Zuschauer wählen; Das Digitale Quartett: Bushido (Rapper); Erklärfilm über Judith Holofernes (Maiasaura); Jan Berlin-Mittemann schenkt Judith Holofernes eine überarbeitete Schallplattenhülle ihres neuen Albums; aus Judith Holofernes’ Lied „Liebe Teil 2 – jetzt erst recht“ wird „Liebe Teil 3“ (Parodie); Mitarbeiter des Monats: Nicolas Berse | „Was bisher geschah…“ (Folge 8), „Kebekus’ Revenge“ eine Kill Bill / Uhrwerk-Orange / Zurück-in-die-Zukunft / Knight-Rider / Der-Sklave-der-Amazonen-Parodie mit Carolin Kebekus, Oliver Petszokat und Palina Rojinski; Lausemädchen Alice Schwarzer steuert in den Abgrund; Das Neo-Magazin-Team bedankt sich für den „Goldenen Medienpimmel“ 2013; Social Media feiert Jubiläum – 10 Jahre Facebook lt. Twitter; Muttermilchbörse in Hamburg; Sotschi … Gesundheit, die Olympischen Winterspiele 2014 beginnen am 7. Februar 2014 unter dem Motto „Hot. Cool. Yours.“; Das Relefanten-Orakel (wiederkehrende Befragung); Der beste Mensch der Welt – Innere Werte statt GNTM, unter der URL www.derbestemenschderwelt.de können alle Zuschauer wählen; Das Digitale Quartett: Bushido (Rapper); Erklärfilm über Judith Holofernes (Maiasaura); Jan Berlin-Mittemann schenkt Judith Holofernes eine überarbeitete Schallplattenhülle ihres neuen Albums; aus Judith Holofernes’ Lied „Liebe Teil 2 – jetzt erst recht“ wird „Liebe Teil 3“ (Parodie); Mitarbeiter des Monats: Nicolas Berse | „Was bisher geschah…“ (Folge 8), „Kebekus’ Revenge“ eine Kill Bill / Uhrwerk-Orange / Zurück-in-die-Zukunft / Knight-Rider / Der-Sklave-der-Amazonen-Parodie mit Carolin Kebekus, Oliver Petszokat und Palina Rojinski; Lausemädchen Alice Schwarzer steuert in den Abgrund; Das Neo-Magazin-Team bedankt sich für den „Goldenen Medienpimmel“ 2013; Social Media feiert Jubiläum – 10 Jahre Facebook lt. Twitter; Muttermilchbörse in Hamburg; Sotschi … Gesundheit, die Olympischen Winterspiele 2014 beginnen am 7. Februar 2014 unter dem Motto „Hot. Cool. Yours.“; Das Relefanten-Orakel (wiederkehrende Befragung); Der beste Mensch der Welt – Innere Werte statt GNTM, unter der URL www.derbestemenschderwelt.de können alle Zuschauer wählen; Das Digitale Quartett: Bushido (Rapper); Erklärfilm über Judith Holofernes (Maiasaura); Jan Berlin-Mittemann schenkt Judith Holofernes eine überarbeitete Schallplattenhülle ihres neuen Albums; aus Judith Holofernes’ Lied „Liebe Teil 2 – jetzt erst recht“ wird „Liebe Teil 3“ (Parodie); Mitarbeiter des Monats: Nicolas Berse | „Was bisher geschah…“ (Folge 8), „Kebekus’ Revenge“ eine Kill Bill / Uhrwerk-Orange / Zurück-in-die-Zukunft / Knight-Rider / Der-Sklave-der-Amazonen-Parodie mit Carolin Kebekus, Oliver Petszokat und Palina Rojinski; Lausemädchen Alice Schwarzer steuert in den Abgrund; Das Neo-Magazin-Team bedankt sich für den „Goldenen Medienpimmel“ 2013; Social Media feiert Jubiläum – 10 Jahre Facebook lt. Twitter; Muttermilchbörse in Hamburg; Sotschi … Gesundheit, die Olympischen Winterspiele 2014 beginnen am 7. Februar 2014 unter dem Motto „Hot. Cool. Yours.“; Das Relefanten-Orakel (wiederkehrende Befragung); Der beste Mensch der Welt – Innere Werte statt GNTM, unter der URL www.derbestemenschderwelt.de können alle Zuschauer wählen; Das Digitale Quartett: Bushido (Rapper); Erklärfilm über Judith Holofernes (Maiasaura); Jan Berlin-Mittemann schenkt Judith Holofernes eine überarbeitete Schallplattenhülle ihres neuen Albums; aus Judith Holofernes’ Lied „Liebe Teil 2 – jetzt erst recht“ wird „Liebe Teil 3“ (Parodie); Mitarbeiter des Monats: Nicolas Berse | „Was bisher geschah…“ (Folge 8), „Kebekus’ Revenge“ eine Kill Bill / Uhrwerk-Orange / Zurück-in-die-Zukunft / Knight-Rider / Der-Sklave-der-Amazonen-Parodie mit Carolin Kebekus, Oliver Petszokat und Palina Rojinski; Lausemädchen Alice Schwarzer steuert in den Abgrund; Das Neo-Magazin-Team bedankt sich für den „Goldenen Medienpimmel“ 2013; Social Media feiert Jubiläum – 10 Jahre Facebook lt. Twitter; Muttermilchbörse in Hamburg; Sotschi … Gesundheit, die Olympischen Winterspiele 2014 beginnen am 7. Februar 2014 unter dem Motto „Hot. Cool. Yours.“; Das Relefanten-Orakel (wiederkehrende Befragung); Der beste Mensch der Welt – Innere Werte statt GNTM, unter der URL www.derbestemenschderwelt.de können alle Zuschauer wählen; Das Digitale Quartett: Bushido (Rapper); Erklärfilm über Judith Holofernes (Maiasaura); Jan Berlin-Mittemann schenkt Judith Holofernes eine überarbeitete Schallplattenhülle ihres neuen Albums; aus Judith Holofernes’ Lied „Liebe Teil 2 – jetzt erst recht“ wird „Liebe Teil 3“ (Parodie); Mitarbeiter des Monats: Nicolas Berse | Brust oder Keule mit Palina Rojinski                                    |
| 11 | 2 | Giraffe ist Blutwurst | 13. Feb. 2014 | Sky du Mont und DJ Bobo | – | #neomagazin                                                             |
| Woher kommen die Ideen für Neo Magazin? Antwort gibt das animierte Wimmelbild „Der NEO MAGAZIN-Hoppenbrock-Vorspann“; Zwischenstand zur Wahl Der beste Mensch der Welt; Das Relefanten-Orakel (wiederkehrende Befragung); die Schweizer Volksabstimmung führt zu gleichen Nachnamen und den Look von DJ Bobo; Suche nach neuem Studio; Biernominierungen für jeden Geschmack; die Olympia-Maskottchen Sochi, Scratchi & Winnie Puuhtinbär in „Winter Heterolympics 2014“ Folge 1: „Feierabend“ (Einspieler); Vaginalattrappen auf der Berlinale; Prism is a dancer: Matthias von RTL muss während der Sendung Kopfhörer und eine Sichtschutzbrille tragen, Kilian verteilt rote Herzen für die SPD und baut Lego-Dixiklos, Thomas ist auch Lego-Crack und erhält mit „Neo“ statt „Lego“ beschriftete Lego-Kartons, Kilian schmollt und bekommt auch welche, Jeannine ist Sängerin der Band „No Vacancy“ und rasselt sehr ausladend; Revival der „Sexy DJ Bobo Band“ mit Jeannine, Jan Böhmermann und DJ Bobo; wegen Zeitnot viele schnelle Fragen an den angesäuerten Sky du Mont, Antwort: „Ja.“; Erklärfilm über Sky du Mont (Argentinosaurus); DJ Bobo springt für Sky du Mont ein; Mitarbeiter des Monats: Christoph Hoppenbrock; Valentinstags-Ode der Abscheu | Woher kommen die Ideen für Neo Magazin? Antwort gibt das animierte Wimmelbild „Der NEO MAGAZIN-Hoppenbrock-Vorspann“; Zwischenstand zur Wahl Der beste Mensch der Welt; Das Relefanten-Orakel (wiederkehrende Befragung); die Schweizer Volksabstimmung führt zu gleichen Nachnamen und den Look von DJ Bobo; Suche nach neuem Studio; Biernominierungen für jeden Geschmack; die Olympia-Maskottchen Sochi, Scratchi & Winnie Puuhtinbär in „Winter Heterolympics 2014“ Folge 1: „Feierabend“ (Einspieler); Vaginalattrappen auf der Berlinale; Prism is a dancer: Matthias von RTL muss während der Sendung Kopfhörer und eine Sichtschutzbrille tragen, Kilian verteilt rote Herzen für die SPD und baut Lego-Dixiklos, Thomas ist auch Lego-Crack und erhält mit „Neo“ statt „Lego“ beschriftete Lego-Kartons, Kilian schmollt und bekommt auch welche, Jeannine ist Sängerin der Band „No Vacancy“ und rasselt sehr ausladend; Revival der „Sexy DJ Bobo Band“ mit Jeannine, Jan Böhmermann und DJ Bobo; wegen Zeitnot viele schnelle Fragen an den angesäuerten Sky du Mont, Antwort: „Ja.“; Erklärfilm über Sky du Mont (Argentinosaurus); DJ Bobo springt für Sky du Mont ein; Mitarbeiter des Monats: Christoph Hoppenbrock; Valentinstags-Ode der Abscheu | Woher kommen die Ideen für Neo Magazin? Antwort gibt das animierte Wimmelbild „Der NEO MAGAZIN-Hoppenbrock-Vorspann“; Zwischenstand zur Wahl Der beste Mensch der Welt; Das Relefanten-Orakel (wiederkehrende Befragung); die Schweizer Volksabstimmung führt zu gleichen Nachnamen und den Look von DJ Bobo; Suche nach neuem Studio; Biernominierungen für jeden Geschmack; die Olympia-Maskottchen Sochi, Scratchi & Winnie Puuhtinbär in „Winter Heterolympics 2014“ Folge 1: „Feierabend“ (Einspieler); Vaginalattrappen auf der Berlinale; Prism is a dancer: Matthias von RTL muss während der Sendung Kopfhörer und eine Sichtschutzbrille tragen, Kilian verteilt rote Herzen für die SPD und baut Lego-Dixiklos, Thomas ist auch Lego-Crack und erhält mit „Neo“ statt „Lego“ beschriftete Lego-Kartons, Kilian schmollt und bekommt auch welche, Jeannine ist Sängerin der Band „No Vacancy“ und rasselt sehr ausladend; Revival der „Sexy DJ Bobo Band“ mit Jeannine, Jan Böhmermann und DJ Bobo; wegen Zeitnot viele schnelle Fragen an den angesäuerten Sky du Mont, Antwort: „Ja.“; Erklärfilm über Sky du Mont (Argentinosaurus); DJ Bobo springt für Sky du Mont ein; Mitarbeiter des Monats: Christoph Hoppenbrock; Valentinstags-Ode der Abscheu | Woher kommen die Ideen für Neo Magazin? Antwort gibt das animierte Wimmelbild „Der NEO MAGAZIN-Hoppenbrock-Vorspann“; Zwischenstand zur Wahl Der beste Mensch der Welt; Das Relefanten-Orakel (wiederkehrende Befragung); die Schweizer Volksabstimmung führt zu gleichen Nachnamen und den Look von DJ Bobo; Suche nach neuem Studio; Biernominierungen für jeden Geschmack; die Olympia-Maskottchen Sochi, Scratchi & Winnie Puuhtinbär in „Winter Heterolympics 2014“ Folge 1: „Feierabend“ (Einspieler); Vaginalattrappen auf der Berlinale; Prism is a dancer: Matthias von RTL muss während der Sendung Kopfhörer und eine Sichtschutzbrille tragen, Kilian verteilt rote Herzen für die SPD und baut Lego-Dixiklos, Thomas ist auch Lego-Crack und erhält mit „Neo“ statt „Lego“ beschriftete Lego-Kartons, Kilian schmollt und bekommt auch welche, Jeannine ist Sängerin der Band „No Vacancy“ und rasselt sehr ausladend; Revival der „Sexy DJ Bobo Band“ mit Jeannine, Jan Böhmermann und DJ Bobo; wegen Zeitnot viele schnelle Fragen an den angesäuerten Sky du Mont, Antwort: „Ja.“; Erklärfilm über Sky du Mont (Argentinosaurus); DJ Bobo springt für Sky du Mont ein; Mitarbeiter des Monats: Christoph Hoppenbrock; Valentinstags-Ode der Abscheu | Woher kommen die Ideen für Neo Magazin? Antwort gibt das animierte Wimmelbild „Der NEO MAGAZIN-Hoppenbrock-Vorspann“; Zwischenstand zur Wahl Der beste Mensch der Welt; Das Relefanten-Orakel (wiederkehrende Befragung); die Schweizer Volksabstimmung führt zu gleichen Nachnamen und den Look von DJ Bobo; Suche nach neuem Studio; Biernominierungen für jeden Geschmack; die Olympia-Maskottchen Sochi, Scratchi & Winnie Puuhtinbär in „Winter Heterolympics 2014“ Folge 1: „Feierabend“ (Einspieler); Vaginalattrappen auf der Berlinale; Prism is a dancer: Matthias von RTL muss während der Sendung Kopfhörer und eine Sichtschutzbrille tragen, Kilian verteilt rote Herzen für die SPD und baut Lego-Dixiklos, Thomas ist auch Lego-Crack und erhält mit „Neo“ statt „Lego“ beschriftete Lego-Kartons, Kilian schmollt und bekommt auch welche, Jeannine ist Sängerin der Band „No Vacancy“ und rasselt sehr ausladend; Revival der „Sexy DJ Bobo Band“ mit Jeannine, Jan Böhmermann und DJ Bobo; wegen Zeitnot viele schnelle Fragen an den angesäuerten Sky du Mont, Antwort: „Ja.“; Erklärfilm über Sky du Mont (Argentinosaurus); DJ Bobo springt für Sky du Mont ein; Mitarbeiter des Monats: Christoph Hoppenbrock; Valentinstags-Ode der Abscheu | Woher kommen die Ideen für Neo Magazin? Antwort gibt das animierte Wimmelbild „Der NEO MAGAZIN-Hoppenbrock-Vorspann“; Zwischenstand zur Wahl Der beste Mensch der Welt; Das Relefanten-Orakel (wiederkehrende Befragung); die Schweizer Volksabstimmung führt zu gleichen Nachnamen und den Look von DJ Bobo; Suche nach neuem Studio; Biernominierungen für jeden Geschmack; die Olympia-Maskottchen Sochi, Scratchi & Winnie Puuhtinbär in „Winter Heterolympics 2014“ Folge 1: „Feierabend“ (Einspieler); Vaginalattrappen auf der Berlinale; Prism is a dancer: Matthias von RTL muss während der Sendung Kopfhörer und eine Sichtschutzbrille tragen, Kilian verteilt rote Herzen für die SPD und baut Lego-Dixiklos, Thomas ist auch Lego-Crack und erhält mit „Neo“ statt „Lego“ beschriftete Lego-Kartons, Kilian schmollt und bekommt auch welche, Jeannine ist Sängerin der Band „No Vacancy“ und rasselt sehr ausladend; Revival der „Sexy DJ Bobo Band“ mit Jeannine, Jan Böhmermann und DJ Bobo; wegen Zeitnot viele schnelle Fragen an den angesäuerten Sky du Mont, Antwort: „Ja.“; Erklärfilm über Sky du Mont (Argentinosaurus); DJ Bobo springt für Sky du Mont ein; Mitarbeiter des Monats: Christoph Hoppenbrock; Valentinstags-Ode der Abscheu | –                                                                       |
| 12 | 3 | Der alte Tiger Nimmersatt | 20. Feb. 2014 | Anke Engelke | – | #neomagazin                                                             |
| Das Neo Magazin wird vor älterem gekauftem ZDF-Hauptprogramm-Publikum aufgeführt, Einzelvorbefragungen für die Marktforschung; Jan Trötenmann fährt mit einem kleinen Hochrad ins Studio hinein; Facebook-Nutzer haben die totale Geschlechtswahl; Das Relefanten-Orakel (wiederkehrende Befragung); Deutschland ist(!?) Nummer Eins im Medaillenspiegel und freut sich über einen Sieg im russischen Winter; die Olympia-Maskottchen Sochi, Scratchi & Winnie Puuhtinbär in „Winter Heterolympics 2014“ Folge 2: „Mittagspause“ (Einspieler); „Aso Films“ präsentiert „Balgende unreife Bengel für Politiker“ (Einspieler); Lena Meyer-Landrut ist zu fett; Delfina präsentiert den Wochenspitzenreiter von Der beste Mensch der Welt; Das Digitale Quartett: Justin Bieber; das Publikum beklatscht die Ersetzung von Wetten, dass..? durch das Neo Magazin; Drehscheibe Internet: ~, die Top 10 der Google-Suchanfragen im Deutschen Bundestag; Marktforschungsexperiment: „2 Girls, 1 Cup Reaction-Video“ vor ZDF-Hauptprogrammpublikum; Sendungsbesuche von Anke Engelke sind wie Todesküsse; Erklärfilm über Anke Engelke (Ankylosaurus); Niemand will Wetten, dass..? moderieren; Mitarbeiter des Monats: Julian, Julian & Julian; Einzelnachbefragungen des Studiopublikums | Das Neo Magazin wird vor älterem gekauftem ZDF-Hauptprogramm-Publikum aufgeführt, Einzelvorbefragungen für die Marktforschung; Jan Trötenmann fährt mit einem kleinen Hochrad ins Studio hinein; Facebook-Nutzer haben die totale Geschlechtswahl; Das Relefanten-Orakel (wiederkehrende Befragung); Deutschland ist(!?) Nummer Eins im Medaillenspiegel und freut sich über einen Sieg im russischen Winter; die Olympia-Maskottchen Sochi, Scratchi & Winnie Puuhtinbär in „Winter Heterolympics 2014“ Folge 2: „Mittagspause“ (Einspieler); „Aso Films“ präsentiert „Balgende unreife Bengel für Politiker“ (Einspieler); Lena Meyer-Landrut ist zu fett; Delfina präsentiert den Wochenspitzenreiter von Der beste Mensch der Welt; Das Digitale Quartett: Justin Bieber; das Publikum beklatscht die Ersetzung von Wetten, dass..? durch das Neo Magazin; Drehscheibe Internet: ~, die Top 10 der Google-Suchanfragen im Deutschen Bundestag; Marktforschungsexperiment: „2 Girls, 1 Cup Reaction-Video“ vor ZDF-Hauptprogrammpublikum; Sendungsbesuche von Anke Engelke sind wie Todesküsse; Erklärfilm über Anke Engelke (Ankylosaurus); Niemand will Wetten, dass..? moderieren; Mitarbeiter des Monats: Julian, Julian & Julian; Einzelnachbefragungen des Studiopublikums | Das Neo Magazin wird vor älterem gekauftem ZDF-Hauptprogramm-Publikum aufgeführt, Einzelvorbefragungen für die Marktforschung; Jan Trötenmann fährt mit einem kleinen Hochrad ins Studio hinein; Facebook-Nutzer haben die totale Geschlechtswahl; Das Relefanten-Orakel (wiederkehrende Befragung); Deutschland ist(!?) Nummer Eins im Medaillenspiegel und freut sich über einen Sieg im russischen Winter; die Olympia-Maskottchen Sochi, Scratchi & Winnie Puuhtinbär in „Winter Heterolympics 2014“ Folge 2: „Mittagspause“ (Einspieler); „Aso Films“ präsentiert „Balgende unreife Bengel für Politiker“ (Einspieler); Lena Meyer-Landrut ist zu fett; Delfina präsentiert den Wochenspitzenreiter von Der beste Mensch der Welt; Das Digitale Quartett: Justin Bieber; das Publikum beklatscht die Ersetzung von Wetten, dass..? durch das Neo Magazin; Drehscheibe Internet: ~, die Top 10 der Google-Suchanfragen im Deutschen Bundestag; Marktforschungsexperiment: „2 Girls, 1 Cup Reaction-Video“ vor ZDF-Hauptprogrammpublikum; Sendungsbesuche von Anke Engelke sind wie Todesküsse; Erklärfilm über Anke Engelke (Ankylosaurus); Niemand will Wetten, dass..? moderieren; Mitarbeiter des Monats: Julian, Julian & Julian; Einzelnachbefragungen des Studiopublikums | Das Neo Magazin wird vor älterem gekauftem ZDF-Hauptprogramm-Publikum aufgeführt, Einzelvorbefragungen für die Marktforschung; Jan Trötenmann fährt mit einem kleinen Hochrad ins Studio hinein; Facebook-Nutzer haben die totale Geschlechtswahl; Das Relefanten-Orakel (wiederkehrende Befragung); Deutschland ist(!?) Nummer Eins im Medaillenspiegel und freut sich über einen Sieg im russischen Winter; die Olympia-Maskottchen Sochi, Scratchi & Winnie Puuhtinbär in „Winter Heterolympics 2014“ Folge 2: „Mittagspause“ (Einspieler); „Aso Films“ präsentiert „Balgende unreife Bengel für Politiker“ (Einspieler); Lena Meyer-Landrut ist zu fett; Delfina präsentiert den Wochenspitzenreiter von Der beste Mensch der Welt; Das Digitale Quartett: Justin Bieber; das Publikum beklatscht die Ersetzung von Wetten, dass..? durch das Neo Magazin; Drehscheibe Internet: ~, die Top 10 der Google-Suchanfragen im Deutschen Bundestag; Marktforschungsexperiment: „2 Girls, 1 Cup Reaction-Video“ vor ZDF-Hauptprogrammpublikum; Sendungsbesuche von Anke Engelke sind wie Todesküsse; Erklärfilm über Anke Engelke (Ankylosaurus); Niemand will Wetten, dass..? moderieren; Mitarbeiter des Monats: Julian, Julian & Julian; Einzelnachbefragungen des Studiopublikums | Das Neo Magazin wird vor älterem gekauftem ZDF-Hauptprogramm-Publikum aufgeführt, Einzelvorbefragungen für die Marktforschung; Jan Trötenmann fährt mit einem kleinen Hochrad ins Studio hinein; Facebook-Nutzer haben die totale Geschlechtswahl; Das Relefanten-Orakel (wiederkehrende Befragung); Deutschland ist(!?) Nummer Eins im Medaillenspiegel und freut sich über einen Sieg im russischen Winter; die Olympia-Maskottchen Sochi, Scratchi & Winnie Puuhtinbär in „Winter Heterolympics 2014“ Folge 2: „Mittagspause“ (Einspieler); „Aso Films“ präsentiert „Balgende unreife Bengel für Politiker“ (Einspieler); Lena Meyer-Landrut ist zu fett; Delfina präsentiert den Wochenspitzenreiter von Der beste Mensch der Welt; Das Digitale Quartett: Justin Bieber; das Publikum beklatscht die Ersetzung von Wetten, dass..? durch das Neo Magazin; Drehscheibe Internet: ~, die Top 10 der Google-Suchanfragen im Deutschen Bundestag; Marktforschungsexperiment: „2 Girls, 1 Cup Reaction-Video“ vor ZDF-Hauptprogrammpublikum; Sendungsbesuche von Anke Engelke sind wie Todesküsse; Erklärfilm über Anke Engelke (Ankylosaurus); Niemand will Wetten, dass..? moderieren; Mitarbeiter des Monats: Julian, Julian & Julian; Einzelnachbefragungen des Studiopublikums | Das Neo Magazin wird vor älterem gekauftem ZDF-Hauptprogramm-Publikum aufgeführt, Einzelvorbefragungen für die Marktforschung; Jan Trötenmann fährt mit einem kleinen Hochrad ins Studio hinein; Facebook-Nutzer haben die totale Geschlechtswahl; Das Relefanten-Orakel (wiederkehrende Befragung); Deutschland ist(!?) Nummer Eins im Medaillenspiegel und freut sich über einen Sieg im russischen Winter; die Olympia-Maskottchen Sochi, Scratchi & Winnie Puuhtinbär in „Winter Heterolympics 2014“ Folge 2: „Mittagspause“ (Einspieler); „Aso Films“ präsentiert „Balgende unreife Bengel für Politiker“ (Einspieler); Lena Meyer-Landrut ist zu fett; Delfina präsentiert den Wochenspitzenreiter von Der beste Mensch der Welt; Das Digitale Quartett: Justin Bieber; das Publikum beklatscht die Ersetzung von Wetten, dass..? durch das Neo Magazin; Drehscheibe Internet: ~, die Top 10 der Google-Suchanfragen im Deutschen Bundestag; Marktforschungsexperiment: „2 Girls, 1 Cup Reaction-Video“ vor ZDF-Hauptprogrammpublikum; Sendungsbesuche von Anke Engelke sind wie Todesküsse; Erklärfilm über Anke Engelke (Ankylosaurus); Niemand will Wetten, dass..? moderieren; Mitarbeiter des Monats: Julian, Julian & Julian; Einzelnachbefragungen des Studiopublikums | –                                                                       |
| 13 | 4 | No Pilawa, No Cry | 27. Feb. 2014 | Fettes Brot | Fettes Brot mit „Für immer immer“ in einer Gospel-Jamsession-Version feat. Patrice | #neomagazin                                                             |
| Kondompflicht im ostdeutschen Saarland; Altweiberfastnacht, William Cohn kostümiert sich gemäß einem 70er-Jahre-Witz als Streichholz – nackt, der Kopf wird von alleine rot; weiterhin voten für Der beste Mensch der Welt unter www.derbestemenschderwelt.de.; Marcel Magic und Simon Spectacular als Bastel Brothers Alaaf Edition: Julija Tymoschenko, Einhorn, 12 Years a Slave, Transformer, Mark Zuckerberg; Studie besagt Frauen heimwerken immer mehr; „Set Lanz Free“ Gospel gesungen von Jan Böhmermann einem Gospelchor und Patrice; „Wow! Spektakulär! Darüber wird zu reden sein!“ Glump-Werbespot; Trendvulkan Mitte: der Look der Woche aus dem Publikum, Out: im TV lachender Jörg Pilawa, In: im TV weinender Jörg Pilawa, Trend der Woche: Julia Engelmann trägt Gedicht wiederholt in der NDR Talk Show vor und ist perfektes Testimonial für alles, die vielversprechendsten und hippsten Startup-Ideen Let’s go! Startup: Navigationssystem „Smart Vibration-Pads“ von „SP Technology“; Erklärfilm über Fettes Brot (Raptoren); es wird Kölsch getrunken; Mitarbeiterin des Monats: Renate Streup; William Cohn liest eine persönliche Nachricht an Circus Dalli Dalli vor: „Ich ficke alle Eure Mütter. Ihr wisst schon warum.“ | Kondompflicht im ostdeutschen Saarland; Altweiberfastnacht, William Cohn kostümiert sich gemäß einem 70er-Jahre-Witz als Streichholz – nackt, der Kopf wird von alleine rot; weiterhin voten für Der beste Mensch der Welt unter www.derbestemenschderwelt.de.; Marcel Magic und Simon Spectacular als Bastel Brothers Alaaf Edition: Julija Tymoschenko, Einhorn, 12 Years a Slave, Transformer, Mark Zuckerberg; Studie besagt Frauen heimwerken immer mehr; „Set Lanz Free“ Gospel gesungen von Jan Böhmermann einem Gospelchor und Patrice; „Wow! Spektakulär! Darüber wird zu reden sein!“ Glump-Werbespot; Trendvulkan Mitte: der Look der Woche aus dem Publikum, Out: im TV lachender Jörg Pilawa, In: im TV weinender Jörg Pilawa, Trend der Woche: Julia Engelmann trägt Gedicht wiederholt in der NDR Talk Show vor und ist perfektes Testimonial für alles, die vielversprechendsten und hippsten Startup-Ideen Let’s go! Startup: Navigationssystem „Smart Vibration-Pads“ von „SP Technology“; Erklärfilm über Fettes Brot (Raptoren); es wird Kölsch getrunken; Mitarbeiterin des Monats: Renate Streup; William Cohn liest eine persönliche Nachricht an Circus Dalli Dalli vor: „Ich ficke alle Eure Mütter. Ihr wisst schon warum.“ | Kondompflicht im ostdeutschen Saarland; Altweiberfastnacht, William Cohn kostümiert sich gemäß einem 70er-Jahre-Witz als Streichholz – nackt, der Kopf wird von alleine rot; weiterhin voten für Der beste Mensch der Welt unter www.derbestemenschderwelt.de.; Marcel Magic und Simon Spectacular als Bastel Brothers Alaaf Edition: Julija Tymoschenko, Einhorn, 12 Years a Slave, Transformer, Mark Zuckerberg; Studie besagt Frauen heimwerken immer mehr; „Set Lanz Free“ Gospel gesungen von Jan Böhmermann einem Gospelchor und Patrice; „Wow! Spektakulär! Darüber wird zu reden sein!“ Glump-Werbespot; Trendvulkan Mitte: der Look der Woche aus dem Publikum, Out: im TV lachender Jörg Pilawa, In: im TV weinender Jörg Pilawa, Trend der Woche: Julia Engelmann trägt Gedicht wiederholt in der NDR Talk Show vor und ist perfektes Testimonial für alles, die vielversprechendsten und hippsten Startup-Ideen Let’s go! Startup: Navigationssystem „Smart Vibration-Pads“ von „SP Technology“; Erklärfilm über Fettes Brot (Raptoren); es wird Kölsch getrunken; Mitarbeiterin des Monats: Renate Streup; William Cohn liest eine persönliche Nachricht an Circus Dalli Dalli vor: „Ich ficke alle Eure Mütter. Ihr wisst schon warum.“ | Kondompflicht im ostdeutschen Saarland; Altweiberfastnacht, William Cohn kostümiert sich gemäß einem 70er-Jahre-Witz als Streichholz – nackt, der Kopf wird von alleine rot; weiterhin voten für Der beste Mensch der Welt unter www.derbestemenschderwelt.de.; Marcel Magic und Simon Spectacular als Bastel Brothers Alaaf Edition: Julija Tymoschenko, Einhorn, 12 Years a Slave, Transformer, Mark Zuckerberg; Studie besagt Frauen heimwerken immer mehr; „Set Lanz Free“ Gospel gesungen von Jan Böhmermann einem Gospelchor und Patrice; „Wow! Spektakulär! Darüber wird zu reden sein!“ Glump-Werbespot; Trendvulkan Mitte: der Look der Woche aus dem Publikum, Out: im TV lachender Jörg Pilawa, In: im TV weinender Jörg Pilawa, Trend der Woche: Julia Engelmann trägt Gedicht wiederholt in der NDR Talk Show vor und ist perfektes Testimonial für alles, die vielversprechendsten und hippsten Startup-Ideen Let’s go! Startup: Navigationssystem „Smart Vibration-Pads“ von „SP Technology“; Erklärfilm über Fettes Brot (Raptoren); es wird Kölsch getrunken; Mitarbeiterin des Monats: Renate Streup; William Cohn liest eine persönliche Nachricht an Circus Dalli Dalli vor: „Ich ficke alle Eure Mütter. Ihr wisst schon warum.“ | Kondompflicht im ostdeutschen Saarland; Altweiberfastnacht, William Cohn kostümiert sich gemäß einem 70er-Jahre-Witz als Streichholz – nackt, der Kopf wird von alleine rot; weiterhin voten für Der beste Mensch der Welt unter www.derbestemenschderwelt.de.; Marcel Magic und Simon Spectacular als Bastel Brothers Alaaf Edition: Julija Tymoschenko, Einhorn, 12 Years a Slave, Transformer, Mark Zuckerberg; Studie besagt Frauen heimwerken immer mehr; „Set Lanz Free“ Gospel gesungen von Jan Böhmermann einem Gospelchor und Patrice; „Wow! Spektakulär! Darüber wird zu reden sein!“ Glump-Werbespot; Trendvulkan Mitte: der Look der Woche aus dem Publikum, Out: im TV lachender Jörg Pilawa, In: im TV weinender Jörg Pilawa, Trend der Woche: Julia Engelmann trägt Gedicht wiederholt in der NDR Talk Show vor und ist perfektes Testimonial für alles, die vielversprechendsten und hippsten Startup-Ideen Let’s go! Startup: Navigationssystem „Smart Vibration-Pads“ von „SP Technology“; Erklärfilm über Fettes Brot (Raptoren); es wird Kölsch getrunken; Mitarbeiterin des Monats: Renate Streup; William Cohn liest eine persönliche Nachricht an Circus Dalli Dalli vor: „Ich ficke alle Eure Mütter. Ihr wisst schon warum.“ | Kondompflicht im ostdeutschen Saarland; Altweiberfastnacht, William Cohn kostümiert sich gemäß einem 70er-Jahre-Witz als Streichholz – nackt, der Kopf wird von alleine rot; weiterhin voten für Der beste Mensch der Welt unter www.derbestemenschderwelt.de.; Marcel Magic und Simon Spectacular als Bastel Brothers Alaaf Edition: Julija Tymoschenko, Einhorn, 12 Years a Slave, Transformer, Mark Zuckerberg; Studie besagt Frauen heimwerken immer mehr; „Set Lanz Free“ Gospel gesungen von Jan Böhmermann einem Gospelchor und Patrice; „Wow! Spektakulär! Darüber wird zu reden sein!“ Glump-Werbespot; Trendvulkan Mitte: der Look der Woche aus dem Publikum, Out: im TV lachender Jörg Pilawa, In: im TV weinender Jörg Pilawa, Trend der Woche: Julia Engelmann trägt Gedicht wiederholt in der NDR Talk Show vor und ist perfektes Testimonial für alles, die vielversprechendsten und hippsten Startup-Ideen Let’s go! Startup: Navigationssystem „Smart Vibration-Pads“ von „SP Technology“; Erklärfilm über Fettes Brot (Raptoren); es wird Kölsch getrunken; Mitarbeiterin des Monats: Renate Streup; William Cohn liest eine persönliche Nachricht an Circus Dalli Dalli vor: „Ich ficke alle Eure Mütter. Ihr wisst schon warum.“ | sky du mont Abo für 49,90 € mit Sky du Mont                             |
| 14 | 5 | Make War Not Love | 6. März 2014 | Henryk M. Broder | – | #sokoklaasundjoko                                                       |
| „Neo Magazin Jetzt!“ investigativer Beitrag, um Joko und Klaas die Kommerzmaske vom Gesicht zu reißen (Trailer); Behindertenwitze über den mutmaßlichen Mörder und Paralympics-Star Oscar Pistorius; Angela Merkel kann wieder ohne Krücken gehen; Circus HalliGalli versuchte Neo-Magazin-Urgestein William Cohn abzuwerben, da deren Show-Oma Violetta am 24. Februar 2014 während der Sendungsaufzeichnung explodierte, am 3. März 2014 trat William Cohn sogar als vermeintlicher Ersatz-Sidekick in jener Show auf; Geheimdienstoperation gegen Circus HalliGalli: William Cohn war in Wirklichkeit als Doppelagent eingeschleust worden, Brigadegeneral Jasin Challah (Chef des Neo-Magazin-Geheimdienstes) begleitete William Cohn undercover und trug zwei von vier versteckten Kameras bei sich, der „Große“ und der „Kleine“ sollten sich unbeobachtet fühlen, „Fortsetzung folgt…“; Interview mit dem uniformierten Jasin Challah; „…Fortsetzung“: Moderator Klaas Heufer-Umlauf hatte paranoide Anwandlungen und durchsuchte Jasin Challah nach Kameras, Joko Winterscheidt schlug sogar zu; „Es ist Krieg“; Der beste Mensch der Welt: Georgina Fleur stellt den Hauptgewinn vor – eine Reise ins wunderschöne Weimar – ein 14-minütiger Countdown beginnt – Weimarer Stadterkundung (Einspieler), der Gewinner übernachtet zwei Nächte im Hotel Relephant, wo schon andere Größen wohnten, www.derbestemenschderwelt.de.; Anne Will mit Florentin Will: Jón Gnarr; alter schon einmal gezeigter Erklärfilm über Henryk M. Broder (Fascholasuchus); Gespräche über Matthias Matussek und die Ukraine-Krise; Mitarbeiter des Monats: Jasin Challah; Countdownende: Botschaft an ProSieben, Joko und Klaas und die Redaktion von Circus HalliGalli | „Neo Magazin Jetzt!“ investigativer Beitrag, um Joko und Klaas die Kommerzmaske vom Gesicht zu reißen (Trailer); Behindertenwitze über den mutmaßlichen Mörder und Paralympics-Star Oscar Pistorius; Angela Merkel kann wieder ohne Krücken gehen; Circus HalliGalli versuchte Neo-Magazin-Urgestein William Cohn abzuwerben, da deren Show-Oma Violetta am 24. Februar 2014 während der Sendungsaufzeichnung explodierte, am 3. März 2014 trat William Cohn sogar als vermeintlicher Ersatz-Sidekick in jener Show auf; Geheimdienstoperation gegen Circus HalliGalli: William Cohn war in Wirklichkeit als Doppelagent eingeschleust worden, Brigadegeneral Jasin Challah (Chef des Neo-Magazin-Geheimdienstes) begleitete William Cohn undercover und trug zwei von vier versteckten Kameras bei sich, der „Große“ und der „Kleine“ sollten sich unbeobachtet fühlen, „Fortsetzung folgt…“; Interview mit dem uniformierten Jasin Challah; „…Fortsetzung“: Moderator Klaas Heufer-Umlauf hatte paranoide Anwandlungen und durchsuchte Jasin Challah nach Kameras, Joko Winterscheidt schlug sogar zu; „Es ist Krieg“; Der beste Mensch der Welt: Georgina Fleur stellt den Hauptgewinn vor – eine Reise ins wunderschöne Weimar – ein 14-minütiger Countdown beginnt – Weimarer Stadterkundung (Einspieler), der Gewinner übernachtet zwei Nächte im Hotel Relephant, wo schon andere Größen wohnten, www.derbestemenschderwelt.de.; Anne Will mit Florentin Will: Jón Gnarr; alter schon einmal gezeigter Erklärfilm über Henryk M. Broder (Fascholasuchus); Gespräche über Matthias Matussek und die Ukraine-Krise; Mitarbeiter des Monats: Jasin Challah; Countdownende: Botschaft an ProSieben, Joko und Klaas und die Redaktion von Circus HalliGalli | „Neo Magazin Jetzt!“ investigativer Beitrag, um Joko und Klaas die Kommerzmaske vom Gesicht zu reißen (Trailer); Behindertenwitze über den mutmaßlichen Mörder und Paralympics-Star Oscar Pistorius; Angela Merkel kann wieder ohne Krücken gehen; Circus HalliGalli versuchte Neo-Magazin-Urgestein William Cohn abzuwerben, da deren Show-Oma Violetta am 24. Februar 2014 während der Sendungsaufzeichnung explodierte, am 3. März 2014 trat William Cohn sogar als vermeintlicher Ersatz-Sidekick in jener Show auf; Geheimdienstoperation gegen Circus HalliGalli: William Cohn war in Wirklichkeit als Doppelagent eingeschleust worden, Brigadegeneral Jasin Challah (Chef des Neo-Magazin-Geheimdienstes) begleitete William Cohn undercover und trug zwei von vier versteckten Kameras bei sich, der „Große“ und der „Kleine“ sollten sich unbeobachtet fühlen, „Fortsetzung folgt…“; Interview mit dem uniformierten Jasin Challah; „…Fortsetzung“: Moderator Klaas Heufer-Umlauf hatte paranoide Anwandlungen und durchsuchte Jasin Challah nach Kameras, Joko Winterscheidt schlug sogar zu; „Es ist Krieg“; Der beste Mensch der Welt: Georgina Fleur stellt den Hauptgewinn vor – eine Reise ins wunderschöne Weimar – ein 14-minütiger Countdown beginnt – Weimarer Stadterkundung (Einspieler), der Gewinner übernachtet zwei Nächte im Hotel Relephant, wo schon andere Größen wohnten, www.derbestemenschderwelt.de.; Anne Will mit Florentin Will: Jón Gnarr; alter schon einmal gezeigter Erklärfilm über Henryk M. Broder (Fascholasuchus); Gespräche über Matthias Matussek und die Ukraine-Krise; Mitarbeiter des Monats: Jasin Challah; Countdownende: Botschaft an ProSieben, Joko und Klaas und die Redaktion von Circus HalliGalli | „Neo Magazin Jetzt!“ investigativer Beitrag, um Joko und Klaas die Kommerzmaske vom Gesicht zu reißen (Trailer); Behindertenwitze über den mutmaßlichen Mörder und Paralympics-Star Oscar Pistorius; Angela Merkel kann wieder ohne Krücken gehen; Circus HalliGalli versuchte Neo-Magazin-Urgestein William Cohn abzuwerben, da deren Show-Oma Violetta am 24. Februar 2014 während der Sendungsaufzeichnung explodierte, am 3. März 2014 trat William Cohn sogar als vermeintlicher Ersatz-Sidekick in jener Show auf; Geheimdienstoperation gegen Circus HalliGalli: William Cohn war in Wirklichkeit als Doppelagent eingeschleust worden, Brigadegeneral Jasin Challah (Chef des Neo-Magazin-Geheimdienstes) begleitete William Cohn undercover und trug zwei von vier versteckten Kameras bei sich, der „Große“ und der „Kleine“ sollten sich unbeobachtet fühlen, „Fortsetzung folgt…“; Interview mit dem uniformierten Jasin Challah; „…Fortsetzung“: Moderator Klaas Heufer-Umlauf hatte paranoide Anwandlungen und durchsuchte Jasin Challah nach Kameras, Joko Winterscheidt schlug sogar zu; „Es ist Krieg“; Der beste Mensch der Welt: Georgina Fleur stellt den Hauptgewinn vor – eine Reise ins wunderschöne Weimar – ein 14-minütiger Countdown beginnt – Weimarer Stadterkundung (Einspieler), der Gewinner übernachtet zwei Nächte im Hotel Relephant, wo schon andere Größen wohnten, www.derbestemenschderwelt.de.; Anne Will mit Florentin Will: Jón Gnarr; alter schon einmal gezeigter Erklärfilm über Henryk M. Broder (Fascholasuchus); Gespräche über Matthias Matussek und die Ukraine-Krise; Mitarbeiter des Monats: Jasin Challah; Countdownende: Botschaft an ProSieben, Joko und Klaas und die Redaktion von Circus HalliGalli | „Neo Magazin Jetzt!“ investigativer Beitrag, um Joko und Klaas die Kommerzmaske vom Gesicht zu reißen (Trailer); Behindertenwitze über den mutmaßlichen Mörder und Paralympics-Star Oscar Pistorius; Angela Merkel kann wieder ohne Krücken gehen; Circus HalliGalli versuchte Neo-Magazin-Urgestein William Cohn abzuwerben, da deren Show-Oma Violetta am 24. Februar 2014 während der Sendungsaufzeichnung explodierte, am 3. März 2014 trat William Cohn sogar als vermeintlicher Ersatz-Sidekick in jener Show auf; Geheimdienstoperation gegen Circus HalliGalli: William Cohn war in Wirklichkeit als Doppelagent eingeschleust worden, Brigadegeneral Jasin Challah (Chef des Neo-Magazin-Geheimdienstes) begleitete William Cohn undercover und trug zwei von vier versteckten Kameras bei sich, der „Große“ und der „Kleine“ sollten sich unbeobachtet fühlen, „Fortsetzung folgt…“; Interview mit dem uniformierten Jasin Challah; „…Fortsetzung“: Moderator Klaas Heufer-Umlauf hatte paranoide Anwandlungen und durchsuchte Jasin Challah nach Kameras, Joko Winterscheidt schlug sogar zu; „Es ist Krieg“; Der beste Mensch der Welt: Georgina Fleur stellt den Hauptgewinn vor – eine Reise ins wunderschöne Weimar – ein 14-minütiger Countdown beginnt – Weimarer Stadterkundung (Einspieler), der Gewinner übernachtet zwei Nächte im Hotel Relephant, wo schon andere Größen wohnten, www.derbestemenschderwelt.de.; Anne Will mit Florentin Will: Jón Gnarr; alter schon einmal gezeigter Erklärfilm über Henryk M. Broder (Fascholasuchus); Gespräche über Matthias Matussek und die Ukraine-Krise; Mitarbeiter des Monats: Jasin Challah; Countdownende: Botschaft an ProSieben, Joko und Klaas und die Redaktion von Circus HalliGalli | „Neo Magazin Jetzt!“ investigativer Beitrag, um Joko und Klaas die Kommerzmaske vom Gesicht zu reißen (Trailer); Behindertenwitze über den mutmaßlichen Mörder und Paralympics-Star Oscar Pistorius; Angela Merkel kann wieder ohne Krücken gehen; Circus HalliGalli versuchte Neo-Magazin-Urgestein William Cohn abzuwerben, da deren Show-Oma Violetta am 24. Februar 2014 während der Sendungsaufzeichnung explodierte, am 3. März 2014 trat William Cohn sogar als vermeintlicher Ersatz-Sidekick in jener Show auf; Geheimdienstoperation gegen Circus HalliGalli: William Cohn war in Wirklichkeit als Doppelagent eingeschleust worden, Brigadegeneral Jasin Challah (Chef des Neo-Magazin-Geheimdienstes) begleitete William Cohn undercover und trug zwei von vier versteckten Kameras bei sich, der „Große“ und der „Kleine“ sollten sich unbeobachtet fühlen, „Fortsetzung folgt…“; Interview mit dem uniformierten Jasin Challah; „…Fortsetzung“: Moderator Klaas Heufer-Umlauf hatte paranoide Anwandlungen und durchsuchte Jasin Challah nach Kameras, Joko Winterscheidt schlug sogar zu; „Es ist Krieg“; Der beste Mensch der Welt: Georgina Fleur stellt den Hauptgewinn vor – eine Reise ins wunderschöne Weimar – ein 14-minütiger Countdown beginnt – Weimarer Stadterkundung (Einspieler), der Gewinner übernachtet zwei Nächte im Hotel Relephant, wo schon andere Größen wohnten, www.derbestemenschderwelt.de.; Anne Will mit Florentin Will: Jón Gnarr; alter schon einmal gezeigter Erklärfilm über Henryk M. Broder (Fascholasuchus); Gespräche über Matthias Matussek und die Ukraine-Krise; Mitarbeiter des Monats: Jasin Challah; Countdownende: Botschaft an ProSieben, Joko und Klaas und die Redaktion von Circus HalliGalli | –                                                                       |
| 15 | 6 | WLAN ist das neue Licht | 13. März 2014 | Anna Brüggemann | Hundreds mit „Circus“ | #fackjuquote                                                            |
| Bild von William Cohn mit Trauerflor; Anmoderation wird von Jan Böhmermann gesprochen; das Studiopublikum skandiert „Scheiß HalliGalli“ sobald dieses erwähnt wird; William Cohn ist am 10. März 2014 dem Show-Krieg zwischen Neo Magazin und Circus HalliGalli zum Opfer gefallen, durch die Kugel der wiederauferstandenen Oma Violetta; Janny Boy und Money Boy rappen im Duett einen Tribut an den gefallenen William Cohn (Musikvideo); Garth Cohn übernimmt den Part seines erschossenen Bruders; Wirtschaftskriminalität wird langweilig, Bayern liegt mit Uli Hoeneß wieder vorn; Reiseland Deutschland boomt; Sebastian Edathy schreibt ein Buch fürs Kindle; Butterpreise schmelzen weg; SPD sucht Sigmar Gabriel; „First Kiss“ war, „First Fist“ powered by Glump wird das neue Internet-Viralvideo der Woche; Bastel Brothers Spring Edition: Bikini, Sommersprossen, Frühlingsgefühle, Spargelzeit, Schmetterling; „The Secrets of Markus iLanz“ Florentin Will stellt ein Markus-Lanz-Videospiel vor; Erklärfilm über Anna Brüggemann (Annatotitan); Mitarbeiterin des Monats: Franziska Scheer | Bild von William Cohn mit Trauerflor; Anmoderation wird von Jan Böhmermann gesprochen; das Studiopublikum skandiert „Scheiß HalliGalli“ sobald dieses erwähnt wird; William Cohn ist am 10. März 2014 dem Show-Krieg zwischen Neo Magazin und Circus HalliGalli zum Opfer gefallen, durch die Kugel der wiederauferstandenen Oma Violetta; Janny Boy und Money Boy rappen im Duett einen Tribut an den gefallenen William Cohn (Musikvideo); Garth Cohn übernimmt den Part seines erschossenen Bruders; Wirtschaftskriminalität wird langweilig, Bayern liegt mit Uli Hoeneß wieder vorn; Reiseland Deutschland boomt; Sebastian Edathy schreibt ein Buch fürs Kindle; Butterpreise schmelzen weg; SPD sucht Sigmar Gabriel; „First Kiss“ war, „First Fist“ powered by Glump wird das neue Internet-Viralvideo der Woche; Bastel Brothers Spring Edition: Bikini, Sommersprossen, Frühlingsgefühle, Spargelzeit, Schmetterling; „The Secrets of Markus iLanz“ Florentin Will stellt ein Markus-Lanz-Videospiel vor; Erklärfilm über Anna Brüggemann (Annatotitan); Mitarbeiterin des Monats: Franziska Scheer | Bild von William Cohn mit Trauerflor; Anmoderation wird von Jan Böhmermann gesprochen; das Studiopublikum skandiert „Scheiß HalliGalli“ sobald dieses erwähnt wird; William Cohn ist am 10. März 2014 dem Show-Krieg zwischen Neo Magazin und Circus HalliGalli zum Opfer gefallen, durch die Kugel der wiederauferstandenen Oma Violetta; Janny Boy und Money Boy rappen im Duett einen Tribut an den gefallenen William Cohn (Musikvideo); Garth Cohn übernimmt den Part seines erschossenen Bruders; Wirtschaftskriminalität wird langweilig, Bayern liegt mit Uli Hoeneß wieder vorn; Reiseland Deutschland boomt; Sebastian Edathy schreibt ein Buch fürs Kindle; Butterpreise schmelzen weg; SPD sucht Sigmar Gabriel; „First Kiss“ war, „First Fist“ powered by Glump wird das neue Internet-Viralvideo der Woche; Bastel Brothers Spring Edition: Bikini, Sommersprossen, Frühlingsgefühle, Spargelzeit, Schmetterling; „The Secrets of Markus iLanz“ Florentin Will stellt ein Markus-Lanz-Videospiel vor; Erklärfilm über Anna Brüggemann (Annatotitan); Mitarbeiterin des Monats: Franziska Scheer | Bild von William Cohn mit Trauerflor; Anmoderation wird von Jan Böhmermann gesprochen; das Studiopublikum skandiert „Scheiß HalliGalli“ sobald dieses erwähnt wird; William Cohn ist am 10. März 2014 dem Show-Krieg zwischen Neo Magazin und Circus HalliGalli zum Opfer gefallen, durch die Kugel der wiederauferstandenen Oma Violetta; Janny Boy und Money Boy rappen im Duett einen Tribut an den gefallenen William Cohn (Musikvideo); Garth Cohn übernimmt den Part seines erschossenen Bruders; Wirtschaftskriminalität wird langweilig, Bayern liegt mit Uli Hoeneß wieder vorn; Reiseland Deutschland boomt; Sebastian Edathy schreibt ein Buch fürs Kindle; Butterpreise schmelzen weg; SPD sucht Sigmar Gabriel; „First Kiss“ war, „First Fist“ powered by Glump wird das neue Internet-Viralvideo der Woche; Bastel Brothers Spring Edition: Bikini, Sommersprossen, Frühlingsgefühle, Spargelzeit, Schmetterling; „The Secrets of Markus iLanz“ Florentin Will stellt ein Markus-Lanz-Videospiel vor; Erklärfilm über Anna Brüggemann (Annatotitan); Mitarbeiterin des Monats: Franziska Scheer | Bild von William Cohn mit Trauerflor; Anmoderation wird von Jan Böhmermann gesprochen; das Studiopublikum skandiert „Scheiß HalliGalli“ sobald dieses erwähnt wird; William Cohn ist am 10. März 2014 dem Show-Krieg zwischen Neo Magazin und Circus HalliGalli zum Opfer gefallen, durch die Kugel der wiederauferstandenen Oma Violetta; Janny Boy und Money Boy rappen im Duett einen Tribut an den gefallenen William Cohn (Musikvideo); Garth Cohn übernimmt den Part seines erschossenen Bruders; Wirtschaftskriminalität wird langweilig, Bayern liegt mit Uli Hoeneß wieder vorn; Reiseland Deutschland boomt; Sebastian Edathy schreibt ein Buch fürs Kindle; Butterpreise schmelzen weg; SPD sucht Sigmar Gabriel; „First Kiss“ war, „First Fist“ powered by Glump wird das neue Internet-Viralvideo der Woche; Bastel Brothers Spring Edition: Bikini, Sommersprossen, Frühlingsgefühle, Spargelzeit, Schmetterling; „The Secrets of Markus iLanz“ Florentin Will stellt ein Markus-Lanz-Videospiel vor; Erklärfilm über Anna Brüggemann (Annatotitan); Mitarbeiterin des Monats: Franziska Scheer | Bild von William Cohn mit Trauerflor; Anmoderation wird von Jan Böhmermann gesprochen; das Studiopublikum skandiert „Scheiß HalliGalli“ sobald dieses erwähnt wird; William Cohn ist am 10. März 2014 dem Show-Krieg zwischen Neo Magazin und Circus HalliGalli zum Opfer gefallen, durch die Kugel der wiederauferstandenen Oma Violetta; Janny Boy und Money Boy rappen im Duett einen Tribut an den gefallenen William Cohn (Musikvideo); Garth Cohn übernimmt den Part seines erschossenen Bruders; Wirtschaftskriminalität wird langweilig, Bayern liegt mit Uli Hoeneß wieder vorn; Reiseland Deutschland boomt; Sebastian Edathy schreibt ein Buch fürs Kindle; Butterpreise schmelzen weg; SPD sucht Sigmar Gabriel; „First Kiss“ war, „First Fist“ powered by Glump wird das neue Internet-Viralvideo der Woche; Bastel Brothers Spring Edition: Bikini, Sommersprossen, Frühlingsgefühle, Spargelzeit, Schmetterling; „The Secrets of Markus iLanz“ Florentin Will stellt ein Markus-Lanz-Videospiel vor; Erklärfilm über Anna Brüggemann (Annatotitan); Mitarbeiterin des Monats: Franziska Scheer | do the dingsbums mit Fettes Brot                                        |
| 16 | 7 | Todesgrüße aus Marl | 20. März 2014 | Ken Duken | – | #grimmkrise                                                             |
| Albtraumverschachtelung bei Jan Böhmermann mit William Cohn, Dr. Udo Brömme, Klaas Heufer-Umlauf und Charlotte Roche; William Cohn lebt noch und ist wieder mit dabei; das Grimme-preisgekrönte Publikum applaudiert; Der beste Mensch der Welt der Woche; Waldemar Putin will nicht nur die Krim, sondern auch die DDR zurück; Spiegel-Interview mit Sebastian Edathy – Kunst oder Krempel; Das Relefanten-Orakel (wiederkehrende Befragung); Glückwunsch an Circus HalliGalli für den Integrations-Bambi; Hommage an die 90er Jahre mit Jan Böhmermann, Guildo Horn, Lazy Dee, Nilz Bokelberg, Oli.P, Sebastian Krumbiegel, Loona, Walter Freiwald und Dr. Alban (Musikvideo in 4:3); Prism is a dancer: Terence verkaufte teuer einen Kugelschreiber, Sven und seine Kumpels braten viel Fleisch „Epic Mega Meal“, „World’s Greatest Singer“ Markus spielt auf einer Ukulele und singt mit Judy Garlandermann Somewhere over the Rainbow feat. Marusha; Erklärfilm über Ken Duken (Supersaurus); Zeitreise in die 60er: Bild und Ton sind entsprechend schwarz-weiß und verrauscht, Assistentin Wilma winkt, es wird geraucht und getrunken; Mitarbeiterin des Monats: Josephine Steubing | Albtraumverschachtelung bei Jan Böhmermann mit William Cohn, Dr. Udo Brömme, Klaas Heufer-Umlauf und Charlotte Roche; William Cohn lebt noch und ist wieder mit dabei; das Grimme-preisgekrönte Publikum applaudiert; Der beste Mensch der Welt der Woche; Waldemar Putin will nicht nur die Krim, sondern auch die DDR zurück; Spiegel-Interview mit Sebastian Edathy – Kunst oder Krempel; Das Relefanten-Orakel (wiederkehrende Befragung); Glückwunsch an Circus HalliGalli für den Integrations-Bambi; Hommage an die 90er Jahre mit Jan Böhmermann, Guildo Horn, Lazy Dee, Nilz Bokelberg, Oli.P, Sebastian Krumbiegel, Loona, Walter Freiwald und Dr. Alban (Musikvideo in 4:3); Prism is a dancer: Terence verkaufte teuer einen Kugelschreiber, Sven und seine Kumpels braten viel Fleisch „Epic Mega Meal“, „World’s Greatest Singer“ Markus spielt auf einer Ukulele und singt mit Judy Garlandermann Somewhere over the Rainbow feat. Marusha; Erklärfilm über Ken Duken (Supersaurus); Zeitreise in die 60er: Bild und Ton sind entsprechend schwarz-weiß und verrauscht, Assistentin Wilma winkt, es wird geraucht und getrunken; Mitarbeiterin des Monats: Josephine Steubing | Albtraumverschachtelung bei Jan Böhmermann mit William Cohn, Dr. Udo Brömme, Klaas Heufer-Umlauf und Charlotte Roche; William Cohn lebt noch und ist wieder mit dabei; das Grimme-preisgekrönte Publikum applaudiert; Der beste Mensch der Welt der Woche; Waldemar Putin will nicht nur die Krim, sondern auch die DDR zurück; Spiegel-Interview mit Sebastian Edathy – Kunst oder Krempel; Das Relefanten-Orakel (wiederkehrende Befragung); Glückwunsch an Circus HalliGalli für den Integrations-Bambi; Hommage an die 90er Jahre mit Jan Böhmermann, Guildo Horn, Lazy Dee, Nilz Bokelberg, Oli.P, Sebastian Krumbiegel, Loona, Walter Freiwald und Dr. Alban (Musikvideo in 4:3); Prism is a dancer: Terence verkaufte teuer einen Kugelschreiber, Sven und seine Kumpels braten viel Fleisch „Epic Mega Meal“, „World’s Greatest Singer“ Markus spielt auf einer Ukulele und singt mit Judy Garlandermann Somewhere over the Rainbow feat. Marusha; Erklärfilm über Ken Duken (Supersaurus); Zeitreise in die 60er: Bild und Ton sind entsprechend schwarz-weiß und verrauscht, Assistentin Wilma winkt, es wird geraucht und getrunken; Mitarbeiterin des Monats: Josephine Steubing | Albtraumverschachtelung bei Jan Böhmermann mit William Cohn, Dr. Udo Brömme, Klaas Heufer-Umlauf und Charlotte Roche; William Cohn lebt noch und ist wieder mit dabei; das Grimme-preisgekrönte Publikum applaudiert; Der beste Mensch der Welt der Woche; Waldemar Putin will nicht nur die Krim, sondern auch die DDR zurück; Spiegel-Interview mit Sebastian Edathy – Kunst oder Krempel; Das Relefanten-Orakel (wiederkehrende Befragung); Glückwunsch an Circus HalliGalli für den Integrations-Bambi; Hommage an die 90er Jahre mit Jan Böhmermann, Guildo Horn, Lazy Dee, Nilz Bokelberg, Oli.P, Sebastian Krumbiegel, Loona, Walter Freiwald und Dr. Alban (Musikvideo in 4:3); Prism is a dancer: Terence verkaufte teuer einen Kugelschreiber, Sven und seine Kumpels braten viel Fleisch „Epic Mega Meal“, „World’s Greatest Singer“ Markus spielt auf einer Ukulele und singt mit Judy Garlandermann Somewhere over the Rainbow feat. Marusha; Erklärfilm über Ken Duken (Supersaurus); Zeitreise in die 60er: Bild und Ton sind entsprechend schwarz-weiß und verrauscht, Assistentin Wilma winkt, es wird geraucht und getrunken; Mitarbeiterin des Monats: Josephine Steubing | Albtraumverschachtelung bei Jan Böhmermann mit William Cohn, Dr. Udo Brömme, Klaas Heufer-Umlauf und Charlotte Roche; William Cohn lebt noch und ist wieder mit dabei; das Grimme-preisgekrönte Publikum applaudiert; Der beste Mensch der Welt der Woche; Waldemar Putin will nicht nur die Krim, sondern auch die DDR zurück; Spiegel-Interview mit Sebastian Edathy – Kunst oder Krempel; Das Relefanten-Orakel (wiederkehrende Befragung); Glückwunsch an Circus HalliGalli für den Integrations-Bambi; Hommage an die 90er Jahre mit Jan Böhmermann, Guildo Horn, Lazy Dee, Nilz Bokelberg, Oli.P, Sebastian Krumbiegel, Loona, Walter Freiwald und Dr. Alban (Musikvideo in 4:3); Prism is a dancer: Terence verkaufte teuer einen Kugelschreiber, Sven und seine Kumpels braten viel Fleisch „Epic Mega Meal“, „World’s Greatest Singer“ Markus spielt auf einer Ukulele und singt mit Judy Garlandermann Somewhere over the Rainbow feat. Marusha; Erklärfilm über Ken Duken (Supersaurus); Zeitreise in die 60er: Bild und Ton sind entsprechend schwarz-weiß und verrauscht, Assistentin Wilma winkt, es wird geraucht und getrunken; Mitarbeiterin des Monats: Josephine Steubing | Albtraumverschachtelung bei Jan Böhmermann mit William Cohn, Dr. Udo Brömme, Klaas Heufer-Umlauf und Charlotte Roche; William Cohn lebt noch und ist wieder mit dabei; das Grimme-preisgekrönte Publikum applaudiert; Der beste Mensch der Welt der Woche; Waldemar Putin will nicht nur die Krim, sondern auch die DDR zurück; Spiegel-Interview mit Sebastian Edathy – Kunst oder Krempel; Das Relefanten-Orakel (wiederkehrende Befragung); Glückwunsch an Circus HalliGalli für den Integrations-Bambi; Hommage an die 90er Jahre mit Jan Böhmermann, Guildo Horn, Lazy Dee, Nilz Bokelberg, Oli.P, Sebastian Krumbiegel, Loona, Walter Freiwald und Dr. Alban (Musikvideo in 4:3); Prism is a dancer: Terence verkaufte teuer einen Kugelschreiber, Sven und seine Kumpels braten viel Fleisch „Epic Mega Meal“, „World’s Greatest Singer“ Markus spielt auf einer Ukulele und singt mit Judy Garlandermann Somewhere over the Rainbow feat. Marusha; Erklärfilm über Ken Duken (Supersaurus); Zeitreise in die 60er: Bild und Ton sind entsprechend schwarz-weiß und verrauscht, Assistentin Wilma winkt, es wird geraucht und getrunken; Mitarbeiterin des Monats: Josephine Steubing | –                                                                       |
| 17 | 8 | Hochmut kommt vor der Sommerpause | 27. März 2014 | Mirjam Weichselbraun | – | #zdfbreakingbad                                                         |
| Ankündigung des deutschen Breaking Bad mit dem verfassungswidrigen ZDF in der Hauptrolle; Das Relefanten-Orakel (wiederkehrende Befragung); „Fuchs, du hast 15 Flamingos den Kopf gestohlen“; Echonominierte müssen einen halben Liter Bier exen; Die Fernsehnothilfe: Neo Magazin schiebt TV total eine vermeintlich chinesische Fakekopie der Rubrik „Blamieren oder Kassieren“ unter, „Blamielen odel Kassielen“ vom 18. März 2014, Herr Xiao Yang Fu ist der chinesische Stefan Raab und spricht nur deutsch, Making-of der Fakesendung; Jan Böhmermann hat ein eigenes Nippelboard, das passende Einspieler auslöst; Das Digitale Quartett: Frei.Wild; Erklärfilm über Mirjam Weichselbraun (Liliensternus); Jan Körperklausmann ist ein Stehriese aber Sitzzwerg; Eltern-Kind-Geschichten; Mitarbeiter des Monats: Stefan Titze | Ankündigung des deutschen Breaking Bad mit dem verfassungswidrigen ZDF in der Hauptrolle; Das Relefanten-Orakel (wiederkehrende Befragung); „Fuchs, du hast 15 Flamingos den Kopf gestohlen“; Echonominierte müssen einen halben Liter Bier exen; Die Fernsehnothilfe: Neo Magazin schiebt TV total eine vermeintlich chinesische Fakekopie der Rubrik „Blamieren oder Kassieren“ unter, „Blamielen odel Kassielen“ vom 18. März 2014, Herr Xiao Yang Fu ist der chinesische Stefan Raab und spricht nur deutsch, Making-of der Fakesendung; Jan Böhmermann hat ein eigenes Nippelboard, das passende Einspieler auslöst; Das Digitale Quartett: Frei.Wild; Erklärfilm über Mirjam Weichselbraun (Liliensternus); Jan Körperklausmann ist ein Stehriese aber Sitzzwerg; Eltern-Kind-Geschichten; Mitarbeiter des Monats: Stefan Titze | Ankündigung des deutschen Breaking Bad mit dem verfassungswidrigen ZDF in der Hauptrolle; Das Relefanten-Orakel (wiederkehrende Befragung); „Fuchs, du hast 15 Flamingos den Kopf gestohlen“; Echonominierte müssen einen halben Liter Bier exen; Die Fernsehnothilfe: Neo Magazin schiebt TV total eine vermeintlich chinesische Fakekopie der Rubrik „Blamieren oder Kassieren“ unter, „Blamielen odel Kassielen“ vom 18. März 2014, Herr Xiao Yang Fu ist der chinesische Stefan Raab und spricht nur deutsch, Making-of der Fakesendung; Jan Böhmermann hat ein eigenes Nippelboard, das passende Einspieler auslöst; Das Digitale Quartett: Frei.Wild; Erklärfilm über Mirjam Weichselbraun (Liliensternus); Jan Körperklausmann ist ein Stehriese aber Sitzzwerg; Eltern-Kind-Geschichten; Mitarbeiter des Monats: Stefan Titze | Ankündigung des deutschen Breaking Bad mit dem verfassungswidrigen ZDF in der Hauptrolle; Das Relefanten-Orakel (wiederkehrende Befragung); „Fuchs, du hast 15 Flamingos den Kopf gestohlen“; Echonominierte müssen einen halben Liter Bier exen; Die Fernsehnothilfe: Neo Magazin schiebt TV total eine vermeintlich chinesische Fakekopie der Rubrik „Blamieren oder Kassieren“ unter, „Blamielen odel Kassielen“ vom 18. März 2014, Herr Xiao Yang Fu ist der chinesische Stefan Raab und spricht nur deutsch, Making-of der Fakesendung; Jan Böhmermann hat ein eigenes Nippelboard, das passende Einspieler auslöst; Das Digitale Quartett: Frei.Wild; Erklärfilm über Mirjam Weichselbraun (Liliensternus); Jan Körperklausmann ist ein Stehriese aber Sitzzwerg; Eltern-Kind-Geschichten; Mitarbeiter des Monats: Stefan Titze | Ankündigung des deutschen Breaking Bad mit dem verfassungswidrigen ZDF in der Hauptrolle; Das Relefanten-Orakel (wiederkehrende Befragung); „Fuchs, du hast 15 Flamingos den Kopf gestohlen“; Echonominierte müssen einen halben Liter Bier exen; Die Fernsehnothilfe: Neo Magazin schiebt TV total eine vermeintlich chinesische Fakekopie der Rubrik „Blamieren oder Kassieren“ unter, „Blamielen odel Kassielen“ vom 18. März 2014, Herr Xiao Yang Fu ist der chinesische Stefan Raab und spricht nur deutsch, Making-of der Fakesendung; Jan Böhmermann hat ein eigenes Nippelboard, das passende Einspieler auslöst; Das Digitale Quartett: Frei.Wild; Erklärfilm über Mirjam Weichselbraun (Liliensternus); Jan Körperklausmann ist ein Stehriese aber Sitzzwerg; Eltern-Kind-Geschichten; Mitarbeiter des Monats: Stefan Titze | Ankündigung des deutschen Breaking Bad mit dem verfassungswidrigen ZDF in der Hauptrolle; Das Relefanten-Orakel (wiederkehrende Befragung); „Fuchs, du hast 15 Flamingos den Kopf gestohlen“; Echonominierte müssen einen halben Liter Bier exen; Die Fernsehnothilfe: Neo Magazin schiebt TV total eine vermeintlich chinesische Fakekopie der Rubrik „Blamieren oder Kassieren“ unter, „Blamielen odel Kassielen“ vom 18. März 2014, Herr Xiao Yang Fu ist der chinesische Stefan Raab und spricht nur deutsch, Making-of der Fakesendung; Jan Böhmermann hat ein eigenes Nippelboard, das passende Einspieler auslöst; Das Digitale Quartett: Frei.Wild; Erklärfilm über Mirjam Weichselbraun (Liliensternus); Jan Körperklausmann ist ein Stehriese aber Sitzzwerg; Eltern-Kind-Geschichten; Mitarbeiter des Monats: Stefan Titze | Der MILF Bachelor mit Guildo Horn                                       |
| 18 | 9 | Piratensender Lerchenberg | 3. Apr. 2014 | Dieter Meier | FINS! mit „Out Of Sight“ | #ungooglebar                                                            |
| Letzte Ausgabe vor der SECHSmonatigen Sommerpause; Grüße ans humorvolle TV total; Publikumsbestechung mit Kitkat und Ferrero Rocher, aber Rocher darf man nicht sagen; ZDF ist illegal und verstößt mit Helene-Fischer-Shows auch gegen das Völkerrecht, befand der UN-Sicherheitsrat; Aprilscherze schon im Februar – Circus HalliGalli bekam den Grimme-Preis 2014; Konkurrenzneid: Kirchen-Papst kritisiert die Mafia; Der beste Mensch der Welt: Kür des besten Menschen der Welt per Glücksrad – Patrick gewinnt knapp und erhält als Preis eine Reise nach Weimar, Jan Böhmermann unterzeichnet einen Gutschein für Patrick, der nun neben ihm thront, Schiller, Goethe und Hitler überreichen diesen und einen großen Blumenstrauß; Prism is a dancer: Florian hat sich für die Wiedereinführung des McChicken eingesetzt und erhält einen solchen mit einer Kerze geschmückt, Schleckermäulchen Jörg wird im Studio von einem „Sternekoch“ bewirtet, Konstantin, Katharina, Sandra und alle anderen ungooglebaren Prism-is-a-dancer-Kandidaten wird ein Lied gewidmet Du bist ungooglebar feat. SAM; Let’s go! Startup: individuell gemixtes Lieblingskatzenfutter auf www.muschimix.eu. von der „Muschi Mix GbR“; Erklärfilm über Dieter Meier (Herbstosaurus); „Oh Yeah“ ist auch Duffmans Slogan bei Den Simpsons; Mitarbeiter des Monats: Barth | Letzte Ausgabe vor der SECHSmonatigen Sommerpause; Grüße ans humorvolle TV total; Publikumsbestechung mit Kitkat und Ferrero Rocher, aber Rocher darf man nicht sagen; ZDF ist illegal und verstößt mit Helene-Fischer-Shows auch gegen das Völkerrecht, befand der UN-Sicherheitsrat; Aprilscherze schon im Februar – Circus HalliGalli bekam den Grimme-Preis 2014; Konkurrenzneid: Kirchen-Papst kritisiert die Mafia; Der beste Mensch der Welt: Kür des besten Menschen der Welt per Glücksrad – Patrick gewinnt knapp und erhält als Preis eine Reise nach Weimar, Jan Böhmermann unterzeichnet einen Gutschein für Patrick, der nun neben ihm thront, Schiller, Goethe und Hitler überreichen diesen und einen großen Blumenstrauß; Prism is a dancer: Florian hat sich für die Wiedereinführung des McChicken eingesetzt und erhält einen solchen mit einer Kerze geschmückt, Schleckermäulchen Jörg wird im Studio von einem „Sternekoch“ bewirtet, Konstantin, Katharina, Sandra und alle anderen ungooglebaren Prism-is-a-dancer-Kandidaten wird ein Lied gewidmet Du bist ungooglebar feat. SAM; Let’s go! Startup: individuell gemixtes Lieblingskatzenfutter auf www.muschimix.eu. von der „Muschi Mix GbR“; Erklärfilm über Dieter Meier (Herbstosaurus); „Oh Yeah“ ist auch Duffmans Slogan bei Den Simpsons; Mitarbeiter des Monats: Barth | Letzte Ausgabe vor der SECHSmonatigen Sommerpause; Grüße ans humorvolle TV total; Publikumsbestechung mit Kitkat und Ferrero Rocher, aber Rocher darf man nicht sagen; ZDF ist illegal und verstößt mit Helene-Fischer-Shows auch gegen das Völkerrecht, befand der UN-Sicherheitsrat; Aprilscherze schon im Februar – Circus HalliGalli bekam den Grimme-Preis 2014; Konkurrenzneid: Kirchen-Papst kritisiert die Mafia; Der beste Mensch der Welt: Kür des besten Menschen der Welt per Glücksrad – Patrick gewinnt knapp und erhält als Preis eine Reise nach Weimar, Jan Böhmermann unterzeichnet einen Gutschein für Patrick, der nun neben ihm thront, Schiller, Goethe und Hitler überreichen diesen und einen großen Blumenstrauß; Prism is a dancer: Florian hat sich für die Wiedereinführung des McChicken eingesetzt und erhält einen solchen mit einer Kerze geschmückt, Schleckermäulchen Jörg wird im Studio von einem „Sternekoch“ bewirtet, Konstantin, Katharina, Sandra und alle anderen ungooglebaren Prism-is-a-dancer-Kandidaten wird ein Lied gewidmet Du bist ungooglebar feat. SAM; Let’s go! Startup: individuell gemixtes Lieblingskatzenfutter auf www.muschimix.eu. von der „Muschi Mix GbR“; Erklärfilm über Dieter Meier (Herbstosaurus); „Oh Yeah“ ist auch Duffmans Slogan bei Den Simpsons; Mitarbeiter des Monats: Barth | Letzte Ausgabe vor der SECHSmonatigen Sommerpause; Grüße ans humorvolle TV total; Publikumsbestechung mit Kitkat und Ferrero Rocher, aber Rocher darf man nicht sagen; ZDF ist illegal und verstößt mit Helene-Fischer-Shows auch gegen das Völkerrecht, befand der UN-Sicherheitsrat; Aprilscherze schon im Februar – Circus HalliGalli bekam den Grimme-Preis 2014; Konkurrenzneid: Kirchen-Papst kritisiert die Mafia; Der beste Mensch der Welt: Kür des besten Menschen der Welt per Glücksrad – Patrick gewinnt knapp und erhält als Preis eine Reise nach Weimar, Jan Böhmermann unterzeichnet einen Gutschein für Patrick, der nun neben ihm thront, Schiller, Goethe und Hitler überreichen diesen und einen großen Blumenstrauß; Prism is a dancer: Florian hat sich für die Wiedereinführung des McChicken eingesetzt und erhält einen solchen mit einer Kerze geschmückt, Schleckermäulchen Jörg wird im Studio von einem „Sternekoch“ bewirtet, Konstantin, Katharina, Sandra und alle anderen ungooglebaren Prism-is-a-dancer-Kandidaten wird ein Lied gewidmet Du bist ungooglebar feat. SAM; Let’s go! Startup: individuell gemixtes Lieblingskatzenfutter auf www.muschimix.eu. von der „Muschi Mix GbR“; Erklärfilm über Dieter Meier (Herbstosaurus); „Oh Yeah“ ist auch Duffmans Slogan bei Den Simpsons; Mitarbeiter des Monats: Barth | Letzte Ausgabe vor der SECHSmonatigen Sommerpause; Grüße ans humorvolle TV total; Publikumsbestechung mit Kitkat und Ferrero Rocher, aber Rocher darf man nicht sagen; ZDF ist illegal und verstößt mit Helene-Fischer-Shows auch gegen das Völkerrecht, befand der UN-Sicherheitsrat; Aprilscherze schon im Februar – Circus HalliGalli bekam den Grimme-Preis 2014; Konkurrenzneid: Kirchen-Papst kritisiert die Mafia; Der beste Mensch der Welt: Kür des besten Menschen der Welt per Glücksrad – Patrick gewinnt knapp und erhält als Preis eine Reise nach Weimar, Jan Böhmermann unterzeichnet einen Gutschein für Patrick, der nun neben ihm thront, Schiller, Goethe und Hitler überreichen diesen und einen großen Blumenstrauß; Prism is a dancer: Florian hat sich für die Wiedereinführung des McChicken eingesetzt und erhält einen solchen mit einer Kerze geschmückt, Schleckermäulchen Jörg wird im Studio von einem „Sternekoch“ bewirtet, Konstantin, Katharina, Sandra und alle anderen ungooglebaren Prism-is-a-dancer-Kandidaten wird ein Lied gewidmet Du bist ungooglebar feat. SAM; Let’s go! Startup: individuell gemixtes Lieblingskatzenfutter auf www.muschimix.eu. von der „Muschi Mix GbR“; Erklärfilm über Dieter Meier (Herbstosaurus); „Oh Yeah“ ist auch Duffmans Slogan bei Den Simpsons; Mitarbeiter des Monats: Barth | Letzte Ausgabe vor der SECHSmonatigen Sommerpause; Grüße ans humorvolle TV total; Publikumsbestechung mit Kitkat und Ferrero Rocher, aber Rocher darf man nicht sagen; ZDF ist illegal und verstößt mit Helene-Fischer-Shows auch gegen das Völkerrecht, befand der UN-Sicherheitsrat; Aprilscherze schon im Februar – Circus HalliGalli bekam den Grimme-Preis 2014; Konkurrenzneid: Kirchen-Papst kritisiert die Mafia; Der beste Mensch der Welt: Kür des besten Menschen der Welt per Glücksrad – Patrick gewinnt knapp und erhält als Preis eine Reise nach Weimar, Jan Böhmermann unterzeichnet einen Gutschein für Patrick, der nun neben ihm thront, Schiller, Goethe und Hitler überreichen diesen und einen großen Blumenstrauß; Prism is a dancer: Florian hat sich für die Wiedereinführung des McChicken eingesetzt und erhält einen solchen mit einer Kerze geschmückt, Schleckermäulchen Jörg wird im Studio von einem „Sternekoch“ bewirtet, Konstantin, Katharina, Sandra und alle anderen ungooglebaren Prism-is-a-dancer-Kandidaten wird ein Lied gewidmet Du bist ungooglebar feat. SAM; Let’s go! Startup: individuell gemixtes Lieblingskatzenfutter auf www.muschimix.eu. von der „Muschi Mix GbR“; Erklärfilm über Dieter Meier (Herbstosaurus); „Oh Yeah“ ist auch Duffmans Slogan bei Den Simpsons; Mitarbeiter des Monats: Barth | Praxis Dr. Alban – Nur Zahnschmerzen sind unterhaltsamer! mit Dr. Alban |

### Staffel 3
| Folge gesamt | Folge Staffel | Name                                    | Erstveröffentlichung | Gäste              | Musik                                                                      | Hashtag                |
| Inhalte | Inhalte       | Inhalte                                 | Inhalte              | Inhalte            | Inhalte                                                                    | Inhalte                |
| --- | ------------- | --------------------------------------- | -------------------- | ------------------ | -------------------------------------------------------------------------- | ---------------------- |
| 19 | 01            | Schlau genug fürs Hauptprogramm         | 23. Okt. 2014        | Bastian Pastewka   | –                                                                          | #fun4jan               |
| „WACK OR TIGHT: Ich bin zu dumm für RTL“ Musik-Intro mit William Cohn, Hans Meiser, Peer Kusmagk, Rainer Jilg et al.; Helene Fischer heilt den Lukas; Ebola & Fun mit Kamerawechsel; Mesut und Mandy trennen sich; die Hip-Hop und ISIS Connection (Cro-Lied-Parodie); #handygate oder auch #boehmigate – Jens Bimmelbahn twitterte seine Handynummer (0151 573 749 81); Drehscheibe Internet: #, IP-Adresse des Monats [127.0.0.1], Tinder Match der Woche, die Top 5 Google-Suchbegriffe von Kay One; Erklärfilm über Bastian Pastewka; Ranking Bad (Parodie); Rewind Selecta, Das Total Verrückte Rückwärts-Quiz mit Erton dem Quotientenchinesen, Bastian Pastewka gewinnt 5:2 vor Jan Böhmermann; Mitarbeiter des Monats: Matthias Gerding; Facepalm-Ode |               |                                         |                      |                    |                                                                            |                        |
| 20 | 02            | Das Fuckfest der Volksverhetzung        | 30. Okt. 2014        | Katrin Bauerfeind  | –                                                                          | #heleneween            |
| Jubiläumsfolge; Tatort Trommelfell mit Helene Schweiger; Ebola-Werbespot (wiederkehrende Parodie); Titellied zu Goldlucke macht in Gold gesungen von Jörn Dönerdamm; Suche nach Namenszusatz zur Sendung Neo Magazin; Bastel Brothers Halloween Edition: The Walking Dead, Ninja Turtle, Atemlos durch die Nacht; Williams Interaktiver Zauberkasten: Der Trick mit dem Staubsauger; Prism is a dancer: Kevin ist Hobbyimker und erhält seinen Herzenswunsch ein Imkerbuch, Nicole versteigerte ein Bumerangsofa und sitzt nun in der ersten Reihe; #boehmigate – The Full Plot; Erklärfilm über Katrin Bauerfeind; Live-Anruf auf dem Show-Handy, es wird aufgelegt; Niemand hat die Absicht eine Sendung zu schneiden; Entscheide!Dich Fragen-aus-dem-Hut-Spiel; Mitarbeiter des Monats: Flo2 & David1; Vollidioten-gegen-Vollidioten-Ode Die große Kommentare-Kommentier-Show; Kating oder Ka-Ching?; Prism is a dancer: Sina schrieb einen Beschwerdebrief an Alverde-Kosmetik und erhält einen Geschenkkorb mit sämtlichen in Deutschland erhältlichen Spülungen. |               |                                         |                      |                    |                                                                            |                        |
| 21 | 03            | Sonderzug ins Hauptprogramm             | 6. Nov. 2014         | Pegah Ferydoni     | Kraftklub mit „Wie ich“ Albrecht Schrader mit „Atemlos“ von Helene Fischer | #cheesebefehl          |
| „Ask-Sami No. 10 ❤“ Sami Slimani wird erschossen; 25 Jahre Mauerfall Witzeleien; neue Deutsche Nationalhymne genuschelt von Revolverheld (wiederkehrende Parodie); Bahnstreik: Mitfahraufruf, die Zuschauer können sich für eine Fahrt von Köln nach Berlin (Samstag, den 8. November 2014, Abfahrtzeit 20 Uhr) bewerben; neuer BVB-Schlachtruf; Tim Cook-Outing; „Haul Hitler #88“ (Videoparodie); Internetnotfall mit Florentin Will, Bild-Gefühle; Williams Internetecke: „Sneezing Baby Panda“; Erklärfilm über Pegah Ferydoni; Pegah Ferydoni fühlt sich fehl am Platz; Zeitreise ins Jahr 1987; Mitesser des Monats: Die Küchenmaus; Bahnstreik-Ode Trendvulkan Mitte: In: geometrische Bärte, Out: Tinder-Cheats (wie z. B. 3 x rechts + 1 x links + 5 x rechts wischen), der Look der Woche aus dem Publikum Revision: Die ursprünglich 30:45 Minuten lange Folge wurde wegen einer nur 30 Tage andauernden Sendeberechtigung des Musikbeitrages der Band Kraftklub durch eine nur 28:36 Minuten lange Neuveröffentlichung ersetzt. Entfernt wurden der Musikbeitrag, die Verabschiedung durch Jan Böhmermann und der Abspann mit den Credits der Mitwirkenden. Hinzugefügt wurde ein alternativer Musikbeitrag in Moll. |               |                                         |                      |                    |                                                                            |                        |
| 22 | 04            | Das Böhmermann-Prinzip                  | 13. Nov. 2014        | Hugo Egon Balder   | Niels Frevert mit „Speisewagen“                                            | #legalizemeth          |
| Thementag Sucht bei ZDFneo; Revolverheld Reloaded (schonwiederkehrende Parodie); Extremistensport: Red Bull sponsert um sich?; Studie: Feminismus riecht gut; Bambi-Verleihung; Raumsonde Rosetta gesteuert aus Darmstadt (Gurkenvideo); Wahre Fakten mit Florentin Ulfkotte: Xavier Naidoo unterstützt von Krombacher ist Verursacher von Ebola im Auftrag von Michelle Obama; Besinnliches zum „Welt-Nettigkeitstag“: Wetten, dass..?, Herbstschnupfen, Helene Fischer, Kölner Karneval, Kay One; Erklärfilm über Hugo Egon Balder von Teenie-Autor Stefan (Wikipedia-Erinnerungen); „Die Arche Neo“, Nojahn Gabriel Beckermann rettet Moderatorenpärchen aus dem Fernsehland; Mitarbeiterin des Monats: Lea Fumy; Shitstorm-Ode des Hasses Die große Kommentare-Kommentier-Show; Roadmovie – Director’s Cut #wannsindwirda (Köln – Berlin) etwa dreieinhalb Stunden Autobahnfahrt |               |                                         |                      |                    |                                                                            |                        |
| 23 | 05            | The Amazing Kastanienman                | 20. Nov. 2014        | Herbert Feuerstein | Revolverheld mit „Ich lass für dich das Licht an“                          | #helmutkohlRlP         |
| „No-Vember“ eine Razorwareness-Initiative gegen Schnurrbärte; Glump jetzt mit noch mehr Alkohol; „Bild dir deine Emotionen“ aus Gefühls-Buttons (Echtzeit-Gagometer Parodie): Vorfreude auf 10 Jahre Hartz IV (zum 1. Januar 2015), Sebastian Edathy knipst 10-jähriges Hartz IV, Mobile-Joe verkauft Samenspendenflatrate für Briten, Mesut Özil macht Auswärtsspiele; The Biggest Loser: Terroristen haben beste Bauchweckgürtel; #putinandfindout mit Hubert Seipel; „Ново Руссиа Магази́н“: Iwan Böhmerowitsch singt bei RT-Deutsch; Revolverheld schießt zurück; Drehscheibe Internet: _, Shortcut der Woche Cmd+Shift+N (Mac) bzw. Alt+Strg+Entf (PC), Emoticon des Jahres 2014: überraschtes 😳 (Unicode U+1F633), wütendes 😡 (Unicode U+1F621) oder verlegen schmunzelndes ☺ (Unicode U+1F60A) Emoticon, das wütende Emoticon freut sich nicht über den Sieg, die Top 5 Spotify-Playlist von Tim Wiese; Das Digitale Quartett: Uri Geller; Erklärfilm über Herbert Feuerstein; Entscheide!Dich Fragen-aus-dem-Hut-Spiel; Hehvovehed nuscheh Liehdh; Mitarbeiter des Monats: Chronoman; Emotions-Ode Herbert Feuerstein hat saure Gurke an der Nase; Die große Kommentare-Kommentier-Show |               |                                         |                      |                    |                                                                            |                        |
| 24 | 06            | Endstation Ehrenfeld                    | 27. Nov. 2014        | Saralisa Volm      | –                                                                          | #dotheyknowitsscheisse |
| William Cohn benutzt nur Jugendwörter: „Läuft bei dir.“, „Wayne“, „Überminus“, etc.; William präsentiert seinen Triceratops-Strickpullover, den eine Zuschauerin für ihn gestrickt hat; Schlotterkälte in Deutschland; Rapper Fler ist unwirsch; Ebola-Werbespot (wiederkehrende Parodie); Erdoğan ist von der Rolle; Halzschmerzursache: iPhone oder iKraulen?; Eier aus Stahl für Campino: ein afrikanischer Held; Williams Internetecke: 10100111001010110102, William Cohn schäkert mit der Kamera, Nyan Cat; Prism is a dancer: Jonny/Jonathan illustrierte das Backbuch „Tantes Kuchen – Ein illustriertes Backbuch“, erhält alle darin enthaltenen Kuchen und Torten im Studio und verteilt davon Stücke an das Publikum; Erklärfilm über Saralisa Volm; William Cohn moppst sich einen ganzen Obstkuchen; Mitarbeiterin des Monats: Adina Radke; Ode an die misstrauische Kritik Die große Kommentare-Kommentier-Show; Williams Internetecke (Nachtrag): ein fast 10 Stunden andauerndes Nyan-Cat-Video |               |                                         |                      |                    |                                                                            |                        |
| 25 | 07            | Hollo-Bollo Rumpelsack                  | 4. Dez. 2014         | Dirk Stermann      | –                                                                          | #spackolatius          |
| „Star Wars: Das Erwachen der Macht“-Anspielung; Jan hat einen in der Krone; Nikolaustag; Berliner Winterfest der Relefanz; Das Relefanten-Orakel (wiederkehrende Befragung); 125 Jahre Gesetzliche Rentenversicherung in Deutschland; 25 Minuten Diss Track; Star Wars Sneak Preview; Eier aus Stahl – Die Abrechnung: Neo Wagazin-Blödelmann-Diss Track; Wahre Fakten mit Florentin Ulfkotte: Carglass strebt, über ICQ kommunizierend, die Weltherrschaft an im Auftrag von Michelle Obama; Enthüllung des neuen Sendungsnamens: ab 2015 wird Neo Magazin im Hauptprogramm zu Eno Magazin oder vielleicht doch zu Neo Magazin Royale; „Neo Magazin Royale“ ist ein Anagramm unter anderem für „Rename Gaza in Yolo“; Namensrechtemauscheleien für 80 €; Erklärfilm über Dirk Stermann; die Sendung wird von einem Künstler aufgezeichnet; Mitarbeiter des Monats: Marc Flören, Nico König, Felix Mai; Liebesturteltauben-Ode Die große Kommentare-Kommentier-Show; Williams Internetecke: „Mr. Gorbatschow, tear down this firewall!“, Star Wars Kid |               |                                         |                      |                    |                                                                            |                        |
| 26 | 08            | We love to speak german                 | 11. Dez. 2014        | Joyce Ilg          | –                                                                          | #lanzchristmas         |
| Sami-Ich-Slimanis Konfettiprinzip weicht dem Böhmermannprinzip; Inception-Aufklappkarte; Wetten, dass..? endet am 13. Dezember 2014; Live-Twittervoting der wichtigsten drei abgelehnten Wetten: LKW essen – mnjam, mnjam, Baggerlinse – ;), Alle Zahlen – 12345678910111213; Angela Merkel zeigt Schwäche; 24 Mrd. Euro für schnellere Breitband-Internetzugänge in Deutschland; Lena Meyer-Landrut hat einen grandiosen Auftritt; spanischer Neonazi macht den Torero im Löwengehege, Zeit für eine Lion-Cage-Jump-Challenge; Jorge Böhmergonzalez outet sich in einer Gesangseinlage mit dem Musikeinspieler „Ich bin Atheist“ als Humanistueller; Jans Kinder und sein Lebensgefährte sitzen im Studiopublikum; Trendvulkan Mitte: In: Spritzgebäck, Out: Spritzbesteck, Tinder Match der Woche, die Top 5 Weihnachtsmarktleckereien; Erklärfilm über Joyce Ilg; Florentin Will was von Joyce Ilg; Buffer-Underrun; Hello again, Lena; Wer verdient mehr? Spickzettelvergleich; Ergebnis des Twittervotings: Zahlen 62 %, Bagger 34 %, Lastwagen 4 %; Lisa zählt alle natürlichen Zahlen, versagt aber; Mitarbeiterinnen des Monats: Die Julias; Weihnachts-Ode Die große Kommentare-Kommentier-Show; die geschenkte Aufklappkarte zeigt Jan Transenmann in einem roten Kleid |               |                                         |                      |                    |                                                                            |                        |
| 27 | 09            | X-mas Balla-Balla                       | 18. Dez. 2014        | Olli Schulz        | Olli Schulz mit „Als Musik noch richtig groß war“                          | #pegidaloca            |
| William Cohn als Rauschgoldengel weckt Hoffnung; Wetten, dass..? und Jesus wurden gleich alt; William Cohn spricht immer noch im Jugendwort-Modus; die Top 5 der Pegida-Charts; 15000 trotteln durch Dresden; Pegida-Aktivisten gegen die Heiligen Drei Könige; CIA-Folterbericht enthüllt: 30 Jahre Last Christmas; Pegida-Aktivisten sind Vollidioten; Captain Obvious!!! benennt Fakten (wiederkehrend); Bushido feiert mit seiner Frau das „Fest der Hiebe!“; Amazon-Sklaven streiken; Neo Magazin Royale Medienforschung: eine Fokusgruppe verknüpft „Heikle Themen“ und „Geschmackvolle Pointen“ und legt so das Fundament der Sendung ab 2015; Bastel Brothers X-mas Edition: Last Christmas, Lametta, Vanillekipferl; Maßeinheit zwischen zwei Fettnäpfchen – ein Lanz; Erklärfilm über Olli Schulz; Die Grossen 5: It-Girls – High Speed Runde; Olli Schulz ruft alle It-Girls auf ihn anzurufen unter der Handynummer: 0163 – 12345…; Mitarbeiter des Monats: Florian Köhne, Jakob Weiss Die große Kommentare-Kommentier-Show: Olli und Jan küssen sich, Boulevardpresse wird schreiben: „Olli Schulz und Jan Böhmermann jetzt fest zusammen?“, Olli greift nach Jans Hand; Williams Interaktiver Zauberkasten: Der Trick mit dem Zaubertuch |               |                                         |                      |                    |                                                                            |                        |
| – | –             | Das große Weihnachts-X-mas-Mega-Special | 23. Dez. 2014        | –                  | –                                                                          | #volletanne            |
| „Fröhliche Weihnacht überall“ gesungen von Jan Böhmermann, begleitet von William Cohn; ein Tannenbaum kann ein echter Freund sein; Chrism is a (Spontan-)dancer (Prism is a dancer Weihnachtsausgabe): Annamaria leugnet das Christkind zu sein, Mega Fail!, Zuschauer können Bewerbungen als neuer Neo Magazin-Redakteur einschicken, Annamaria tanzt aber; Katharina hat die geheime Superfähigkeit spontan zu grunzen und erhält zwei Dosen Glump, William Cohn trägt als Christkind verkleidet ein Gedicht vor, Katharina grunzt dazu; Jan Böhmermann und William Cohn wünschen ein Frohes Fest und bitten, die Weihnachtsgänse so richtig schön zu stopfen; Gewinnspiel!: „Wer steht vor der Tür, wenn das 4. Lichtlein brennt?“, Antworten in ‚die‘ Kommentare schreiben; William versteckt einen Basketball unter seinem Herzen |               |                                         |                      |                    |                                                                            |                        |
| 28 | 10            | Nächster Halt ZDF-Programmrand          | 31. Dez. 2014        | Roger Willemsen    | –                                                                          | #RUMMS                 |
| Letzte Sendung des Neo Magazins mit ‚dem Studio‘ und dem blassen dünnen Jungen; Geschäftstermine zu Silvester ersparen den Schalldämpfer; Silvesterpartys weltweit; ab 1. Januar 2015 steigt das Porto für den Standardbrief um 2 Cent auf 62 Cent; Einführung des Mindestlohns in Deutschland; Kamerakinder ersetzen Profis; 2015 wird ein langweiliges Jahr; Neo Magazin Royale Medienforschung: die Fokusgruppe misst das Humorpotenzial einer Gurke in Kombination mit anderen Dingen; Bastel Brothers Zwischen den Jahren Edition: Dinner for One, Mandarine, Schneemann; Prism is a dancer: Natalie twittert lyrisch und erhält 50 mal das Hörbuch „Alle Tweets von Nattie Boe“ gelesen von William Cohn; Alex feiert gern und erhält ein Ölgemälde von sich „Oasis Fan an Treppe mit Bier“ gemalt in Öl von Gerhard Richter; Williams Internetecke: „Peanut Butter Jelly Time“; Roger Willemsen monologisiert ohne Punkt und Komma; Erklärfilm über Roger Willemsen; Jan Böhmermann moderiert mäßig, im Stil der ZDF-Hitparaden-Abmoderation durch Dieter Thomas Heck, die Sendung ab Entscheide!Dich (2015 Edition) Fragen-aus-dem-Hut-Spiel; Star der Sendung war eigentlich ‚das Studio‘ – „NEO-MAGAZIN-Studio-Warm-up“ wird ein letztes Mal vorgeführt; Williams Interaktiver Zauberkasten: Der Trick mit dem Wasserglas; Williams Interaktiver Zauberkasten: Der Trick mit der Drehung; Neo Magazin Royale Medienforschung: Milieustudie der Fokusgruppe deckt Zuspruch über Gags der Kernzielgruppen auf |               |                                         |                      |                    |                                                                            |                        |

## Neo Magazin Royale

### Staffel 1
| Folge gesamt | Folge Staffel | Name                                                  | Erstveröffentlichung                                  | Gäste                                            | Musik | Hashtag                                         |
| Inhalte | Inhalte       | Inhalte                                               | Inhalte                                               | Inhalte                                          | Inhalte | Inhalte                                         |
| --- | ------------- | ----------------------------------------------------- | ----------------------------------------------------- | ------------------------------------------------ | --- | ----------------------------------------------- |
| 001 | 01            | The First Cut Is the Deepest                          | 5. Feb. 2015                                          | Deichkind                                        | Deichkind mit „So’ne Musik“ | #ungefickt (zurückgezogen) #ZDFiscool           |
| „Hello, is it me you’re looking for?“ Lionel Richie über Neo Magazin Royale (Parodie); Redaktionsbesprechung über die Auswahl des neuen Sendungsvorspanns: weniger Circus HalliGalli, dafür mehr Daily Show (heute-show) oder doch klassisch wie Die Harald Schmidt Show; Dendemann & Die Freie Radikale werden als Begleitband der Show vorgestellt; Walter Freiwald steht im Notfall als Zweitbesetzung bereit; Erstsendungsausstrahlung um 00:00 Uhr im ZDF könnte mit dem ZDF-Morgenmagazin verwechselt werden; der Shiny Floor wäre auch was für die Effenbergs; Bill Gates stiftet ein Superkondom; ab 2016 soll die Abgabe von Cannabis an Schwerkranke erleichtert werden, Sido will Apotheke eröffnen, das Show-Team meldet sich auch schon per SMS krank; William Cohns Telefonnummer ist 2; IKEA möchte vegetarische Köttbullar anbieten; Jan Böhmermanns Schreibtisch hat eine Intendantensignallampe, falls Thomas Bellut eingreifen möchte; Florentin Will ist Der Beefträger und bringt einen ‚Beef‘ von Haftbefehl, Jan Böhmermann a.k.a. Strafbewehrte Unterlassungserklärung schreibt zurück, noch ein ‚Beef‘ diesmal von Fler, Jan ‚Bastard‘ Böhremann antwortet mit Steuertipps, Fler und Jan Böhmermann haben denselben Journalisten zum Feind, weil der William Cohn verhöhnt hat; Dendemann heißt mit bürgerlichem Namen „Leif Peter Kramer“; „Disco 71“: Deichkinds Lied „So ’ne Musik“ ist ein Plagiat von „Peter Bowling und die Katzen“ und dessen Lied „Solch eine Musik“, Autogrammadresse: Peter Bowling und die Katzen, Postfach 3514 Holzwickede 5; Erklärfilm über Deichkind; Mitarbeiter des Monats: Julian Sleep; Thomas Bellut befindet zumindest den Glanz des Sendungsbodens als „ganz schön“ Die große Kommentare-Kommentier-Show: Jan Böhmermann liest als LeFloid Social-Media-Kommentierungen zur ersten Neo-Magazin-Royale-Folge vor |               |                                                       |                                                       |                                                  | |                                                 |
| 002 | 02            | Reus aus den Schulden                                 | 12. Feb. 2015                                         | Oliver Polak                                     | – | #alaafakbar                                     |
| William Cohn ist zu alt fürs ZDF und wird durch Sophia Thomalla ersetzt, die auch die Begrüßungsansage macht; Karneval ist wie Pegida-Light, Fler geht als Steuerberater, Adolf Hitler wollte als Lutz Bachmann gehen, entschied sich aber für Prinzessin, Sebastian Edathy verteilt als Clown Kinder Schokolade, Jan Böhmermann geht als AfD-Wähler bevor die heute-show ihn dazu macht; der „coole Fun-Papst“ schlägt würdig seine Kinder; Fifty Shades of Grey startet im Kino, das ist die richtige Zeit einen Strauß Kabelbinder zum morgigen Valentinstag zu kaufen; CDU-Generalsekretär Peter Tauber joggt beim Twittern und wird dabei von Zombies verfolgt, Jan Böhmermann besingt dessen Twitter-Timeline; Prism is a dancer Hauptprogramm Edition: Corvin hat McDonald’s verklagt, Mike hat eine Amazon-Wunschliste im Wert von 1.117 Euro und würde alle gelisteten Produkte erhalten, wenn er seine XING-Anmeldedaten verrät – er macht es nicht; Jahn Böhmermanns Facebook-Passwort ist „geheim01“, das von Sophia Thomalla „WilliamBaby500“; Sophia Thomalla entscheidet, wer Schuld am Nahostkonflikt ist, das Publikum buht, daraufhin kehrt William Cohn als Sidekick zurück; Erklärfilm über Oliver Polak; Oliver Polak und Jan Böhmermann wurden vom Fotografen Daniel Josefsohn in dieselbe Ecke gestellt; William Cohn begrüßt die heute-show-Zuschauer bei den „Schönsten Bahnstrecken der Welt“; „Tablette oder Dorf“: Namenraten, Oliver Polak bekommt, wie ein Pavian, der eine Banane nicht loslassen will, die Hand nicht aus dem Arzneiglas mit den Namenszetteln; Kandidat Mike erhält einen Plüsch-Tricerazonk; Mitarbeiter des Monats: Marcel Magic; Qualitätssatire-Ode Die große Kommentare-Kommentier-Show: Jan Böhmermann korrigiert seine Korrektur zu Relativsätzen und liest Social-Media-Kommentierungen vor |               |                                                       |                                                       |                                                  | |                                                 |
| 003 | 03            | Böhmis Beauty Palace                                  | 19. Feb. 2015                                         | Antoine Monot, Jr.                               | – | #gmtn                                           |
| KW 0815; Michele Ferrero, der Erfinder von Nutella, ist verstorben, sein letzter viraler Nutella-Werbespot „mhmmm…“ (Parodie); für die Oscar-Verleihung am kommenden Sonntag sieht niemand schwarz; „Yanis Whatthefuckis?!“ fährt und reitet durchs Bild und startet ein Sofortprogramm (wiederkehrender Jingle); Katja Suding holt mit der FDP 7,4 % bei den Hamburgischen-Bürgerschafts-Wahlen, Jörg von den Grünen reagiert daraufhin ruppig; Das Selfie deines Lebens: Anne-Marie hat 20 Sekunden Zeit ein Rocker-Lordi-Einhörner-Konfetti-Selfie zu schießen; Eier aus Stahl für Tom Beck: ein seriöser und authentischer YouTube-Werbevermarkter für das Taschengeld von 13-Jährigen; Antoine Monot, Jr. erscheint im Doppelpack, der Unechte kann die Testfrage nicht beantworten und wird erschossen; Erklärfilm über Antoine Monot, Jr.; Antoine Monot, Jr. steht dem Bundesverband Schauspiel vor; Zach Galifianakis = Antoine Monot, Jr.; Mitarbeiter des Monats: Lordi; Anwiderungs-Ode Die große Kommentare-Kommentier-Show: Jan Böhmermann liest Social-Media-Kommentare, speziell zu Eier aus Stahl vor |               |                                                       |                                                       |                                                  | |                                                 |
| 004 | 04            | Böhmerman: Die unverhoffte Macht der Ahnungslosigkeit | 26. Feb. 2015                                         | Nazan Eckes                                      | – | #blitzgreek                                     |
| William Cohn sinniert als Birdman nackt in Unterhose über seine dominante Rolle in Neo Magazin Royale (Filmparodie); Deutschland zeichnet aus 2014 einen Haushaltsüberschuss von 18 Mrd. Euro, „Läuft bei Schäuble“, der alles Geld in Sportwetten des HSV anlegen will, 300 mal Dank an Fler, der das große Plus erzielte; „Fifty Shades of Grippewelle“ fesselt Deutschland ans Bett, Wiesenhof-Hähnchen von TEDi als Antibiotika-Notration; Musikalische Späterziehung – Mit Dendemann und die Freie Radikale: ‚Die Snare‘ erklärt von Schlagzeuger Felix, ‚A‘ erklärt von Bassist Edward; William Cohn heißt eigentlich Lexi Cohn; Aufforderung die Lieblingsnote zu twittern; Adolf Borg verlässt das dem Jugendwahn verfallene Musikantenstadlhauptquartier, die neue Zielgruppe ist zwischen 70 und 80 Jahren, Wolfgang Joop könnte es als neuer Moderator führen; „Important Message“: Sendeunterbrechung durch die Bundesregierung, Janis Böhmermannakis verliest die Pressemitteilung mit griechischem Simultandolmetscher, „Yanis Whatthefuckis?!“ (Jingle), das Publikum erhebt sich für die Vorstellung der neuen Deutschen Nationalhymne (Musikvideo); Drehscheibe Internet: \|, Funktionstaste des Monats Rollen, Top 5 der Facebook-Meldungen der deutschen Bundesregierung; Das Digitale Quartett: Moral und Geschlechtskrankheiten; Erklärfilm über Nazan Eckes; Baby-Talk mit Nazan Eckes, Elterninitiativen-Tribunal entschied, dass Jan Babymann den Kita-Platz bekommt, aber sein Kind nicht; Nazan Eckes wird ab März seriöse Hauptmoderatorin bei RTL; Mitarbeiter des Monats: Sebastian Teitge; Zwangsgebühren-Ode Die große Kommentare-Kommentier-Show: Jan Böhmermann begrüßt sein internationales Publikum und bespricht weitere Social-Media-Kommentare, direkte Fragen an Jan Böhmermann mit dem Hashtag „#FAQjan“ versehen |               |                                                       |                                                       |                                                  | |                                                 |
| 005 | 05            | Das Orakel von Selfie                                 | 5. März 2015                                          | Jürgen Domian                                    | – | #flutschfinger #craminator (Kandidaten-Hashtag) |
| Jan Klebermann begrüßt das Publikum schief; Edathy-Verfahren wurde gegen 5000 Silberlinge eingestellt, Edathy macht zwei Wochen All-inclusive-Urlaub im Småland, zum Glück waren es keine illegalen Musik-Downloads; Griechenlands Testosteronminister unterdrückt beim europäischen Finanzministertreffen sein Lachen, Yanis Varoufakis ersetzt als Sparmaßnahme die griechische Armee durch sich selbst; Jan ‚Mario‘ Böhmermann weiß wie man an Geld kommt und springt; Buffer-Underrun; Lena Meyer-Landrut wickelt während ihres Überraschungsauftritts Jan Böhmermann in Klopapier ein; PornHub verschleudert Wankband; Freitag ist „Tag der Anerkennung für Mitarbeiter“, „Mitarbeiter-Lorbeeren“ an die genügsamen weiblichen Mitarbeiter, Oberlichttürken Can Köprülü, Teenie-Autor Stefan und Rasenmähermann David; Welche Farbe hat William Cohns blau-schwarzer Pullover?; Der kleine Mann: sitzt im Bleistiftanspitzer auf dem Tisch, ist mürrisch und beschwert sich über die Geschehnisse des Lebens; Prism is a dancer: Daniel betreibt Fanseiten über den VfL Bochum und Skispringen und erhält nun seine eigene inklusive dreiköpfigem Social-Media-Team für die nächsten sieben Tage, Max-Friedrich hat eine eigene Internet-Domain, ist YouTube-Vlogger und erhält einen eigens gedrehten Schwarzweißfilm: „Max Friedrich in ‚Die spannende Geschichte von meiner EC-Karte‘ ein Max Friedrich Film“; Jürgen Domian steht im Zen seines Lebens und schrieb darüber; Erklärfilm über Jürgen Domian; „Domian“-Studioatmosphäre mit weißem röhrenden Triceratops; Mitarbeiter des Monats: Lichtsultan Can; Ode an Mr. Spock #FAQjan; Entscheide!Dich Fragen-aus-dem-Hut-Spiel; Die große Kommentare-Kommentier-Show: Jan Böhmermann möchte keine positiven Social-Media-Kommentare |               |                                                       |                                                       |                                                  | |                                                 |
| 006 | 06            | Dumm und naiv                                         | 12. März 2015                                         | Josef Hader                                      | – | #ponyboxen                                      |
| Jürgen Domian beendet nach 20 Jahren die Gespräche, Grund ist sein Auftritt bei Neo Magazin Royale (Einspieler), ab 2016 möchte er lieber das Ponyboxen moderieren; „Cohn & Naiv“ könnte William Cohns Video-Blog bei den unabhängigen Krautreportern heißen; „Yanis Whatthefuckis?!“ verlangt Reparationen von Deutschland an Griechenland; Tim Cook hatte die Apple Watch erneut vorgestellt, Uhrzeit für nur 18 Stunden, dadurch ergeben sich 486 Tage mit drei neuen Monaten: ‚Cupertember‘, ‚Stevember‘ und den ‚Jobsuar‘ und mit 2 neuen Wochentagen: ‚Dienstag mini‘ und den ‚Freitag Air‘, die schmale Lena Meyer-Landrut trägt die Uhr als Gürtel; ISIS hat eigenes Facebook gegründet, die Nutzerzahlen sind am ersten Tag explodiert, Feinschaftsanfragen; 75 Jahre Chuck Norris; Zeitschrift Der Spiegel ‚Focus‘-siert sich auf Udo Ulfkotte, Jan Böhmermann liest einen Artikel vor bebildert durch ein Diorama; Wahre Fakten mit Florentin Ulfkotte: staatliche Impfpflicht forciert von Amazon bzw. „'ozama“ und Nirvana-Sänger Kurt Cobain verstrahlt mit Hilfe von Satellitenschüsseln unsere Gedanken im Auftrag von Michelle Obama; Erklärfilm über Josef Hader; Schnurrbartgespräche; Braunau möchte sich touristisch besser aufstellen; Josef Hader lacht aus Höflichkeit; Mitarbeiterin des Monats: Sanja Pijanovic; Automatisierungsalgorithmen-Ode #FAQjan; Die große Kommentare-Kommentier-Show: Jan Böhmermann verkauft Lederjacken und äußert sich zu Social-Media-Kommentaren |               |                                                       |                                                       |                                                  | |                                                 |
| 007 | 07            | Verstehen Sie Spaß?                                   | 19. März 2015                                         | Sibylle Berg                                     | – | #varoufake                                      |
| Jan Böhmermann, William Cohn und Dendemann begrüßen sich und das Publikum mit ausgestrecktem Mittelfinger; Geburtstagssendung für Sami „Schminkschatulle“ Slimani; Sonnenfinsternis in Nordeuropa, Natascha Kampusch wird sentimental, Pegida in Dresden beschimpft diese „Negersonne“; ein Jahr lang hamburgische Vorfreude auf die Nichtausrichtung der Olympischen Sommerspiele 2024; Die Fernsehnothilfe: Neo Magazin Royale nahm vermeintlich eine Bewegtbildmanipulation eines Mitschnitts des aus dem Jahr 2013 stammenden Vortrags von Yanis Varoufakis auf dem „6th Subversive Festival“ in Zagreb vor, Making-of des Fakevideos in dem gezeigt wird wie eine Handgeste Yanis Varoufakis’ durch eine Geste mit gestrecktem Mittelfinger ersetzt wurde, in der ARD-Talkshow Günther Jauch vom 15. März 2015 wurde dem per Livezuschaltung mitdiskutierenden griechischem Finanzminister dieser Ausschnitt vorgespielt, am Ende des Musikvideos „V for Varoufakis!“ (Folge 4) war der Ausschnitt schon zu sehen; Drehscheibe Internet: ^, Top 7 Google-Suchbegriffe der Redaktion der Bild-Zeitung in den letzten 15 Minuten; Erklärfilm über Sibylle Berg; sexuelle Buchbesprechung; „Promi Tinder“: Bilder von zehn weiblichen und zehn männlichen Prominenten werden zu Pärchen kombiniert; Mitarbeiter des Monats: Robert King & David Murmann; Stick-the-Finger-Ode Der Beefträger bringt einen ‚Beef‘ von Jürgen Domian in Form einer 5,25″-Diskette, Jürgen Domian stellt klar: in der Sendung vom 5. März 2015 nicht gemeint zu haben, kleinwüchsigen Pferden gerne ins Gesicht zu schlagen, sondern die Friseurtechnik Pony (Frisur)-Schlagen, Jan Böhmermann wird in dessen Sendung Domian eingeladen; #FAQjan; Die große Kommentare-Kommentier-Show: Bild.de-Leser äußern sich zu Jan Böhmermann |               |                                                       |                                                       |                                                  | |                                                 |
| 008 | 08            | Tsipras ante portas                                   | 26. März 2015 (ZDF-Mediathek) 29. März 2015 (zdf_neo) | Fahri Yardım, Tedros „Teddy“ Teclebrhan und Sido | – | #revolverhate                                   |
| Sido ist mit einer mindestens 80-köpfigen Entourage angereist; Captain Obvious!!! erklärt u. a. den aktuellen Hashtag (wiederkehrend); Echo-Verteilung fand statt; ein Hoch auf 17 Jahre Viagra; Sommerzeitumstellung am kommenden Sonntag; Psychologiestudie: Internet macht Senioren glücklich; Diana Ross hat Geburtstag und nicht, wie William Cohn meint, Bob Ross (Maler); ‚Bilderrätsel‘ auf dem Cover des Spiegels; Photoshop-Philipp: Spiegel-Titelseite (Musikvideo); Johannes Strate, Sänger von Revolverheld, behauptete in einem Interview, dass Jan Böhmermann, zu Zeiten einer gemeinsamen Schülerband, eine komplizierte Freundin gehabt hätte, Gegendarstellung von Jan Böhmermann: „Jugendfreizeitheim Bremen Alt-Aumund 1998“ (Videobeweis); Erklärfilm über William Cohn Sido, Fahri und Teddy; Jan Fangfragemann wird körperlich gezüchtigt, bis er weint; Entscheide!Dich Fragen-aus-dem-Hut-Spiel; Mitarbeiterin des Monats: Viola Daniels; Abmahnungs-Ode #FAQjan; Die große Kommentare-Kommentier-Show: Warum fiel die letzte Folge im linearen Fernsehen aus?, #FAQjan Spezialausgabe mit ernstgemeinten Fragen |               |                                                       |                                                       |                                                  | |                                                 |
| 009 | 09            | Helmut Kohl Rheinland-Pfalz                           | 2. Apr. 2015                                          | Götz Alsmann                                     | – | #kohlofduty                                     |
| 30 Minuten keine Scherze mehr; Helmut Kohl feiert 85. Geburtstag; Emma verbindet Frauenquote mit Flugzeugunglück, Lufthansa freut sich über steigenden Frauenanteil: endlich weniger Lohnkosten, Old School – Feminismus vs. Old School – Sexismus; Sturmgewehr G36 der Bundeswehr trifft seit 17 Jahren nicht, Zeit für einen neuen Weltkriegswaffentest, Hersteller Heckler & Koch gibt Benutzungshinweise heraus; Studie ergab: Bildungsstand von Social-Media-Nutzern ist unterdurchschnittlich niedrig; William Cohn hat statistisch gesehen ein gutes Timing; Judith Rakers eröffnete McDonald’s-Filiale; Ehrenmann DJ Mugzee aus der Showband legt bei der oggersheimer Geburtstagsparty für Helmut Kohl auf; Prism is a dancer: Benedict ist Solution-Manager bei SAP und twittert gerne in Punchlines, Jan Böhmermann und Dendemann vertonen diese; Hipster-Mädchen Erica studiert Europäische Ethnologie und wird vor die Wahl gestellt „Berlin oder Karriere“: hipstes Mädchen der Stadt mit Hipstergrundausstattung im Wert von etwa 2.500 € oder ein Jobangebot von Radio-Eins-Programmchef Robert Skuppin; Herrenmodeexperte und -träger Götz Alsmann; Erklärfilm über Götz Alsmann; Elefantenrennen zwischen Helmut Kohl und Helmut Schmidt: Wer ist zuerst im Ziel?; Lied „Mit dem BMW“ von Sprechgesangskünstler Fler intoniert in einer Jazz-Klavier-Variation von Götz Alsmann und gesungen von Janny Goodmann; Mitarbeiter des Monats: Lukas Wiehler, Pierre Gloyer; Neustart-Ode #FAQjan |               |                                                       |                                                       |                                                  | |                                                 |
| 010 | 10            | Die drei $%? und das geheimnisvolle Grusel-Ei         | 9. Apr. 2015                                          | Oliver Rohrbeck                                  | – | #askadi                                         |
| Jan Böhmermann eröffnet die Sendung anstatt des noch nicht aus einem Sprecherei geschlüpften William Cohns; „Das kleine Schlüpfen“ (wiederkehrende Liveschaltung); Griechenland möchte von Deutschland 300 Mrd. Euro haben, oder doch lieber „Tor 3“; Wurst wird unbeliebter, Rügenwalder Marketingchef meint: „Die Wurst ist die Zigarette der Zukunft“, in der Apotheke gibt es bald Mortadellapflaster; Microsoft – das Apple des kleinen Mannes – wurde am 4. April 40 Jahre alt, Karl Klammer poppt auf und bietet Hilfe an, Neo Magazin Royale wird ausschließlich mit Microsoft-Produkten hergestellt… Blue Screen of Death erscheint mit Hinweis auf Fehlermeldung an Adresse 57696C6C69616D (hexadezimal), die Sendung wird Windows-95-üblich warm und kalt neugestartet; Hugh Hefner wird 89 Jahre alt; „Fuehrer me around – Wolfsschanze Bunkertour“ (Videoparodie); Der Beefträger bringt einen ‚Überseebeef‘ in Form einer AppleCD 300 von Conan O’Brien, der Neo Magazin Royale des Sketchdiebstahls bezichtigt, Jan Böhmermann schreibt zurück und bietet als Zeichen guten Willens Griechenland zur Übernahme an (Einspieler); „Das verbotene Wort“: ein Zufallsgenerator entscheidet, welches Wort im Gespräch mit Oliver Rohrbeck nicht benutzt werden darf; Erklärfilm über Oliver Rohrbeck; das spannende Schlüpfen des Sprechereis lässt sich auf neomagazinroyale.de. weiterhin beobachten; Employee of the Month: Bill Tull Foto eines niedlichen Eichhörnchens; „Conangate“: eine erweiterte englische Version des Beefes an Conan O’Brien; #FAQjan |               |                                                       |                                                       |                                                  | |                                                 |
| 011 | 11            | Ilsebill salzte nach                                  | 16. Apr. 2015                                         | Helene Hegemann                                  | Chilly Gonzales & Kaiser Quartett mit Advantage Points und feat. Dendemann mit Fuck Wagner                                         | #JonSnowDies                                    |
| Game of Thrones startete fünfte Staffel, 4 Folgen davon wurden im Internet geleakt; Captain Obvious!!! (wiederkehrend); Günter Grass ist verstorben, ein Schlag für die Cordhosenindustrie, ARD konnte endlich den lange vorbereiteten ‚Günter-Grass-Knopf‘ drücken, Nachrufe zukünftig Versterbender werden in den Medien vorproduziert; „Zum Tod von Jan Böhmermann – Ein Nachruf“: Jan Böhmermann geborener Joaquin Sunshine Miracle Burgermann bietet seinen eigenen Nekrolog als Formatvorlage an (Einspieler), Zuschauer sollen die Leerstellen in der Vorlage mit eigenen Inhalten auffüllen; Bruno Labbadia ist neuer Trainer beim HSV; Jürgen Klopp verlässt den BVB; Erklärfilm über Helene Hegemann; Plagiat vs. Inspiration; Axolotl Roadkill wird verfilmt unter der Regie von Helene Hegemann; „Game of Fakes“: zur Vorbereitung auf den Sprung in den Mainstream sollen Groschenroman-Cover als echt oder falsch erraten werden, Chilly Gonzales untermalt das Spiel mit Spannungsmusik; „Happy Birthday to You“ in Moll für Günter Grass; Chilly Gonzales zeigt auf, dass Elemente von „Eleanor Rigby“ der Beatles u. a. von Mozart stammen und auch von ihm verwendet werden; Mitarbeiterin des Monats: Lea Gamula; Posaunen-Ode feat. Jadebuben Die große Kommentare-Kommentier-Show: Social-Media-Sitten wie in Game of Thrones |               |                                                       |                                                       |                                                  | |                                                 |
| 012 | 12            | Mord an Kamera 2                                      | 23. Apr. 2015                                         | Farin Urlaub                                     | – | #n                                              |
| Star Wars: Das Erwachen der Macht-Trailer mit vertauschten Rollen (Parodie); Flüchtlingskatastrophe im Mittelmeer beeinflusst Mallorca-Urlaub nicht, Lufthansa ist nicht schuldig, Seepferdchenprüfung in Afrika als Prävention; ZDF-Spielshow „1000 – Wer ist die Nummer 1?“ mit Johannes B. Kerner zeigt kein Herz; Girls’ Day ist nur einmal im Jahr, Schülerin Lisa darf Jan Böhmermann assistieren und bekommt von ihm die Gags erklärt, Lisas eigene derbe Witze enden mit einer Ohrfeige durch ihren mitangereisten Opa; Photoshop-Philipp: Festivalplakate (Musikvideo); Drehscheibe Internet: n, Shortcut der Woche Cmd+Q (Mac), Top 5 der Songs über deutsche Youtube-Stars; noch nicht gesendeter Erklärfilm über Farin Urlaub aus der Talkshow „.och. . Böhmermann“ von vor zwei Jahren; ‚Punker der ersten Stunde‘ vs. Würde; Farin Urlaub beginnt Tourneeproben so früh wie nötig; Entscheide!Dich Fragen-aus-dem-Hut-Spiel, Kurze-Penis-Frage – die verantwortlichen Fragenredakteure Stefan und Max werden auf die Bühne gebeten, William Cohn hat einen stinkenden Bauchnabel; Mitarbeiter des Monats: Max Bierhals; Wookiam Chewbacohns Ode an die Mundgesundheit abgewandelter „Star Wars: Das Erwachen der Macht“-Trailer mit Jan Böhmermann als Han Solo und William Cohn als Chewbacca (Parodie); #FAQjan; „Best Of Nekrologe“: Zuschauerbeiträge zum Tode von Jan Böhmermann; Die große Kommentare-Kommentier-Show |               |                                                       |                                                       |                                                  | |                                                 |
| 013 | 13            | Happy Birthday, Alina und Alex!                       | 30. Apr. 2015                                         | Meret Becker                                     | – | #merkelschwanger                                |
| Angela Merkel ist schwanger, Bildergalerie der ersten Schwangerschaftsfotos veröffentlicht durch Bunte und Gala (Einspieler); Sigmar Gabriel kandiert 2017 als Kanzlertortenkandidat; FDP-Wähler haben am häufigsten Sex – Glückwünsche an die Beiden; Tanz in den Mai, Erster Mai und „Tag der gewaltfreien Erziehung“ oder auch „Schulfrei“ an der Odenwaldschule; ISIS steht auf Kriegsfuß mit Nike; Matthias Reim veröffentlichte zum 25. Jubiläum von „Verdammt, ich lieb’ Dich“ eine limitierte Sammlerbox; „Adi-Adè-Jubiläumsbox“ zum 70. Jahrestag des Selbstmordes Adolf Hitlers (Videoparodie); Kampflieder zum „Ersten Mai“ neu interpretiert von Jan Böhmermann und den Jadebuben – „Style und das Geld“; Meret ‚Ich bin eine Filmschlampe‘ Becker traumatisierte in der Rolle des Rumpelstilzchens im Film „Werner – Beinhart!“ den heranwachsenden Jan Böhmermann; Erklärfilm über Meret Becker; „Viral Oder Egal“: Anzahl der Views von Youtube-Videos raten, präsentiert von Florentin Will (Klickmillionär); Mitarbeiter des Monats: Kai Holzkämper; Weltkriegsdoku-Ode „When Jan is not at home“ (Videoparodie); Prism is a (warm-up) dancer: Geburtstagskind Alina wird am Aufzeichnungstag 21 Jahre alt, ihre Mutter schrieb einen Brief an die Neo-Magazin-Redaktion mit privaten Details aus Alinas Leben, sie bekommt ein Einrad geschenkt; Alex hat auch Geburtstag; Die große Kommentare-Kommentier-Show: ein Koffer voller Weisheiten; |               |                                                       |                                                       |                                                  | |                                                 |
| 014 | 14            | Wesel Sky                                             | 7. Mai 2015                                           | Wigald Boning                                    | – | #asbekte                                        |
| William Pharrell Cohn trägt einen Kamerahut der Bilder für die ZDF-Mediathek-App parallel zur Sendung aufnimmt; 70 Jahre Kriegsende, Deutschland liegt mit 0:2 hinten, Das Relefanten-Orakel; Bettina und Christian Wulff machens wie die On-Off-Effenbergs, sie „wulffen“; Baby Charlotte is born; Desinteresse beim Volk zur BND-Affäre, es sei denn, Kanzlerin Merkel bekommt auch ein Baby: „Mit wem war Mutti im Bett?“ (Musikvideo); am Sonntag ist Muttertag bzw. Valentinstag, wie man im Saarland sagt; die Showband streikt, vertreten durch die Gewerkschaft Deutscher Sprechgesangsartisten; Der kleine Mann: Hans Meisers Gedanken brechen sich Bahn; Erklärfilm über Wigald Boning; Der Klügere kippt nach wird von Wigald ‚Boonekamp‘ Boning moderiert; „Verstecken!“: Wigald Boning versteckt sich zuerst im Studio, Janhund Beaglemann spürt ihn erst eine Sekunde vor Zeitablauf auf, die umgekehrte Suche dauert nur 24 von 45 Sekunden; Mitarbeiterinnen des Monats: Carolin Lea Gechter, Madeleine Magnus; der Experte für zeitliche Abstimmung William Cohn hält Ode an die coolen neuen viralen Social-Media-Aktionen #FAQjan (viermal); Antrittsrede von Bremens Bürgermeister Dr. Jan Böhmermann; Die große Kommentare-Kommentier-Show Ferien-Edition; „Being William Cohnovich“: die komplette Sendung mit einer Hutkamera gefilmt aus der Sicht von William Cohn |               |                                                       |                                                       |                                                  | |                                                 |
| 015 | 15            | Wayne interessiert’s!                                 | 21. Mai 2015                                          | Wayne Carpendale                                 | Bilderbuch feat. Dendemann mit Softdrink                                                                                           | #jesuisweselsky                                 |
| Einblendungen der Gewerkschaft Deutscher Bauchbindenautoren (GDA); Kitastreik verursacht Zuhause eine Stimmung wie in Josef Fritzls Keller; Germany’s-Next-Topmodel-Finale kam nicht bei jedem bombig an, ein vermeintlicher Störer der Sendung mit Prinz-Eisenherz-Frisur sitzt nun auch bei Neo Magazin Royale im Publikum und spricht mit seiner Fistelstimme Jan Böhmermann unangenehm an, sein vorgetragener Witz will/soll nicht recht zünden; Werbespot für neue Produkte aus dem Hause Glump: Glump Life Klassik; Geburtstagsbattle: Pippi Langstrumpf wird 70 vs. Lena Meyer-Landrut wird 24, Hoppetosse oder hippe Tusse, Alter und Gewicht fallen bei Lena nun zusammen; Saudi-Arabien sucht acht neue Henker, die mit dem besten Schnitt werden genommen; Drehscheibe Internet: &, Facebook-Sticker des Monats, Top 7 Filme aus der Netflix-zuletzt-gesehen-Liste von Claus Weselsky; Das Digitale Quartett: Helene Fischer; Erklärfilm über Wayne Carpendale; Wayne Carpendale war zu Gast beim GNTM-Finale; Mitarbeiterin des Monats: Nora Zirn; „Der beste Tag der Welt“-Ode Revision: Ein webexklusiver Bühnenauftritt der Band Bilderbuch mit dem Vortrag des Titels Maschin wurde zurückgezogen, da der Sänger während des Auftritts stürzte. |               |                                                       |                                                       |                                                  | |                                                 |
| 016 | 16            | Oase der Ekstase                                      | 28. Mai 2015                                          | Mark Benecke                                     | – | #witzefrei                                      |
| Hashtag der Woche gilt die nächsten drei Monate; Germany’s-Next-Topmodel-Finale Reloaded, Wird das Gesicht von Wolfgang Joop dieses Mal durchhalten?; Captain Obvious!!! merkt Dinge an (wiederkehrend); München sitzt tief in der DNA-Datenbank für Hundekot, Waisenkinder aus dem Saarland könnten so auch ihre Väter wiederfinden; Studie in Deutschland ergibt: Schulfach Benehmen wird zurückgewünscht, afrikanische Flüchtlinge könnten dann höflich ins Schlauchboot zurückbefördert werden, für Schulklassen in KVB-Bahnen wäre Fressehalten als Schulfach geeigneter; „Das Zweite Deutsche Staatsfernsehen bittet um Ihre ungeteilte Aufmerksamkeit für eine wichtige Information der Bundesregierung“, erbeten durch Angela Merkel und vorgetragen von Jan Böhmermann, bis 20. August 2015 gelten im gesamten deutschsprachigen Raum der ‚Allgemeine Unterhaltungsnotstand‘ und seine rechtsbindenden Notverordnungen: §1 Täglich und zusammenhanglos „Sebastian Edathy gefällt das“ sagen, § 2 WhatsApp-Gruppe „Fun im Gewahrsam“ der Bundespolizeiwache am Hauptbahnhof in Hannover beitreten, § 3 Haben Sie stets „all' das was den Fotzen so gefällt“, § 4 Verletzen Sie Urheber- und Markenrechte, § 5 Spezialparagraph nur fürs Saarland: Geschminkte Ziegen sind trotz allem tabu; Der Beefträger bringt einen ‚Beef‘ von Twitter via Zip-Diskette in dem Jan Böhmermann als Jimmy-Fallon-Verschnitt gebrandmarkt wird, Dendemann und Jimmy Böhmermann antworten musikalisch mit der „History of German Rap“ feat. MC Anke Engelke, Samy Deluxe, Alligatoah, Kollegah, Smudo, Bürger Lars Dietrich, Blumentopf, Curse, Jan Delay, Thomas Gottschalk, Walter Freiwald, Florentin Will wird in die Sommerpause entlassen; Mark Benecke hat Werbeartikel der Partei Die Partei mitgebracht und könnte der nächste Oberbürgermeister Kölns werden; Schaben bringen Glück; Erklärfilme über Mark Benecke gab es schon, stattdessen wird der umhergeisternde William Cohn von Florentin ‚Venkman‘ Will und Jasin ‚Ray‘ Challah eingefangen; Jan ‚Der kleine Tierfreund‘ Böhmermann hat ein Chamäleon dabei; Mitarbeiterin des Monats: Xena Mystic; Ode an die wichtigen Mitteilungen Die große Kommentare-Kommentier-Show und eine Urne mit haufenweise Meinungen (allerletzte Ausgabe); „Chamälegeddon“: Mark Benecke verfüttert eine Schabe an das Studiochamäleon, Jan Böhmermann verfällt dabei in Hysterie; Entscheide!Dich Fragen-aus-dem-Hut-Spiel; #FAQjan (zweimal) |               |                                                       |                                                       |                                                  | |                                                 |
| 017 | 17            | Straight Outta Vegesack                               | 20. Aug. 2015                                         | Olli Schulz                                      | – | #sundb                                          |
| „Besoffen bei Facebook“ (Musikclip); Drittes Hilfspaket für Griechenland vom Bundestag verabschiedet; Til Schweiger ist Deutschlands neue moralische Instanz; YouTube-Stars gegen ISIS; Florentin Will halbierte sein Essensgeld und verdoppelte dafür sein Drogengeld, „I, Will, Make You Sexy!“: Abnehmen mit Florentin Will; Jauch und Raab verabschieden sich vom TV; NeomagazinRoyaleMitarbeiterWitz: David Wieching (Schnittmeister) liest einen Witz vom Handy ab; Olli 'Skinny' Schulz berichtet von seiner Festival-Tournee; Schulz & Böhmermann soll ab Januar 2016 ausgestrahlt werden, das Publikum trägt Fotomasken der deutschen Showprominenz, Olli Schulz und Jan Böhmermann bitten 'Lena', Didi Hallervorden', 'Bushido' und 'Nena' am Tisch der nachgestalteten Vorgängershow Platz zu nehmen; Mitarbeiterin des Monats: Susanne Gartner; Igitt-Ode Entscheide!Dich Fragen-aus-dem-Hut-Spiel; Das Urteil (Folge 1) mit Richter J. Bömmelmann |               |                                                       |                                                       |                                                  | |                                                 |
| 018 | 18            | Gefangen in der Stop-Loss-Falle                       | 27. Aug. 2015                                         | Cro                                              | – | #heidepack                                      |
| Mitteilung der Strafverfolgungsbehörden des Landes Berlin verlesen durch Richter J. Bömmelmann; William Cohn skandiert: „Wir sind das Pack“; Heidenau empfing Bundeskanzlerin Angela Merkel mit (bes-)offenen Worten (Toneinspieler); Dagi Bee und irgendwer trennten sich, ihre beste Beauty-Entscheidung (Videosynchronisierung); Kursrutsch auf den Aktienmärkten; „Neo Magazin Royale – Universalwörterbuch, Deutsch – German, German – Deutsch“ eine Nachhilfestunde für die deutsche Presse: „Asylkritiker“, „Vermutlich Rechte“, „Flüchtling“ = „Heimatvertriebener“; Riesige Ankündigung!: Sami Slimani will endlich seinen Modekollektionstraum wahr werden lassen (Video), Modezeichnungen aus dem Video wurden extrahiert und in einer exklusiven Modenschau vorgeführt, moderiert durch Larissa Pa-Rieß; Erklärfilm über Cro; Cro berichtet von seinen Schlafstarreerlebnissen; „Denn sie wissen nicht was sie singen“: Kinder singen englische Lieder, die erraten werden müssen; Mitarbeiter(-in) des Monats: Franziska Scheer; Gute-Nacht-Deutschland-Ode Das Orakel von Selfie (Folge 1): Bildanalyse eines Porträtfotos von Karolin aus Duisburg, Zuschauer werden gebeten ein Selfie zur Analyse einzuschicken |               |                                                       |                                                       |                                                  | |                                                 |
| 019 | 19            | Schüsse in der Schischabar                            | 3. Sep. 2015                                          | Rocket Beans                                     | K.I.Z feat. Henning May mit Hurra die Welt geht unter Albrecht Schrader mit „Ebony and Ivory“ von Paul McCartney und Stevie Wonder | #siehsmalnegro (zurückgezogen) #arschbombe      |
| Der wunderbare Roberto Blanco anstatt William Cohn leitet in die Sendung ein; Arschbombenweltmeisterin 2015 kommt aus dem Saarland; Frührente für französische W-LAN-Allergikerin; Kanye West gab seine Präsidentschaftskandidatur für 2020 bekannt; ZDF-Shop hat Claus-Kleber-Wasserwaagen zu seinem 60. Geburtstag im Angebot; „Die Neo Magazin Royale Tele-Lupe“: Öffentlich-rechtlicher Rundfunk fordert 1,6 Mrd. € mehr Geld für sein ‚Wirklich Tolles Fernsehen‘ (WTF), Jan Böhmermann hadert mit seiner Meinung – Pro und Contra dem System, Seemannsweisheit: „Immer wenn der Rundfunkrat tagt, stirbt irgendwo auf der Welt eine gute Idee für junge Zuschauer.“, Jan Böhmermanns Proklamation zum Öffentlich-rechtlichen Rundfunk; Erklärfilm über Rocket Beans; nur drei von vier Rocket Beans sind im Studio aufgekeimt; „Viral oder Egal“ von und mit Spieleerfinder Florentin Will: Anzahl der Views von YouTube-Videos raten; Mitarbeiter des Monats: Patrick Stenzel; Ein-bisschen-Schwarz-muss-sein-Ode Das Orakel von Selfie (Folgen 2 und 3): Bildanalyse der Porträtfotos von Laura aus Freiburg und Eike aus Bremen-Nord; Das Urteil (Folge 2) wird wieder durch Die große Kommentare-Kommentier-Show ersetzt, behält aber seinen neuen Namen, Kommentare werden per Fax oder Postkarte erbeten, Postanschrift: Postfach: zdf_neo, Neo Magazin Royale; 55115 Mainz Revision: Die ursprünglich 32:51 Minuten lange Folge wurde wegen einer nur 30 Tage andauernden Sendeberechtigung des Musikbeitrages der Band K.I.Z in der ZDF-Mediathek durch eine nur 30:35 Minuten lange Neuveröffentlichung ersetzt. Entfernt wurden der Musikbeitrag und die Verabschiedung durch Jan Böhmermann. Hinzugefügt wurde ein alternativer Musikbeitrag des Neo-Magazin-Royale-Hofkapellmeisters Albrecht Schrader. |               |                                                       |                                                       |                                                  | |                                                 |
| 020 | 20            | Fack ju, Fack ju Göhte 2                              | 10. Sep. 2015                                         | Rocko Schamoni                                   | King Rocko Schamoni und das Neo Magazin Orchester feat. Jan Böhmermann und Dendemann mit Angela                                    | #iphoneswelcome                                 |
| Smartphones mit Menschen dran verängstigen die Ungarn; Manuela Schwesig gebärt sich zur Verteidigungsministerin hoch; Bild ohne Bilder erschienen, genannt die FAZ; Jan Böhmermann lobpreist seinen Arbeitgeber; Jan Bärchenmann hat vom Heide Park Soltau für 1000 € zwei Wumbos gekauft, William Cohn erkennt sich in Wumbo wieder, Zuschauer mit Tieflader oder Ideen zu diesem Impulskauf sollen sich per E-Mail melden; Rettungseinsatz: 30 Homöopathen schluckten auch mal wirksame Medizin; G36 schadet dem Image von Heckler & Koch – noch mehr; Photoshop Philipp: Refugees-Welcome-Banner (Musikvideo); Prism is a dancer: Google-Videos-/YouTube-Starlet Tessa schreibt gerne Beschwerdebriefe an Unternehmen, in den Briefen beschuldigte Mitarbeiter wurden eingeladen und bitten auf der Bühne um Entschuldigung; Rocko Schamoni schenkt Jan Böhmermann eine goldene „Scheiße“-Kette; Erklärfilm über Rocko Schamoni; Alterserscheinungs-Talk; Golden Pudel Club ist in der Schwebe; Mitarbeiter des Monats: Michael König Prism is a dancer: Sven ist internetaffiner Fraktionsassistent bei der SPD in Mülheim an der Ruhr und erhält als erster Zuschauer einen Erklärfilm über sich und einen USB-Device-Charger in Bierkrugform; Das Orakel von Selfie (Folgen 4 und 5): Alexandra aus Hannover, Constanze aus Frankfurt am Main, Heinrich aus Wittenberg, Anne-Marie aus Flensburg, Carlo aus Wuppertal, Einsendungen von Selfies werden weiterhin erwünscht; Das Urteil (Folge 3) |               |                                                       |                                                       |                                                  | |                                                 |
| 021 | 21            | Keine Sorge, gleich kommt Magnum!                     | 17. Sep. 2015                                         | Ina Müller                                       | – | #dancekontrolle                                 |
| Grenzkontrollen an der bayerisch-österreichischen Grenze wurden wieder eingeführt; Captain Obvious!!! (wiederkehrend); William Cohn weist auf eine Ming-Vase auf der Bühne hin, die Programmdirektion des ZDFs hat diese dem Neo Magazin Royale geschenkt; SEK-Köln drehte frei und wurde aufgelöst, betrunkene und grölende SEK-Beamte stürmen mit Motorrädern und Kettensäge die Bühne und zerstören dabei die Vase; Sami Slimani wird Teiljuror bei Austria’s Next Topmodel; Gute Nachricht: über Helmut Schmidt steigt wieder weißer Rauch auf; „Free Wumbo“: Wumbo soll bis zur nächsten Sendung befreit werden; ARD-Brennpunkt mit Sigmund Gottlieb und seinem Zwilling Joachim Herrmann; Der kleine Mann heißt ehrliche und tüchtige Flüchtlinge willkommen, eine Familie aus Aleppo sitzt mit ihm im Bleistiftanspitzer; während der Gastansage wird Jan Böhmermann von William Cohn mit einer Brezel beworfen; Ina Müller lag mit einem Mädel für eine Sendungsaufzeichnung im Bett; Erklärfilm über Ina Müller; Privatlebensbeichten von Ina Müller; „Laugendetektor“: Fragen aus Glückscroissants müssen beantwortet werden, bei vermeintlicher Lüge wirft das Publikum Laugengebäck auf die Bühne; Mitarbeiterin des Monats: Nadja Szymczak; Schamgefühl-Ode Das Orakel von Selfie (Folge 6); neuer Design-Relaunch für Glump ging schief, 800 Dosen mit Fehldruck wurden an die 200 Publikumsgäste zum sofortigen Verzehr gleichverteilt; Das Orakel von Selfie (Folge 7); Das Urteil (Folge 4) |               |                                                       |                                                       |                                                  | |                                                 |
| 022 | 22            | Mit den besten Abgaswerten ihrer Klasse               | 24. Sep. 2015                                         | Oliver Kalkofe                                   | – | #golfkrise (zurückgezogen) #vomWindeVWt         |
| Vorfilm: „Magic Max und der fliegende Schoko-Bon“; VW-Chef Martin Winterkorn ist am Vortag zurückgetreten, Til Schweiger will einigen VWs Obdach bieten, „Volkswagen – VWTF!?!?“, „Volkswagen – Umparken im Wertpapierdepot.“, „Ferdinand Piëch – Ha, ha. Ha, ha, ha, ha, ha, ha. Ha, ha. Ha, ha, ha. Ha, ha. Ha. Ha, ha, ha, ha.“ (Werbespotparodien); britischer Premierminister David Cameron hat zu Studienzeiten im BullingDong Club ein Schwein entmündigt, im Saarland heißt das Hochzeitsnacht; Der Beefträger bringt mehrere BeefLaugen aus den Sozialen Medien, in denen sich über das „Laugendetektor“-Spiel der letzten Folge beschwert wurde; Bastel Brothers Laugen Edition: Bikini, Vibrator, Salz; Jan Böhmermann kaufte zwei Themenparkfiguren, „Free Wumbo“ (Filmtrailer), Wumbo wird von den Bastel Brothers feierlich enthüllt, William Cohn steht im Portraitwand-Wumbo hinter seinem Pult; Erklärfilm über Oliver Kalkofe, William Cohn tritt als Kalkofe-Imitationsimitator auf; Der Wixxer Teil III kommt nicht mehr; auf einem Super NS spielen Luigi Böhmermann und Mario Kalkofe „Die Super Hitler Bros.“ (Einspieler); Mitarbeiter des Monats: Slackbot; Jubel-Ode (Einspieler des jubelnden Florentin Will) Bastel Brothers Laugen Edition Spezial: Beats by Dre; Das Orakel von Selfie (Folge 8) Asia-Edition; Das Orakel von Selfie (Folge 9) Aggro-Edition (zurückgezogen); Das Urteil (Folge 5): „YouTube-Böhmi“ vergibt seiner Sendung etwa eine 99,4 von 100 |               |                                                       |                                                       |                                                  | |                                                 |
| 023 | 23            | So unverschämt böse wie komisch                       | 1. Okt. 2015                                          | Ferris MC                                        | – | #summacumlauge                                  |
| Tag der Deutschen Einheit findet zum 25. Mal statt, die deutsche Nationalhymne ist im Besitz von Universal Music und kann nicht angestimmt werden; Ursula von der Leyen verteidigt ihre Doktorarbeit gegen VroniPlag, Copy-&-Paste-Expertin Larissa Rieß wird live von der Zwischenablage der Ministerin zugeschaltet (wiederkehrende Einspieler); Sozialwissenschaftler fanden heraus: Arbeitslosigkeit soll erblich sein; Facebook war down bzw. Trisomie-404; flüssiges Wasser auf dem Mars; „Baby Got Laugengebäck“ (Musikvideo); Drehscheibe Internet: ^, Emoji des Monats: der schwarze Weihnachtsmann 🎅🏿 (Unicode U+1F385, U+1F3FF), Sigmar Gabriels am 29. Oktober 2013 angekündigtes Twitterview wurde am 28. September 2015 eingelöst, Top 5 der letzten Tweets bekannter deutscher Politiker; Erklärfilm über Ferris MC; Beef-Attitüden von Tatortstar Ferris MC als Rat für Jan Böhmermann; Entscheide!Dich Fragen-aus-dem-Hut-Spiel; Mitarbeiter des Monats: Yvo Hauschild; Cohn-Gebühren-Ode Das Urteil (Folge 6) |               |                                                       |                                                       |                                                  | |                                                 |
| 024 | 24            | Das Leben ist kein Internet                           | 8. Okt. 2015                                          | Thees Uhlmann                                    | – | #kampfwespe                                     |
| Wespenattacke auf eine Neo-Magazin-Mitarbeiterin, Bauchstich; Peter Altmaier ist Flüchtlingswellenbeauftragter der Bundesregierung; Bio-Burger bei McDonald’s ist der Volkswagen unter den Fast-Food-Gerichten; Programmicons mogeln sich ins Bild (wiederkehrend); Sendeunterbrechung für eine offizielle Drohung der Vereinigten Staaten von Amerika an das Autoland Deutschland – Umweltsch(m)utz fängt schon beim Kauf eines Ford F150 oder Ram Pickup an (Einspieler); katholischer Priester im Vatikan outet sich als homosexuell und verliert sein Amt, katholische Kirche bietet aber Heilung in Kloster an; Tipp an Frankreich: neun von zehn Deutschen ist das Saarland unbekannt; „Welthundetag“; Jan Böhmermann spielt mit seiner Soundeffektmaschine auf niedrigem Niveau, eine Sauerstoffmaske fällt herunter, zur Niveauanhebung interpretieren Jan Böhmermann und die Jadebuben das Lied „Lass die Affen aus’m Zoo“ des Offenbacher Volkslyrikers Johann Wolfgang Haftbefehl; Trendvulkan Mitte: In: Katzen im Klo runterspülen, weil deren Klickzahlen im Keller sind, Out: Laugengebäck, Tinder Match der Woche, Top 5 Sätze, die in Berlin-Mitte niemand jemals gesagt hat; Let’s go! Startup: „Kein Keks“ (est. 2015) holt das Beste aus jedem Keks; Erklärfilm über Thees Uhlmann; „Ba-Lala-Lala-Long Ba-Lala-Lala-Long-Long-Le-Long-Long-Long – Uh Yeah!“ das erotische Blasespiel, bei dem ein Luftballon zum Platzen gebracht wird; Mitarbeiter des Monats: Albrecht Schrader; Famebitch-Ode „Geekchester“: ein Orchester aus 80er & 90er Jahre Elektroschrott soll entstehen, Jan Böhmermann bittet um Mithilfe, Geräte- und Teilespenden können angeboten werden; Das Urteil (Folge 7) |               |                                                       |                                                       |                                                  | |                                                 |
| 025 | 25            | Alle mögen Pommessuppe!                               | 15. Okt. 2015                                         | Beatsteaks                                       | – | #pegidamatata                                   |
| Pegida ist wieder da, Timon Böhmermann und Pumbaa Cohn singen aus „Der König der Blöden“, Stanislaw Tillichs Name gehört nicht zu Deutschland; AfD will wissen gegen wie viele Homosexuelle sie nichts hat; Bastel Brothers Herbst Edition: Fleecejacke, Laubbläser, Herbstdepression, Igel; Paderborn begrüßt seinen neuen Fußballtrainer Stefan Effenberg mit einer Hand voll Schnee; Leonardo DiCaprio sicherte sich Filmrechte für VW-Abgasskandal; Playboy in Zukunft ohne nackte Frauen; Der kleine Mann hat Angst vor muslimischen Flüchtlingen, Bundestagsrede von Thomas Strobl (Einspieler); Erklärfilm über die Beatsteaks; Arnim und Torsten sind Pressesprecher der Band; der sich anfänglich zierende Jan Von B tätowiert Torsten ein rundes Hexagon auf den Unterschenkel und beginnt Blut zu lecken; Mitarbeiter des Monats: Lucio Büser; Sinnhaftigkeits-Ode Bastel Brothers Herbst Edition Spezial: Pilzzeit; #FAQjan |               |                                                       |                                                       |                                                  | |                                                 |
| -990 (26) | 26            | Zurück in die Vergangenheit                           | 22. Okt. 1985 (22. Oktober 2015)                      | Jan Köppen                                       | – | #sternchenraute* (Bildschirmtext)               |
| William Cohns Begrüßung, der Vorspann und die Sendung werden im Seitenverhältnis 4:3 und PAL ausgestrahlt; Musik im Studio diesmal mit „Fräulein Dende und die Neue Deutsche Radikale“; Zurück in die Zukunft in den Kinos; Ready for BTX der Deutschen Bundespost; Modern Talking sind mit „Cheri, Cheri Lady“ Nummer 1 in den Musikcharts; Joschka Fischer ist Staatsminister für Umwelt und Energie in Hessen; applaudierendes Publikum aus 1985 wird gezeigt (wiederkehrend); Jan Böhmermann gewann den goldenen Bravo Otto als „Bester Supermoderator 1985“; Michail Gorbatschow ist neuer Generalsekretär des Zentralkomitees der KPdSU; Igor Zinijovitsch Wuslow bekannt als Zini das Wuslon aus Spaß am Dienstag ist zu Gast; Volontär Thomas Bellmann bereitete die Sendung vor und macht nun in Nachrichten; MS-DOS-Manfred, BIOS-Bernhard, Hardware-Hans-Peter und Lötkolbenludwig (Photoshop Philipp): William Cohn wurde von einem Kompjuter auf Endlospapier mittels Nadeldrucker gezeichnet (Musikvideo); Elton John heiratete seine Renate; Postanschrift für Zuschriften: Autogrammadresse: ZDF-Redaktion Neo Magazin Royale, Stichwort »Böhmergramm«, Postfach, 6500 Mainz; Florentin Will ist Der Briefträger (Der Beefträger) und bringt einen Brief von Stefan, er erhält als Geschenk eine Tüte „Neo Magazin Royale Uhrzeit-Krebse“, ein zweiter Brief von Sebastian, er erhält einen „Neo Magazin Royale Solar-Zeppelin“, ein dritter Brief von Frank Weiß enthält ein selbstgemaltes Bild, er bekommt ein Cohnchichi; Yps-Moderator Jan ‚McFly‘ Köppen landet mit einem DeLorean aus der Zukunft im Studio; Lottozahlen vom nächsten Samstag: 4, 8, 15, 16 23, 42; Erklärfilm über Jan Köppen; „Winter Games“ auf dem C64; musikalischer Abspann mit den zukünftigen Ereignissen im Leben der Mitarbeiter der Sendung alternative Postanschrift: ZDF-Redaktion Neo Magazin Royale, Stichwort: „Briefträger“, Postfach, 6500 Mainz; #FAQjan; Das Urteil (Folge 8): Jan Böhmermann ist Testimonial für das StartUp „barf-hoodie.com“ |               |                                                       |                                                       |                                                  | |                                                 |
| 027 | 27            | „Dieter, sag mal Yo!“                                 | 29. Okt. 2015                                         | Mike Krüger                                      | – | #wurstkrebs                                     |
| Jan Böhmermann schwebt ohne seine Tagesthemen-Beine ins Studio; WHO warnt vor Krebswurst, Warnhinweise sollen vor ungezügeltem Genuss von Wurst warnen; „Schurkenstaat“ Iran will Bargeld abschaffen; Verkleidungsvorschläge für Halloween; „Meine Schuld“: Frauenzeitschrift; Eier aus Stahl für Herbert Hainer: Sommermärchensponsor der Herzen; Prism is a dancer: Telekommitarbeiter Sebastian programmiert gerne und führte schon darüber mit Jan Bullshit-Bingomann ein Interview (Einspieler), Stefanie a.k.a. 'Curly' ist Social-Media-Messie u. a. auf Myspace und erhält von Photoshop Philipp einen eigenen Kalender für 2016 überreicht (Einspieler); Erklärfilm über Mike Krüger; Vier gegen Willi presste Zuschauerautos zu Würfeln; Thomas Gottschalk arbeitet am Film „Die Supernasen Reloaded“, Jan Böhmermann und Olli Schulz wollen die Rechte kaufen; Mitarbeiter des Monats: Dorothea Wagner und Hannes Schmitt; Bondgirl-Ode #FAQjan; Entscheide!Dich Fragen-aus-dem-Hut-Spiel; Das Urteil (Folge 9) |               |                                                       |                                                       |                                                  | |                                                 |
| 028 | 28            | Kennste, kennste – Bumm!                              | 5. Nov. 2015                                          | Tony Marshall                                    | – | #mariokarth                                     |
| Jan Böhmermann imitiert Mario Barth, der Zeuge seines eigenen Auffahrunfalls war; Steuer-Razzia beim DFB; Uli Hoeneß will zur Halbzeit aus dem Gefängnis; Marcus Pretzell fordert Schusswaffengebrauch gegen Flüchtlinge; „Männer-machen-Essen-Tag“; 100 Wasserkocher sind so wertvoll wie ein kleiner Thermomix; Bastel Brothers Männer-machen-Essen-Tag Edition: Fitness-Salat, Sushi, Cordon bleu, Crème brûlée; Stupid Phone: Viktoria und Valentina simsen ihren Schwiegervätern eine anzügliche SMS unter Aufsicht von Scherzanwalt Dr. Christian Witz; Erklärfilm über Tony Marshall; Tony Marshall ist Ehrenbürger von Bora Bora und Produzent des Die-Woodys-Hits „Fichtl’s Lied“ (Einspieler); „Marshall Arts“: Florentin Ross ist der Sohn von Bob Ross und malt Bilder mit zu erratenden Schlagertiteln (s. a. Die Montagsmaler); Mitarbeiter des Monats: Martin Borchers; Netzneutralitäts-Ode Bastel Brothers Männer-machen-Essen-Tag Edition Spezial: Gruß aus der Küche, Apple crumble; Stupid Phone Auflösung; #FAQjan; Das Urteil (Folge 10) |               |                                                       |                                                       |                                                  | |                                                 |
| 029 | 29            | Cheese ‘N’ Cevapcici                                  | 12. Nov. 2015                                         | Alligatoah                                       | – | #glimmengel                                     |
| Tagespraktikant Dennis aus Hürth vertritt den kranken William Cohn; Themenschwerpunkte der Woche: Robert Geiss hatte Ćevapčići-Durchfall, bei Wolfgang Niersbach ist die Luft raus, Helmut Schmidt ist im Alter von 96 Jahren verstorben; Kölner Karneval; Erika Steinbach instrumentalisierte Helmut Schmidts Tod bei Twitter, Jan Böhmermann twittert zu Erika Steinbachs Tod (Bildeinblendungen); interaktive Barbie von Mattel ersetzt so manche Spielerfrau; Til Schweiger baut ab; „Omi-und-Opi-Tag“; Papst Franziskus bringt Musikalbum heraus (Musikeinspieler), „The Real David Guetta – Greatest Musician of Our Time“ bringt ein Remixalbum raus „David Guetta feat. Pope Francis“ mit „Wake Up! Sexy Bitch“ (Musikvideo); Gamingexperte Florentin Will stellt neuestes Flüchtlingskrisenspiel vor: „Refugee Camp Tycoon Germany“; Trendvulkan Mitte: Out: Rauchen, In: Ćevapčići, Tinder Match der Woche, Top 5 der erfolgreichsten Anmachsprüche in Berlin-Mitte; Let’s go! Startup: „Tiny Wonders“ sind der Teufel im Detail; Erklärfilm über Alligatoah; Dennis setzt sich zu Ausbildungszwecken mit auf die Gästecouch; Alligatoah singt ernsthaft für die Kinder; Diskussion: Sollte man Baby-Hitler umbringen?; Mitarbeiter des Monats: David-Guetta-Fan-Darsteller; Verwechslungs-Ode #FAQjan |               |                                                       |                                                       |                                                  | |                                                 |
| 030 | 30            | Je suis Laugencroissant                               | 19. Nov. 2015                                         | Cem Özdemir                                      | – | #verunsicherungsvertreter                       |
| Jan Böhmermann beginnt die Sendung ohne Stand-up, Terroranschläge am 13. November 2015 in Paris; Charlie Sheen steht dem Leben positiv gegenüber; Freundschaftsspiel Deutschland – Niederlande wurde wegen vermeintlicher Terrorgefahr abgesagt, Kreiszeitung aus Syke twitterte explosive Clickbaits, Bundesinnenminister Thomas de Maizière fand verunsichernde Worte für die Bevölkerung auf Pressekonferenz, Markus Söder sorgte für ängstliche CSU-Wähler, Terror-Smiley-Twitterer Matthias Matussek stößt selbst Kai Diekmann ab, Philipp Lengsfeld ist unvergessen; Der kleine Mann zieht in den Krieg; Zeitschrift „Meine Schuld“ könnte Problemlösungsleitfaden für die Grünen werden; Cem Özdemir spürt den nach draußen drängenden muslimischen Dschinn in sich, Jan Buzzermann lässt im Interview den Cem Özdemir beobachtenden Thomas de Maizière mehrfach per Knopfdruck erscheinen (Hintergrundprojektion); Jan Böhmermann ist Mitglied in der Partei der Liebe; Mitarbeiter des Monats: Rafael Maier Erklärfilm über Cem Özdemir; #FAQjan; Das Urteil (Folge 11 und 11 Teil II) |               |                                                       |                                                       |                                                  | |                                                 |
| 031 | 31            | Der große Schmerz                                     | 26. Nov. 2015                                         | Max Moor                                         | Helge Schneider mit Variationen von Möhrchen feat. Dendemann                                                                       | #ichhabpolizei                                  |
| Uhreneinblendung der ZDF Heute-Nachrichten der 90er Jahre als Vorspann; Sonntag ist 1. Advent, CSU-Adventskalender: jeden Tag wird ein Türchen nach Bayern zugemacht; PR-Desaster im „Terrorland“ Belgien; Jan „Aluhut“ Böhmermann beschwert sich beim Unterhaltungschef des Norddeutschen Rundfunks über die zurückgezogene geniale Gagvorlage Xavier Naidoo zum Eurovision Song Contest, Walross Antje (Einspieler), Rea Garvey, Michael Mittermeier, Atze Schröder und Til Schweiger sind empört; Mega(in)fusion: Viagra kauft für 320 Mrd. USD Botox; Florentin Will ist Der Beefträger und bringt einen Wäschekorb voll Beef: ein Fernsehmoderator aus Berlin bezeichnet Jan Engelmann in einem Brandbeef als Poetryslammer, ein Düsseldorfer Punker schreibt sogar er sei ein armes Würstchen, ein Berliner Rapper will ihn finden und ficken, Jan Böhmermann fühlt sich bedroht, kontert aber als POL1Z1STENS0HN a.k.a. Jan Böhmermann mit „Ich hab Polizei“ (Musikvideo); heute- Nachrichtensendung für ältere Leute: William Cohn berichtet über vermeintlich jugendliche Themen; Erklärfilm über Max Moor (T.A.F.K.A.D.M.); „hysterisch oder cool?“ Prominente äußerten sich zu Xavier Naidoo und werden einsortiert; ARD hat vom Internet erfahren und will sich modernisieren; Mitarbeiterin des Monats: Oma Ilse; Verschwörungstheoretiker-Ode #FAQjan; Das Urteil (Folge 12) Revision: In der ZDFmediathek-Erstveröffentlichung der Sendung wurde die Uhreneinblendung wegen „fehlender künstlerischer Intention“ durch die Sendeleitung herausgeschnitten. Die 39:57 Minuten lange Fernsehausstrahlung enthielt diesen 1:20 Minute dauernden Sendungsbestandteil. Später wurde auch in der Mediathek die vollständige Version zur Verfügung gestellt. |               |                                                       |                                                       |                                                  | |                                                 |
| 032 | 32            | Ich hab Adventskalender                               | 3. Dez. 2015                                          | Dunja Hayali und ihr Hund Emma                   | – | #die1ausmainz                                   |
| Rückblende vom 26. November 2015: vor Veröffentlichung der 31. Sendungsfolge aus der ZDF Sendeleitung, Rundbau, SEB, gelbe Zone, Mainz-Lerchenberg; Initiative: ZDF auf Programmplatz eins der Fernbedienung; MC Jan Böhmermann hat Mannheimverbot, William Cohn vermutet, die Hurensöhne Mannheims stecken dahinter; Captain Obvious!!! (wiederkehrend); Feiertagsoverkill: am 6. Dezember fallen Nikolaustag und zweiter Advent aufeinander; Flüchtlingsregistrierung in Schweden verliert 14.000 Datensätze, Carsten Maschmeyer und seine Frau Veronica Ferres haben syrische Flüchtlinge aufgenommen; um den Klimagipfel in Paris weht ein laues Lüftchen, Aufmerksamkeitsstrategie der UN sieht vor Mohammed-Karikaturen in der Stadt aufzuhängen, VW-Software könnte die Ziele des Gipfels erreichbarer machen; „Verbrannte Erde mit Florentin W.“: Investigativ-Journalist Florentin Will arbeitet die Vorwürfe zur letzten Sendung auf, Marcus Staiger ist involviert, nicht Alltagsrassismus oder Sexsissmus, sondern Alpakas stehen im Fokus der Recherche (Einspieler und Rückblenden aus Neo Magazin Royale Folge 3); Dunja Hayalis Hund streunt durchs Studio; die F.A.Z. veröffentlichte eine ganzseitige Anzeige: „Menschen für Günther Jauch“; Russlandexperte Igor Zinijovitsch Wuslow, kurz Zini, erörtert den türkischen Abschuss eines russischen Kampfflugzeugs; Jan Böhmermann hat Angst vor Hunden und zeigt als Begründung seine in der Kindheit erworbene Bissverletzungsnarbe; Erklärfilm über Dunja Hayali; Dunja Hayali war Gast bei hart aber fair und als Vor-Ort-Reporterin des ZDF-Morgenmagazins auf einer AfD-Kundgebung; William Cohn möchte Hündin Emma behalten, die mit ihm nur spielen will; Erklärfilm über Emma Hayali; Mitarbeiter des Monats: Jan P. Arbeiter; Gegendarstellung zur Sendung vom 19. März 2015 verlesen von Scherzanwalt Dr. Christian Witz: Günther Jauch zum Varoufake-Stinkefinger und seinen Einkommensverhältnissen #FAQjan; Das Urteil (Folge 13) |               |                                                       |                                                       |                                                  | |                                                 |
| 033 | 33            | Duftend dampft der Schmusetee                         | 10. Dez. 2015                                         | Tom Wlaschiha                                    | Fraktus mit „Welcome to the Internet“                                                                                              | #hassausliebe                                   |
| Zeit den Jahresendkarpfen zu wässern; Time-Magazine kürte Beate Zschäpe zur „Person of the year“, Beate Zschäpe packte im NSU-Untersuchungsausschuss aus: sie lebte anderthalb Jahrzehnte im Nationalsozialistischen Untergrund war aber selbst nie dabei; Werbeunterbrechungen: „Das große NSU-Emoji-Quiz“: Welcher Uwe verbirgt sich hinter diesem Emoji? 😶 (Unicode U+1F636) A) Mundlos B) Böhnhardt, „Beate Zschäpe – Das Musical“, Auflösung des Quiz: C) Ochsenknecht, Gewonnen hat: Hans-Georg Maaßen aus Köln; Jürgen Todenhöfer veröffentlichte neues Xavier Naidoo-Lied: „Nie mehr Krieg“, Donald Trump will wegen des Amoklaufs in San Bernardino keinen Muslim mehr in die USA reinlassen, ‚Amerika‘ hat somit einen noch größeren Arsch als den von Kim Kardashian; Rieß mal Neo – Das Exklusivinterview: Boulevardjournalistin Larissa Rieß spricht mit dem wahren Xavier Naidoo – Gesprächspartner sind neben dem „wahren“ Xavier Naidoo, der „wahre“ Jan Delay und der „wahre“ Rea Garvey (Parodie); Jan Böhmermann denkt laut nach: ab 2016 spielt Harald Schmidt im SWR-Tatort mit; heute-; Erklärfilm über Tom Wlaschiha; der Game-of-Thrones-Schauspieler stellt in der Serien einen Formwandler dar, und wird im Interview durch andere ‚Gesichter‘ ersetzt; Musikauftritt von Fraktus mit „Welcome to the Internet“; Mitarbeiter des Monats: Edward, Felix, Rob, Dende, Maxi & Fred; Frustrations-Ode #FAQjan (zweimal) |               |                                                       |                                                       |                                                  | |                                                 |
| 034 | 34            | Jäger der verlorenen Glatze                           | 17. Dez. 2015                                         | Olli Dittrich                                    | – | #schmusetee                                     |
| Jan Böhmermann wird im Vorspann per Mausklick dirigiert; William Cohn ist nicht im Studio anwesend; Jan Kalendermann verkündet den 23. Dezember 2015; Til Schweiger will einen katastrophalen aber gewinnträchtigen Film über die Flüchtlingskrise drehen, Xavier Naidoo schreibt die Filmmusik, Dresdner mit Fackeln bewerben sich als Beleuchter, Filmplakate zum Film (Einblendungen); Goldverkauf der AfD zur Parteifinanzierung soll verboten werden; Apples Designgötter entwarfen eine ‚wunderschöne‘ Akkuhülle für ihr iPhone; Bastel Brothers Xmas Edition: zwei iPad mini, E-Bike, Reizwäsche; Chrism is a Santa (Prism is a dancer Weihnachtsausgabe): Jan-Marco ist Trainspotter und erhält eine Reise via Regional-Express ins Miniatur Wunderland nach Hamburg inklusive Übernachtung im Bahnhofshotel, dieses und die weiteren Geschenke werden vom Weihnachtswichtel Photoshop-Philipp überreicht, Diana hört gerne Kraftklub und erhält via Videobotschaft der Band zwei Karten der anstehenden Tour, Konstantin ist Mathe- und Physikstudent und hatte bisher auf Twitter null Follower, was sich ändern soll, Anja schrieb einen Leserbrief ans ZDF mit der Bitte, dem Neo Magazin Royale mehr Sendezeit zu geben, sie wird zur „Zuschauerin des Jahres 2015“ gekürt und erhält eine Urkunde und einen Pokal, alle Zuschauer im Publikum erhalten auch ein Geschenk – überbracht vom Christ-Curly; „Das Neo Magazin Game Royale – Jäger der verlorenen Glatze“: Geschenke- und Gameexperte Florentin Will stellt das, auf einer 3,5 Zoll Diskette mitgebrachte, Point-and-Click-Adventure vor; Erklärfilm über Olli Dittrich; Live-Videoschaltung zu Reporter Sandro Zahlemann, der am Leipzig Hauptbahnhof den König von Bhutan erwartet; Olli Dittrich interpretiert „50! Was, jetzt schon?“ von Reinhard Mey (Musikvideo); Mitarbeiter des Monats: Enis, Malin, Stefanie, Giulia, Lilli, Björn & Lerke Bastel Brothers X-mas Edition Spezial: Bibi-Phone; Chrism is a Santa (Prism is a dancer Weihnachtsausgabe Director’s Cut): Inken hat einen famosen Nachnamen und ist mit einem Foto im Telefonverzeichnis Das Örtliche eingetragen, sie erhält einen käuflich erwerbbaren Ehrendoktortitel in ‚Angel Therapy‘ geschenkt, Clara betrieb CouchSurfing und wrestelt mit ihrem Hund, sie bekommt ein Hunde-Wrestling-Kostüm und ein Anti-Rape-Verteidigungsset, Bengin hat beim Radiosender Kölncampus moderiert und erhält etwa 100 speziell für ihn eingesprochene Radiojingles auf einem USB-Stick, David hat eine alte Amazon-Wunschliste und erhält deshalb eine alte iPhone-5-Hülle, einen Kopfhörer und ein HDMI-Kabel, Anja bekommt noch eine Medaille; #FAQjan |               |                                                       |                                                       |                                                  | |                                                 |

### Staffel 2
| Folge gesamt | Folge Staffel | Name                                                         | Erstveröffentlichung | Gäste                                   | Musik                                                     | Hashtag                                                                                             |
| Inhalte | Inhalte       | Inhalte                                                      | Inhalte              | Inhalte                                 | Inhalte                                                   | Inhalte                                                                                             |
| --- | ------------- | ------------------------------------------------------------ | -------------------- | --------------------------------------- | --------------------------------------------------------- | --------------------------------------------------------------------------------------------------- |
| 035 | 01            | Deutschland: Off Duty                                        | 4. Feb. 2016         | Sarah Kuttner                           | –                                                         | #AfDerjucken                                                                                        |
| „Deutschland: Off Duty“ (Kinofilmtrailerparodie); Ist Köln an Karneval noch sicher?, Frauen-Security-Points wurden errichtet; Sachsen bildet 550 Hilfspolizisten aus, um Flüchtlingsunterkünfte zu schützen; Frauke Petry schießt grenzwertig um sich, Beatrix Amelie Ehrengard Eilika von Storch will allerdings Kinder am Leben lassen; Jan Böhmermann begründet eine neue Gagkategorie: AfD-Wähler und verliest passende Witzekärtchen (wiederkehrend); Til Schweiger findet ‚leicht verzogene Bubis‘ nicht lustig; Autoren Ralf Kabelka und Patrick Stenzel kommentieren neuerdings die Show; Bushido hat latente Steuernachzahlungen von 135.000 Euro, Jan Böhmermann berechnet davon ausgehend einen Monatsverdienst von 76,50 Euro für diesen; William Cohn reicht es, er fühlt sich zu höheren Quoten berufen und tritt, begleitet von einem Violinisten, von der Bühne und vielleicht der Sendung ab; Felix Baumgartner springt ohne Sauerstoffflasche mit Rechtsdrall aus der Facebooksphäre, „Hole of Glory“: Jan Böhmgartner wagt im Gegenzug einen Sprung durch die Erde, gesponsert von Glump, Erdsprungpionier Joe Lochmann coacht ihn (Parodie); Modeexpertin Larissa Pa-Rieß stellt eine Sex-Mob-sichere Karnevalskollektion für Frauen vor; Erklärfilm über Sarah Kuttner; „Helaugendetektor“: Fragen werden gezogen und müssen wahrheitsgemäß beantwortet werden, ansonsten bewirft das Publikum den vermeintlichen Lügner mit Kamelle; Mitarbeiterin des Monats: Anne Pothenick; Abschieds-Ode #FAQjan (zwei Mal), heute-; Das Urteil (Folge 14) |               |                                                              |                      |                                         |                                                           | |
| 036 | 02            | Hubschrabschrab, der Papa kommt!                             | 11. Feb. 2016        | Fettes Brot                             | „Geekchester“ feat. Fettes Brot: Jein                     | #rausländermaus                                                                                     |
| Beatrix von Storchs Meinung der letzten Woche war ein vermeintlicher Mausrutscher; Helicopter-Dad Sigmar Gabriel holt Tochter aus der Kita ab; AfD-Witze (wiederkehrend); Bargeldgrenze von 5.000 Euro verhindert weitere Fußball-WM; „Hatecrime: Book Haul Hitler #45“ (Videoparodie); Drehscheibe Internet: %, „Die Berühmtesten Mausrutscher der deutschen Geschichte“, Prominenten-Logos; William Cohn kommt ins Studio und wirft Jan Böhmermann eine VHS-Kassette auf den Schreibtisch, William will’s wissen: Ein Fernsehfuchs macht reiche Beute – Folge 1: WISO (Einspieler); „Geekchester“ feat. Fettes Brot: das Orchester aus Elektroschrott interpretiert Jein (Musikvideo); Fettes Brot moderieren bei N-Joy eine eigene Radiosendung „Was wollen wissen?“; Erklärfilm über Fettes Brot; Jan Böhmermann hat dem Studiopublikum seine Handynummer verraten, es können nun per SMS Fragen an die Gäste gestellt werden; Entscheide!Dich Fragen-aus-dem-Hut-Spiel; Mitarbeiter des Monats: Matthias Krauß & Alexander Gurko; quidquid agis, prudenter agas et respice finem-Ode Das Urteil (Folge 15) |               |                                                              |                      |                                         |                                                           | |
| 037 | 03            | Die verfickte Kamera                                         | 18. Feb. 2016        | Sarah Wiener                            | –                                                         | #fummelpapst                                                                                        |
| „Lego Magazin Royale“ der bekannte Vorspann als animierter Legosteinnachbau; Papst Johannes Paul II. hatte lt. BBC-Reportage eine mehr als feste Freundin; Captain Obvious!!! (wiederkehrend); Jan Hofer ist in eigener Kinderbetreuung nicht verwickelt; Russlands Ministerpräsident Dmitri Medwedew sieht erneuten Kalten Krieg aufkommen; Plastiktüten soll es nicht mehr kostenlos geben; Kanye West steht mit 57 Millionen US-Dollar in der Kreide; Julien Sewering wurde wegen Volksverhetzung zu einer Geldstrafe von 15.000 Euro und acht Monaten Freiheitsstrafe auf Bewährung mit 3 Jahren Bewährungszeit verurteilt; AfD erreicht bei Sonntagsfrage 12 %, „Du für Deutschland“ Alternativ-AfD macht jeden zum Politiker, Aussagen von AfD-Politikern und Sympathisanten (Videoeinspieler), „In 4 einfachen Steps zum Erfolg“ Step 1: Alle Fakten müssen aus dem Bauch kommen!, Step 2: Meinungsfreiheit herrscht nur, wenn Dir keiner widerspricht!, Step 3: Benutzen Sie Fragezeichen!, Step 4: Das Internet ist dein Freund!; William Cohn schickt eine Videobotschaft per Briefmöwe, William will’s wissen: Ein Fernsehfuchs macht reiche Beute – Folge 2: Morgenmagazin (Einspieler); Erklärfilm über Sarah Wiener; „Böhmi brutzelt!“: Jan Böhmermann und Sarah Wiener kochen heutzutage verkannte Schweinefleischteile; Mitarbeiter des Monats: Tobias Vogt & Tobias Bosseck; Hoffnungs-Ode, Abwerbungsgesuche für William Cohn erfolgen bitte unter seiner Telefonnummer: 2 Böhmi brutzelt! – Director’s Cut, Russisch Raclette: Sarah Wiener, Das Urteil (Folge 16) |               |                                                              |                      |                                         |                                                           | |
| 038 | 04            | Sachsen ist cool!                                            | 25. Feb. 2016        | Lars Eidinger                           | –                                                         | #hyposparty                                                                                         |
| - Verbrannte Erde: Snackbär - The Rappening: Rap and Folk - ZDF Fernsehtheater William will’s wissen: Ein Fernsehfuchs macht reiche Beute – Folge 3: Drehscheibe, Zugabe ZDF-Fernsehtheater, Das Urteil (Folge 17) |               |                                                              |                      |                                         |                                                           | |
| 039 | 05            | Manfred die Mumie auf großer Fahrt                           | 3. März 2016         | Joko Winterscheidt                      | –                                                         | #breakingbeck                                                                                       |
| Volker Beck wurde mit Crystal Meth erwischt; vor den Philippinen wurde eine deutsche Mumie in einem Segelboot gefunden, Heiko Maas betrügt seine Frau mit Natalie Wörner; Dendemann rappt über die „Männergrippe“; Zini das Wuslon referiert über ein Interview von Angela Merkel mit Anne Will; Böhmermann stellt weitere mögliche Promi-Politikeraffären nach; Photoshop Philipp: erstellt eine Asia-Bistro-Karte; Erklärfilm über Joko Winterscheidt; Winterscheidt erzählt von seinen Startups; zusammen mit Florentin Will spielen Böhmermann und Winterscheidt das Spiel Viral oder egal; Mitarbeiterin des Monats: Janika Streblow Das Urteil (Folge 18) |               |                                                              |                      |                                         |                                                           | |
| 040 | 06            | Busencheck im Studio Böhmani                                 | 10. März 2016        | Heinz Strunk                            | Geekchester feat. Hurts mit Wings                         | #hokuskrokus                                                                                        |
| William Cohn: Zweiter Grimme-Preis; William Cohn als Pressesprecher im Publikum; Frühling ist da; Super-Wahlsonntag; Ikea-Gründer Ingvar Kamprad ist tot; AfD-Witze; Dendemann: Papa Dende und der Zeitgeist; Manuela Schwesig hat am Weltfrauentag ein Kind geboren; Außenreportage: Larissa Ries am Nollendorfplatz in Berlin; Trendvulkan Mitte: Top 6 Kindernamen 2016 in Berlin-Mitte; Let’s go! Startup: AudiYO, Geekchester feat. Hurts mit Wings, Erklärfilm: Heinz Strunk; Gast: Heinz Strunk stellt sein neues Buch Der goldene Handschuh vor; Fick dich: Beleidigungsduell; Mitarbeiter des Monats: Alexander Werth; Kommentar von William Cohn Making Behind the Scenes of Das Geeckchester, Das Urteil (Folge 19) |               |                                                              |                      |                                         |                                                           | |
| 041 | 07            | Kommando Norbert Blüm                                        | 17. März 2016        | Serdar Somuncu                          | Jan Böhmermann und Serdar Somuncu mit Frühling für Frauke | #iBibi                                                                                              |
| AfD sahnt bei den Landtagswahlen ab; Bibi findet ihr iPad nach einem Jahr in der Bettritze; Dendemann: Rechts ist …; Atze Schröder soll Niels Ruf im Savoy-Hotel angegriffen haben plus Intervention von Scherzanwalt Dr. Christian Witz; There’s No Promo Like Show Promo Like No Promo I Know mit Eko Fresh und Joyce Ilg; Prism is a Dancer: Find Yourself and be that-Edition; Erklärfilm über Serdar Somuncu; Zeitreise ins Jahr 1932: Neo Magazin Liberal mit Jan Böhmermann und Cengiz Somuncu; Liveübertragung aus Magdeburg; Lied: Frühling für Frauke und Beatrix; Kommentar William Cohn Das Urteil (Folge 20) |               |                                                              |                      |                                         |                                                           | |
| 042 | 08            | Propagantainment meets Unterhaltungshetze                    | 24. März 2016        | Anja Reschke                            | –                                                         | –                                                                                                   |
| Terroranschläge in Brüssel am 22. März 2016; Beatrix von Storch unterstellt dem Neo Magazin Royale wegen Frühling für Frauke „Unterhaltungshetze und Propagantainment“; Neo Magazin Royale erhielt keine Twitter-Torte zum 10-jährigen Jubiläum; Penis-Video von Max Kruse; Dendemann: Silben voller Blei; Bastel Brothers Garden Edition: Koi-Karpfen, Bio-Dünger, Hollywood-Schaukel, Aufsitzrasenmäher; Keine Kameras am BGH; William will’s wissen: Ein Fernsehfuchs macht reiche Beute – Folge 4: Sportstudio; Erklärfilm Anja Reschke; Spiel: Entscheide dich Das Urteil (Folge 21) |               |                                                              |                      |                                         |                                                           | |
| 043 | 09            | Böhmerwie, Böhmerwo, Böhmerwann                              | 31. März 2016        | Ronja von Rönne                         | –                                                         | #MakeGermanyGreatAgain                                                                              |
| Reaktionen zum Erdogan-Song Erdowie, Erdowo, Erdogan von Extra 3; Großbrand eines Wiesenhof-Schlachthofs in Lohne; Ernährungsminister Christian Schmidt will das Mindesthaltbarkeitsdatum abschaffen; Apple weigert sich dem FBI zu helfen; 1. April; The Rappening: Kein Bock; Vorlesen eines Gedichts „Schmähkritik“, gerichtet an Recep Tayyip Erdoğan; Versöhnung mit Twitter; Benny, das Tortenschwein; Drehscheibe Internet; Erklärfilm Ronja von Rönne; Gastspiel: I Can Play That: Wäscheklammerspiel, Schnapp die Wurst; Mitarbeiter des Monats: das Tortenschwein Die Sendung wurde am 1. April 2016 aus der Mediathek des ZDF entfernt, da das in der Sendung verlesene parodistische Schmähgedicht nicht den Ansprüchen des ZDF entspreche, die der Sender an Satire und Parodien stelle. Die Wiederholung der Sendung im ZDF war ebenfalls um 4:41 Minuten gekürzt. Seit dem 2. April 2016 ist die Sendung in der gekürzten Fassung auch wieder über die Mediathek abrufbar. Das Urteil (Folge 22) |               |                                                              |                      |                                         |                                                           | |
| 044 | 10            | Lachsalven & Juxraketen                                      | 7. Apr. 2016         | Anne Will                               | –                                                         | #witzefrei                                                                                          |
| Beatrix von Storch will keine Rundfunkgebühren mehr zahlen; Saarländer fuhr nackt ins Bordell und wurde von der Polizei ohne Führerschein erwischt; Malbücher für Erwachsene; The Rappening: Dendemann Button; Ralf Kabelka hat sich Kleidung von Til Schweigers Shop Barefoot Living bestellt; Boehmer-wohnen.de Produktübersicht; William will’s wissen: Ein Fernsehfuchs macht reiche Beute – Folge 3: Drehscheibe; Erklärfilm: Anne Will; Einspieler: Böhmermann bei Anne Will, daraufhin ist Böhmermann gefangen in einer Einspielerschleife, mit unter anderem Markus Lanz, Werbung für Malztrunk, Das perfekte Promi-Dinner, Der Bergdoktor, als Action-Man-Spielfigur, nach einem Reset Beginn der Sendung mit Greenscreen; Mitarbeiterin des Monats: Nora Nagel Das Urteil (Folge 23) |               |                                                              |                      |                                         |                                                           | |
| – (404) | –             | Best of                                                      | 14. Apr. 2016        | Diverse                                 | Diverse                                                   | #hashtagderwochezumneomagazinroyalebestofamdonnerstagdenvierzehntenaprilzweitausendsechzehninzdfneo |
| Zusammenschnitt aus vergangenen Sendungen: „Läuft bei Schäuble“, der alles Geld in Sportwetten des Hamburger SV anlegen will (26. Februar 2015); Sigmar Gabriel kandiert 2017 als Kanzlertortenkandidat (30. April 2015); Gericht kippt Mindestgröße für Polizisten (17. März 2016); Themenschwerpunkte der Woche: Robert Geiss hatte Ćevapčići-Durchfall (12. November 2015); Psychologiestudie: Internet macht Senioren glücklich (26. März 2015); FDP-Wähler haben am häufigsten Sex – Glückwünsche an die Beiden (30. April 2015); Playboy in Zukunft ohne nackte Frauen (15. Oktober 2015); The Rappening: Rap & Folk (25. Februar 2015); Prism Is a Dancer: Max-Friedrich hat eine eigene Internet-Domain, ist YouTube-Vlogger und erhält einen eigens gedrehten Schwarzweißfilm: „Max Friedrich in ‚Die spannende Geschichte von meiner EC-Karte‘ ein Max Friedrich Film“ (5. März 2015); POL1Z1STENS0HN: Ich hab Polizei (26. November 2015); Die Fernsehnothilfe: Neo Magazin Royale nahm vermeintlich eine Bewegtbildmanipulation eines Mitschnitts des aus dem Jahr 2013 stammenden Vortrags von Yanis Varoufakis auf dem „6th Subversive Festival“ in Zagreb vor (19. März 2015); Photoshop Philipp: Festivalplakate (23. April 2015); Nerdchor: „Style & das Geld“; Dendemann und Jimmy Böhmermann feat. MC Anke Engelke und Walter Freiwald: „Eine deutsche Rapgeschichte“; Yps-Moderator Jan ‚McFly‘ Köppen landet mit einem DeLorean aus der Zukunft im Studio (22. Oktober 2015); Entscheide dich mit Sido, Fahri Yardım und Tedros Teclebrhan (26. März 2015); Farin Urlaub (23. April 2015); Fettes Brot (11. Februar 2016); Lars Eidinger und Jan Böhmermann in Das kleine Fernsehspiel: Germany’s Next Topmodel (25. Februar 2016); Relefanteinschätzung: Irrelefant. Die ursprünglich geplante Sendung mit Dietmar Wischmeyer wurde aufgrund der Böhmermann-Affäre am Mittwoch zuvor abgesagt. |               |                                                              |                      |                                         |                                                           | |
| 045 | 11            | War was?                                                     | 12. Mai 2016         | Gregor Gysi                             | –                                                         | #verafake                                                                                           |
| Zuschauergags: 103 Euro pro gesendetem Gag; The Rappening: Relativitätstheorie; Fernsehnothilfe: Team Royaleaff ermittelt: Neo Magazine Royale hat einen Kandidaten bei Vera Int-Veens Sendung Schwiegertochter gesucht eingeschmuggelt, der junge Mann sowie sein Vater wurden von zwei Schauspielern dargestellt; Erklärfilm: Gregor Gysi; Entscheide dich; Mitarbeiter des Monats: Simon Steinhorst und Andreas Schneiders. |               |                                                              |                      |                                         |                                                           | |
| 046 | 12            | Iiih, Bananenmarmelade                                       | 19. Mai 2016         | Jürgen von der Lippe                    | Bioholz feat. Jan Böhmermann: EinHornSein                 | #quotenbremse                                                                                       |
| Letzte Folge hatte zu viele Zuschauer: Quotenbremse; Jogi Löw stellt EM-Kader 2016 vor: Unsere Jungs für Frankreich, auch Podolski ist auch dabei; höchste Orgasmusdichte im Saarland; Kein Kanzlerkandidat für die SPD; Jörg Pilawa moderiert ab jetzt das Silvesterstadl; McDonald’s verarbeitet jetzt frisches Hackfleisch; The Rappening: Sofa; Verfehlungen des Neo Magazin Royales schonungslos offen gelegt; Prism Is a Dancer: Dr. Matthias Niggehoff (kein Doktor); Eine zweite Chance für Bioholz feat. Jan Böhmermann: EinHornSein; Erklärfilm: Jürgen von der Lippe; Böhmi brutzelt! mit Jürgen von der Lippe; Mitarbeiter des Monats: Jannis, Céline und Insa Böhmi brutzelt! – Director’s Cut, Das Urteil (Folge 24) |               |                                                              |                      |                                         |                                                           | |
| 047 | 13            | Arschbombe ins Glück                                         | 26. Mai 2016         | Steven Gätjen                           | –                                                         | #DataUnser                                                                                          |
| Evangelische Landeskirche Berlin-Brandenburg eröffnet sogenannte GodSpots; Sexismus in der IT-Branche; Angela Merkel besucht Erdogan; Gerichtsurteil: Massenhaftes Schreddern von Küken ist mit dem deutschen Tierschutzgesetz vereinbar; Vorstellung der neuen Maschine Shreddaway mit Live-Schreddern eines Küken; The Rappening: Hallig meiner Angst; Kinderschokolade wirbt mit Bildern der deutschen Fußballnationalmannschaft der Fußball-EM 2016; Bewusst verletzend (neues Format): Alte Menschen; William Cohn ist aus dem Praktikum zurück: Verbesserungsvorschläge; William will’s wissen: Ein Fernsehfuchs macht reiche Beute – Folge 6: Lindenstraße (Einspieler); Erklärfilm: Steven Gätjen; ZDF-Yoga mit Steven Gätjen und Jan Böhmermann nach Anleitung von William Cohn; Mitarbeiterin des Monats: Sara Lienemann |               |                                                              |                      |                                         |                                                           | |
| 048 | 14            | Der Misérable                                                | 2. Juni 2016         | Rundfunk-Tanzorchester Ehrenfeld        | Diverse                                                   | #GreatestHitz                                                                                       |
| Musical-Folge mit den Greatest Hits aus der Show, Prolog mit William Cohn, Jannis Böhmermanis – V for Varoufakis, Kay Boehm – Style & das Geld (Kay One feat. Bushido-Cover), Internet Böhmi – Photoshop Philipp, DJ Böhmi – Der ISIS-Song (auf die Melodie von Cro: Easy), Jan Tschiller – Besoffen-bei-Facebook, So lachten die 90er (Sketch), Jan Böhm Jovi – Eine Hymne auf die 90er (auf die Melodie von Lemon Tree, inkl. Fools Garden), POL1Z1STENS0HN – Ich hab Polizei, Dendemann & die Freie Radikale – Medley der Liebe (The Rappening: Vorstellung der Band), Werbung: Glump-Mate (Sketch), Floria (Florentin Will) – Der Marder: süß oder Tötungsmaschine?, JANNSTEIN – BE DEUTSCH!, Jan Teig – Baby Got Laugengebäck, Jan Böhmermann – I Started a Joke (Bee-Gees-Cover), Epilog mit William Cohn, Mitarbeiter des Monats: Das Rundfunk-Tanzorchester Ehrenfeld |               |                                                              |                      |                                         |                                                           | |
| 049 | 15            | Jein heißt Jein                                              | 25. Aug. 2016        | Wolfgang Bosbach                        | POL1Z1STENS0HN: Blasserdünnerjunge macht sein Job         | #solariumfleck                                                                                      |
| Gina-Lisa Lohfink wegen Falschaussage zu 20.000 € Geldstrafe verurteilt; Syphilis feiert sein Comeback in Berlin; Xatar wird von Haftbefehl gesucht oder so ähnlich; The Rappening: Ahnmehr (Ahnma Cover); Bundesregierung regt Notvorräte an; Frauenquote beim Neo Magazine Royale über alle Maßen erfüllt; Beefträger und Beefbagger; POL1Z1STENS0HN – Blasserdünnerjunge macht sein Job; Was war das für 1 Sommerloch: Alexander Gauland zitiert Gigi & die braunen Stadtmusikanten, Brexit, Olympische Spiele, Putschversuch in der Türkei, Anschlag in München 2016; AfD-Politiker erhält AH 1818 als Autokennzeichen; Sigmar Gabriel: Stinkefinger an Gegendemonstranten?; Erklärfilm: Wolfgang Bosbach; Eine Kutte für WoBo; Mitarbeiterin des Monats: Lavinja Jäkel |               |                                                              |                      |                                         |                                                           | |
| 050 | 16            | Kinderurin zerstört Berlin                                   | 1. Sep. 2016         | Hazel Brugger                           | The Divine Comedy: Catherine The Great                    | #burkahontas                                                                                        |
| Wahlen in Mecklenburg-Vorpommern: Radiomoderator Leif-Erik Holm Spitzenkandidat; Sarah Kuttner löst per Twitter Shitstorm aus; Tag der offenen Tür beim BND; Heiko Maas regt Gesetzesentwurf für Scheinväter an; The Rappening: …bin ich schon raus; Ralf Stegner: Internet-Polizei; Social Söder: Söder schwimmt im See; Burkini-Verbot; Der kleine Mann über das Burka-Verbot; Kolumne Kolumne Kolumne mit Giulia Becker; Erklärfilm: Hazel Brugger; Google dass… mit Hazel Brugger; The Divine Comedy: Catherine The Great; Mitarbeiterin des Monats: Kathrin Rösch |               |                                                              |                      |                                         |                                                           | |
| 051 | 17            | Das perfekte Würstchen                                       | 8. Sep. 2016         | Beginner                                | Beginner feat. Dendemann: So schön                        | #pandastruck                                                                                        |
| Panda: Nicht mehr vom Aussterben bedroht; Linksruck: AfD verdrängt NPD aus dem Mecklenburger Landtag; Das Jenke-Experiment: der Journalist Jenke von Wilmsdorff nahm für seine Reihe Drogen im Rahmen eines Selbstversuches zu sich; Deutschland hat die unfreundlichste Bevölkerung; Apple-Keynote; The Rappening: Mein Coach; Das Dende-Experiment: der Rapper steht vor 14 Uhr auf; Bastel-Brothers Apple Edition: Big Mac Pro, Kopfhörerbuxe, Syri, Erpel-TV, zusätzliche Schnittstelle; Ulla Kock am Brink schreibt Serien für Netflix; Trendvulkan Mitte: Mix; Erklärfilm: Beginner; Beginner feat. Dendemann: So schön; Mitarbeiter des Monats: Hendrik Hänel Geekchester feat. Metronomy mit Old Skool |               |                                                              |                      |                                         |                                                           | |
| 052 | 18            | Die große Pierre M. Krause Show                              | 15. Sep. 2016        | Frank Thelen                            | Luke Mockridge feat. Jan Böhmermann: … und ganz doll mich | #firlefranz                                                                                         |
| Böhmi macht blau: Da Jan Böhmermann auf einer Redaktionsparty auf den Hund Luna getreten war und dieser ihm in den Hintern gebissen hat, machten er und Ralf Kabelka, sowie Dendemann, blau. Die Show wurde daher von den Schreiberlingen Max Bierhals, Christian Huber, Patrick Stenzel und Giulia Becker geschrieben und nicht vorher geprobt. Stand-up: Franz Beckenbauer macht Werbung für Ehrenamt; Alkoholtester für Autos; USA: Frau verhaftet, weil sie ihre Tochter geheiratet hat; The Rappening: King of Nap; Einspieler: Bürohund Frau Luna: Die Exklusiv-Story; Erklärfilm: Frank Thelen; Saalspiele: Fischtennis (Tischtennis mit gefrorenen Fischen als Schläger) und Aalgolf Hitler (Minigolf mit gefrorenen Aalen und Adolf Hitler als Hindernis); Luke Mockridge feat. Jan Böhmermann: … und ganz doll mich; Mitarbeiterin des Monats: Luna The Rappening: King of Nap inklusive Hidden Track |               |                                                              |                      |                                         |                                                           | |
| 053 | 19            | Lenny, 3 Girls & 1 Aal                                       | 22. Sep. 2016        | Klaas Heufer-Umlauf                     | –                                                         | #latzhoseintoleranz                                                                                 |
| Herbstwetter; Scheidung von Brad Pitt und Angelina Jolie; Neo Magazin Royale Bilderrätsel: Postfaktisch; FBI-Direktor James Comey empfiehlt Webcams abzukleben; The Rappening: Almanstufe Rot; Abgeordneter Gerwald Claus-Brunner der Piratenpartei tötete einen 29-jährigen Bekannten und nahm sich einige Tage später das Leben; 14,7 % für die AfD bei der Berliner Landtagswahl; Kay Nerstheimer hat seine Facebookseite gelöscht; Rieß mal Neo – Das Exklusivinterview: Boulevardjournalistin Larissa Rieß spricht mit dem wahren Tupac Shakur (Parodie); Prism Is A Dancer: Student Till hat ein spezielles Cocktail-Rezept auf Facebook gepostet (2cl Korn, 1cl Vodka, 3cl Wurstwasser und Grenadine), Barkeeper Simon mischt diesen Cocktail und Veganerin Hanna soll das Getränk trinken. Sie bekäme im Gegenzug dafür einen Korb voller Goodies, ein Tattoo ihrer Wahl im Wert von 500 €, ein Gutschein für ein Romantisches Wochenende in Ostfriesland, ein Meet&Greet mit Olli Schulz sowie 500 € in bar. Hanna trinkt den Cocktail nicht; Erklärfilm: Klaas Heufer-Umlauf; Jan und Klaas im Talk (geschnitten); Mit Musik geht alles leichter; Mitarbeiter des Monats: Yannic Hannebohn Jan und Klaas im Talk – Deleted Scenes, Mit Musik geht alles leichter – extended, Entscheide Dich! mit Klaas |               |                                                              |                      |                                         |                                                           | |
| 054 | 20            | Das Henkel Sexperiment                                       | 29. Sep. 2016        | Shahak Shapira                          | –                                                         | #CDUlala                                                                                            |
| Sexismus bei der CDU Berlin; Niemand möchte Bundespräsident werden; Facebook ist für junge Sachsen das glaubwürdigste Nachrichtenmedium; The Rappening: Mercy Konducta Ehrenfeld; Sexismus-Skandal der CDU Berlin erklärt mit Bildern und Sprechblasen; Drehscheibe Internet; Top 5 Napster-Songs der Frauen Union Berlin-Mitte; Parodie der ALDI-Werbung: Einfach ist mehr (nicht-so-schlimm-wie-lidl.de); Erklärfilm: Shahak Shapira; Werbung raten; Mitarbeiterin des Monats: Sahira VignaliDie Ausstrahlung der Sendung am 29. September 2016 um 22:15 Uhr entfiel, stattdessen wurde Folge 48 gesendet. In der Wiederholung um 00:10 Uhr war die Sendung schließlich zu sehen. |               |                                                              |                      |                                         |                                                           | |
| 055 | 21            | Folge 48                                                     | 6. Okt. 2016         | Bjarne Mädel                            | –                                                         | #criminalmainz                                                                                      |
| Sendung mit dem Jan – „Sendeleitung“; Tag der Deutschen Einheit in Dresden; Bob Dylan gewinnt Literatur-Nobelpreis; Kim Kardashian wurde in Paris um Schmuck im Wert von 10 Millionen Euro beraubt; Jürgen Vogel spielt Ötzi; Adam sucht Eva; The Rappening: Mantra; Die Neo Magazin Royale Tele-Lupe: Apple; Erklärfilm: Bjarne Mädel; ZDF Fernsehtheater mit Bjarne Mädel; Mitarbeiter des Monats: Fahrradkurier Nico Geekchester feat. Beginner, Rasieren mit Bjarne und Jan, Jour Fixe 4D mit Ralli und Janni – KW 41 |               |                                                              |                      |                                         |                                                           | |
| 056 | 22            | Wetten, dass..? (1)                                          | 13. Okt. 2016        | Eva Padberg, Eko Fresh, Jens Spahn      | DJ Bobo – Hip-Hop-Medley                                  | #wettendass                                                                                         |
| Erste von zwei Spezialausgaben Wetten, dass..?; The Rappening: Wetten, dass..?; Saalwette: Jan Böhmermann gelingt es nicht, fünf Ehepaare aus dem Saarland in den Saal zu rufen, die keine Geschwister sind; Baggerwette: ein Baggerfahrer möchte seine Frau im Laufe der Sendung mit einem Bagger stimulierend zum Orgasmus bringen; Kinderwette: ein zwölfjähriges Mädchen ertastet die Parteizugehörigkeiten, Namen und Ortsansässigkeiten von drei von vier Politikern mit ihren Füßen, Wette gewonnen; Eierwette; Mitarbeiterin des Monats: Jana Günzel William als Netzreporter bei Wetten, dass..? |               |                                                              |                      |                                         |                                                           | |
| 057 | 23            | Wetten, dass..? (2)                                          | 20. Okt. 2016        | Ulrich Wickert, Eva Padberg, Jens Spahn | Die Lochis – Earth Song                                   | #wettendass                                                                                         |
| Zweite Spezialausgabe Wetten, dass..?; Fortsetzung der Baggerwette, Wette verloren; Fortsetzung der Saalwette, Wette verloren; Fortsetzung der Eierwette, Wette verloren; Hundewette: Hund bellt 20 Nachkommastellen der Zahl Pi, Wette verloren; Jan löst seinen Wetteinsatz ein und singt zusammen mit Rusty die Titelmelodie von Starlight Express in einer Senf-Wanne sitzend in einem originalen Cats-Kostüm; Mitarbeiterin des Monats: Lena Daun Das Urteil |               |                                                              |                      |                                         |                                                           | |
| 058 | 24            | 😂😂😂 (Drei Idioten-Emojis)                                 | 27. Okt. 2016        | Katrin Bauerfeind                       | –                                                         | #clownsyndrom                                                                                       |
| - Jan Böhmermann und Eko Fresh im Kebapland - Drehscheibe Internet: Top 5 Serien in der neuen ZDF Mediathek - The Rappening: Getting Dende wit it heute−, Das Urteil |               |                                                              |                      |                                         |                                                           | |
| 059 | 25            | Grab US by the Pussy – Amerika ungewaschen                   | 3. Nov. 2016         | –                                       | –                                                         | #grabUSbythepussy                                                                                   |
| Spezialausgabe: Jan Böhmermann und Ralf Kabelka reisen kurz vor der Präsidentschaftswahl in den Vereinigten Staaten 2016 durch die USA; Mitarbeiter des Monats: Donald Trump Deleted Scenes, Das Urteil |               |                                                              |                      |                                         |                                                           | |
| 060 | 26            | ausernander Setzungen gibt es halt so ist das Leben !! haha! | 10. Nov. 2016        | Christopher Lauer                       | –                                                         | #bauerschubstfrau                                                                                   |
| - Trendvulkan Mitte: Dinge, an den man einen Terroristen aus Mitte erkennt - Let’s go! Start up: Book a like - The Rappening: Geboren in der Kleinstadt Entscheide dich! mit Christopher Lauer, Das Urteil |               |                                                              |                      |                                         |                                                           | |
| 061 | 27            | Schlonz, so knallt die Joghurt-Peitsche                      | 17. Nov. 2016        | Laura Wontorra                          | –                                                         | #merkules                                                                                           |
| - Der kleine Mann: Ganz Groß - The Rappening: Triumpf/Postradmus - Neo Warriors mit Laura Wontorra Neo Warriors – Extended Version, Das Urteil |               |                                                              |                      |                                         |                                                           | |
| 062 | 28            | Ahctsamkeit!                                                 | 24. Nov. 2016        | Bela B                                  | Ali As feat. Dendemann & J.A.N – Lass sie tanzen          | #KanyeLust                                                                                          |
| - Qualitätskontrolle: Was die sehr gute AfD schon alles für Deutschland geleistet hat - The Rappening: Trojanischer Triceraptor Böhmi brutzelt! – Backen mit Bela B, Das Urteil |               |                                                              |                      |                                         |                                                           | |
| 063 | 29            | Scheiden-Alarm auf Mallorca                                  | 1. Dez. 2016         | Maeckes                                 | Giulia Becker – Verdammte Schei*e                         | #scheiden                                                                                           |
| - Postestry-Slam: Maecks vs. Jan Böhmermann - The Bastel Brothers: Adventskalender-Türchen 1 - The Rappening: Tha Usual Aktenzeichen http ungelöst – Dickis Tod + sein Abschied. Mysteriös, |               |                                                              |                      |                                         |                                                           | |
| 064 | 30            | Das Volksfest der Fickmusik                                  | 8. Dez. 2016         | Dietmar Wischmeyer                      | –                                                         | #w1810                                                                                              |
| - Photoshop Philipp: Weihnachtskarte - Prism is a Dancer: Thin Böhmi is watching you - Vanessa feat. William Cohn- Sane - The Rappening: Nichtsnutzfaktor heute− |               |                                                              |                      |                                         |                                                           | |
| 065 | 31            | Mentions 2016                                                | 15. Dez. 2016        | alle 1                                  | Diverse                                                   | #hetenzauber                                                                                        |
| - 8 Miles to Studio König - Eine deutsche Rappgeschichte (Part 2) - Tua- 3 1/2 Minuten - Baboshop Quartett: Stumpf ist Trumpf - Jan Böhmermann feat. Get well soon und Kat Frankie- When you’re near to me - Dende – Medley 1 alle: Kollegah, Roger (Blumentopf), Fettes Brot, Tua (Die Orsons), Baboshop Quartett: Bürger Lars Dietrich, Oli.P, Jan, Nana; Die Jadebuben, Kat Frankie, Konstantin Gropper, Kaas (Die Orsons), Bartek (Die Orsons), Schowi (Massive Töne), Porky (Deichkind), Kryptik Joe (Deichkind), Max Bierhals, Olli Schulz, Eko Fresh, Chefket, Prinz Pi, MoTrip, Carolin Kebekus, Rundfunk-Tanzorchester Ehrenfeld Mentions 2016 in 360° |               |                                                              |                      |                                         |                                                           | |

### Staffel 3
| Folge gesamt | Folge Staffel | Name                                        | Erstveröffentlichung | Gäste | Musik                                           | Hashtag                  |
| Inhalte | Inhalte       | Inhalte                                     | Inhalte              | Inhalte | Inhalte                                         | Inhalte                  |
| --- | ------------- | ------------------------------------------- | -------------------- | --- | ----------------------------------------------- | ------------------------ |
| 066 | 01            | Der Großkatzenbastard im Schellenwald       | 2. Feb. 2017         | Kollegah | –                                               | #everysecondcounts       |
| - Musikvideo, Cover des The-Cure-Lieds Boys Don’t Dry (Gesang: Böhmermann, Musik: Rundfunk-Tanzorchester Ehrenfeld) - Stand-up: Muslim ban; Martin Schulz wird Kanzlerkandidat der SPD; Brunhilde Pomsel gestorben; Hunde chillen am liebsten zu Reggae, dazu: die besten Tier-Musik-Witze - viraler Hit des niederländischen Satiremagazins Zondag met Lubach: „America first, The Netherlands second“ (Bewerbungsvideo an den amerikanischen Präsidenten); Hommage-Video im gleichen Stil, gemünzt auf Deutschland; Late-Night-Shows aus 11 europäischen Ländern beteiligen sich und produzieren Filme nach ähnlichem Muster (koordiniert vom NMR) - Erklärfilm über Kollegah und Talk: Dokumentation über die palästinensischen Autonomiegebiete, Anpacker-Stiftung, Jan vermittelt Gesprächsrunde mit Shahak Shapira, Kat Kaufmann und Volker Beck - Spiel: Entscheide dich! - Instagram-Foto von Dieter Hallervorden, mit Riesenschildkröte und in zu knapper Badehose (30 Sekunden Standbild) Rob Boss: Aktmalen mit Kollegah; Das Urteil |               |                                             |                      | |                                                 |                          |
| 067 | 02            | Stau an der Schmierstation                  | 9. Feb. 2017         | Christian Lindner | –                                               | #gauckamole              |
| - Stand-up: Kölner Polizei warnt Flüchtlingsinitiativen, am Karneval teilzunehmen; 24. Geburtstag von Bibi; Wahl des Bundespräsidenten, dazu „die schönsten Szenen aus Joachim Gaucks Amtszeit als Bundespräsident“ (Einspieler mit Szenen aus dem Animationsfilm Oben); Krawalle beim Spiel von Borussia Dortmund gegen RB Leipzig; Friedensgipfel: Angela Merkel und Horst Seehofer haben sich wieder lieb - Weitere Late-Night-Shows aus aller Welt beteiligen sich und erstellen Videos im Stile des viralen Hits „America first, The Netherlands second“ (siehe Folge 66); Max Bierhals als „Konteradmiral“ hat Aufzeichnungen aus anderen Ländern geschmuggelt, Beiträge aus der Schweiz, Australien und Marokko - Alarmstufe Print: Spiegelcover „Trump als Henker der Freiheit“, dazu die Top 5 der geschmacklosesten Titelseiten der deutschen Printbranche über Donald Trump - Photoshop Philipp: Valentins-E-Card - Erklärfilm über Christian Lindner und Talk: u. a. Haartransplantation; Fake News und „Wahrheitsministerium“; Liberale gegen Abschaffung von Roaminggebühren - Spiel: Wahlplakat-O-Mat – Wahlplakate werden aus gegebenen Elementen zusammengestellt Wahlplakat-O-Mat mit Christian Lindner – Extended Version; Das Urteil |               |                                             |                      | |                                                 |                          |
| 068 | 03            | Is’ mir egal                                | 16. Feb. 2017        | Icke Dommisch | –                                               | #björnout                |
| - Ende von Circus HalliGalli; geplante Late Night Show mit Norbert Blüm, produziert von Holm Dressler, dazu die Top 5 der geplanten Politiker Fernsehshows - 5 Minuten Pause (entspannter Plausch mit Ralf Kabelka), u. a. „Ich brauch einen eigenen Fetisch“ mit Aufruf zur Zuschauerbeteiligung - Drehscheibe Internet: ASCII-Zeichen der Woche: }; Emoji-Kombination des Monats: 🎷🐛 (Saxofon spielende Raupe); Social-Söder der Woche - Erklärfilm über Dommisch - Böhmermann ist … Icke Dommisch (in Anlehnung an Kessler ist …) – Autor Max Bierhals verkleidet als Dommisch-Double, Böhmermann versteckt unterm Schreibtisch liefert die Stimme; Interview-Themen: Super Bowl LI; American Football in Deutschland; Fan-Einsendungen zur ran NFL-Sendung - Viral oder Egal, moderiert von Florentin Will - Kurzfilm Snore von Ralf Kabelka (in Bezugnahme auf Fetischdiskussion, lässt sich Kabelka schlafend filmen) Viral oder egal mit Icke Dommisch – Extended Version; Das Urteil |               |                                             |                      | |                                                 |                          |
| 069 | 04            | Schlechte Stimmung im Nebenhoden            | 23. Feb. 2017        | Jochen Schropp | Bilderbuch                                      | #Tüdüsstrafü             |
| - Stand-up: Referendum in der Türkei, Einführung der Todesstrafe; ein Monat Donald Trump, Wahlkampfveranstaltung in Florida: „What’s happening last night in Sweden“, Captain Obvious klärt auf; Karneval; 27 Jahre Photoshop; Adolf Hitlers Reisetelefon versteigert - Bilderbuch und das Rundfunk-Tanzorchester Ehrenfeld spielen „Bungalow“ - Rieß mal Neo – Das Exklusivinterview: Larissa Rieß führt Interview mit Donald Trump (Parodie) - Bastel Brothers – Alaaf Edition - Erklärfilm über Jochen Schropp und Interview: Sendung Bist du 50.000 Euro wert? auf ZDFneo; Liebe zum Musical - Mit Musik geht alles leichter (Schubidubidubap, Sie haben Krebs!) – Musical Edition: Schicksalsschläge werden zur Melodie von Musical-Schlagern vorgetragen. (Auswahl an Jeopardy!-Wand) - Bilderbuch und das Rundfunk-Tanzorchester Ehrenfeld spielen „I ♥ Stress“ - Hugo Egon Balder, verkleidet als Michael Kessler kündigt die folgende Sendung an: Kessler ist … Neo Magazin Royale in Concert: Bilderbuch – sneakers4free; Das Urteil |               |                                             |                      | |                                                 |                          |
| 070 | 05            | Das Neo Bastard Magazin                     | 2. März 2017         | Olli Schulz und Jan Böhmermann                                                                                                | –                                               | #SaarSaarLand            |
| - „Humorwarnhinweis für Ihren nächsten Türkeiurlaub“ von Scherzanwalt Prof. Dr. Christian Witz (zur Inhaftierung von Deniz Yücel) - Stand-up: Oscarverleihung; Erdoğan kommt nach Deutschland; Neo Magazin Royale Gag-Ombudsmann (William Cohn) urteilt über Witze: Fake-Joke oder nicht?; SpaceX will Privatreisen zum Mond ermöglichen; Donald Trump möchte das Mondprogramm der NASA wieder aufnehmen; Grüne empfehlen Autofasten; Trump hält gemäßigte Rede vor dem Kongress; Nachrichten aus dem Tierreich - Kalenderwoche ist die Woche der Bilder: Politischer Aschermittwoch der CSU; Katrin Göring-Eckardt verkleidet als Martin Schulz; Kellyanne Conway mit Schuhen auf Couch des Oval Office - Zini das Wuslon als renommierter Russlandexperte: Zu den Vorwürfen russischer Einflussnahme bei den US-Präsidentschaftswahlen - Trendvulkan Mitte: u. a. Top 3 der coolen Polizei-Tweets der Woche - Homophobe Äußerungen des YouTubers Mert Eksi; Adi’s top 5 Songs by Adi Hitler @therealfuehrer (Videoparodie) - Talk mit Gästen Jan Böhmermann und Olli Schulz (Böhmermann ist zugleich Interviewer und Interviewter): Schulz & Böhmermann und Podcast; Zwischenmenschliches, Pünktlichkeit; Spiel Entscheide!Dich - Mitarbeiter des Monats: Maximilian Karl 20 Minuten Sein mit Jan Böhmermann; Das Urteil                                                                          |               |                                             |                      | |                                                 |                          |
| 071 | 06            | Thomas Hermanns hat geweint                 | 9. März 2017         | Dorothee Bär | Jacques Palminger & 440 Hz Trio                 | #partysuppe              |
| - Anlässlich des Weltfrauentags: Die schönsten Synonyme für „Geschlechtsverkehr vollziehen“, vorgetragen von den Mitarbeiterinnen des NMR - Stand-up: Verleihung der Goldenen Kamera; Erdoğan wirft deutschen Behörden Nazi-Methoden vor; Björn Höcke verharmlost Hitler im Interview mit dem Wall Street Journal; McDonald’s will wieder ungesund werden; Weltfrauentag - Jacques Palminger & 440 Hz Trio zusammen mit dem Rundfunk-Tanzorchester Ehrenfeld spielen „Lache und die Welt ist mit Dir“ - Aufmerksamkeitökonomie: Wie Rechtspopulisten sich durch Provokation und Manipulation in das Rampenlicht der Medien bringen; Browser-Add-on „De-Fakeator“ (programmiert von Mitarbeitern des NMR) ergänzt Fakten über Rechtspopulisten (satirische Browsererweiterung) - Erklärfilm über Dorothee Bär und Interview: Bär möchte Jan als Testimonial für die Verkehrssicherheitskampagne „Echte Männer rasen nicht!“ einspannen; Schulzzug hat keine Relevanz für CSU-Land Bayern; Parlamentarischer Untersuchungsausschuss zum Abgasskandal – Anhörung der Kanzlerin; Frauen in der CSU; Deutscher Computerspielpreis (Bär ist Vorsitzende der Hauptjury) - Spiel: Wer bin ich? – Politiker-Edition - Jacques Palminger & 440 Hz Trio zusammen mit dem Rundfunk-Tanzorchester Ehrenfeld spielen „Spanky“ Wer bin ich? mit Dorothee Bär – Extended Version; Das Urteil                        |               |                                             |                      | |                                                 |                          |
| 072 | 07            | Der Norovirus-Kotzcontest                   | 16. März 2017        | Ünsal Arik | –                                               | #almanhackbar            |
| - Einspieler: Parodie auf Interview mit BBC-Korrespondent Robert Kelly (virales Video) - Stand-up: Türkische Hacker verschaffen sich Zugriff auf Twitter-Accounts; Erdoğan bezeichnet Holländer als Nazis; Internationaler Tag gegen Polizeigewalt; Deutsche Bahn möchte weiterhin Alkohol in Zügen ausschenken - Kritik an Rainer Wendt, Bundesvorsitzendem der Deutschen Polizeigewerkschaft; Spottlied mit Chor und Tänzern in Polizeiuniform - Klickhilfe Ehrenfeld: Unterstützung für Internetvideos, die zu wenig geklickt werden – drei Videos mit Axel Milberg werden als „klickbedürftig“ vorgestellt (Spendenaufruf-Parodie) - Erklärfilm über Ünsal Arik und Talk: Einreiseverbot in die Türkei nach kritischen Äußerungen zu Erdoğan; Anfeindungen durch Erdoğan-Anhänger in Deutschland; Anstehendes Verfassungsreferendum - Einspieler: Boxtraining mit Ünsal, Jan und Ralf Kabelka Böhmi brutzelt: Nudelsalat Classico |               |                                             |                      | |                                                 |                          |
| 073 | 08            | 1,1 Prozent Gerechtigkeit in der Zielgruppe | 23. März 2017        | Rooz | Father John Misty – Total Entertainment Forever | #TschauDenLukas          |
| - Stand-up: letztes Spiel von Lukas Podolski mit der deutschen Nationalmannschaft; Martin Schulz mit 100 % zum SPD-Vorsitzenden gewählt; Wahlkampfvideo der SPD (Jan muss sich erbrechen); Landtagswahl im Saarland; Ivanka Trump zieht ins Weiße Haus ein - Bundespräsident „Hans Meiser-Steinmeiser“ zur Lage der Nation (Hans Meiser in der Rolle als kumpelhafter Bundespräsident, anlässlich der Vereidigung von Frank-Walter Steinmeier) - Investigativer Beitrag zu angeblichem Hackerangriff auf das Twitterkonto der Jungen Union: Unbelegte Anschuldigungen werden kritiklos von Medien wie Bild und Bento weiterverbreitet - Drehscheibe Internet – Sonderausgabe Junge Union: ASCII-Zeichen der Woche: ?(„großes Fragezeichen“); Emoji-Kombination des Monats: 🐦⛏👻 (kleiner Vogel, „Hack“, Gespenst); Top 6 der sichersten Passwörter für die Twitteraccounts deutscher Parteien - Erklärfilm über Rooz und Talk: Persisches Frühlingsfest Nouruz, Mitbringsel: Lavashak; Flucht nach Deutschland; Tätigkeit als Hip-Hop Interviewer; Böhmermanns Beef mit Fler; Kollegah schlägt Fan nieder - Father John Misty und das Rundfunk-Tanzorchester Ehrenfeld spielen „Total Entertainment Forever“ - Parodie des gezeigten SPD Wahlwerbespots Geekchester feat. Mando Diao – Down in the Past; Das Urteil                                                                                |               |                                             |                      | |                                                 |                          |
| 074 | 09            | Schwelbrand im Kebapland                    | 30. März 2017        | Laura Gehlhaar | The Travelling Stone – Old White Scruffy Bones  | #VivaLaBiber             |
| - Stand-up: Brexit – Theresa May hat Artikel 50 aktiviert; Verfassungsreferendum in der Türkei – Abstimmung hat begonnen; CDU-Politiker Klaus Burger möchte Biberpopulation begrenzen; 100 kg Goldmünze gestohlen; 50 Jahre Taschenrechner; 45. Geburtstag von Björn Höcke - Verspottung der häufigen Produktwerbung durch Joko Winterscheidt und Matthias Schweighöfer - Prism is a dancer: - viele Streber im Publikum, „Carpe diem-Parkour“ mit 3 Stationen: Friseur, Tätowierer, „Beercademy“ mit Max Bierhals - Benjamin war Mitglied der aufgelösten, lokalen Band „The Travelling Stone“; Mockumentary, in der der Einfluss der Formation auf die deutsche Musikszene ironisch überhöht wird, mit Markus Kavka, Beginner, Deichkind, Bosse, Die Lochis, Bilderbuch, Evil Jared, Revolverheld; Benjamin spielt mit den ehemaligen Bandkollegen und dem Rundfunk-Tanzorchester Ehrenfeld ihren „größten Hit“ „Old White Scruffy Bones“ - Dicke Titten – Das Gleichberechtigungsmagazin – Jan und Autorin Giulia Becker machen Witze zu verschiedenen Themen, im Wechsel aus männlicher und weiblicher Perspektive (anlässlich der Absetzung des Frauenmagazins ML Mona Lisa) - Erklärfilm über Laura Gehlhaar und Talk: Alltag als Rollstuhlfahrerin; Arbeit für Sozialhelden e. V. Neo Magazin Royale in Concert: Father John Misty – Pure Comedy, #FAQjan                                    |               |                                             |                      | |                                                 |                          |
| 075 | 10            | Gib Alta: Gibraltar                         | 6. Apr. 2017         | Marius Müller-Westernhagen | Erobique                                        | #ECHO2018                |
| - Standup: Gibraltarfrage beim Brexit; Wahlkampf Landtagswahl NRW, Verschuldung; türkischer Nachrichtendienst MİT bespitzelt Michelle Müntefering; neues Cyber-Kommando der Bundeswehr - Erobique und das Rundfunk-Tanzorchester Ehrenfeld spielen „Samstag ist Tanztag“ - Eier aus Stahl: Generalabrechnung mit dem ECHO und der neuen deutschen Popmusik; kritisiert werden mangelnde Authentizität der Künstler, Belanglosigkeit von Texten und weichgespülte Emotionen sowie Fokus auf kommerziellen Erfolg und Schleichwerbung, am Beispiel von u. a. Max Giesinger, Frida Gold, Gestört aber geil und Glasperlenspiel; zur Verdeutlichung wurde ein Lied unter Beteiligung von Schimpansen aus dem Gelsenkirchener Zoo produziert: Menschen Leben Tanzen Welt (Musikvideo-Parodie) - Erklärfilm über Müller-Westernhagen und Talk - Erobique und das Rundfunk-Tanzorchester Ehrenfeld spielen „Überdosis Freude“ - Mitarbeiter des Monats: Yannick Moll Talk mit Marius-Müller Westernhagen – Extended Version, Schlagersänger oder Serienkiller mit Rooz; Das Urteil |               |                                             |                      | |                                                 |                          |
| 076 | 11            | Eier aus Schokolade                         | 13. Apr. 2017        | Konstantin von Notz | –                                               | #HihihiEier              |
| - Jan Böhmermann in seiner Rolle als aufstrebender Deutsch-Pop-Musiker spricht Radio-Jingles ein. - Stand-up: Menschen Leben Tanzen Welt auf Platz 7 der deutschen Single-Charts eingestiegen; Darmbakterien in Handseife von dm; Abschuss von 59 Raketen auf Syrien und Trump beschreibt Schokoladenkuchen; männlicher Pornodarsteller fordern gleiche Bezahlung wie ihre weiblichen Kollegen - Kommentare zum Echo 2017 und Beefträger: Anwaltliches Schreiben der Affen-Textdichter wegen ausbleibender Beteiligung an den Einnahmen des Lieds Menschen Leben Tanzen Welt; „Beeffreund“ Campino verteidigt sich auf dem Echo 2017 gegen den Eier aus Stahl-Beitrag vom 27. Nov. 2014; Props-Bote (Max Bierhals): Amazon-Rezensionen für Menschen Leben Tanzen Welt und Coverversionen - „MTV Unplugged“-Version von Menschen Leben Tanzen Welt - Das Digitale Quartett: Szenische Aufbereitung einer Konversation aus dem Kommentarbereich des Spiegel Online Artikels Ü-50-Party ohne Hall über die Echo-Verleihung - Erklärfilm über Konstantin von Notz und Talk: NSA-Untersuchungsausschuss; deutsches Asyl für Edward Snowden - Spiel: Klingeling – der Wahlkampfsimulator – Haustürwahlkampfstraining mit Videoclips von Bürgern in Lebensgröße, u. a. Susanne Pätzold als Frauke Petry und älterer Herr, nackt „in voller Pracht“ Viral oder egal: Die ganz besondere Edition; Das Urteil |               |                                             |                      | |                                                 |                          |
| 077 | 12            | Alle Schnitzel für 10,80                    | 20. Apr. 2017        | Johanna Maria Knothe | –                                               | #AdiParty                |
| - Stand-up: Hitlers Geburtstag; Bundesparteitag der AfD; erstes Aldi-Bistro Deutschlands; Jeder zehnte Polizeibewerber scheitert an mangelnden Deutschkenntnissen; Pietro Lombardi hat nach Trennung seine erste eigene Wohnung bezogen - Jan ist fasziniert von der Plansiedlung Köln-Widdersdorf Süd - Interview mit Bundespräsident „Hans Meiser-Steinmeiser“ (Hans Meiser) zur Sicherheits- und Innenpolitik, dieser schweift aber ab zu Boulevard-Themen - Trendvulkan Mitte: Top-5 Drinks; Let’s go! Startup – Max Bierhals mit seiner „Biercademy“, einem Coaching-Start-up, zum Einstieg in den Biertrinker-Lifestyle - heute-: William Cohn berichtet über Netz-Themen, in anachronistischer Fernsehästhetik und stilisierter Jugendsprache (heute+-Parodie) - Erklärfilm über Johanna Maria Knothe und Talk: Internetformat „Wir wenn nicht jetzt“ soll Politikbewusstsein von jungen Menschen fördern; „PEGIDA vs. NoPEGIDA – Dialog-Experiment“ - Car Wars – Hup, ich bin dein Fahrer, Johanna absolviert die Führerscheinprüfung im Fahrsimulator (live im Studio, mit Fahrlehrer Jan und Prüfer William Cohn) Behind the Scenes: Geekchester; Das Urteil(Autoren-Edition) |               |                                             |                      | |                                                 |                          |
| 078 | 13            | Zu Gast bei Sepp Maier                      | 27. Apr. 2017        | Marie Meimberg | –                                               | #Zuckerpups              |
| - Stand-up: Edeka nimmt Einhorn-Klopapier mit Zuckerwatte-Duft ins Programm; AfD-Parteitag; Trump 100 Tage im Amt; Ivanka Trump auf Women20-Frauengipfel in Berlin; Saudi-Arabien in Uno-Kommission für Frauenrechte gewählt; Horst Seehofer möchte weitere Amtszeit Ministerpräsident bleiben - Einspieler: Jan leistet Humor-Entwicklungshilfe in New York; mit Comedians Judah Friedlander und Todd Barry; Parodie des Louie-Vorspanns; Auftritt in der Show Late Night with Seth Meyers - Drehscheibe Internet: ASCII-Zeichen der Woche: „; Emoji-Kombination des Monats: 🔭🦅 (Astronomie-Adler); Top 5 Filme, die während des AfD-Parteitags gestreamt wurden - Rieß mal Neo – Das Exklusivinterview: Larissa Rieß führt Interview mit Angela Merkel, Marine Le Pen und Theresa May (Parodie) - Erklärfilm über Marie Meimberg und Talk - Spiel: Viral oder Egal, moderiert von Florentin Will Der Late-Night-Talker-Talk: Jan Böhmermann & Seth Meyers, Böhmi brutzelt: Frikadellen; Das Urteil |               |                                             |                      | |                                                 |                          |
| 079 | 14            | Mindestlohn für Katzenjäger                 | 4. Mai 2017          | Eva Löbau | Leslie Clio                                     | #ThomasDämlichSehr       |
| - Parodie von Thomas de Maizières Zehn-Punkte-Plan zur deutschen Leitkultur - Stand-up: deutsche Leitkultur; Rechtsextreme in der Bundeswehr: Fall Franco A.; Sperrung der Wikipedia in der Türkei und Verbot von Kuppelshows; Problemstorch Ronny ist zurück; Stichwahl bei den Präsidentschaftswahlen in Frankreich steht bevor - Kritische Auseinandersetzung mit den Liedtexten des neu erschienenen Albums MannHeim der Söhne Mannheims mit Sänger Xavier Naidoo (Verschwörungstheorien, Gewaltaufrufe); Parodie: „Hurensöhne Mannheims“ mit ihrem neuen, „nicht antisemitischen“, Hit-Album „Death to Israel“ - Photoshop Philipp: SPD-Wahlplakat - Erklärfilm über Eva Löbau und Interview: Tatort-Dreh; Film Einsamkeit und Sex und Mitleid - ZDF Fernsehtheater mit Eva Löbau: Szenen aus den Sendungen Adam sucht Eva, Sarah & Pietro … bauen ein Haus (RTL II) und Goodbye Deutschland! - Leslie Clio und das Rundfunk-Tanzorchester Ehrenfeld spielen And I’m Leaving - Mitarbeiter des Monats: Gleb Boev Böhmi brutzelt: Ralfs Partyschnitzel |               |                                             |                      | |                                                 |                          |
| 080 | 15            | Missverständnisse Mannheims                 | 11. Mai 2017         | Alexander Bommes | –                                               | #Rommelwirbel            |
| - Stand-up: Ermittlungen im Bundeswehrskanal; 1/3 mehr Panzer durch Ankauf von Gebrauchtpanzern; Neues aus der Community: Hasskommentare von Xavier Naidoo-Fans zum Beitrag der letzten Sendung; Muttertag; Musikvideo How It Is (Wap Bap …) von Bibi; CSU Chatbot Leo; Social-Söder!: Markus Söder steht zur Bundeswehr; deutsche Wohnungen sind zu dunkel, da Fenster zu klein sind - Alarmstufe Print: Titelseite der Frankfurter Allgemeine Woche vom 5. Mai („Tatort Deutschland – Wie kriminell sind Ausländer?“), Parodie: Cover der nächsten Ausgaben; das Rapsmagazin der Union zur Förderung von Oel- und Proteinpflanzen, dazu Titelseiten fiktiver Landwirtschaftsmagazine - Das Digitale Quartett: Kollegah schlägt Fan auf Bühne k. o., Diskussion aus dem Youtube-Kommentarbereich - Erklärfilm über Alexander Bommes und Interview: Sportschau, Bettina und Bommes, Gefragt – Gejagt; Eurovision Song Contest 2017; Landtagswahlen in Schleswig-Holstein - Spiel: „Verstecken!“ - Mitarbeiterin des Monats: Ina Jennen Geekchester feat. Leslie Clio – I Couldn’t Care Less; Das Urteil |               |                                             |                      | |                                                 |                          |
| 081 | 16            | Proletentest in Nerd-Korea                  | 18. Mai 2017         | Ingo Zamperoni | Fler feat. Jalil – Vibe                         | #Freimeiserloge          |
| - Stand-up: Verschwörungstheorien und Trennung von Hans Meiser als Gastdarsteller; dritte Wahlschlappe in Folge für die SPD bei der NRW-Landtagswahl; Putin bietet an, Transkript des Treffens von Trump und Lawrow zu veröffentlichen, um Vorwürfe des Verrats von Staatsgeheimnissen zu entkräften; Treffen von Trump und Erdogan; Trump lässt sich zwei Kugeln Eis servieren und seinen Gäste nur eine; Verteidigungsministerin von der Leyen greift durch bei Entfernung von Wehrmachtsdevotionalien; Tourismus in der Türkei zusammengebrochen; Pietro Lombardi gratuliert Sarah zum Muttertag - Schwarzes Brett und Kummerkasten der bildundtonfabrik: - Unhygienische Zustände in der Betriebsküche (Affe wohnt in der Spülmaschine) - Betriebssportgruppe Hobby Horsing geleitet von Max Bierhals - Erklärfilm über Ingo Zamperoni und Interview: Tagesthemen-Moderation, Journalismus und US-amerikanische Präsidentschaft - Spiel: Wer bin ich? – Moderatoren-Edition - Fler feat. Jalil und das Rundfunk-Tanzorchester Ehrenfeld spielen „Vibe“ - Parodie des Social Factuals Manipuliert mit Sascha Lobo (Darsteller: William Cohn) Neo Magazin Royale in concert: Fler feat. Jalil – Junge aus der City; Das Urteil |               |                                             |                      | |                                                 |                          |
| 082 | 17            | Mit Scharbeutz im Bett                      | 1. Juni 2017         | Kat Kaufmann | Voodoo Jürgens                                  | #Volksverhitzung         |
| - Judah Friedlander im Interview Das Digitale Quartett: Freundin will ständig meine hoden kneten?; Das Urteil |               |                                             |                      | |                                                 |                          |
| 083 | 18            | Die Prism Is a Dancer Show                  | 8. Juni 2017         | – | Kraftklub – Sklave                              | #LassDichÜberwachen      |
| - Duell der Schützenbrüder ` - Fashion by Braxmaier - Zu Besuch bei Prism-Survivor Erica - Meet and Eat mit Daniele Negroni - William auf Bienenfang - Kraftklub feat. RTO Ehrenfeld – Sklave !HORRIBLE ACCIDENT! GERMAN TV STAR FAILS LIVE ON TV!, Rundfunk-Tanzorchester Ehrenfeld: Daft Punk – Harder, Better, Faster, Stronger; Das Urteil |               |                                             |                      | |                                                 |                          |
| 084 | 19            | Sex mit Stäbchen                            | 15. Juni 2017        | Olli Dittrich | –                                               | #HalliGalli              |
| - Feierabend für Analog Armin - Trailer: Letzte Stunde vor den Ferien - The Bastel Brothers: Sommer Edition - Olli Dittrich feat. Jan Böhmermann – Life in the street Das Urteil |               |                                             |                      | |                                                 |                          |
| 085 | 20            | Letzte Stunde vor den Ferien                | 22. Juni 2017        | Anna Maria Mühe, Kostja Ullmann, Maria Dragus, Katharina Thalbach, Markus Kavka, Bettina Lamprecht, Arved Birnbaum, Jean Pütz | –                                               | #letztestunde            |
| - Einleitung: Heute letzte Stunde - Faust - Die Verwandlung - Effi Briest - Die Physiker Behind the Scenes: Ausstattung, Rundfunk-Tanzorchester Ehrenfeld – Neo Magazin Royale-Theme; Das Urteil |               |                                             |                      | |                                                 |                          |
| 086 | 21            | Wer das liest, ist doof                     | 14. Sep. 2017        | Arnim Teutoburg-Weiß und Torsten Scholz (Beatsteaks)                                                                          | Beatsteaks feat. Deichkind – L auf der Stirn    | #GähnOfThrones           |
| - Alarmstufe Print: Personalisierte Magazine - Trailer: Deutschland 2017 - Trailer: ESDP - Beatsteaks feat. Deichkind und RTO Ehrenfeld: L auf der Stirn Staffelansprache Herbst 2017, Entscheide dich! mit den Beatsteaks; Das Urteil(Böhmermanns H**en) |               |                                             |                      | |                                                 |                          |
| 087 | 22            | Busenkampf in der Herbstdisko               | 21. Sep. 2017        | Visa Vie | –                                               | #GehFailen               |
| - Jan Böhmermann feat. RTO Ehrenfeld: Deutschland ist wieder im Reichstag zurück - Rieß mal Neo: Wahl Spezial Aktenzeichen http ungelöst – Von Mr. Robert Karofsky; Das Urteil |               |                                             |                      | |                                                 |                          |
| 088 | 23            | Frauke und die Babymilchbande               | 28. Sep. 2017        | Götz Alsmann | –                                               | #käsefinger              |
| - Angsttherapie für besorgte Bürger - Germanys next Bundeskanzler - Kay Böhm – Senorita Nachruf auf Captain Obvious; Das Urteil |               |                                             |                      | |                                                 |                          |
| 089 | 24            | Mannomannomannomannomann                    | 5. Okt. 2017         | Jella Haase | –                                               | #JensSpahnKanzlerEndlich |
| - therealfuehrer: Ich bin sieggeil, wurde von Partei gekauft und bin kritikunfähig - Wahre Fakten: Alice Weigels Ohr - Spiel: Ba-Lala-Lala-Long-Ba-Lala-Lala-Long-Long-Le-Long-Long-Long Dr. Internett – Internetseelsorge mit Jürgen Domain; Das Urteil |               |                                             |                      | |                                                 |                          |
| 090 | 25            | Poschmuggel ist kein Frühstück              | 12. Okt. 2017        | Fünf Sterne deluxe | Fünf Sterne deluxe – Davon                      | #Dispocito               |
| - Anti-Geschlechtsverhüllungsgesetz - Spiel: Herzbeben – Wer ist der Coolsten - Fünf Sterne Deluxe feat. RTO Ehrenfeld: Davon Behind the Scenes: Rundfunk-Tanzorchester Ehrenfeld; Das Urteil |               |                                             |                      | |                                                 |                          |
| 091 | 26            | Eier aus Aal                                | 19. Okt. 2017        | Sawsan Chebli | Kettcar – Sommer 89                             | #MittenInDieMesseRein    |
| - Aalileo Fischtory: Die Mondlandung - Zini das Wuslon: Narzis auf der Buchmesse Geekchester feat. Fünf Sterne deluxe, #FAQjan |               |                                             |                      | |                                                 |                          |
| 092 | 27            | 23 Schrittfürze in der AOK                  | 26. Okt. 2017        | Fynn Kliemann | –                                               | #SOSKinderdoof           |
| - The Bastel Brothers: Herbst Edition - Bento: 69 Gründe für den Tod des Qualitätsjournalismus Der Scheiß ist heiß mit Fynn Kliemann; Das Urteil |               |                                             |                      | |                                                 |                          |
| 093 | 28            | Brückentag beim Zahnarzt                    | 2. Nov. 2017         | Philipp Möller | –                                               | #LaferLichterLuther      |
| - Live-Performance: Luther – Das Projekt der 1001 Stimmen - Einspieler: Ö! Das Hollywood Magazin mit Katjana Gerz Entscheide dich! mit Philipp Möller; Das Urteil |               |                                             |                      | |                                                 |                          |
| 094 | 29            | Grüße an Murzelchen                         | 9. Nov. 2017         | Mely Kiyak | Trettmann – Knöcheltief                         | #Spahn2021               |
| - Top 5 Verhandlugsthemen – Gifs von Christian Lindner - Trettmann feat. RTO Ehrenfeld – Knöcheltief Neo Magazin Royale in concert: Trettmann – Grauer Beton, #FAQjan |               |                                             |                      | |                                                 |                          |
| 095 | 30            | Unternehmen Reichspark                      | 16. Nov. 2017        | – | –                                               | #Reichspark              |
| Investigative Fake-Dokumentation von der Planung eines Erlebnisparks über das Deutsche Reich von 1933 bis 1945. Münüpülü: Mely Kiyak vs. Jan Böhmermann; Das Urteil |               |                                             |                      | |                                                 |                          |
| 096 | 31            | Das Baden Badener Bundesbubenbaden          | 23. Nov. 2017        | Jürgen Vogel | –                                               | #Sondierschule           |
| - Trendvulkan Mitte: Die Top-5-Hits aus den Clubs um den Berliner Reichstag nach dem Scheitern der Sondierungsgespräche - Einspieler: Florentin W. deckt auf: Sexuelle Belästigung in der Bildundtonfabrik - Spiel: Verstecken mit Jürgen Vogel Dr. Internett – Internetseelsorge mit Jürgen Domain: Traumdeutung; Das Urteil |               |                                             |                      | |                                                 |                          |
| 097 | 32            | Die Prism Is a Dancer Show                  | 30. Nov. 2017        | – | –                                               | #LassDichÜberwachen      |
| - Einspieler: Das Haus 2 für Judith Ahlemeier - Spiel: Frist oder stirb Photoshop Philipp: Double Exposure Photography, Nicht auflegen: Warnung vor Spam-Anrufen; Das Urteil |               |                                             |                      | |                                                 |                          |
| 098 | 33            | Schrumpeloma muss in Knast                  | 7. Dez. 2017         | Robert Habeck | Wanda – Ich sterbe                              | #Lügenmett               |
| - Kachlrubrik: Red Bull Refugee Challenge - Mitarbeiter des Monats: Christian Huber Neo Magazin Royale in Concert: Rundfunk-Tanzorchester Ehrenfeld – Tabula Rasa, Behind the Scenes: Kostüm & Maske; Das Urteil |               |                                             |                      | |                                                 |                          |
| 099 | 34            | Schrumpeloma auffa Flucht                   | 14. Dez. 2017        | Andrea Petković | –                                               | #StrgKaltEntf            |
| - Musikvideo: Giulia Becker – Monstertruck - Einspieler: Aalileo Fischtory: Das Leben des Leonaaldo Aal Vinci - Spiel: Wer kostet die Welt? mit Andrea Petković - Mitarbeiter des Monats: Shahrokh Razazi Entscheide dich! mit Ralf Kabelka und einer Weihnachtsüberraschung, Die Weihnaalsgeschichte, Neo Magazin Royale in Concert: Rundfunk-Tanzorchester Ehrenfeld – Britney Spears – Toxic, Dr. Internett – Internetseelsorge mit William Domain: Schwangerschaft und Geburt |               |                                             |                      | |                                                 |                          |

### Staffel 4
| Folge gesamt | Folge Staffel | Name                                             | Erstveröffentlichung | Gäste                                                                           | Musik                                                                 | Hashtag                                            |
| Inhalte | Inhalte       | Inhalte                                          | Inhalte              | Inhalte                                                                         | Inhalte                                                               | Inhalte                                            |
| --- | ------------- | ------------------------------------------------ | -------------------- | ------------------------------------------------------------------------------- | --------------------------------------------------------------------- | -------------------------------------------------- |
| 100 | 01            | Quoteninsel                                      | 1. Feb. 2018         | Kevin Kühnert                                                                   | MGMT – Little Dark Age                                                | #100Spartenbande                                   |
| - Musikvideo: Pol1z1stens0hn feat. Justice – Recht kommt (K.O. in KA) mit Ausschnitten von Fritz Bauer - Einspieler: Das Who is Who der deutschen Unterhaltungsindustrie gratuliert zu 100 Jahren NEO MAGAZIN ROYALE. Parodiert wurden Angela Merkel, Wolfgang Schäuble, Joko Winterscheidt, Campino, Helene Fischer, Bonez MC, Mike Krüger, Mark Forster, Donald J. Trump, Papst Franziskus und Dendemann. Alle Promis wurden von Komparsen parodiert, mit der Ausnahme von Mike Krüger, welcher durch Thomas Gottschalk dargestellt wurde. - Spiel: Wer bin ich? mit Kevin Kühnert - Livemusik: MGMT – Little Dark Age - Mitarbeiter des Monats: Blanka Winkler & Paul Olfermann Neustaffelansprache NEO MAGAZIN ROYALE 2018, Das Urteil |               |                                                  |                      |                                                                                 |                                                                       |                                                    |
| 101 | 02            | 101 Magaziner                                    | 8. Feb. 2018         | Janin Ullmann                                                                   | –                                                                     | #NeoMagazinEgal                                    |
| - Kachelrubrik: Visit Thüringen - Spiel: Erfunden oder erfunden? - Mitarbeiter des Monats: Niels-Jonas Simons Das Urteil |               |                                                  |                      |                                                                                 |                                                                       |                                                    |
| 102 | 03            | Ein schlaues Pferd braucht kein Abitur           | 15. Feb. 2018        | Maren Kroymann                                                                  | –                                                                     | #Andreataker                                       |
| - therealfuehrer: Adi Hetz 88 - Einspieler: NMR Medienforschung: Was darf Satire? – Musik und Humor - Spiel: Entscheide dich! - Mitarbeiter des Monats: Dabbi, Steffi Waffles & Spätzle Boy Adi Hetz 88 – die große Jubiläums-Geschenk-Box (extended Version), heute– vom 20. Februar 2018, Das Urteil |               |                                                  |                      |                                                                                 |                                                                       |                                                    |
| 103 | 04            | Burnout & Bianca                                 | 22. Feb. 2018        | Henryk M. Broder                                                                | –                                                                     | #SkiVapSkiSki                                      |
| - Drehscheibe Internet - Einspieler: Verbrannte Erde mit Florentin Will – Das Trici Trauma - Einspieler: Sexismus auf der Berlinale 2018 – Report mit Sophie & Ralf - Mitarbeiter des Monats: der alte Mainloop Google Duell mit Henryk M. Broder, Das Urteil |               |                                                  |                      |                                                                                 |                                                                       |                                                    |
| 104 | 05            | Rettungsgasse ins Glück                          | 1. März 2018         | Annalena Baerbock                                                               | –                                                                     | #Tauchkäse                                         |
| - Einspieler: Young Böhmermann (Parodie von Young Sheldon) - Das Schwarze Brett: Die Eisprinzessin – Betriebssportgruppe Eiskunstlauf - Mitarbeiter des Monats: Josebich Straubich Bitte wenden! mit Annalena Baerbock, Das Urteil |               |                                                  |                      |                                                                                 |                                                                       |                                                    |
| 105 | 06            | Virus in der Snack Salami                        | 8. März 2018         | Gronkh                                                                          | Sophia Kennedy – Being Special                                        | #RahmstufeTod                                      |
| - Einspieler: Dicke Titten – Das Gleichberechtigungsmagazin - Viral oder egal?, moderiert von Florentin Will - Livemusik: Sophia Kennedy und das Rundfunk-Tanzorchester Ehrenfeld – Being Special - Mitarbeiter des Monats: Markus Brüggemann Das Urteil |               |                                                  |                      |                                                                                 |                                                                       |                                                    |
| 106 | 07            | Achsbruch am Schotenknie                         | 15. März 2018        | Eva Schulz                                                                      | –                                                                     | #HawkingOnSunshine                                 |
| - Kabinett 2018 - Trendvulkan Mitte: Top 5 Sätze, bei denen man in Berlin-Mitte merkt, dass der Frühling kommt. - heute– Behind the Scenes: Studio Crew, Das Urteil |               |                                                  |                      |                                                                                 |                                                                       |                                                    |
| 107 | 08            | Patrick steht auf Zauberer                       | 22. März 2018        | Manuel Möglich                                                                  | –                                                                     | #Feelingsgefühle                                   |
| - Das Schwarze Brett: Ein Fall für TKKabelka - Medienforschung: Geschmack und Sexismus Neo Magazin Royale Medienforschung: Wir bleiben dran, Das Urteil |               |                                                  |                      |                                                                                 |                                                                       |                                                    |
| 108 | 09            | Contentalarm im Osternest                        | 29. März 2018        | Arnd Zeigler                                                                    | Haiyti – Bahama Mama                                                  | #AlarmFürSchuby11                                  |
| - Die Bundesregierung im Internet - Haiyti feat. RTO Ehrenfeld – Bahama Mama Entscheide dich! |               |                                                  |                      |                                                                                 |                                                                       |                                                    |
| 109 | 10            | Lass dich überwachen! Die PRISM IS A DANCER Show | 5. Apr. 2018         | Cro, Verona Pooth, Bosse, Rachel Rep, Dennis aus Hürth, Sebastian Madsen, Porky | Luisa & Die Anderen – Wake Me Up                                      | #LassDichÜberwachen                                |
| - TV-Tipp zur Sendung - Angels Heaven - Cro feat. RTO Ehrenfeld – Das kleine Medley - Die Fernsehkritiker Kritik Who looks rediculous now?!, The Bastelbros.: Gute Besserung-Edition, Neo Magazin Royale in concert: Haiyti – Webcamgirl |               |                                                  |                      |                                                                                 |                                                                       |                                                    |
| 110 | 11            | Scharlach in der Zebragruppe                     | 12. Apr. 2018        | Alexander Gerst                                                                 | –                                                                     | #HALLOECHOechoecho                                 |
| - Lionel Rauxel: Mein Österreich - Rieß mal Neo: Die neue Bundesregierung - Spiel: All you can Eat mit Alexander Gerst Nerd-Fragen an Alexander Gerst, Das Urteil |               |                                                  |                      |                                                                                 |                                                                       |                                                    |
| 111 | 12            | Grünes Licht von Dr. Maushagen                   | 19. Apr. 2018        | Markus Feldenkirchen                                                            | –                                                                     | #BavarianPsycho                                    |
| - therealfuehrer: Adi Hetz Echo 2018 Edition - Verbrannte Erde: Die Prism-Recherche-Panne Google Duell mit Markus Feldenkirchen, Das Urteil |               |                                                  |                      |                                                                                 |                                                                       |                                                    |
| 112 | 13            | Magen Darm in Gummersbach                        | 26. Apr. 2018        | Bettina Tietjen                                                                 | –                                                                     | #DankeChico                                        |
| - Hass im Internet - Gast: Tietjen und Böhmermann Geekchester feat. Cro – Easy, Das Urteil |               |                                                  |                      |                                                                                 |                                                                       |                                                    |
| 113 | 14            | Quark im Nasenloch                               | 3. Mai 2018          | Lars Klingbeil                                                                  | –                                                                     | #WestdeutscherBumsFunk                             |
| - Der Markus Söder-Fanshop - Young Böhmermann: Folge 2 – Die Einladung Entscheide Dich! mit Arnd Zeigler, Das Urteil |               |                                                  |                      |                                                                                 |                                                                       |                                                    |
| 114 | 15            | Oh, wie schön ist Ehrenfeld!                     | 10. Mai 2018         | Bürger Lars Dietrich                                                            | Deine Freunde – Mein lieber Freund, ich zähl bis drei                 | #LängerAufbleiben                                  |
| Sondersendung für Kinder und mit Kindern im Publikum - Intro: The Walking Acts - Alle lieben Capybaras - Spiel: Brüllball mit Bürger Lars Dietrich - Deine Freunde feat. RTO Ehrenfeld – Meine lieben Freunde, ich zähl bis drei Das Urteil |               |                                                  |                      |                                                                                 |                                                                       |                                                    |
| 115 | 16            | Mats ab                                          | 17. Mai 2018         | Frederik Braun, Gerrit Braun                                                    | –                                                                     | #PrinzenOlle                                       |
| - Wahre Fakten: Die WM-Verschwörung - Dicke Titten – Das Gleichberechtigungsmagazin: Muttertag Das Urteil |               |                                                  |                      |                                                                                 |                                                                       |                                                    |
| 116 | 17            | Kopf hoch, Champs!                               | 24. Mai 2018         | Pinar Atalay                                                                    | GURR – Hot Summer                                                     | #BremerStadtAsylanten                              |
| - Aktenzeichen http. ungelöst: WhatsApp-Kettenbriefe - Spiel: Wer kostet die Welt - Gurr feat. RTO Ehrenfeld – Hot Summer Neo Magazin Royale in Concert: Rundfunk-Tanzorchester Ehrenfeld – You & Me Disclosure (Flume Remix), Das Urteil |               |                                                  |                      |                                                                                 |                                                                       |                                                    |
| 117 | 18            | Schwanger vom Glattwal                           | 31. Mai 2018         | Thomas D, Smudo                                                                 | –                                                                     | #DiscoKäse/#DiskoCäse                              |
| - heute– - Larissa Parieß: WM-Fanartikel Trends 2018 - Spiel: Mit Musik geht alles leichter – Rap Edition Das Urteil |               |                                                  |                      |                                                                                 |                                                                       |                                                    |
| 118 | 19            | Schulterbruch beim Eselrennen                    | 7. Juni 2018         | Dominic Deville                                                                 | Madsen – Mein erstes Lied                                             | #witzefrei                                         |
| - Lets go! Start up: Büro BQ - Young Böhmermann: Folge 3 – Echte Freunde - Spiel: Moderator oder Mörder? - Madsen feat. RTO Ehrenfeld – Mein erstes Lied |               |                                                  |                      |                                                                                 |                                                                       |                                                    |
| 119 | 20            | Bärchenjagd auf Mykonos                          | 30. Aug. 2018        | Clueso                                                                          | –                                                                     | #NAZIFREISTAAT                                     |
| - ZDFneo-Programmvorschau: Herbst 2018 - Jan Böhmermann und Maik vom LKA – Es gibt keine Nazis in Sachsen - Gedankensprünge: Folge 1 – Hitzewelle - König von Mallorca mit Clueso ASMR Staffelansprache: Stream for Relaxation til Thursday, Die ZDF Tierkritik mit Dr. Margot Dokthor – Heute: Delfine, Das Urteil |               |                                                  |                      |                                                                                 |                                                                       |                                                    |
| 120 | 21            | Brotkäfer in den Bronchien                       | 6. Sep. 2018         | Heike Makatsch                                                                  | Mavi Phoenix – Ibiza                                                  | #AntifaDurchDieNacht                               |
| - Das Digitale Quartett: Peinlicher Auftritt! Für uns ist die WM gelaufen Herzbeben: Wer ist der Coolste? mit Heike Makatsch, Das Urteil |               |                                                  |                      |                                                                                 |                                                                       |                                                    |
| 121 | 22            | Ohne Sahra wärest Du nicht im Bundestag          | 13. Sep. 2018        | Heinz Strunk                                                                    | –                                                                     | #woherkommendiefliegen                             |
| - Liebesgrüße aus Chorweiler: Hans-Georg Maaßen und der Verfassungsschutz - Spiel: Tod oder nicht Tod! Das Urteil |               |                                                  |                      |                                                                                 |                                                                       |                                                    |
| 122 | 23            | Klarnamen-Pflicht im Swingerclub                 | 20. Sep. 2018        | Claus-Peter Reisch                                                              | Parcels – Lightenup                                                   | #DropItLikeItsHorst                                |
| - Young Böhmermann: Folge 4 – Bretter, die die Welt bedeuten - Alarmstufe Print: Peter Hahn Bücher Das Urteil |               |                                                  |                      |                                                                                 |                                                                       |                                                    |
| 123 | 24            | Pohusten am Sendungstag                          | 27. Sep. 2018        | Julia Shaw                                                                      | –                                                                     | #Ralpholution                                      |
| - Musikalische Späterziehung mit dem RTO Ehrenfeld - Lets go! Start up: Content Park - Spiel: Wie creepy bist du, Jan Böhmermann? Das Urteil |               |                                                  |                      |                                                                                 |                                                                       |                                                    |
| 124 | 25            | Sachs, Drugs & BiFi Roll                         | 4. Okt. 2018         | Moritz Neumeier                                                                 | –                                                                     | #ZusammenSachsen                                   |
| - Dresdener Safari - Trendvulkan Mitte: Chemnitz - Der Beef-Träger: Sachsen - Jan Böhmermann: Senorita (Live) Werkstattgespräch zu #ZusammenSachsen mit Moritz Neumeier, Ralf Kabelka und Jan Böhmermann, Das Urteil |               |                                                  |                      |                                                                                 |                                                                       |                                                    |
| 125 | 26            | Jan Hofer kann das reparieren                    | 11. Okt. 2018        | Bosse                                                                           | Bosse – Augen zu, Musik an                                            | #AlmanAllMann                                      |
| - Dr. Dr. Helmut Kohl: Das Ende der Ära Merkel - Die ZDF-Tierkritik mit Dr. Margot Dokthor: Pferde Das Urteil |               |                                                  |                      |                                                                                 |                                                                       |                                                    |
| 126 | 27            | Young Böhmermann                                 | 18. Okt. 2018        | Luke Mockridge, Heike Makatsch                                                  | –                                                                     | #YoungBöhmermann                                   |
| Es handelt sich um eine Spezialsendung zu dem Format „Jan Böhmermann“. Mit enthalten sind die ersten 4 Folgen des Formats und dazu noch: - Trailer: Jan Böhmermann Spezial - Young Böhmermann: Folge 5 – Alles nur Theater - Young Böhmermann: Folge 6 – Showtime - Young Böhmermann: Folge 7 – Ein neuer Anfang |               |                                                  |                      |                                                                                 |                                                                       |                                                    |
| 127 | 28            | More than a Peeling                              | 25. Okt. 2018        | Bjarne Mädel                                                                    | –                                                                     | #LomiLomi                                          |
| - The Bastel Brothers: Wellness Edition - Alarmstufe Print: Wellness - Spiel: Yoga Pantomime Das Urteil |               |                                                  |                      |                                                                                 |                                                                       |                                                    |
| 128 | 29            | Wunschkandidat der Märkte                        | 1. Nov. 2018         | Fränzi Kühne                                                                    | Mine feat. AB Syndrom – Spiegelbild                                   | #MerzMussWeg #AnneGreatChampKarrenpower #JensWeCan |
| - Verbrannte Erde: Der Schnittfehler - Spar Wars: Angriff der Fondskrieger - Mine feat. AB Syndrom feat. RTO Ehrenfeld – Spiegelbild Das Urteil |               |                                                  |                      |                                                                                 |                                                                       |                                                    |
| 129 | 30            | Wegfahrsperre im Gag-Teppich                     | 8. Nov. 2018         | Wotan Wilke Möhring                                                             | –                                                                     | #Käseschorle                                       |
| - Berlin Bundestag und Nacht: #1 Die WG-Party - Die Shitstorm Prognose - ZDF-Fernsehtheater Das Urteil |               |                                                  |                      |                                                                                 |                                                                       |                                                    |
| 130 | 31            | Sonderhalt in Ehrenfeld                          | 15. Nov. 2018        | Katja Kipping                                                                   | Konstantin Gropper & Sam Vance-Law – Nightmare 2, Dinner At Carinhall | #ZugDieWocheUndIch                                 |
| - Das Digitale Quartett: Morgens in den Knast und schon Abends wieder raus - Spiel: Entscheide Dich - Get Well Soon und Sam Vance-Law feat. RTO Ehrenfeld – Nightmare Das Urteil |               |                                                  |                      |                                                                                 |                                                                       |                                                    |
| 131 | 32            | Wer zweimal rülpst, dem glaubt man nicht         | 22. Nov. 2018        | Max Giesinger                                                                   | –                                                                     | #Rülpsproll                                        |
| - robertoblanco.de mit Roberto Blanco - Feedbackgespräch - Bei Anruf Bampf: Das verrückte Abschiebetelefon - Die ZDF-Tierkritik mit Dr. Margot Dokthor: Delfine - Spiel: Unfug Ranzorchester Das Urteil |               |                                                  |                      |                                                                                 |                                                                       |                                                    |
| 132 | 33            | Nonstop Konsens                                  | 29. Nov. 2018        | Marlene Lufen                                                                   | –                                                                     | #RacletteMeEntertainYou                            |
| - Die ZDF-Tierklinik mit Dr. Margot Dokthor: Rehe - Ausgeliefert: Das Paketprekariat - Jan Böhmermann und der Chor der Scheinselbstständigen – Wir sind Versandsoldaten - Böhmi brutzelt!: Zimtschnecken Böhmi brutzelt! (Extended Version): Backen mit Marlene Lufen, Das Urteil |               |                                                  |                      |                                                                                 |                                                                       |                                                    |
| 133 | 34            | Promptergott mit Pferdeschwanz                   | 6. Dez. 2018         | Dendemann                                                                       | Dendemann – Keine Parolen                                             | #DieSpahnfee                                       |
| - Wahre Fakten: Der Nobelpreis - Dr. Dr. Helmut Kohl: Merkels Nachfolge - Das Digitale Quartett: Bushido in Tokio - Dendemann feat. RTO Ehrenfeld – Keine Parolen/Zeitumstellung Das Urteil |               |                                                  |                      |                                                                                 |                                                                       |                                                    |
| 134 | 35            | Wildcard für den Hühnerbus                       | 13. Dez. 2018        | Katharina Schüttler                                                             | –                                                                     | #perfekteWeihnachten                               |
| - Berlin Bundestag und Nacht: #2 Das WG-Wichteln - Krieg der Zauberer: Ehrlich Brothers vs. Lügen Brothers Mentions 2018-Das Jahresurteil |               |                                                  |                      |                                                                                 |                                                                       |                                                    |
| 135 | 36            | Warnstreik am Korvatunturi                       | 20. Dez. 2018        | Special Guests 1                                                                | Diverse                                                               | #perfekteWeihnachten                               |
| - Giulia Becker – There must be an Angel (Cover) - RTO Ehrenfeld – Music Instruction - Jan Böhmermann feat. Jadebuben – Warum - Erobique feat. RTO Ehrenfeld – Tatortreiniger Theme Song - Albrecht Schrader feat. The Düsseldorf Düsterboys – Marijke Amado - Jan Böhmermann feat. Marijke Amado – Stille Nacht, Heilige Nacht - Ralf Kabelka interpretiert Horst Tappert: Weihnachtszeit 1 Erobique, Giulia Becker, Ralf Kabelka, The Screenshots, Albrecht Schrader, The Düsseldorf Düsterboys, Die Jadebuben, Marijke Amado The Screenshots – Google Maps; Young Böhmermann: Jan – Allein zu Haus; Hinter den Kulissen |               |                                                  |                      |                                                                                 |                                                                       |                                                    |

### Staffel 5
| Folge gesamt | Folge Staffel | Name                                       | Erstveröffentlichung | Gäste                                            | Musik                               | Hashtag                     |
| Inhalte | Inhalte       | Inhalte                                    | Inhalte              | Inhalte                                          | Inhalte                             | Inhalte                     |
| --- | ------------- | ------------------------------------------ | -------------------- | ------------------------------------------------ | ----------------------------------- | --------------------------- |
| 136 | 01            | Gänsehaut im Hühnerbus                     | 21. Feb. 2019        | Bela B                                           | –                                   | #HeidihaltsMaul             |
| - Intro: Jan ’n’ Roses – Welcome to the Jungel - Stand up: Party bei der SPD; Jubiläum: 100 Jahre Deutschlandflagge; Alexander Gauland Geburtstag; Ärzte Rätzel; Donald Trump zu dick; Bill Cosby für den Nobelpreis; NASA plant neue Mondlandung; Tatort Idee: Mondruf Hafenkante; Karl Lagerfeld ist gestorben; Grippe Welle. - Framing ARD: Die bösen Tipps - Trendvulkan Mitte: Grippe und Maxdome Filme zur Grippe Welle - Kabelka und Liebe - Spiel: Drum und Drummer - Mitarbeiter des Monats: Paul und Tais Staffelansprache Frühjahr 2019, Drum & Drummer mit Bela B, Das letzte Urteil |               |                                            |                      |                                                  |                                     |                             |
| 137 | 02            | Hart aber Bernd                            | 28. Feb. 2019        | Katarina Barley                                  | Lizzo – Juice                       | #WennErFälltDannStelter     |
| - Stand up: Klans in Köln; Karneval; Bernd Stelter Doppelnamen; Papst will die Kirche Kindersicher machen; Geburtstag von WhatsApp; App heißt es doch; FKK stirbt aus; Bernd Stelter beleidigt Jan Böhmermann. - Juan Bierhals deckt auf – Der Fall Ralf Kabelka - Rieß’ Kosmos: Das Schaltjahr - Lizzo – Juice - Mitarbeiter des Monats: Pulti Neo Magazin Royale in concert: Lizzo – Cuz I love you |               |                                            |                      |                                                  |                                     |                             |
| 138 | 03            | Justi sagt nein                            | 7. März 2019         | Philip Banse und Ulf Buermeyer (Lage der Nation) | –                                   | #VorldVideVulva             |
| - Stand up: Fridays for Future; Was sagt die Bundesbildungsministerin; 10 Jahre Sami Slimani bei Youtube; 1,1 Milliarden Euro für Beiträge; Fernsehen macht vergesslich. - Der Politische Aschermittwoch - Sophie Passman erklärt männlichen Feminismus - Das schwarze Brett: Mermaiding - Spiel: Pod or not? - Mitarbeiter des Monats: Gero Simone Drehscheibe Internett: _, Swift; Die 5 wichtigsten Tweets prominenter Humorexperten zu Witzen von Annegret-Kramp Karrenbauer |               |                                            |                      |                                                  |                                     |                             |
| 139 | 04            | Reinhold ist unschuldig                    | 14. März 2019        | Mai Thi Nguyen-Kim                               | –                                   | #Soldatenberaten            |
| - Stand up: Til Schweiger wird Schuhdesigner; Ein Jahr Große Koalition; Brexit-Abstimmung; Michael Jackson Parodie; 100 Deutsche gegen die Verhunzung der Deutschen Sprache; Bushido liebt Gendersprache. - Der Neo Magazin Party Radar: 65. Geburtstag von Matthias Matussek - Werbung: Clanship (Mann); Grüne Paprika; Clanship (Frau). - Soldatenberaten: Bundeswehr Consulting - Mitarbeiter des Monats: Waldo Entscheide dich! mit Mai Thi Nguyen-Kim |               |                                            |                      |                                                  |                                     |                             |
| 140 | 05            | Kopf hoch, Thea                            | 21. März 2019        | Chilly Gonzales                                  | –                                   | #Folterabend                |
| - Stand up: Erdogan bei Hochzeit; Zukunft des Internets in Mainz; Schnitzel Plan; Neuer Vorgesetzter der jungen Union; Die deutschen verlieren die Lust auf Heimwerken. - Thomas Gottschalk und seine Pläne: Wetten dass; Gottschalk liest?; Trennung - Promiexperte Sir Ralf Kabelka über die Gottschalk-Trennung - Alarmstufe Print: Funjournalismus – Viel Spaß; Mehr Spass; Spass für mich; Das macht Spaß; Freizeit Spass. - Photoshop Philipp: Spaßzeitschriften-Cover - Chilly Gonzales Masterclass feat. RTO Ehrenfeld - Mitarbeiter des Monats: Benjamin Fischer |               |                                            |                      |                                                  |                                     |                             |
| 141 | 06            | Knapp am Krautsalat vorbei                 | 28. März 2019        | Philipp Amthor                                   | –                                   | #UnitedStatesOfEurope       |
| - Stand up: Ifo steigt; Schlechte Stimmung bei der AfD; Fahrradhelmkampagne; Batman wird 80; Polizeieinsatz wegen verschlafen; Morgenroutine in der Türkei. - Europa – Eine Bestandsaufnahme - Jan Böhmermann und DEF Erendum – „USE“ - Spiel: 1,2 oder 3 – Wer hat’s gesagt? - Mitarbeiterin des Monats: Laura Häder |               |                                            |                      |                                                  |                                     |                             |
| 142 | 07            | Todesflug ins Spargelfeld                  | 4. Apr. 2019         | Toyah Diebel                                     | –                                   | #LachUndSchlachtgeschichten |
| - Stand up: Reinhard Grindel ist zurückgetreten; Neues Fleischlabel; Gagwohl Label; Merkel eröffnet Hannovermesse; Magicpark Verden Probleme. - Ankündigung: Lieder gegen Probleme - Die ZDF Tierkritik mit Dr. Margot Dokthor: Küken - Rieß’ Kosmos: Frühlingsgefühle - Spiel: Viral oder Egal? - Mitarbeiter des Monats: Simon Ukena - Outro: Bela B begrüßt die Personen mit einem Buchstaben als Nachname |               |                                            |                      |                                                  |                                     |                             |
| 143 | 08            | In die Krokette geweint                    | 11. Apr. 2019        | Sibylle Berg                                     | –                                   | #StrgAltEnteignen           |
| - Stand up: Robert Habeck; Bundesbauminister; Bavaria One; iPhone 11; Ungesundes Essen tötet; Der Trend (Verhungern). - Die Energiedebatte im Gespräch - Berlin Bundestag und Nacht: #3 Der Auszug - Jan Böhmermann – Asozial (Hat nichts mit Geld zu tun) - heute− - Spiel: Quizzen mit Prism - Mitarbeiterin des Monats: Theresa Malessa |               |                                            |                      |                                                  |                                     |                             |
| 144 | 09            | Perücken-Gerd rises                        | 18. Apr. 2019        | Herbert Grönemeyer                               | Herbert Grönemeyer – Fall der Fälle | #GameOfShows                |
| - Stand up: Ostern; Heuschnupfen ist zurück; Letzte Staffel Game of Thrones. - Trailer: Game of Shows - Telelupe: Wikipedia - Herbert Grönemeyer – Fall der Fälle Der Wikipedia-Artikel „Kartoffel (Slang)“ wurde gezielt geschrieben, um auf die mangelnde Diversität in der Autorenschaft der deutschsprachigen Wikipedia aufmerksam zu machen. In der Telelupe wird dies erläutert. Game of Shows – Outtakes |               |                                            |                      |                                                  |                                     |                             |
| 145 | 10            | Ehrenfeld ist überall                      | 25. Apr. 2019        | –                                                | –                                   | #Ehrenfeldistüberall        |
| - Intro: Hinter den Kulissen - Lieder: Jackie – Jan Böhmermann; Rainer Wendt – Jan Böhmermann; Wir sind Versandsoldaten – Jan Böhmermann; 1000 Jahre sind ein Tag – Jan Böhmermann; Verdammte Schei*e – Giulia Becker; Menschen Leben Tanzen Welt – Jim Pandzko; Ich hab Polizei – Pol1z1stens0hn; Jemand stiehlt die Show – Jan Böhmermann. - Der Beef-Träger: Schlechte Arbeitsbedingungen - Gast: Geburtstagslied - Mitarbeiterin des Monats: Birte Buss |               |                                            |                      |                                                  |                                     |                             |
| 146 | 11            | Spargel-Christian sticht daneben           | 2. Mai 2019          | Schlecky Silberstein                             | Alli Neumann – Monster              | #Spargelverpflichtet        |
| - Stand up: Christian Lindner und der Spargel; Cathy Hummels Schleichwerbung; Tanz in den Mai; Tag der Pressefreiheit. - Reaktion: Wikipedia zu Kartoffel (Slang) - Werbung: Wir kaufen kein Auto.net; Grüne Paprika; Deutsche Hütchenspielwirtschaft; Grüne Paprika. - Drehscheibe Internet: $; Dünamo; Verkahr (Christian Lindner und seine Franka gegen Der Wendler mit seiner Laura); Lieder Pause; Beliebtesten Filme von Christian Lindner. - Christfluencer klären auf: Darum sind Pornos schlecht! - Mitarbeiterin des Monats: Isabel Schneider |               |                                            |                      |                                                  |                                     |                             |
| 147 | 12            | Effekt-Jeans ohne Reue                     | 9. Mai 2019          | Leyla Piedayesh                                  | –                                   | #schnellmillionaerwerden    |
| - Stand up: Royal Baby; Österreich Interview; Prinz Charles Besuch in Deutschland; Mathe Abitur zu schwer; Muttertags Geschenkidee; Geist in den Bergen. - Jan Böhmermann und Österreich (Distanzierung) - Die ZDF Tierkritik mit Dr. Margot Dokthor: Hamster - Schnell Millionär werden mit diesen Geheimtrick - Spiel: Billo oder Millo mit Ralfe Schneider - Mitarbeiter des Monats: Mickey Mangan |               |                                            |                      |                                                  |                                     |                             |
| 148 | 13            | Das regeln wir im Schnitt                  | 16. Mai 2019         | Gronkh                                           | –                                   | #DuhssePwoah                |
| - Stand up: ESC und unser Song für Tel Aviv; Songprobe; Skandal der Woche: Dosenwerfen; Nicht mit unserem Hitler; Metzger und Bäcker sterben aus. - Abi was nun? Video der Finanzbeamten; Alltag als Finanzbeamten; Video von Rewe; Video der Volksbank; Video der Holzmechaniker. - 70 Jahre Grundgesetz: - Polizeikontrolle; - Bewerbungsgespräch. - Young Böhmermann: Folge 8 – Der Internetführerschein - Spiel: Entscheide Dich mit Gronkh - Mitarbeiter des Monats: Rachel und Joana Werbung: Marken |               |                                            |                      |                                                  |                                     |                             |
| 149 | 14            | Pinguinbolognese                           | 23. Mai 2019         | Sabine Rückert                                   | –                                   | #DoTheyKnowItsEurope        |
| - Stand up: Ende der Europawahl; Michael Wendler geht wählen; Lena Meyer-Landrut hat Geburtstag; 70 Jahre Grundgesetz; Österreich Distanzierung; Weniger Sex. - Europawahl: Lied „Do they know it’s Europe“ - 70 Jahre Grundgesetz: - Basketballplatz; - Wohnungsbesichtigung - K – das Kabelkamagazin - Mitarbeiter des Monats: Grundie Do they know it’s Europe – Extended Version; Spiel: Reporter oder Ripper; 70 Jahre Grundgesetz: * Berufswahl, * Kaffeeklatsch |               |                                            |                      |                                                  |                                     |                             |
| 150 | 15            | Die Brülltante fehlt uns jetzt schon       | 6. Juni 2019         | Gina Lückenkemper                                | Wallows – Scrawny                   | #lIIner                     |
| - Stand up: Andrea Nahles tritt zurück; SPD (Trauer) Feier; CDU braucht Influencer; Trump besucht Großbritannien; In den Schlaf gepinkelt. - Pläne für die SPD - 70 Jahre Grundgesetz: Meinungsfreiheit - Neolino: Hannes Hausbichler - Spiel: Ohrlympia - Wallows feat. RTO Ehrenfeld – Scrawny - Mitarbeiter des Monats: Joana Abondo |               |                                            |                      |                                                  |                                     |                             |
| 151 | 16            | CDU ist cool                               | 13. Juni 2019        | Rezo                                             | –                                   | #Hitzekindofmagic           |
| - Intro: Die schönsten nicht gesendeten Sendetitel - Stand up: Die Grünen sind führend; Sprachassistent; Spargelzeit ist vorbei; Urlaubspläne im Weltall. - Homöopathie wirkt (Nicht über den Placebo-Effekt hinaus) - Mitarbeiter des Monats: Daniel und Lucca Die schönsten nicht gesendeten Sendetitel – Extended; DIY Globuli; Spiel: Top Spiel, gerne wieder – Friedhof und Swingerclubs |               |                                            |                      |                                                  |                                     |                             |
| 152 | 17            | So isser, der Böhmi                        | 29. Aug. 2019        | Aurel Mertz                                      | –                                   | #neustart19                 |
| - Intro: Jan (Parodie auf ALF) - Stand up: Landtagswahlen in Brandenburg und Sachsen; Hymne für Ingo Senftleben; Musikpreis IMA; Kinder machen glücklich (wenn sie ausziehen). - SPD sucht Parteispitze - TV Sensation: Jan Böhmermann will SPD Chef werden - Werbung: Extra (Kaugummi); Tonnies; Grüne Paprika (Krombacher) - Qualitätskontrolle: Was die sehr gute Partei AfD schon alles für Deutschland geleistet hat (Teil 2) - Mitarbeiterin des Monats: Hannah Leimer Alles auf Null! Jan Böhmermanns Staffelansprache; Viral oder Egal mit Aurel Mertz |               |                                            |                      |                                                  |                                     |                             |
| 153 | 18            | Yes We Köthen                              | 5. Sep. 2019         | Donnie O’Sullivan                                | Rilès – Thank God                   | #E                          |
| - Stand up: Wahlausgang; CSU-Youtuber Armin; Brexit Probleme; Papst bleibt im Fahrstuhl stecken. - SPD-Vorsitz: Böhmermann gibt sich kämpferisch - Young Böhmermann: Folge 187 – Neue Freunde - E – Das Magazin für Themen mit E: E-Scooter - Rilès feat. RTO Ehrenfeld – Thank God - Mitarbeiterin des Monats: Christina Chalkidou |               |                                            |                      |                                                  |                                     |                             |
| 154 | 19            | Aufguss in der Posauna                     | 12. Sep. 2019        | Insa Thiele-Eich                                 | –                                   | #Tennisdarm                 |
| - Stand up: Zu wenig Lehrer; Autoausstellung; Der Grüne Knopf; Primark nachhaltig. - Brexitstand - Wahre Fakten: Greta Thunberg - Spiel: All you can eat - Mitarbeiterin des Monats: Nora Müller |               |                                            |                      |                                                  |                                     |                             |
| 155 | 20            | Knietief in der Gottschalk Bubble          | 19. Sep. 2019        | Arjen Lubach                                     | –                                   | #massivekonsequenzen        |
| - Stand up: Björn Höcke bricht Interview ab; Oktoberfest beginnt; Ehepaar kauft Verlage; Andreas Gabalier hat sich getrennt. - Klimastreit oder Freiheit? - Gedankensprünge: Klimastreit - Pol1z1stens0hn – Herz und Faust und Zwinkerzwinker - Drehscheibe Internet: Instagram-Newcomer des Monats – Carsten Maschmeyer - Mitarbeiter des Monats: Benjamin Denkert |               |                                            |                      |                                                  |                                     |                             |
| 156 | 21            | Zu welchem Arzt muss ich denn?             | 26. Sep. 2019        | Moritz Hürtgen                                   | –                                   | #Herbstbeben                |
| - Stand up: Thomas Cook ist pleite; Wahlen in Österreich; Beten für Kurz; Herbstanfang. - Rückblick auf die Woche des Raps nach „Herz und Faust und Zwinkerzwinker“ - Der Beef-Träger: ZDF verklagt Böhmermann - Die ZDF Tierkritik mit Dr. Margot Dokthor: Adler - E – Das Magazin für Themen mit E: E-Zigarette - Mitarbeiter des Monats: Patrick Scheuermann Spiel: SPANNEND! Ach ne, doch nicht mit Moritz Hürtgen |               |                                            |                      |                                                  |                                     |                             |
| 157 | 22            | Die ganze Story gibts am Montag            | 3. Okt. 2019         | Trettmann                                        | Trettmann – Stolpersteine           | #Wessi #Ossi                |
| - Stand up: Christian Hirte stellt Bericht vor; Frank Busemann ist in Doha; Heinz-Christian Strache tritt zurück; Nutri-Score. - Die 29 emotionalsten Ost-West Momente Deutschlands: - Gäste vorstellen (Thomas M. Stein, Max Bierhals, Giulia Becker und eine Frau aus dem Osten) - Plätze 29-22 - Meinung der Gäste; Ostsandmännchen - Plätze 21-11 - Wie ist Hans-Dietrich Genscher privat?; Kinderbilder - Plätze 10-2 - Gespräch zur 1 - Platz 1 - Trettmann feat. RTO Ehrenfeld – Stolpersteine - Mitarbeiterin des Monats: Carolin Worbs |               |                                            |                      |                                                  |                                     |                             |
| 158 | 23            | Ohne Not die Hose aus                      | 10. Okt. 2019        | Patrizia Schlosser                               | –                                   | #SchöneSonndach             |
| - Stand up: Lachpilz; Bundesregierung hält den Klimawandel auf; Nobelpreis; Ungleich verteilte Einkommen. - Der Sieger der Einheit: Wessi - Berlin Bundestag und Nacht: #4 Das WG-Casting - Coin Master – Abzocke mit Fun - Mitarbeiter des Monats: Lars Böske |               |                                            |                      |                                                  |                                     |                             |
| 159 | 24            | Wo ist Ralf?                               | 17. Okt. 2019        | Juan Moreno                                      | –                                   | #StrgHorstEntf              |
| - Stand up: Gamer sind am Terror schuld; Nahles raus aus dem Bundestag; Aiwangers Rede über Sicherheit in Deutschland; Goldenes Auto abgeschleppt. - Literatur-Nobelpreis: Peter Handke - Drehscheibe Internet: Die Social Media-Polizei - Rieß’ Kosmos: Die Grippe - Mitarbeiterin des Monats: Marie-Theres Dobelmann |               |                                            |                      |                                                  |                                     |                             |
| 160 | 25            | Der Wels in der Brandung                   | 24. Okt. 2019        | Fedor Holz                                       | –                                   | #sexykürbis                 |
| - Stand up: Landtagswahlen in Thüringen; Halloween; Tee stärkt das Gehirn. - Alarmstufe Print: Achtsamkeit - NMR Medienforschung: Humor im Hauptprogramm (Teil 1) - Telelupe: Geschlechtsspezifische Medizin - Mitarbeiterin des Monats: Birte Bittner |               |                                            |                      |                                                  |                                     |                             |
| 161 | 26            | Für neo reicht’s                           | 31. Okt. 2019        | Oliver Welke                                     | –                                   | #10JahreNeo                 |
| - Stand up: Neo ist alt geworden; Böhmermanns erster Auftritt bei Neo; Zeitmaschine. - Trendvulkan Mitte: Lerchenberg Edition - In einer Fernsehanstalt vor unserer Zeit - Mitarbeiter des Monats: Stephan Böhm |               |                                            |                      |                                                  |                                     |                             |
| 162 | 27            | Tango-Mango mit Garnelen                   | 7. Nov. 2019         | Aminata Touré                                    | –                                   | #ergebnisoffen              |
| - Stand up: CDU will mit Nazis reden; Der 9. November; Streik der UFO; Große Koalition ist beliebt; Bibi ist schwanger. - Der Neo Magazin Party Radar: Nazis - Jan Böhmermann – Licht an! Licht an! - Die ZDF Tierkritik mit Dr. Margot Dokthor: Füchse - USA hat Hass auf Heiko Maas - Das Digitale Quartett: Polizei behindert TV-Dreharbeiten in Dresden - Mitarbeiterin des Monats: Lisa Rockenbach |               |                                            |                      |                                                  |                                     |                             |
| 163 | 28            | Headspin von Herrn Taschenbier             | 14. Nov. 2019        | Lea-Sophie Cramer                                | –                                   | #PrinzDumm                  |
| - Stand up: Bundesdelegiertenkonferenz der Grünen; Erstattung von Krankenkassen bei Homöopathie; Schweinepest; Auto-fahrende Ratten. - Eier aus Stahl: Prinz George Friedrich von Preußen - Nachricht vom deutschen Sprecher der Herero - Adventskalender von Amorelie - Mitarbeiter des Monats: Daniel Rakete Siegel Spiel: Top Spiel, gerne Wieder!: mit Lea-Sophie Cramer |               |                                            |                      |                                                  |                                     |                             |
| 164 | 29            | Moralisch zweifelhaft, aber nicht strafbar | 21. Nov. 2019        | Ralf Moeller                                     | –                                   | #Bambimusssterben           |
| - Stand up: Digital Klausur; Funklöcher bis 2024 weg; Funkloch in Meseberg; Viel Verpackungsmüll; Der neue Echo; Echo Witze; Publikumspreis; Silke und Holger Zeitung. - Adventskalender - Werbung: Grüne Paprika; Visit Britain; Klaas-Witze Discount. - Jan im Saarland - Spiel: Entscheide Dich! mit Ralf Moeller - Mitarbeiter des Monats: Julius UDE; Ella Kehl und Michael Küpper |               |                                            |                      |                                                  |                                     |                             |
| 165 | 30            | In der Not frisst der Teufel Bounty        | 28. Nov. 2019        | Aya Jaff                                         | Deichkind – Bude voll People        | #DresdensEleven             |
| - Intro: Jan trauert wegen Sachsen - Stand up: Sachsen wurde beraubt; Hitler Zylinder wurde versteigert; Black Friday; Weihnachtsmarkt. - Trailer: Lass dich überwachen vom 29. November 2019 - Der Anschlag von Sachsen - Das Phänomen TikTok - Das Digitale Quartette: An die Mädchen! Wie groß sollte der Penis sein? - E – Das Magazin für Themen mit E: E-Autos - Deichkind feat. RTO Ehrenfeld - Bude voll People - Mitarbeiterin des Monats: Simone Sellmer |               |                                            |                      |                                                  |                                     |                             |
| 166 | 31            | Klößchen ist noch unsicher                 | 5. Dez. 2019         | Louis Klamroth                                   | –                                   | #HDGDSPD                    |
| - Stand up: 25. Weltklimakonferenz; Skelett bei Günther Jauch; Nikolaus. - NMR Medienforschung: Humor im Hauptprogramm (Teil 2) - Wie Jan Böhmermann einmal die Demokratie rettete - Mitarbeiterin des Monats: Paula Steinbrück Spiel: 1,2 oder 3 - Wer hat’s gesagt? mit Louis Klamroth |               |                                            |                      |                                                  |                                     |                             |
| 167 | 32            | Auf keinen Fall eine Late-Night-Show       | 12. Dez. 2019        | –                                                | –                                   | #neomagazin                 |
| - Intro: Ein letztes Mal durchs Studio - Stand up: Theaterstück in der ersten Sendung, Letzte Sendung - „An diesem Tisch ist viel passiert“ (Musik): Was er alles schon gemacht hat - „Herr Böhmermann der Beef ist da“ (Musik): Wie viele Menschen wütend auf ihn sind - „Herr Scherzanwalt“ (Musik): Jan beklagt sich über die vielen Klagen - „Ich bin Captain Obvious“ (Musik): Nebenrollen vom Neo Magazin werden gezeigt - Réné und Robin, die Fakekandidaten (#verafake) beklagen sich über Jan - „Oh Schreck, Oh Schreck, der Ralf ist weg“ (Musik): Ralf Kabelka, der zur heute-show gewechselt ist, versteckt sich immer wieder im Studio - Einspieler von Oliver Welke und Ralf Kabelka, der aufzeigen soll, dass es Kabelka bei der heute-show schlecht geht, aber besser als beim Neo Magazin - Schlagzeug-Solo von Felix Lehrmann - „Wir klagen unser Geld“ (Musik): Autoren beklagen sich, weil sie keinen Beruf mehr haben - Larissa Rieß, „Drop den Beat“ - „Das deutsche Steppgesetz“ - „Hallelulja“ (Musik): Böhmermann singt für den Programmdirektor Norbert Himmler und bedankt sich für seine Hilfe - „ab nach Mainz“: Jan steigt wieder zu Domian ins Auto, was in der ersten Sendung als Theaterstück benutzt wurde, das Auto fährt ins Hauptprogramm „Neo Magateam Royale“: Jan stellt sein komplettes Team vor |               |                                            |                      |                                                  |                                     |                             |

## Quoten und Zuschauerzahlen

### Erstausstrahlung
Die besten Einschaltquoten auf ZDFneo erzielte die Sendung vom 12. Mai 2016, bei der insgesamt etwa 620.000 Zuschauer einschalteten. Dies entsprach einem Marktanteil von 2,8 %. Bei den 14- bis 49-Jährigen hält diese Ausgabe ebenfalls den Rekord mit einer Zuschauerzahl von 320.000 und einem Marktanteil von 3,6 %; der Senderschnitt liegt bei etwa 1,1 %.
| Ausgabe gesamt                 | Ausgabe Staffel | Datum         | Zuschauer | Zuschauer       | Marktanteil | Marktanteil     | Quelle        |
| Ausgabe gesamt                 | Ausgabe Staffel | Datum         | gesamt    | 14 bis 49 Jahre | gesamt      | 14 bis 49 Jahre | Quelle        |
| ------------------------------ | --------------- | ------------- | --------- | --------------- | ----------- | --------------- | ------------- |
| Neo Magazin – Staffel 1        |                 |               |           |                 |             |                 |               |
| 01                             | 1               | 31. Okt. 2013 | 0,06 Mio. |                 | 0,3 %       | 0,3 %           | [ Quote 1 ]   |
| 02                             | 2               | 7. Nov. 2013  | 0,07 Mio. | 0,04 Mio.       | 0,4 %       | 0,6 %           | [ Quote 2 ]   |
| 05                             | 5               | 28. Nov. 2013 | 0,07 Mio. | 0,06 Mio.       | 0,4 %       | 0,9 %           | [ Quote 3 ]   |
| 07                             | 7               | 12. Dez. 2013 | 0,06 Mio. | 0,01 Mio.       | 0,3 %       | 0,2 %           | [ Quote 4 ]   |
| Neo Magazin – Staffel 2        |                 |               |           |                 |             |                 |               |
| 10                             | 1               | 6. Feb. 2014  | 0,10 Mio. | 0,06 Mio.       | 0,6 %       | 0,8 %           | [ Quote 5 ]   |
| 11                             | 2               | 13. Feb. 2014 | 0,06 Mio. | 0,02 Mio.       | 0,4 %       | 0,4 %           | [ Quote 5 ]   |
| 12                             | 3               | 20. Feb. 2014 | 0,04 Mio. | 0,01 Mio.       | 0,2 %       | 0,2 %           | [ Quote 5 ]   |
| 13                             | 4               | 27. Feb. 2014 | 0,06 Mio. | 0,02 Mio.       | 0,4 %       | 0,4 %           | [ Quote 5 ]   |
| 14                             | 5               | 6. März 2014  | 0,04 Mio. | 0,02 Mio.       | 0,2 %       | 0,4 %           | [ Quote 5 ]   |
| 15                             | 6               | 13. März 2014 | 0,07 Mio. | 0,04 Mio.       | 0,4 %       | 0,6 %           | [ Quote 5 ]   |
| 16                             | 7               | 20. März 2014 | 0,04 Mio. | 0,01 Mio.       | 0,3 %       | 0,1 %           | [ Quote 5 ]   |
| 17                             | 8               | 27. März 2014 | 0,12 Mio. | 0,08 Mio.       | 0,7 %       | 1,3 %           | [ Quote 6 ]   |
| 18                             | 9               | 3. Apr. 2014  | 0,04 Mio. | 0,01 Mio.       | 0,3 %       | 0,3 %           | [ Quote 5 ]   |
| Neo Magazin – Staffel 3        |                 |               |           |                 |             |                 |               |
| 19                             | 01              | 23. Okt. 2014 | 0,17 Mio. | 0,09 Mio.       | 0,8 %       | 1,0 %           | [ Quote 7 ]   |
| 20                             | 02              | 30. Okt. 2014 | 0,19 Mio. | 0,06 Mio.       | 0,8 %       | 0,7 %           | [ Quote 8 ]   |
| 23                             | 05              | 20. Nov. 2014 | 0,13 Mio. |                 |             | 0,6 %           | [ Quote 9 ]   |
| 26                             | 08              | 11. Dez. 2014 | 0,12 Mio. | 0,10 Mio.       | 0,5 %       | 1,1 %           | [ Quote 10 ]  |
| 28                             | 10              | 31. Dez. 2014 | 0,19 Mio. | 0,02 Mio.       | 0,8 %       | 0,3 %           | [ Quote 11 ]  |
| Neo Magazin Royale – Staffel 1 |                 |               |           |                 |             |                 |               |
| 001                            | 01              | 5. Feb. 2015  | 0,27 Mio. | 0,16 Mio.       | 1,2 %       | 1,8 %           | [ Quote 12 ]  |
| 002                            | 02              | 12. Feb. 2015 | 0,18 Mio. | 0,10 Mio.       | 0,6 %       | 0,9 %           | [ Quote 13 ]  |
| 003                            | 03              | 19. Feb. 2015 | 0,15 Mio. | 0,08 Mio.       | 0,6 %       | 0,9 %           | [ Quote 14 ]  |
| 004                            | 04              | 26. Feb. 2015 | 0,11 Mio. | 0,05 Mio.       | 0,4 %       | 0,6 %           | [ Quote 15 ]  |
| 005                            | 05              | 5. März 2015  | 0,26 Mio. | 0,15 Mio.       | 1,2 %       | 1,8 %           | [ Quote 16 ]  |
| 006                            | 06              | 12. März 2015 | 0,29 Mio. | 0,19 Mio.       | 1,3 %       | 2,1 %           | [ Quote 17 ]  |
| 007                            | 07              | 19. März 2015 | 0,24 Mio. |                 | 1,1 %       | 1,6 %           | [ Quote 18 ]  |
| 008                            | 08              | 2. Apr. 2015  | 0,23 Mio. |                 | 0,7 %       | 0,8 %           | [ Quote 19 ]  |
| 009                            | 09              | 2. Apr. 2015  | 0,18 Mio. |                 | 0,7 %       | 1,1 %           | [ Quote 20 ]  |
| 011                            | 11              | 16. Apr. 2015 | 0,26 Mio. |                 | 1,1 %       | 1,2 %           | [ Quote 21 ]  |
| 012                            | 12              | 23. Apr. 2015 | 0,30 Mio. | 0,15 Mio.       | 1,3 %       | 1,6 %           | [ Quote 22 ]  |
| 014                            | 14              | 7. Mai 2015   | 0,19 Mio. | 0,08 Mio.       | 0,9 %       | 1,0 %           | [ Quote 23 ]  |
| 015                            | 15              | 21. Mai 2015  | 0,28 Mio. |                 |             | 2,1 %           | [ Quote 24 ]  |
| 016                            | 16              | 28. Mai 2015  | 0,23 Mio. | 0,12 Mio.       | 1,0 %       | 1,3 %           | [ Quote 25 ]  |
| 017                            | 17              | 20. Aug. 2015 | 0,17 Mio. | 0,12 Mio.       | 0,8 %       | 1,6 %           | [ Quote 26 ]  |
| 018                            | 18              | 27. Aug. 2015 | 0,20 Mio. |                 | 1,0 %       |                 |               |
| 019                            | 19              | 3. Sep. 2015  | 0,23 Mio. |                 | 1,1 %       |                 |               |
| 020                            | 20              | 10. Sep. 2015 | 0,22 Mio. |                 | 1,0 %       |                 |               |
| 021                            | 21              | 17. Sep. 2015 | 0,27 Mio. |                 | 1,3 %       |                 |               |
| 022                            | 22              | 24. Sep. 2015 | 0,31 Mio. |                 | 1,4 %       |                 |               |
| 023                            | 23              | 1. Okt. 2015  | 0,25 Mio. |                 | 1,1 %       |                 |               |
| 025                            | 25              | 15. Okt. 2015 | 0,30 Mio. |                 | 1,2 %       |                 |               |
| 028                            | 28              | 5. Nov. 2015  | 0,25 Mio. |                 | 1,3 %       |                 |               |
| 029                            | 29              | 12. Nov. 2015 | 0,23 Mio. |                 | 1,1 %       |                 | [ Quote 27 ]  |
| 030                            | 30              | 19. Nov. 2015 | 0,16 Mio. |                 |             | 1,1 %           | [ Quote 28 ]  |
| 031                            | 31              | 26. Nov. 2015 | 0,24 Mio. | 0,13 Mio.       | 1,2 %       | 1,6 %           | [ Quote 29 ]  |
| 032                            | 32              | 3. Dez. 2015  | 0,29 Mio. |                 | 1,5 %       |                 | [ Quote 30 ]  |
| 033                            | 33              | 10. Dez. 2015 | 0,23 Mio. |                 | 1,1 %       |                 |               |
| 034                            | 34              | 17. Dez. 2015 | 0,16 Mio. |                 | 0,7 %       |                 |               |
| Neo Magazin Royale – Staffel 2 |                 |               |           |                 |             |                 |               |
| 035                            | 01              | 4. Feb. 2016  | 0,19 Mio. | 0,09 Mio.       | 0,9 %       | 1,2 %           | [ Quote 31 ]  |
| 036                            | 02              | 11. Feb. 2016 | 0,12 Mio. |                 | 0,5 %       | 0,8 %           | [ Quote 32 ]  |
| 038                            | 04              | 25. Feb. 2016 |           |                 |             | 0,8 %           |               |
| 039                            | 05              | 3. März 2016  | 0,33 Mio. |                 | 1,7 %       | 2,8 %           | [ Quote 33 ]  |
| 040                            | 06              | 10. März 2016 | 0,19 Mio. |                 |             | 1,0 %           | [ Quote 34 ]  |
| 041                            | 07              | 17. März 2016 | 0,18 Mio. |                 | 1,0 %       |                 |               |
| 042                            | 08              | 24. März 2016 | 0,28 Mio. |                 | 1,2 %       | 2,0 %           | [ Quote 35 ]  |
| 043                            | 09              | 31. März 2016 | 0,37 Mio. |                 | 1,7 %       |                 |               |
| 044                            | 10              | 7. Apr. 2016  | 0,29 Mio. |                 | 1,3 %       | 1,7 %           | [ Quote 36 ]  |
| 045                            | 11              | 12. Mai 2016  | 0,62 Mio. | 0,32 Mio.       | 2,8 %       | 3,6 %           | [ Quote 37 ]  |
| 046                            | 12              | 19. Mai 2016  | 0,37 Mio. |                 | 1,7 %       | 2,1 %           | [ Quote 38 ]  |
| 047                            | 13              | 26. Mai 2016  | 0,41 Mio. |                 | 1,9 %       |                 |               |
| 048                            | 14              | 2. Juni 2016  | 0,34 Mio. | 0,25 Mio.       | 1,6 %       | 3,3 %           | [ Quote 39 ]  |
| 049                            | 15              | 25. Aug. 2016 | 0,33 Mio. | 0,16 Mio.       | 1,8 %       | 2,2 %           | [ Quote 40 ]  |
| 050                            | 16              | 1. Sep. 2016  | 0,22 Mio. | 0,10 Mio.       | 1,2 %       | 1,5 %           | [ Quote 41 ]  |
| 052                            | 18              | 15. Sep. 2016 | 0,26 Mio. | 0,15 Mio.       | 1,3 %       | 1,9 %           | [ Quote 42 ]  |
| 053                            | 19              | 22. Sep. 2016 | 0,31 Mio. |                 | 1,6 %       | 2,7 %           | [ Quote 43 ]  |
| 054                            | 20              | 29. Sep. 2016 | 0,17 Mio. |                 |             | 3,8 %           | [ Quote 44 ]  |
| 055                            | 21              | 6. Okt. 2016  | 0,39 Mio. |                 | 1,9 %       |                 |               |
| 056                            | 22              | 13. Okt. 2016 | 0,49 Mio. | 0,28 Mio.       | 2,3 %       | 3,5 %           | [ Quote 45 ]  |
| 057                            | 23              | 20. Okt. 2016 | 0,34 Mio. | 0,18 Mio.       | 1,5 %       | 2,2 %           | [ Quote 46 ]  |
| 058                            | 24              | 27. Okt. 2016 | 0,27 Mio. | 0,13 Mio.       | 1,2 %       | 1,5 %           | [ Quote 47 ]  |
| 059                            | 25              | 3. Nov. 2016  | 0,37 Mio. |                 | 1,7 %       | 2,5 %           | [ Quote 48 ]  |
| 060                            | 26              | 10. Nov. 2016 | 0,32 Mio. |                 | 1,5 %       | 2,2 %           | [ Quote 49 ]  |
| 064                            | 30              | 8. Dez. 2016  | 0,30 Mio. | 0,16 Mio.       | 1,4 %       | 1,9 %           | [ Quote 50 ]  |
| Neo Magazin Royale – Staffel 3 |                 |               |           |                 |             |                 |               |
| 066                            | 01              | 2. Feb. 2017  | 0,38 Mio. | 0,15 Mio.       | 1,8 %       | 2,1 %           | [ Quote 51 ]  |
| 069                            | 04              | 23. Feb. 2017 | 0,35 Mio. |                 |             | 2,1 %           | [ Quote 52 ]  |
| 070                            | 05              | 2. März 2017  | 0,38 Mio. |                 | 1,7 %       | 2,4 %           | [ Quote 53 ]  |
| 071                            | 06              | 9. März 2017  | 0,31 Mio. |                 |             | 1,4 %           | [ Quote 54 ]  |
| 073                            | 08              | 23. März 2017 | 0,40 Mio. |                 | 2,0 %       |                 |               |
| 074                            | 09              | 30. März 2017 | 0,29 Mio. |                 |             | 1,6 %           | [ Quote 55 ]  |
| 075                            | 10              | 6. Apr. 2017  | 0,38 Mio. |                 | 1,7 %       | 2,1 %           | [ Quote 56 ]  |
| 076                            | 11              | 13. Apr. 2017 | 0,37 Mio. | 0,18 Mio.       | 1,5 %       | 2,1 %           | [ Quote 57 ]  |
| 077                            | 12              | 20. Apr. 2017 | 0,34 Mio. |                 | 1,4 %       | 2,3 %           | [ Quote 58 ]  |
| 078                            | 13              | 27. Apr. 2017 | 0,41 Mio. |                 | 1,8 %       | 2,5 %           | [ Quote 59 ]  |
| 079                            | 14              | 4. Mai 2017   | 0,44 Mio. | 0,23 Mio.       | 1,9 %       | 3,0 %           | [ Quote 60 ]  |
| 080                            | 15              | 11. Mai 2017  | 0,27 Mio. |                 | 1,2 %       | 1,3 %           | [ Quote 61 ]  |
| 081                            | 16              | 18. Mai 2017  | 0,31 Mio. | 0,20 Mio.       | 1,6 %       | 2,9 %           | [ Quote 62 ]  |
| 082                            | 17              | 1. Juni 2017  |           |                 |             | 1,8 %           | [ Quote 63 ]  |
| 083                            | 18              | 8. Juni 2017  | 0,30 Mio. |                 | 1,5 %       | 1,6 %           | [ Quote 64 ]  |
| 084                            | 19              | 15. Juni 2017 |           |                 |             | 1,1 %           | [ Quote 65 ]  |
| 085                            | 20              | 22. Juni 2017 | 0,29 Mio. |                 | 1,4 %       | 2,3 %           | [ Quote 66 ]  |
| 086                            | 21              | 14. Sep. 2017 | 0,36 Mio. | 0,18 Mio.       | 1,9 %       | 2,7 %           | [ Quote 67 ]  |
| 087                            | 22              | 21. Sep. 2017 | 0,60 Mio. |                 | 2,9 %       |                 |               |
| 088                            | 23              | 28. Sep. 2017 | 0,29 Mio. | 0,12 Mio.       | 1,4 %       | 1,6 %           | [ Quote 68 ]  |
| 089                            | 24              | 5. Okt. 2017  | 0,24 Mio. | 0,13 Mio.       | 1,1 %       | 1,7 %           | [ Quote 69 ]  |
| 090                            | 25              | 12. Okt. 2017 | 0,41 Mio. | 0,20 Mio.       | 2,1 %       | 3,0 %           | [ Quote 70 ]  |
| 091                            | 26              | 19. Okt. 2017 | 0,29 Mio. | 0,19 Mio.       | 1,4 %       | 2,6 %           | [ Quote 71 ]  |
| 093                            | 28              | 2. Nov. 2017  | 0,26 Mio. | 0,09 Mio.       | 1,1 %       | 1,0 %           | [ Quote 72 ]  |
| 094                            | 29              | 9. Nov. 2017  | 0,28 Mio. | 0,06 Mio.       | 1,3 %       | 0,8 %           | [ Quote 73 ]  |
| 095                            | 30              | 16. Nov. 2017 | 0,33 Mio. | 0,15 Mio.       | 1,4 %       | 1,9 %           | [ Quote 74 ]  |
| 096                            | 31              | 23. Nov. 2017 | 0,25 Mio. | 0,13 Mio.       | 1,1 %       | 1,6 %           | [ Quote 75 ]  |
| 097                            | 32              | 30. Nov. 2017 | 0,37 Mio. | 0,19 Mio.       | 1,7 %       | 2,4 %           | [ Quote 76 ]  |
| 098                            | 33              | 7. Dez. 2017  | 0,33 Mio. | 0,23 Mio.       | 1,5 %       | 3,0 %           | [ Quote 77 ]  |
| 099                            | 34              | 15. Dez. 2017 | 0,20 Mio. | 0,08 Mio.       | 1,0 %       | 1,2 %           | [ Quote 78 ]  |
| Neo Magazin Royale – Staffel 4 |                 |               |           |                 |             |                 |               |
| 100                            | 01              | 1. Feb. 2018  | 0,25 Mio. |                 | 1,1 %       | 0,9 %           | [ Quote 79 ]  |
| 104                            | 05              | 1. März 2018  | 0,35 Mio. | 0,12 Mio.       | 1,6 %       | 1,5 %           |               |
| 105                            | 06              | 8. März 2018  | 0,42 Mio. |                 |             | 2,1 %           |               |
| 106                            | 07              | 15. März 2018 | 0,20 Mio. |                 | 0,8 %       | 1,1 %           | [ Quote 80 ]  |
| 107                            | 08              | 22. März 2018 | 0,28 Mio. | 0,11 Mio.       | 1,4 %       | 1,6 %           | [ Quote 81 ]  |
| 108                            | 09              | 29. März 2018 | 0,43 Mio. | 0,24 Mio.       | 1,6 %       | 2,8 %           | [ Quote 82 ]  |
| 109                            | 10              | 5. Apr. 2018  | 0,34 Mio. |                 | 1,3 %       | 1,8 %           | [ Quote 83 ]  |
| 110                            | 11              | 12. Apr. 2018 | 0,24 Mio. | 0,07 Mio.       | 1,1 %       | 1,1 %           | [ Quote 84 ]  |
| 111                            | 12              | 19. Apr. 2018 | 0,48 Mio. |                 | 2,5 %       | 3,2 %           |               |
| 112                            | 13              | 26. Apr. 2018 | 0,42 Mio. |                 | 2,0 %       | 1,9 %           |               |
| 113                            | 14              | 3. Mai 2018   | 0,39 Mio. |                 | 1,9 %       | 2,6 %           | [ Quote 85 ]  |
| 114                            | 15              | 10. Mai 2018  | 0,24 Mio. |                 | 1,0 %       | 0,7 %           | [ Quote 86 ]  |
| 115                            | 16              | 17. Mai 2018  |           |                 |             | 1,8 %           |               |
| 116                            | 17              | 24. Mai 2018  | 0,33 Mio. |                 | 1,6 %       | 1,9 %           |               |
| 117                            | 18              | 31. Mai 2018  | 0,38 Mio. | 0,23 Mio.       | 1,9 %       | 3,6 %           | [ Quote 87 ]  |
| 118                            | 19              | 7. Juni 2018  | 0,32 Mio. | 0,13 Mio.       | 1,6 %       | 2,1 %           | [ Quote 88 ]  |
| 119                            | 20              | 30. Aug. 2018 | 0,34 Mio. | 0,19 Mio.       | 1,5 %       | 2,6 %           | [ Quote 89 ]  |
| 121                            | 22              | 13. Sep. 2018 | 0,29 Mio. | 0,13 Mio.       | 1,4 %       | 1,8 %           | [ Quote 90 ]  |
| 123                            | 24              | 27. Sep. 2018 | 0,28 Mio. | 0,14 Mio.       | 1,4 %       | 2,2 %           | [ Quote 91 ]  |
| 124                            | 25              | 4. Okt. 2018  | 0,40 Mio. | 0,23 Mio.       | 1,8 %       | 3,3 %           | [ Quote 92 ]  |
| 126                            | 27              | 18. Okt. 2018 | 0,37 Mio. | 0,11 Mio.       | 1,8 %       | 1,6 %           | [ Quote 93 ]  |
| 129                            | 30              | 8. Nov. 2018  | 0,20 Mio. | 0,09 Mio.       | 1,0 %       | 1,3 %           | [ Quote 94 ]  |
| 130                            | 31              | 15. Nov. 2018 | 0,19 Mio. |                 | 0,8 %       | 0,6 %           | [ Quote 95 ]  |
| 131                            | 32              | 22. Nov. 2018 |           |                 | 1,8 %       |                 | [ Quote 96 ]  |
| 133                            | 34              | 6. Dez. 2018  | 0,28 Mio. |                 | 1,3 %       | 1,6 %           | [ Quote 97 ]  |
| 135                            | 36              | 20. Dez. 2018 | 0,11 Mio. | 0,05 Mio.       | 0,7 %       | 1,0 %           | [ Quote 98 ]  |
| Neo Magazin Royale – Staffel 5 |                 |               |           |                 |             |                 |               |
| 136                            | 01              | 21. Feb. 2019 | 0,33 Mio. | 0,13 Mio.       | 1,6 %       | 2,0 %           | [ Quote 99 ]  |
| 137                            | 02              | 28. Feb. 2019 | 0,20 Mio. | 0,06 Mio.       | 0,9 %       | 0,9 %           | [ Quote 100 ] |
| 139                            | 04              | 14. März 2019 | 0,34 Mio. | 0,11 Mio.       | 1,5 %       | 1,6 %           | [ Quote 101 ] |
| 145                            | 10              | 25. Apr. 2019 | 0,16 Mio. | 0,10 Mio.       | 0,8 %       | 1,6 %           | [ Quote 102 ] |
| 149                            | 14              | 23. Mai 2019  | 0,47 Mio. | 0,20 Mio.       | 2,2 %       | 2,7 %           | [ Quote 103 ] |
| 150                            | 15              | 6. Juni 2019  | 0,29 Mio. |                 |             | 2,2 %           | [ Quote 104 ] |
| 151                            | 16              | 14. Juni 2019 | 0,48 Mio. | 0,25 Mio.       | 2,5 %       | 4,3 %           | [ Quote 105 ] |
| 152                            | 17              | 29. Aug. 2019 | 0,34 Mio. |                 | 1,7 %       | 1,6 %           | [ Quote 106 ] |
| 154                            | 19              | 12. Sep. 2019 | 0,33 Mio. | 0,16 Mio.       | 1,7 %       |                 | [ Quote 107 ] |
| 158                            | 23              | 10. Okt. 2019 | 0,28 Mio. | 0,13 Mio.       | 1,4 %       | 2,0 %           | [ Quote 108 ] |
| 161                            | 26              | 31. Okt. 2019 | 0,36 Mio. | 0,19 Mio.       | 1,7 %       | 2,9 %           | [ Quote 109 ] |
| 162                            | 27              | 7. Nov. 2019  | 0,26 Mio. |                 |             | 2,2 %           | [ Quote 110 ] |
| 163                            | 28              | 14. Nov. 2019 | 0,40 Mio. | 0,15 Mio.       | 2,0 %       | 2,3 %           | [ Quote 111 ] |
| 164                            | 29              | 21. Nov. 2019 | 0,30 Mio. | 0,17 Mio.       | 1,4 %       | 2,7 %           | [ Quote 112 ] |
| 167                            | 32              | 12. Dez. 2019 | 0,30 Mio. | 0,20 Mio.       | 1,4 %       | 3,4 %           | [ Quote 113 ] |

Anmerkungen:
1. ↑  Fettgedruckt: Höchster Zuschauerwert in dieser Kategorie. Kursivfettgedruckt: Niedrigster Zuschauerwert in dieser Kategorie
2. ↑  Fettgedruckt: Höchster Marktanteilwert in dieser Kategorie. Kursivfettgedruckt: Niedrigster Marktanteilwert in dieser Kategorie

### ZDF-Wiederholung
Die besten Einschaltquoten auf ZDF erzielte die Wiederholung der 34. Ausgabe von Neo Magazin Royale, bei der insgesamt etwa 940.000 Zuschauer einschalteten. Dies entsprach einem Marktanteil von 7,1 %. Bei den 14-49-Jährigen hält ebenfalls diese Sendung den Rekord mit 450.000 Zuschauern und einem Marktanteil von 8,4 %.
| Ausgabe gesamt                 | Ausgabe Staffel | Datum         | Uhrzeit   | Zuschauer | Zuschauer       | Marktanteil | Marktanteil     | Quelle        |
| Ausgabe gesamt                 | Ausgabe Staffel | Datum         | Uhrzeit   | gesamt    | 14 bis 49 Jahre | gesamt      | 14 bis 49 Jahre | Quelle        |
| ------------------------------ | --------------- | ------------- | --------- | --------- | --------------- | ----------- | --------------- | ------------- |
| Neo Magazin Royale – Staffel 1 |                 |               |           |           |                 |             |                 |               |
| 001                            | 01              | 7. Feb. 2015  | 00:05 Uhr | 0,67 Mio. | 0,37 Mio.       | 5,8 %       | 7,3 %           | [ Quote 114 ] |
| 002                            | 02              | 14. Feb. 2015 | 00:55 Uhr | 0,36 Mio. | 0,18 Mio.       | 4,6 %       | 4,9 %           | [ Quote 115 ] |
| 003                            | 03              | 20. Feb. 2015 | 23:50 Uhr | 0,55 Mio. | 0,22 Mio.       | 4,1 %       | 4,0 %           | [ Quote 116 ] |
| 004                            | 04              | 28. Feb. 2015 | 00:15 Uhr | 0,51 Mio. | 0,26 Mio.       | 5,1 %       | 5,7 %           | [ Quote 117 ] |
| 005                            | 05              | 7. März 2015  | 00:40 Uhr | 0,33 Mio. |                 | 4,1 %       | 3,6 %           | [ Quote 118 ] |
| 006                            | 06              | 14. März 2015 | 00:10 Uhr | 0,35 Mio. |                 | 3,3 %       |                 |               |
| 007                            | 07              | 20. März 2015 | 23:55 Uhr | 0,61 Mio. | 0,24 Mio.       | 5,0 %       | 4,6 %           | [ Quote 119 ] |
| 010                            | 10              | 11. Apr. 2015 | 00:35 Uhr | 0,29 Mio. | 0,13 Mio.       | 3,7 %       | 3,2 %           | [ Quote 120 ] |
| 011                            | 11              | 18. Apr. 2015 | 00:20 Uhr | 0,47 Mio. |                 | 5,2 %       |                 |               |
| 012                            | 12              | 25. Apr. 2015 | 00:10 Uhr | 0,48 Mio. |                 | 5,0 %       |                 |               |
| 013                            | 13              | 2. Mai 2015   | 01:05 Uhr | 0,16 Mio. |                 | 2,5 %       |                 | [ Quote 121 ] |
| 014                            | 14              | 9. Mai 2015   | 00:05 Uhr | 0,50 Mio. |                 | 4,9 %       |                 | [ Quote 122 ] |
| 015                            | 15              | 23. Mai 2015  | 00:35 Uhr | 0,25 Mio. |                 | 3,4 %       |                 | [ Quote 123 ] |
| 016                            | 16              | 30. Mai 2015  | 00:35 Uhr | 0,42 Mio. | 0,29 Mio.       | 4,3 %       | 2,9 %           | [ Quote 124 ] |
| 017                            | 17              | 22. Aug. 2015 | 00:00 Uhr | 0,24 Mio. |                 | 2,4 %       | 1,6 %           | [ Quote 125 ] |
| 018                            | 18              | 29. Aug. 2015 | 01:05 Uhr | 0,24 Mio. |                 | 3,9 %       |                 |               |
| 019                            | 19              | 5. Sep. 2015  | 00:15 Uhr | 0,32 Mio. |                 | 3,6 %       |                 |               |
| 020                            | 20              | 12. Sep. 2015 | 00:10 Uhr | 0,45 Mio. |                 | 4,6 %       |                 |               |
| 021                            | 21              | 19. Sep. 2015 | 00:30 Uhr | 0,40 Mio. |                 | 5,3 %       |                 | [ Quote 126 ] |
| 022                            | 22              | 26. Sep. 2015 | 00:00 Uhr | 0,44 Mio. | 0,16 Mio.       | 4,1 %       | 3,5 %           | [ Quote 127 ] |
| 023                            | 23              | 3. Okt. 2015  | 00:10 Uhr | 0,40 Mio. |                 | 4,1 %       |                 |               |
| 024                            | 24              | 10. Okt. 2015 | 00:30 Uhr | 0,32 Mio. |                 | 4,0 %       |                 |               |
| 025                            | 25              | 17. Okt. 2015 | 01:00 Uhr | 0,31 Mio. |                 | 4,3 %       |                 |               |
| 026                            | 26              | 24. Okt. 2015 | 00:30 Uhr | 0,46 Mio. |                 | 5,3 %       |                 |               |
| 027                            | 27              | 31. Okt. 2015 | 00:35 Uhr | 0,54 Mio. |                 | 6,4 %       | 8,1 %           | [ Quote 128 ] |
| 028                            | 28              | 7. Nov. 2015  | 00:15 Uhr | 0,35 Mio. | 0,13 Mio.       | 3,6 %       | 3,0 %           | [ Quote 129 ] |
| 030                            | 30              | 21. Nov. 2015 | 00:15 Uhr | 0,50 Mio. | 0,18 Mio.       | 5,1 %       | 4,0 %           | [ Quote 130 ] |
| 031                            | 31              | 28. Nov. 2015 | 00:10 Uhr | 0,47 Mio. | 0,19 Mio.       | 4,7 %       | 4,2 %           | [ Quote 131 ] |
| 032                            | 32              | 5. Dez. 2015  | 00:35 Uhr | 0,42 Mio. |                 | 4,9 %       | 5,0 %           | [ Quote 132 ] |
| 033                            | 33              | 12. Dez. 2015 | 00:15 Uhr | 0,41 Mio. |                 | 3,9 %       |                 |               |
| 034                            | 34              | 18. Dez. 2015 | 23:45 Uhr | 0,94 Mio. | 0,45 Mio.       | 7,1 %       | 8,4 %           | [ Quote 133 ] |
| Neo Magazin Royale – Staffel 2 |                 |               |           |           |                 |             |                 |               |
| 035                            | 01              | 6. Feb. 2016  | 00:20 Uhr | 0,78 Mio. | 0,22 Mio.       | 7,0 %       | 4,5 %           | [ Quote 134 ] |
| 036                            | 02              | 13. Feb. 2016 | 00:15 Uhr | 0,51 Mio. |                 | 4,7 %       |                 | [ Quote 135 ] |
| 037                            | 03              | 20. Feb. 2016 | 00:25 Uhr | 0,35 Mio. |                 | 3,5 %       |                 |               |
| 038                            | 04              | 27. Feb. 2016 | 00:40 Uhr | 0,24 Mio. |                 | 3,2 %       |                 |               |
| 039                            | 05              | 5. März 2016  | 00:15 Uhr | 0,40 Mio. |                 | 3,9 %       |                 |               |
| 040                            | 06              | 12. März 2016 | 00:05 Uhr | 0,60 Mio. |                 | 5,4 %       |                 |               |
| 041                            | 07              | 19. März 2016 | 02:05 Uhr | 0,26 Mio. |                 | 6,0 %       |                 |               |
| 043                            | 09              | 2. Apr. 2016  | 01:20 Uhr | 0,32 Mio. |                 | 5,4 %       |                 |               |
| 044                            | 10              | 9. Apr. 2016  | 00:05 Uhr | 0,60 Mio. |                 | 5,6 %       |                 |               |
| 045                            | 11              | 14. Mai 2016  | 00:05 Uhr | 0,76 Mio. |                 | 7,6 %       |                 |               |
| 046                            | 12              | 21. Mai 2016  | 00:30 Uhr | 0,41 Mio. |                 | 5,3 %       |                 |               |
| 047                            | 13              | 28. Mai 2016  | 00:10 Uhr | 0,68 Mio. |                 | 6,5 %       |                 |               |
| 048                            | 14              | 4. Juni 2016  | 00:15 Uhr | 0,40 Mio. | 0,17 Mio.       |             | 3,9 %           | [ Quote 136 ] |
| 049                            | 15              | 27. Aug. 2016 | 00:55 Uhr | 0,22 Mio. |                 | 3,5 %       |                 |               |
| 050                            | 16              | 2. Sep. 2016  | 23:55 Uhr | 0,40 Mio. |                 | 3,8 %       |                 |               |
| 052                            | 18              | 17. Sep. 2016 | 00:00 Uhr | 0,39 Mio. | 0,17 Mio.       |             | 3,7 %           | [ Quote 137 ] |
| 053                            | 19              | 24. Sep. 2016 | 00:10 Uhr | 0,49 Mio. | 0,25 Mio.       | 5,2 %       | 5,5 %           | [ Quote 138 ] |
| 054                            | 20              | 1. Okt. 2016  | 00:00 Uhr | 0,37 Mio. |                 | 3,8 %       |                 |               |
| 055                            | 21              | 8. Okt. 2016  | 00:30 Uhr | 0,54 Mio. |                 | 6,3 %       |                 |               |
| 056                            | 22              | 15. Okt. 2016 | 00:10 Uhr | 0,48 Mio. |                 | 4,9 %       |                 | [ Quote 139 ] |
| 058                            | 24              | 29. Okt. 2016 | 01:00 Uhr | 0,24 Mio. |                 | 3,2 %       |                 |               |
| 059                            | 25              | 5. Nov. 2016  | 00:35 Uhr | 0,43 Mio. |                 | 5,3 %       |                 |               |
| 060                            | 26              | 12. Nov. 2016 | 00:55 Uhr | 0,30 Mio. |                 | 4,1 %       |                 |               |
| 061                            | 27              | 19. Nov. 2016 | 00:05 Uhr | 0,54 Mio. |                 | 4,8 %       |                 | [ Quote 140 ] |
| 062                            | 28              | 26. Nov. 2016 | 00:05 Uhr | 0,56 Mio. |                 | 5,2 %       |                 |               |
| 063                            | 29              | 3. Dez. 2016  | 00:35 Uhr | 0,45 Mio. |                 | 5,4 %       |                 |               |
| 064                            | 30              | 10. Dez. 2016 | 00:45 Uhr | 0,30 Mio. |                 | 3,7 %       |                 |               |
| 065                            | 31              | 16. Dez. 2016 | 23:45 Uhr | 1,05 Mio. | 0,43 Mio.       | 7,5 %       | 7,6 %           | [ Quote 141 ] |
| Neo Magazin Royale – Staffel 3 |                 |               |           |           |                 |             |                 |               |
| 066                            | 01              | 4. Feb. 2017  | 00:30 Uhr | 0,37 Mio. |                 | 3,9 %       |                 |               |
| 067                            | 02              | 11. Feb. 2017 | 00:05 Uhr | 0,61 Mio. |                 | 5,6 %       |                 |               |
| 068                            | 03              | 18. Feb. 2017 | 00:10 Uhr | 0,52 Mio. |                 | 4,9 %       |                 |               |
| 069                            | 04              | 25. Feb. 2017 | 00:55 Uhr | 0,43 Mio. |                 | 5,7 %       |                 |               |
| 070                            | 05              | 4. März 2017  | 00:10 Uhr | 0,63 Mio. |                 | 6,1 %       |                 |               |
| 071                            | 06              | 11. März 2017 | 00:05 Uhr | 0,50 Mio. |                 | 4,5 %       |                 |               |
| 072                            | 07              | 18. März 2017 | 00:35 Uhr | 0,50 Mio. |                 | 6,2 %       |                 |               |
| 073                            | 08              | 25. März 2017 | 01:35 Uhr | 0,15 Mio. |                 | 3,0 %       |                 | [ Quote 142 ] |
| 074                            | 09              | 1. Apr. 2017  | 00:05 Uhr | 0,52 Mio. |                 | 5,2 %       |                 |               |
| 075                            | 10              | 8. Apr. 2017  | 00:30 Uhr | 0,40 Mio. |                 | 5,0 %       |                 |               |
| 077                            | 12              | 22. Apr. 2017 | 00:00 Uhr | 0,58 Mio. | 0,30 Mio.       | 4,9 %       | 6,0 %           | [ Quote 143 ] |
| 078                            | 13              | 29. Apr. 2017 | 01:40 Uhr | 0,21 Mio. |                 | 3,7 %       |                 |               |
| 079                            | 14              | 6. Mai 2017   | 00:35 Uhr | 0,35 Mio. |                 | 4,4 %       |                 |               |
| 080                            | 15              | 13. Mai 2017  | 00:05 Uhr | 0,47 Mio. |                 | 4,7 %       |                 |               |
| 081                            | 16              | 20. Mai 2017  | 00:10 Uhr | 0,45 Mio. |                 | 4,7 %       |                 |               |
| 082                            | 17              | 3. Juni 2017  | 00:40 Uhr | 0,28 Mio. |                 | 4,1 %       |                 |               |
| 083                            | 18              | 9. Juni 2017  | 23:55 Uhr | 0,33 Mio. |                 | 2,8 %       |                 |               |
| 084                            | 19              | 17. Juni 2017 | 01:25 Uhr | 0,19 Mio. |                 | 3,5 %       |                 |               |
| 085                            | 20              | 23. Juni 2017 | 23:55 Uhr | 0,48 Mio. |                 | 4,4 %       |                 |               |
| 086                            | 21              | 16. Sep. 2017 | 00:30 Uhr | 0,51 Mio. |                 | 6,6 %       |                 | [ Quote 144 ] |
| 087                            | 22              | 23. Sep. 2017 | 00:05 Uhr | 0,43 Mio. |                 | 4,7 %       |                 |               |
| 088                            | 23              | 30. Sep. 2017 | 00:15 Uhr | 0,46 Mio. |                 | 5,2 %       |                 |               |
| 089                            | 24              | 7. Okt. 2017  | 00:30 Uhr | 0,33 Mio. |                 | 4,2 %       |                 | [ Quote 145 ] |
| 090                            | 25              | 14. Okt. 2017 | 00:15 Uhr | 0,30 Mio. |                 | 3,3 %       |                 |               |
| 091                            | 26              | 21. Okt. 2017 | 00:05 Uhr | 0,51 Mio. |                 |             |                 | [ Quote 146 ] |
| 092                            | 27              | 28. Okt. 2017 | 00:10 Uhr | 0,43 Mio. |                 | 4,4 %       |                 |               |
| 093                            | 28              | 4. Nov. 2017  | 00:30 Uhr | 0,45 Mio. |                 | 5,5 %       |                 |               |
| 094                            | 29              | 11. Nov. 2017 | 00:55 Uhr | 0,57 Mio. |                 | 7,9 %       |                 |               |
| 095                            | 30              | 18. Nov. 2017 | 00:05 Uhr | 0,53 Mio. |                 | 4,9 %       |                 |               |
| 096                            | 31              | 25. Nov. 2017 | 00:05 Uhr | 0,58 Mio. |                 | 5,4 %       |                 |               |
| 097                            | 32              | 2. Dez. 2017  | 00:05 Uhr | 0,47 Mio. |                 | 4,4 %       |                 |               |
| 098                            | 33              | 9. Dez. 2017  | 01:15 Uhr | 0,25 Mio. |                 | 4,1 %       |                 |               |
| 099                            | 34              | 16. Dez. 2017 | 00:05 Uhr | 0,92 Mio. |                 | 7,8 %       |                 | [ Quote 147 ] |
| Neo Magazin Royale – Staffel 4 |                 |               |           |           |                 |             |                 |               |
| 100                            | 01              | 3. Feb. 2018  | 00:10 Uhr | 0,40 Mio. |                 | 3,6 %       |                 | [ Quote 148 ] |
| 101                            | 02              | 10. Feb. 2018 | 00:25 Uhr | 0,67 Mio. |                 | 7,2 %       |                 | [ Quote 149 ] |
| 102                            | 03              | 17. Feb. 2018 | 00:35 Uhr | 0,45 Mio. |                 | 5,0 %       |                 |               |
| 103                            | 04              | 24. Feb. 2018 | 00:20 Uhr | 0,43 Mio. |                 | 4,8 %       |                 |               |
| 104                            | 05              | 3. März 2018  | 00:15 Uhr | 0,67 Mio. |                 | 6,3 %       |                 |               |
| 105                            | 06              | 10. März 2018 | 00:00 Uhr | 0,50 Mio. |                 | 4,4 %       |                 |               |
| 106                            | 07              | 17. März 2018 | 02:25 Uhr | 0,23 Mio. |                 | 5,5 %       |                 |               |
| 107                            | 08              | 24. März 2018 | 00:45 Uhr | 0,35 Mio. |                 | 4,4 %       |                 |               |
| 109                            | 10              | 7. Apr. 2018  | 00:30 Uhr | 0,30 Mio. |                 | 4,0 %       |                 |               |
| 110                            | 11              | 14. Apr. 2018 | 00:35 Uhr | 0,38 Mio. |                 | 4,4 %       |                 |               |
| 111                            | 12              | 21. Apr. 2018 | 00:35 Uhr | 0,23 Mio. |                 | 2,8 %       |                 |               |
| 112                            | 13              | 28. Apr. 2018 | 00:30 Uhr | 0,47 Mio. |                 | 5,9 %       |                 |               |
| 113                            | 14              | 5. Mai 2018   | 00:30 Uhr | 0,32 Mio. |                 | 4,0 %       |                 | [ Quote 150 ] |
| 114                            | 15              | 12. Mai 2018  | 00:35 Uhr | 0,34 Mio. |                 | 4,2 %       |                 |               |
| 115                            | 16              | 19. Mai 2018  | 00:05 Uhr | 0,65 Mio. |                 | 6,6 %       |                 |               |
| 116                            | 17              | 26. Mai 2018  | 00:05 Uhr | 0,40 Mio. |                 | 4,0 %       |                 |               |
| 117                            | 18              | 2. Juni 2018  | 00:05 Uhr | 0,49 Mio. |                 | 4,6 %       |                 |               |
| 118                            | 19              | 9. Juni 2018  | 00:35 Uhr | 0,28 Mio. |                 | 3,9 %       | 2,4 %           | [ Quote 151 ] |
| 119                            | 20              | 1. Sep. 2018  | 00:15 Uhr | 0,40 Mio. |                 | 4,5 %       |                 |               |
| 120                            | 21              | 8. Sep. 2018  | 00:05 Uhr | 0,32 Mio. |                 | 3,3 %       | 3,0 %           | [ Quote 152 ] |
| 121                            | 22              | 15. Sep. 2018 | 00:10 Uhr | 0,37 Mio. |                 | 3,8 %       |                 |               |
| 122                            | 23              | 22. Sep. 2018 | 00:10 Uhr | 0,44 Mio. |                 | 4,9 %       |                 |               |
| 123                            | 24              | 29. Sep. 2018 | 00:10 Uhr | 0,64 Mio. |                 | 7,1 %       | 8,9 %           | [ Quote 153 ] |
| 124                            | 25              | 6. Okt. 2018  | 00:10 Uhr | 0,38 Mio. |                 | 3,8 %       |                 |               |
| 125                            | 26              | 13. Okt. 2018 | 00:45 Uhr | 0,29 Mio. |                 | 3,9 %       |                 |               |
| 127                            | 28              | 27. Okt. 2018 | 00:05 Uhr | 0,54 Mio. |                 | 5,0 %       |                 |               |
| 129                            | 30              | 10. Nov. 2018 | 00:55 Uhr | 0,34 Mio. |                 | 5,2 %       |                 |               |
| 130                            | 31              | 17. Nov. 2018 | 00:10 Uhr | 0,32 Mio. |                 | 3,0 %       |                 |               |
| 131                            | 32              | 24. Nov. 2018 | 00:10 Uhr | 0,41 Mio. |                 | 3,5 %       |                 |               |
| 132                            | 33              | 1. Dez. 2018  | 00:10 Uhr | 0,52 Mio. |                 | 5,0 %       |                 |               |
| 133                            | 34              | 8. Dez. 2018  | 00:35 Uhr | 0,47 Mio. |                 | 5,8 %       |                 |               |
| Neo Magazin Royale – Staffel 5 |                 |               |           |           |                 |             |                 |               |
| 136                            | 01              | 23. Feb. 2019 | 00:10 Uhr | 0,53 Mio. |                 | 5,3 %       |                 |               |
| 137                            | 02              | 2. März 2019  | 00:55 Uhr | 0,27 Mio. |                 | 3,8 %       |                 |               |
| 138                            | 03              | 9. März 2019  | 00:05 Uhr | 0,38 Mio. |                 | 3,5 %       |                 |               |
| 139                            | 04              | 16. März 2019 | 00:20 Uhr | 0,46 Mio. |                 | 5,1 %       |                 |               |
| 140                            | 05              | 23. März 2019 | 00:10 Uhr | 0,46 Mio. |                 | 4,7 %       |                 |               |
| 141                            | 06              | 30. März 2019 | 00:25 Uhr | 0,32 Mio. |                 | 3,5 %       |                 |               |
| 142                            | 07              | 6. Apr. 2019  | 00:05 Uhr | 0,45 Mio. |                 | 4,5 %       |                 |               |
| 143                            | 08              | 13. Apr. 2019 | 00:20 Uhr | 0,28 Mio. |                 | 3,1 %       |                 |               |
| 145                            | 10              | 27. Apr. 2019 | 01:40 Uhr | 0,14 Mio. |                 | 2,9 %       |                 |               |
| 146                            | 11              | 4. Mai 2019   | 01:45 Uhr | 0,22 Mio. |                 | 4,5 %       |                 |               |
| 147                            | 12              | 11. Mai 2019  | 00:10 Uhr | 0,35 Mio. |                 | 3,5 %       |                 |               |
| 148                            | 13              | 18. Mai 2019  | 00:10 Uhr | 0,49 Mio. |                 | 5,3 %       |                 |               |
| 149                            | 14              | 25. Mai 2019  | 00:10 Uhr | 0,50 Mio. |                 | 5,7 %       |                 |               |
| 150                            | 15              | 8. Juni 2019  | 00:40 Uhr | 0,39 Mio. |                 | 5,4 %       |                 |               |
| 152                            | 17              | 30. Aug. 2019 | 23:55 Uhr | 0,43 Mio. | 0,13 Mio.       | 4,4 %       | 4,1 %           | [ Quote 154 ] |
| 153                            | 18              | 7. Sep. 2019  | 00:55 Uhr | 0,34 Mio. |                 | 5,6 %       |                 |               |
| 154                            | 19              | 14. Sep. 2019 | 01:00 Uhr | 0,29 Mio. |                 | 5,2 %       |                 |               |
| 155                            | 20              | 21. Sep. 2019 | 00:40 Uhr | 0,42 Mio. |                 | 6,6 %       |                 |               |
| 156                            | 21              | 28. Sep. 2019 | 00:35 Uhr | 0,46 Mio. |                 | 6,4 %       |                 |               |
| 157                            | 22              | 5. Okt. 2019  | 00:30 Uhr | 0,26 Mio. |                 | 3,5 %       |                 |               |
| 158                            | 23              | 12. Okt. 2019 | 01:00 Uhr | 0,26 Mio. |                 | 4,0 %       |                 |               |
| 159                            | 24              | 19. Okt. 2019 | 00:20 Uhr | 0,29 Mio. |                 | 3,4 %       |                 |               |
| 160                            | 25              | 26. Okt. 2019 | 00:30 Uhr | 0,33 Mio. |                 | 4,1 %       |                 |               |
| 163                            | 28              | 16. Nov. 2019 | 00:05 Uhr | 0,45 Mio. |                 | 4,6 %       |                 |               |
| 164                            | 29              | 23. Nov. 2019 | 00:05 Uhr | 0,53 Mio. |                 | 5,1 %       |                 |               |
| 166                            | 31              | 7. Dez. 2019  | 00:10 Uhr | 0,59 Mio. |                 | 6,5 %       |                 |               |
| 167                            | 32              | 13. Dez. 2019 | 23:55 Uhr | 0,80 Mio. |                 |             | 8,1 %           | [ Quote 155 ] |

Anmerkungen:
1. ↑  Fettgedruckt: Höchster Zuschauerwert in dieser Kategorie. Kursivfettgedruckt: Niedrigster Zuschauerwert in dieser Kategorie
2. ↑  Fettgedruckt: Höchster Marktanteilwert in dieser Kategorie. Kursivfettgedruckt: Niedrigster Marktanteilwert in dieser Kategorie

### Folge
1. ↑  Gmember – Worterklärung im Urban Dictionary
2. 1 2 3 4 5 6 7  GLUMP Alkoholcola™ – DRUNK & AWAKE – offizieller Sponsor von Neo Magazin
3. ↑  Beinkleider für Männer aus dem Frauenkleiderschrank
4. ↑  @cojicy Tweet (13:51, 24. Jan. 2013) – Verena Cojics Twitter-Meldung
5. ↑  „Welttag des Fernsehens“ gemäß UN-Resolution A/RES/51/205 vom 17. Dezember 1996
6. ↑  „Tag der elektronischen Grußkarten“
7. ↑  „Tohuwabohu“ (Memento vom 18. Dezember 2014 im Internet Archive) – offizielle Webseite beim ZDF
8. ↑  „Neo Magazin Kleinanzeigen“ (Memento des Originals vom 18. Dezember 2014 im Internet Archive)  Info: Der Archivlink wurde automatisch eingesetzt und noch nicht geprüft. Bitte prüfe Original- und Archivlink gemäß Anleitung und entferne dann diesen Hinweis. – „Dein Marktplatz für alles“
9. ↑  „Goldener Medienpimmel“ 2013 (Memento vom 3. Februar 2014 im Internet Archive) – Liste der Nominierten
10. 1 2 3 4  Emojipedia – Auflistung der Emojis oder Emoticons
11. ↑  „Dunk den Herrn! Kebekus! Feat. Mc Rene, Sister Mary Minaj, DJ Mess-Dee-Naa“ – Videoveröffentlichung von Carolin Kebekus
12. ↑  „Goldener Medienpimmel“ 2013 (Memento vom 2. Februar 2014 im Internet Archive) – Ehrenpimmel für Jan Böhmermann
13. 1 2 3 4 5 6 7  Das Relefanten-Orakel (Memento vom 4. Dezember 2014 im Internet Archive)
14. ↑  „Keep calm!“: Kay One hat genug vom Bushido-Beef – Artikel im Boulevardmagazin Promiflash
15. ↑  „Der NEO MAGAZIN-Hoppenbrock-Vorspann“
16. ↑  No Vacancy – Cover-Band
17. ↑  „Paparazzi-Jagd: Selena schweigt zu Justin Bieber“ – Artikel im Boulevardmagazin Promiflash
18. ↑  FINS! – offizielle Webseite
19. ↑  Der beste Mensch der Welt (Memento vom 19. Dezember 2014 im Internet Archive) – Teilnehmer der Verlosung
20. ↑  SAM bei laut.de
21. 1 2  Albrecht Schrader – offizielle Webseite
22. ↑  Sneezing Baby Panda – ein Meme
23. ↑  „Welt-Nettigkeitstag“
24. ↑  „Tantes Kuchen – Ein illustriertes Backbuch“ (Memento vom 20. April 2015 im Internet Archive)
25. ↑  „Nyan Cat – almost nearly close to but not really 10 hours“ – Videoveröffentlichung von zdfneo
26. ↑  Neomaker – GitHub-Projekt zum selber drücken
27. ↑  „Alle Tweets von Nattie Boe“ – Hörbuch
28. ↑  Peanut Butter Jelly Time – ein Meme
29. ↑  „Fler: „Keiner kommt klar mit mir“ & der Brief an Farid Bang #waslos“ – Videoveröffentlichung von Hiphop.de (ab 46:50 Min.)
30. ↑  Wenn Rapper bellen. Zeit Online, November 2014.
31. ↑  „Heute-Show fälscht erneut“ (Memento vom 14. Februar 2015 im Internet Archive) – Blog-Artikel von Fernsehkritik-TV inkl. Video
32. ↑  Peter Taubers Twitter-Account
33. ↑  „TV-Sex beim Bachelor? Oliver ist offen für alles“. 13. Januar 2015, abgerufen am 26. Februar 2015. – Artikel im Boulevardmagazin Promiflash
34. ↑  „Tag der Anerkennung für Mitarbeiter“ (engl. „Employee Appreciation Day“)
35. ↑  DanielCramerFan.de – „Neues vom Craminator“
36. ↑  „Max Friedrich“ – private Webseite (alte Version aus dem Jahr 2001 (Memento vom 23. Juli 2001 im Internet Archive))
37. ↑  „Yanis Varoufakis: The Global Minotaur: America, Europe and the Future of the Global Economy“ – Videoveröffentlichung von SkriptaTV (ab 40:30 Min.)
38. ↑  Luise Pusch: Frauenquote fürs Cockpit! In: Emma
39. ↑  „Now Germany Is Ripping Off Bill Tull!“ (Memento vom 24. März 2015 im Internet Archive) Ausschnitt aus Conan vom 24. März 2015 (Youtube)
40. ↑  Kaiser Quartett – offizielle Webseite
41. ↑  „15 Jahre gewaltfreie Erziehung – Deutscher Kinderschutzbund zieht kritisch Bilanz“ (Memento vom 30. April 2015 im Internet Archive)
42. ↑  „Führer Planet“ – Die große Adi-Adè-Jubiläumsbox aus echter deutscher Eiche!
43. ↑  „Helene Fischer mit Atemlos durch die Nacht “ – Videoveröffentlichung von SRF Musik
44. ↑  „Welthundetag“
45. 1 2  „Let’s go! Startup“ – „We put the FUN in crowdfunding!“
46. ↑  „barf-hoodie.com“ – Kapuzenpullover mit vorne angebrachter Kapuze
47. ↑  „National Men Make Dinner Day (Männer-machen-Essen-Tag)“
48. ↑  „Dendemann performt “D.E.N.D.E U.N.I.T.É.” & Fler droht Jan Böhmermann“ – Artikel auf Spit-TV.de
49. ↑  youtube.com – Videoveröffentlichung von MileyCyrusVEVO
50. ↑  „Lieber Jan Böhmermann, dein ‚POL1Z1STENS0HN‘ ist einfach nur standesgemäße Überheblichkeit.“ – Artikel des Magazins Vice
51. ↑  „ZDF morgenmagazin: AfD Kundgebung in Erfurt (28. Oktober 2015) – komplettes & unzensiertes Rohmaterial“
52. ↑  „Das Neo Magazin Game Royale – Jäger der verlorenen Glatze“
53. ↑  heute- | NEO MAGAZIN ROYALE mit Jan Böhmermann – ZDFneo auf YouTube, abgerufen am 25. Januar 2021.
54. ↑  „Du für Deutschland“ – Webseite zur Kampagne
55. ↑  Die Parodie zu Erdogan entspricht nicht den Ansprüchen, die wir an Satire stellen. 1. April 2016, abgerufen am 1. April 2016.
56. ↑  Böhmermann-Sendung mit Erdogan-Schmähkritik aus ZDF-Mediathek verschwunden. In: Meedia. 1. April 2016, abgerufen am 1. April 2016.
57. ↑  Hunde chillen am liebsten zu Reggae und Soft Rock. Welt Online, / N24, 29. Januar 2017
58. ↑  Böhmermann schmeißt sich an Trump ran – n-tv, 3. Februar 2017
59. ↑  Dieter Hallervorden: Die Riesenschildkröte ist nicht der Hingucker – Huffingtonpost, 20. Januar 2017
60. ↑  Polizei empört mit Richtlinien für Flüchtlinge an Karneval – Süddeutsche, 5. Februar 2017
61. ↑  „Asoziales, widerliches Gewaltverhalten“. Spiegel Online, 6. Februar 2017
62. ↑  Obergrenzstreit ruht im Wahlkampf – FAZ, 6. Februar 2017
63. ↑  Henker der Freiheit – Süddeutsche, 6. Februar 2017
64. ↑  Grüne empfehlen Autofasten bis Ostern. Spiegel Online, 28. Februar 2017
65. ↑  Hitzige Diskussion um Sofa-Foto im Oval Office. Süddeutsche, 1. März 2017
66. ↑  Scheuer: Nazi-Vergleich ist ungeheuerlich und unverschämt – FAZ, 5. März 2017
67. ↑  Hitler verharmlost: Wie AfD-Mann Höcke sich im Lügen-Dickicht verlor – Stern, 9. Mai 2017
68. ↑  Neue Burger, sinkende Preise: Bei McDonald’s wird jetzt alles anders – Stern, 8. Mai 2017
69. ↑  BBC-Journalist ist live – und dann geht alles schief. Welt Online, / N24, 10. März 2017
70. ↑  Gehackte Accounts verbreiten Schmähbotschaften. Tagesschau (ARD), 15. März 2017
71. ↑  Erdogan bezeichnet niederländische Regierung als Nazi-Nachfahren und Faschisten – Focus Online, 11. März 2017
72. ↑  Deutsche Bahn will weiter Alkohol servieren. Spiegel Online, 12. März 2017
73. ↑  Jan Böhmermann knöpft sich Polizeigewerkschaftler Wendt vor – Stern, 17. März 2017
74. ↑  Klickhilfe Ehrenfeld (Memento vom 23. Juni 2017 im Internet Archive) – satirische Webseite des NMR
75. ↑  Wegen eines T-Shirts steht dieser Boxer im Erdogan-Fadenkreuz! – Sat.1-Frühstücksfernsehen, 2. August 2016
76. ↑  Schulz mit 100 Prozent zum SPD-Parteichef gewählt. Spiegel Online, 19. März 2017
77. ↑  Trump schafft Büro für Tochter Ivanka – der Ort im Weißen Haus ist kein Zufall – Focus, 23. März 2017
78. ↑  Was vom „Hackerangriff“ auf den Twitter-Account der Jungen Union übrig bleibt – netzpolitik.org, 24. März 2017
79. 1 2  Rapper Kollegah verpasst Fan Faustschlag ins Gesicht. Spiegel Online, 19. März 2017
80. ↑  Politiker empfiehlt: Esst mehr Biber! – bild.de, 28. März 2017
81. ↑  100-Kilo-Goldmünze aus Bodemuseum gestohlen. Tagesspiegel, 27. März 2017
82. ↑  Dieser Grauburgunder hat Prominenten-Status. Welt Online, 1. Mai 2017
83. ↑  Ostercappelner Benjamin Legge mit Band im „Neo Magazin Royale“ – Neue Osnabrücker Zeitung, 31. März 2017
84. ↑  Mainzer Männerklüngel. Tagesspiegel, 11. März 2017
85. ↑  Der Stolperfels. Spiegel Online, 3. April 2017
86. ↑  Drogerie dm ruft Cremeseife wegen Keimen zurück. Spiegel Online, 11. April 2017
87. ↑  Angriffsbefehl beim Schokokuchen. Spiegel Online, 13. April 2017
88. ↑  McCann-Kampagne: Porno-Männer fordern Gleichstellung – W&V, 10. April 2017
89. ↑  props im englischsprachigen Wiktionary
90. ↑  Ü-50-Party ohne Hall. Spiegel Online, 7. April 2017
91. ↑  Aldi-Bistro im Mediapark verkauft Menüs zu Discounterpreisen. Kölner Stadt-Anzeiger, 27. April 2017
92. ↑  Polizeibewerber scheitern immer häufiger an Deutschkenntnissen. Welt Online, / N24, 8. April 2017
93. ↑  Pietro zeigt seine Single-Bude – Bild.de, 11. April 2017
94. ↑  imakeyoutipsy.com satirische Website des NMR
95. ↑  wwnj.knothenance.de
96. ↑  youtube.com
97. ↑  Muss das sein? Edeka verkauft Einhorn-Klopapier mit Zuckerwatte-Duft – Stern.de, 27. April 2017
98. ↑  Proteste gegen AfD-Bundesparteitag in Köln – WDR, 22. April 2017
99. ↑  Saudi-Arabien in Uno-Kommission für Frauenrechte gewählt – derStandard.at, 24. April 2007
100. ↑  Das ist De Maizières Zehn-Punkte-Plan – faz.net, 2. Mai 2017
101. ↑  Türkei macht Schluss mit Kuppelshows im Fernsehen. Welt Online, 29. April 2017
102. ↑  Mannheim kommt nicht von seinen Söhnen los – faz.net, 9. Mai 2017
103. ↑  Leyen kauft Recycling-Panzer für 760 Millionen – dpa, t-online.de, 10. Mai 2017
104. ↑  „Hurensöhne Mannheims“: Jan Böhmermann legt nach – GQ, 11. Mai 2017
105. ↑  Auf einen Ratsch mit dem CSU-Bot (Memento vom 12. Dezember 2017 im Internet Archive) – br.de, 28. April 2017
106. ↑  Deutschlands Wohnungen sind zu dunkel – sueddeutsche.de, 2. Mai 2017
107. ↑  „Neo Magazin Royale“ – ZDF bestätigt Trennung von Hans Meiser. Spiegel Online, 17. Mai 2017
108. ↑  Putin will Mitschrift von Lawrow-Trump-Treffen freigeben. Zeit Online, 17. Mai 2017
109. ↑  Trump verspricht Türkei Unterstützung– tagesschau.de, 17. Mai 2017
110. ↑  Donald Trump gets two scoops of ice cream while everyone else gets one – independent, 12. Mai 2017
111. ↑  Von der Leyen fordert neue Traditionslinie – n-tv, 16. Mai 2017
112. ↑  Türkei ohne Touristen (Memento des Originals vom 22. Mai 2017 im Internet Archive)  Info: Der Archivlink wurde automatisch eingesetzt und noch nicht geprüft. Bitte prüfe Original- und Archivlink gemäß Anleitung und entferne dann diesen Hinweis. – ORF, 15. Mai 2017
113. ↑  Läuft da wieder was? Pietro postet süße Botschaft an Sarah – tz, 16. Mai 2017
114. ↑  Sascha Lobo erklärt das Internet – FAZ online, 18. Mai 2017
115. ↑  NEO MAGAZIN ROYALE: Die Telelupe: Wikipedia | Neo Magazin Royale mit Jan Böhmermann – ZDFneo. 18. April 2019, abgerufen am 28. April 2019.

### Quote
1. ↑  Uwe Mantel: Böhmermann findet im TV nur wenig Zuschauer. DWDL.de, 1. November 2013, abgerufen am 10. November 2013.
2. ↑  Kevin Kyburz: Neo Magazin: Böhmermann bessert sich. Quotenmeter.de, 8. November 2013, abgerufen am 10. November 2013.
3. ↑  Sidney Schering: «Neo Magazin» begeistert die Jüngeren. Quotenmeter.de, 29. November 2013, abgerufen am 14. Dezember 2013.
4. ↑  Sidney Schering: «Neo Magazin» wenig gefragt. Quotenmeter.de, 13. Dezember 2013, abgerufen am 14. Dezember 2013.
5. 1 2 3 4 5 6 7 8  Daniel Sallhoff: Quotencheck: Neo Magazin. quotenmeter.de, 9. April 2014, abgerufen am 3. September 2014.
6. ↑  Alexander Krei: Stefan Raab reagiert auf Böhmermanns China-Streich. DWDL.de, 28. März 2014, abgerufen am 28. März 2014.
7. ↑  Sidney Schering: Beachtliche Rückkehr für das «Neo Magazin». quotenmeter.de, 24. Oktober 2014, abgerufen am 31. Oktober 2014.
8. ↑  Dennis Weber: «Neo Magazin» verbessert sich noch einmal. quotenmeter.de, 31. Oktober 2014, abgerufen am 31. Oktober 2014.
9. ↑  Alexander Krei: Arte-Serie „Lilyhammer“ tut sich etwas schwerer. DWDL.de, 21. November 2014, abgerufen am 7. Februar 2015.
10. ↑  Sidney Schering: «Neo Magazin» zieht, das Publikum vor «Tag X» flieht. quotenmeter.de, 12. Dezember 2014, abgerufen am 7. Februar 2015.
11. ↑  Daniel Sallhoff: «Neo Magazin»-Spezial beschert ZDFneo schlechte Quoten. quotenmeter.de, 1. Januar 2015, abgerufen am 7. Februar 2015.
12. ↑  Kevin Kyburz: Böhmermann kehrt stark zurück. quotenmeter.de, 6. Februar 2015, abgerufen am 7. Februar 2015.
13. ↑  Manuel Weis: Gar nicht royale: Irgendetwas kostet Böhmermann viele Zuschauer. quotenmeter.de, 13. Februar 2015, abgerufen am 13. Februar 2015.
14. ↑  Fabian Riedner: Kerkeling schlägt Böhmermann. quotenmeter.de, 20. Februar 2015, abgerufen am 20. Februar 2015.
15. ↑  Daniel Sallhoff: Quotencheck: «Neo Magazin Royale». quotenmeter.de, 1. Juni 2015, abgerufen am 1. Juni 2015.
16. ↑  Manuel Weis: Böhmermann steigert sich wieder auf Startwerte. quotenmeter.de, 6. März 2015, abgerufen am 6. März 2015.
17. ↑  Daniel Sallhoff: Quotencheck: «Neo Magazin Royale». quotenmeter.de, 1. Juni 2015, abgerufen am 1. Juni 2015.
18. ↑  #varoufake hat kaum Auswirkung auf TV-Quoten. DWDL.de, 20. März 2015, abgerufen am 20. März 2015.
19. ↑  Daniel Sallhoff: Quotencheck: «Neo Magazin Royale». quotenmeter.de, 1. Juni 2015, abgerufen am 1. Juni 2015.
20. ↑  Daniel Sallhoff: Quotencheck: «Neo Magazin Royale». quotenmeter.de, 1. Juni 2015, abgerufen am 1. Juni 2015.
21. ↑  Kein Fehlstart: Böhmermann hilft Bundestag-«Stromberg». Quotenmeter.de, 17. April 2015, abgerufen am 18. April 2015.
22. ↑  Böhmermann überzeugt – «Eichwald» schwächer. Quotenmeter.de, 24. April 2015, abgerufen am 24. April 2015.
23. ↑  «Neo Magazin Royale» und «Eichwald, MdB» wohlauf. Quotenmeter.de, 8. Mai 2015, abgerufen am 8. Mai 2015.
24. ↑  "Neo Magazin" verhilft Knast-Sitcom zum Erfolg. DWDL.de, 22. Mai 2015, abgerufen am 22. Mai 2015.
25. ↑  «Neo Magazin Royale»: Abschied in die Sommerpause. Quotenmeter.de, 29. Mai 2015, abgerufen am 29. Mai 2015.
26. ↑  Fabian Riedner: «Neo Magazin Royale» kehrt gut zurück. quotenmeter.de, 21. August 2015, abgerufen am 21. August 2015.
27. ↑  Kevin Kyburz: «Neo Magazin Royale» weiterhin auf Kurs. quotenmeter.de, 13. November 2015, abgerufen am 14. November 2015.
28. ↑  Manuel Weis: Kritiker sind enttäuscht: One-Taker von «Yps» punktet nicht… quotenmeter.de, 20. November 2015, abgerufen am 20. November 2015.
29. ↑  Sidney Schering: #ichhabpolizei schlägt voll ein. quotenmeter.de, 27. November 2015, abgerufen am 27. November 2015.
30. ↑  Manuel Weis: Alter «Tatort» sendet auf Augenhöhe mit «Deutschland 83». quotenmeter.de, 4. Dezember 2015, abgerufen am 5. Dezember 2015.
31. ↑  Kevin Kyburz: ZDFneo: Böhmermann leicht über Schnitt. In: Quotenmeter.de. 5. Februar 2016, abgerufen am 5. Februar 2016.
32. ↑  Manuel Weis: Reichweite des «neo Magazins» bricht ein. In: Quotenmeter.de. 12. Februar 2016, abgerufen am 12. Februar 2016.
33. ↑  Uwe Mantel: Joko hilft Böhmi, Traumstart für Late Night bei Tele 5. In: DWDL.de. 4. März 2016, abgerufen am 4. März 2016.
34. ↑  Alexander Krei: "Boomarama" stürzt ab, Sport1 verpasst Rekord. In: DWDL.de. 11. März 2016, abgerufen am 11. März 2016.
35. ↑  Uwe Mantel: Guter Einstand für „Tut“, „Extreme“ startet mau. In: DWDL.de. 25. März 2016, abgerufen am 25. März 2016.
36. ↑  Überraschend: Erdogan-Trubel beflügelt «Neo Magazin Royale» nicht. In: Quotenmeter.de. 8. April 2016, abgerufen am 8. April 2016.
37. ↑  Alexander Krei: ZDFneo: Famose Quoten für Böhmermanns Rückkehr. In: DWDL.de. 13. Mai 2016, abgerufen am 14. Mai 2016.
38. ↑  Alexander Krei: "Neo Magazin" büßt viele Zuschauer wieder ein. In: DWDL.de. 20. Mai 2016, abgerufen am 21. Mai 2016.
39. ↑  Sidney Schering: Böhmermann singt sich mit #GreatestHitz fast auf Rekordniveau. In: Quotenmeter.de. 3. Juni 2016, abgerufen am 3. Juni 2016.
40. ↑  Kevin Kyburz: ZDFneo: Starke Rückkehr für Jan Böhmermann. In: Quotenmeter.de. 26. August 2016, abgerufen am 27. August 2016.
41. ↑  Kevin Kyburz: Jan Böhmermann zurück in der Realität. In: Quotenmeter.de. 2. September 2016, abgerufen am 3. September 2016.
42. ↑  Sidney Schering: «Neo Magazin Royale»: Die Autoren haben sich ihr Recht erkämpft. In: Quotenmeter.de. 16. September 2016, abgerufen am 16. September 2016.
43. ↑  Alexander Krei: Kaum Interesse an Comedyserien bei RTL Nitro. In: DWDL.de. 23. September 2016, abgerufen am 23. September 2016.
44. ↑  Alexander Krei: "Neo Magazin": Übertragungsfehler war schuld. In: DWDL.de. 30. September 2016, abgerufen am 30. September 2016.
45. ↑  Alexander Krei: "Wetten, dass..?" bringt Böhmermann mehr Zuschauer. In: DWDL.de. 14. Oktober 2016, abgerufen am 14. Oktober 2016.
46. ↑  Timo Niemeier: Böhmermanns „Wetten, dass..?“ verliert deutlich. In: DWDL.de. 21. Oktober 2016, abgerufen am 21. Oktober 2016.
47. ↑  Sidney Schering: Rückkehr zum normalen «Neo Magazin Royale» bringt Quotenverlust. In: Quotenmeter.de. 28. Oktober 2016, abgerufen am 28. Oktober 2016.
48. ↑  Uwe Mantel: Sport1 punktet mit Schalke, „Fargo“ hat’s nicht leicht. In: DWDL.de. 4. November 2016, abgerufen am 4. November 2016.
49. ↑  Alexander Krei: "Weinberg" fällt hinter das „Neo Magazin“ zurück. In: DWDL.de. 11. November 2016, abgerufen am 11. November 2016.
50. ↑  Timo Niemeier: kabel eins fällt hinter „K 11“ bei Sat.1 Gold zurück. In: DWDL.de. 9. Dezember 2016, abgerufen am 9. Dezember 2016.
51. ↑  Sidney Schering: «Neo Magazin Royale»: Rückkehr in zufriedenstellender Form. In: Quotenmeter.de. 3. Februar 2017, abgerufen am 3. Februar 2017.
52. ↑  Alexander Krei: 3sat punktet mit Opernball, WDR mit Weiberfastnacht. In: DWDL.de. 24. Februar 2017, abgerufen am 24. Februar 2017.
53. ↑  Uwe Mantel: "Neo Magazin" legt zu, „Galavant“ startet durchwachsen. In: DWDL.de. 3. März 2017, abgerufen am 3. März 2017.
54. ↑  Alexander Krei: Sogar noch vor RTL: Europa League beflügelt Sport1. In: DWDL.de. 10. März 2017, abgerufen am 10. März 2017.
55. ↑  Uwe Mantel: "Scream Queens" machen Sorgen, Lenßen überzeugt. In: DWDL.de. 31. März 2017, abgerufen am 31. März 2017.
56. ↑  Uwe Mantel: Ulrich Meyer tut sich schwer, Wrestling tut Maxx gut. In: DWDL.de. 7. April 2017, abgerufen am 7. April 2017.
57. ↑  Sidney Schering: Schalke kickt Sport 1 zu beachtlichen Zahlen. In: Quotenmeter.de. 14. April 2017, abgerufen am 14. April 2017.
58. ↑  Alexander Krei: Weppers Abschied stellt Steffens in den Schatten. In: DWDL.de. 21. April 2017, abgerufen am 21. April 2017.
59. ↑  David Grzeschik: «Neo Magazin Royale». In: Quotenmeter.de. 23. Juni 2017, abgerufen am 23. Juni 2017.
60. ↑  Fabian Riedner: Trotz Streaming: Böhmermann bei ZDFneo stark. In: Quotenmeter.de. 5. Mai 2017, abgerufen am 5. Mai 2017.
61. ↑  Alexander Krei: Weppers Abschied stellt Steffens in den Schatten. In: DWDL.de. 12. Mai 2017, abgerufen am 12. Mai 2017.
62. ↑  Alexander Krei: Eishockey-WM trotz Niederlage mit starken Quoten. In: DWDL.de. 19. Mai 2017, abgerufen am 19. Mai 2017.
63. ↑  David Grzeschik: «Neo Magazin Royale». In: Quotenmeter.de. 23. Juni 2017, abgerufen am 23. Juni 2017.
64. ↑  Manuel Weis: «Neo Magazin Royale»: Facebook-Gags helfen Böhmermann. In: Quotenmeter.de. 9. Juni 2017, abgerufen am 9. Juni 2017.
65. ↑  David Grzeschik: «Neo Magazin Royale». In: Quotenmeter.de. 23. Juni 2017, abgerufen am 23. Juni 2017.
66. ↑  David Grzeschik: «Neo Magazin Royale». In: Quotenmeter.de. 23. Juni 2017, abgerufen am 23. Juni 2017.
67. ↑  David Grzeschik: «Neo Magazin» kehrt royal zurück. In: Quotenmeter.de. 15. September 2017, abgerufen am 15. September 2017.
68. ↑  Sidney Schering: Maschmeyer hilft «Neo Magazin Royale» nicht, Rekordwert zu halten. In: Quotenmeter.de. 29. September 2017, abgerufen am 29. September 2017.
69. ↑  Sidney Schering: Satte Quote für DMAX, winziger Aufschwung für Böhmermann. In: Quotenmeter.de. 6. Oktober 2017, abgerufen am 6. Oktober 2017.
70. ↑  Sidney Schering: Längstes «Neo Magazin Royale» genießt Quotenaufschwung. In: Quotenmeter.de. 13. Oktober 2017, abgerufen am 13. Oktober 2017.
71. ↑  Sidney Schering: Nicht geniaal, nicht fataal: Lachse Werte für das «Neo Magazin Royale». In: Quotenmeter.de. 20. Oktober 2017, abgerufen am 20. Oktober 2017.
72. ↑  Sidney Schering: «Neo Magazin Royale»: #LaferLichterLuther und lahme Zahlen. In: Quotenmeter.de. 3. November 2017, abgerufen am 3. November 2017.
73. ↑  Fabian Riedner: Nitro punktet mit Fußball, ZDFneo nicht mit Böhmermann. In: Quotenmeter.de. 10. November 2017, abgerufen am 10. November 2017.
74. ↑  Sidney Schering: «Nitrolaut» schlägt das «Neo Magazin Royale» und seinen #Reichspark … In: Quotenmeter.de. 17. November 2017, abgerufen am 17. November 2017.
75. ↑  Sidney Schering: Die 90er feiern nicht ganz so «Nitrolaut» wie die 80er. In: Quotenmeter.de. 24. November 2017, abgerufen am 24. November 2017.
76. ↑  Sidney Schering: Lass dich überwachen: «Neo Magazin Royale»-Special trifft Nerv des Publikums. In: Quotenmeter.de. 1. Dezember 2017, abgerufen am 1. Dezember 2017.
77. ↑  Sidney Schering: Red Bull verleiht Böhmermanns Quote Flüüügel. In: Quotenmeter.de. 8. Dezember 2017, abgerufen am 8. Dezember 2017.
78. ↑  Sidney Schering: Böhmermann verabschiedet sich schwach in die Winterpause. In: Quotenmeter.de. 15. Dezember 2017, abgerufen am 15. Dezember 2017.
79. ↑  Uwe Mantel: kabel eins Doku mit Rekord, Böhmermann schwächelt. In: DWDL.de. 2. Februar 2018, abgerufen am 2. Februar 2018.
80. ↑  Alexander Krei: BVB-Aus beschert Sport1 noch einmal starke Quoten. In: DWDL.de. 16. März 2018, abgerufen am 16. März 2018.
81. ↑  Fabian Riedner: «Asül für alle» erreicht großes Publikum. In: Quotenmeter.de. 23. März 2018, abgerufen am 23. März 2018.
82. ↑  Sidney Schering: Stattliche Quoten für das «Neo Magazin Royale». In: Quotenmeter.de. 30. März 2018, abgerufen am 30. März 2018.
83. ↑  Uwe Mantel: RB Leipzig beschert Sport1 deutlich mehr Zuschauer. In: DWDL.de. 6. April 2018, abgerufen am 6. April 2018.
84. ↑  Sidney Schering: Europa League bringt Sport1 Quotenglück. In: Quotenmeter.de. 13. April 2018, abgerufen am 13. April 2018.
85. ↑  Uwe Mantel: Euro League: Sport1 punktet auch ohne deutsches Team. In: DWDL.de. 4. Mai 2018, abgerufen am 4. Mai 2018.
86. ↑  Manuel Weis: Neue Folge am Feiertag: Zuschauer finden «Voller Leben» nicht mehr. In: Quotenmeter.de. 11. Mai 2018, abgerufen am 11. Mai 2018.
87. ↑  Timo Nöthling: «Neo Magazin Royale» macht riesigen Quoten-Sprung. In: Quotenmeter.de. 1. Juni 2018, abgerufen am 1. Juni 2018.
88. ↑  David Grzeschik: «Neo Magazin Royale». In: Quotenmeter.de. 8. Juni 2018, abgerufen am 8. Juni 2018.
89. ↑  Sidney Schering: «Neo Magazin Royale»: Blasser, dünner Junge bleibt in alter Form. In: Quotenmeter.de. 31. August 2018, abgerufen am 31. August 2018.
90. ↑  Fabian Riedner: «Greyzone» startet wunderbar, Böhmermann läuft mau. In: Quotenmeter.de. 14. September 2018, abgerufen am 14. September 2018.
91. ↑  Sidney Schering: «Team Ninja Warrior» läuft bei Nitro durchwachsen. In: Quotenmeter.de. 28. September 2018, abgerufen am 28. September 2018.
92. ↑  Sidney Schering: «Neo Magazin Royale»: Ein Besuch in Sachsen weiß zu beflügeln. In: Quotenmeter.de. 5. Oktober 2018, abgerufen am 6. Oktober 2018.
93. ↑  Fabian Riedner: «Young Böhmermann»-Special sehr gefragt. In: Quotenmeter.de. 19. Oktober 2018, abgerufen am 21. Oktober 2018.
94. ↑  Manuel Weis: «Lass dich überwachen!»: Äußerst trübe Quoten für neo-Re-Run. In: Quotenmeter.de. 9. November 2018, abgerufen am 9. November 2018.
95. ↑  Uwe Mantel: Tiefstwert fürs „Neo Magazin“, Topquoten für Wrestling. In: DWDL.de. 16. November 2018, abgerufen am 17. November 2018.
96. ↑  Alexander Krei: Mäßige Quoten für „No More Boys and Girls“ bei ZDFneo. In: DWDL.de. 23. November 2018, abgerufen am 25. November 2018.
97. ↑  Uwe Mantel: "Goldrausch" legt zu, „1Live Krone“ punktet bei Jüngeren. In: DWDL.de. 7. Dezember 2018, abgerufen am 16. Dezember 2018.
98. ↑  Fabian Riedner: Hitchcock passabel, Böhmermann enttäuscht. In: Quotenmeter.de. 21. Dezember 2018, abgerufen am 7. Januar 2019.
99. ↑  Sidney Schering: «Neo Magazin Royale» kehrt feierlich zurück, Nitro jubelt über Fußball. In: Quotenmeter.de. 22. Februar 2019, abgerufen am 23. Februar 2019.
100. ↑  Sidney Schering: Trotz Larissa Rieß und Bernd Stelter: «Neo Magazin Royale» sinkt linear. In: Quotenmeter.de. 1. März 2019, abgerufen am 3. März 2019.
101. ↑  Sidney Schering: Soldaten beraten, Jan Böhmermann kommt solide an. In: Quotenmeter.de. 15. März 2019, abgerufen am 18. März 2019.
102. ↑  Sidney Schering: «Neo Magazin Royale»-Konzertspecial bleibt im gewohnten Quotenrahmen. In: Quotenmeter.de. 26. April 2019, abgerufen am 26. April 2019.
103. ↑  Alexander Krei: Böhmermann holt höchste Reichweite seit über einem Jahr. In: DWDL.de. 24. Mai 2019, abgerufen am 24. Mai 2019.
104. ↑  Alexander Krei: "PussyTerror TV" verliert Zuschauer, Illner dreht auf. In: DWDL.de. 7. Juni 2019, abgerufen am 7. Juni 2019.
105. ↑  Sidney Schering: Böhmermann bekommt vor der Sommerpause einen Push durch Rezo. In: Quotenmeter.de. 14. Juni 2019, abgerufen am 15. Juni 2019.
106. ↑  Uwe Mantel: Neuer Nitro-Rekord: Eintracht-Sieg sorgt für Traumquote. In: DWDL.de. 30. August 2019, abgerufen am 31. August 2019.
107. ↑  Timo Nöthling: «Neo Magazin» verharrt auf üblichem Niveau, «Charmed» bricht bei sixx ein. In: Quotenmeter.de. 13. September 2019, abgerufen am 13. September 2019.
108. ↑  Timo Nöthling: «Neo Magazin Royale» schwächelt etwas. In: Quotenmeter.de. 11. Oktober 2019, abgerufen am 12. Oktober 2019.
109. ↑  Sidney Schering: 10 Jahre ZDFneo: «Neo Magazin Royale» geht auf Cameo-Reise. In: Quotenmeter.de. 1. November 2019, abgerufen am 1. November 2019.
110. ↑  Timo Niemeier: Sogar ARD und ZDF liegen vor US-Serien von Sat.1. In: DWDL.de. 8. November 2019, abgerufen am 10. November 2019.
111. ↑  Sidney Schering: «Neo Magazin Royale»: Ein Prinz, eine Erotikhändlerin und erfreuliche Quoten. In: Quotenmeter.de. 15. November 2019, abgerufen am 16. November 2019.
112. ↑  Sidney Schering: «Neo Magazin Royale» überzeugt, «Legacies» begeistert. In: Quotenmeter.de. 22. November 2019, abgerufen am 23. November 2019.
113. ↑  Sidney Schering: «Neo Magazin Royale» überzeugt, «Legacies» begeistert. In: Quotenmeter.de. 13. Dezember 2019, abgerufen am 13. Dezember 2019.
114. ↑  Manuel Nunez Sanchez: «Neo Magazin»: Beim jungen Publikum bereits royale. quotenmeter.de, 7. Februar 2015, abgerufen am 7. Februar 2015.
115. ↑  Marcel Pohlig: "Mainz bleibt Mainz" ungefährdet an der Spitze. DWDL.de, 14. Februar 2015, abgerufen am 17. Februar 2015.
116. ↑  Manuel Nunez Sanchez: «Schuld» startet auf solidem Niveau. Quotenmeter.de, 21. Februar 2015, abgerufen am 21. Februar 2015.
117. ↑  Marcel Pohlig: "Die Himmelsleiter" ordentlich, „Schuld“ bricht ein. DWDL.de, 28. Februar 2015, abgerufen am 28. Februar 2015.
118. ↑  Uwe Mantel: "Schuld" legt massiv zu, „Kriminalist“ sehr stark. DWDL.de, 7. März 2015, abgerufen am 7. März 2015.
119. ↑  Manuel Nunez Sanchez: ZDF: Nach der «heute-show» fliehen die Zuschauer. Quotenmeter.de, 21. März 2015, abgerufen am 21. März 2015.
120. ↑  Marcel Pohlig: "Letzte Spur Berlin" erfolgreich, „Betty“ endet mit Tief. DWDL.de, 11. April 2015, abgerufen am 11. April 2015.
121. ↑  Uwe Mantel: "Das blaue Sofa": Abschied im ganz kleinen Kreis. DWDL.de, 2. Mai 2015, abgerufen am 2. Mai 2015.
122. ↑  Alexander Krei: "Luke!" fällt ohne „The Voice Kids“ auf neues Tief. DWDL.de, 9. Mai 2015, abgerufen am 9. Mai 2015.
123. ↑  David Grzeschik: Comedy-Check: Entwarnung für Boning, Luft nach oben für Kaya. Quotenmeter.de, 23. Mai 2015, abgerufen am 23. Mai 2015.
124. ↑  Daniel Sallhoff: «Eichwald, MdB» mit mäßigem Einstand im Hauptprogramm. Quotenmeter.de, 30. Mai 2015, abgerufen am 1. Juni 2015.
125. ↑  Alexander Krei: Fast keine Zuschauer fürs ZDF am späten Abend. DWDL.de, 22. August 2015, abgerufen am 22. August 2015.
126. ↑  Manuel Weis: Jahresbestwert von «heute-Show» hilft «Lerchenberg» wenig. Quotenmeter.de, 19. September 2015, abgerufen am 20. September 2015.
127. ↑  Robert Meyer: «Blochin» gewinnt beim Gesamtpublikum, «heute-show» mit starken Werten. Quotenmeter.de, 26. September 2015, abgerufen am 26. September 2015.
128. ↑  Alexander Krei: Böhmermann darf vor Weihnachten etwas früher ran. DWDL.de, 3. November 2015, abgerufen am 6. November 2015.
129. ↑  Manuel Nunez Sanchez: «Literarisches Quartett» fällt in die tiefrote Zone. Quotenmeter.de, 7. November 2015, abgerufen am 7. November 2015.
130. ↑  Marcel Pohlig: ZDF: „heute-show“ steigert sich auf Jahresbestwert. DWDL.de, 21. November 2015, abgerufen am 21. November 2015.
131. ↑  Marcel Pohlig: ZDF: Starker Auftakt: „Kriminalist“ sichert sich Tagessieg. DWDL.de, 28. November 2015, abgerufen am 28. November 2015.
132. ↑  Alexander Krei: "Sketch History" punktet erneut bei den Jüngeren. DWDL.de, 5. Dezember 2015, abgerufen am 5. Dezember 2015.
133. ↑  Marcel Pohlig: Über 4 Millionen: „heute-show“ holt neuen Bestwert. DWDL.de, 19. Dezember 2015, abgerufen am 19. Dezember 2015.
134. ↑  Marcel Pohlig: "Mainz bleibt Mainz" stark wie seit Jahren nicht. DWDL.de, 6. Februar 2016, abgerufen am 6. Februar 2016.
135. ↑  Manuel Weis: Rekord um Rekord: Starker Freitag im ZDF. Quotenmeter.de, 6. Februar 2016, abgerufen am 13. Februar 2016.
136. ↑  Marcel Pohlig: "heute-show" verabschiedet sich gewohnt stark. DWDL.de, 4. Juni 2016, abgerufen am 5. Juni 2016.
137. ↑  Marcel Pohlig: Freitagsfilm im Ersten holt sich den Tagessieg. DWDL.de, 17. September 2016, abgerufen am 18. September 2016.
138. ↑  Marcel Pohlig: ZDF-Krimis wieder vor der ARD, „New Pop“ nur mau. DWDL.de, 24. September 2016, abgerufen am 24. September 2016.
139. ↑  Daniel Sallhoff: «Wetten, dass..?» sorgt im ZDF für keinen Quotenschub. Quotenmeter.de, 15. Oktober 2016, abgerufen am 15. Oktober 2016.
140. ↑  Marcel Pohlig: "heute-show" knackt 4-Millionen-Marke, Krimis stark. DWDL.de, 19. November 2016, abgerufen am 19. November 2016.
141. ↑  Manuel Nunez Sanchez: Unglaublich: «heute-show»-Jahresrückblick baut Triumphzug nochmals aus. Quotenmeter.de, 17. Dezember 2016, abgerufen am 17. Dezember 2016.
142. ↑  Marcel Pohlig: Das Erste mit stärkstem Freitagsfilm des Jahres. DWDL.de, 25. März 2017, abgerufen am 25. März 2017.
143. ↑  Marcel Pohlig: Schwache Vorabendpremiere für „Sag die Wahrheit“. DWDL.de, 22. April 2017, abgerufen am 22. April 2017.
144. ↑  Marcel Pohlig: "Schuld" startet mit Topwerten in die zweite Staffel. DWDL.de, 16. September 2017, abgerufen am 16. September 2017.
145. ↑  Marcel Pohlig: Starker Freitagsfilm: Prahl & Nay überzeugen im Ersten. DWDL.de, 7. Oktober 2017, abgerufen am 7. Oktober 2017.
146. ↑  Marcel Pohlig: Neue Sat.1-Show „Das gibt’s doch gar nicht“ startet schwach. DWDL.de, 21. Oktober 2017, abgerufen am 22. Oktober 2017.
147. ↑  Marcel Pohlig: Bundesliga hinter Fernsehfilm, „heute-show“ ohne Rekord. DWDL.de, 16. Dezember 2017, abgerufen am 16. Dezember 2017.
148. ↑  David Grzeschik: Eurosport überzeugt mit Bundesliga, Dschungel-Talk vor Böhmermann. quotenmeter.de, 3. Februar 2018, abgerufen am 3. Februar 2018.
149. ↑  Manuel Nunez Sanchez: Wieder über sechs Millionen: «Mainz bleibt...» ein echter Zuschauermagnet. quotenmeter.de, 10. Februar 2018, abgerufen am 10. Februar 2018.
150. ↑  Manuel Weis: Negativ-Rekorde für «Professor T.»-Rückkehr. quotenmeter.de, 5. Mai 2018, abgerufen am 5. Mai 2018.
151. ↑  Uwe Mantel: "heute-show" verhilft „Struwwelpeter“ zu guten Quoten. DWDL.de, 9. August 2018, abgerufen am 9. Juni 2018.
152. ↑  Uwe Mantel: ZDF dominiert mit Krimis und „heute-show“-Comeback. DWDL.de, 8. September 2018, abgerufen am 8. September 2018.
153. ↑  Uwe Mantel: Tagessieg für Welke: Die „heute-show“ thront über allem. DWDL.de, 29. September 2018, abgerufen am 29. September 2018.
154. ↑  Daniel Sallhoff: «Neo Magazin Royale» kehrt auch im ZDF mit gewohnten Werten zurück. Quotenmeter.de, 31. August 2019, abgerufen am 31. August 2019.
155. ↑  Alexander Krei: Satire-Rückblicke sorgen für starke Quoten im ZDF. DWDL.de, 14. Dezember 2018, abgerufen am 15. Dezember 2018.